# Мистецтво Мексики

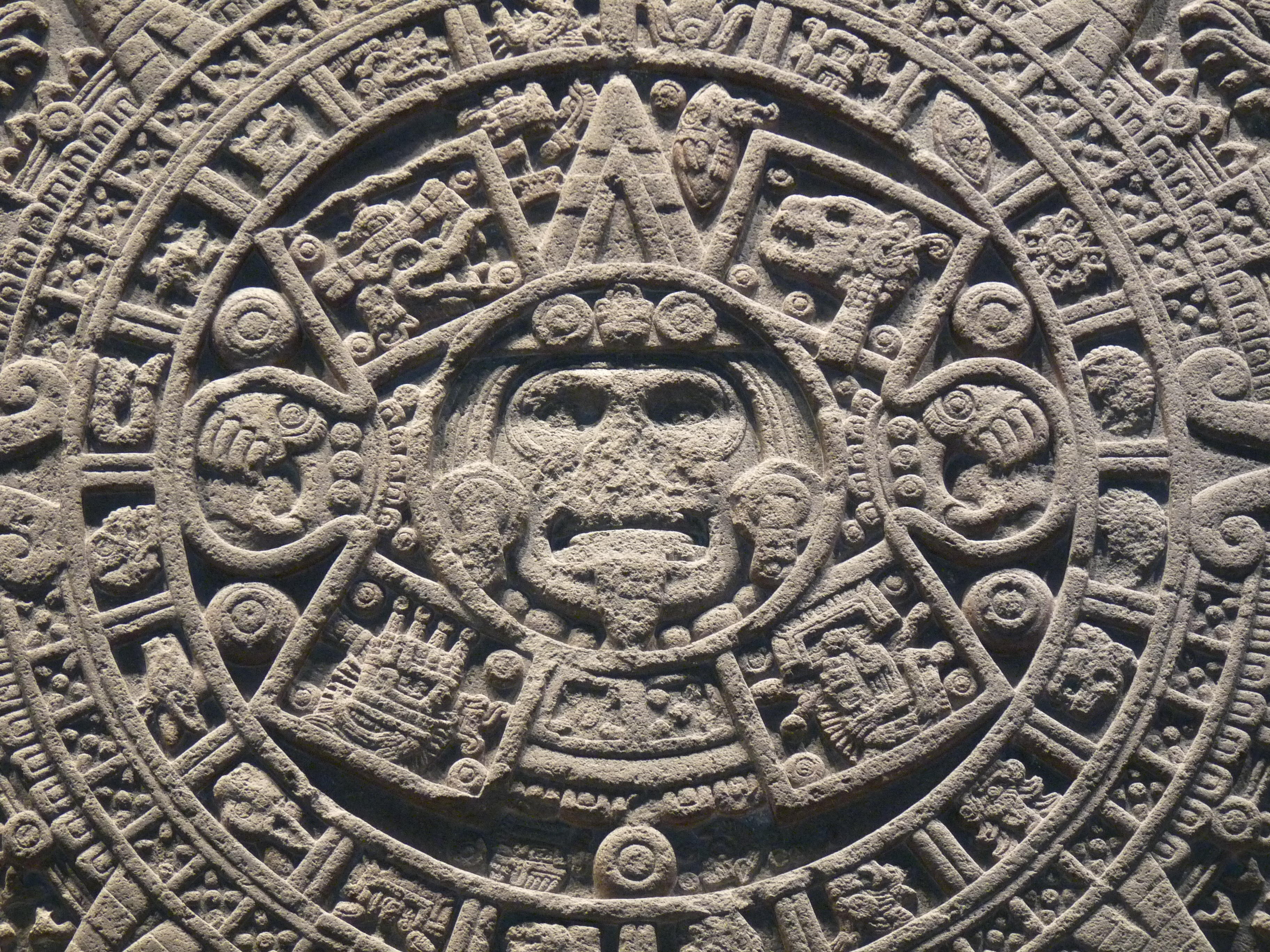
Камінь Сонця, бл. 1479 р., базальт. Національний музей антропології, Мехіко.

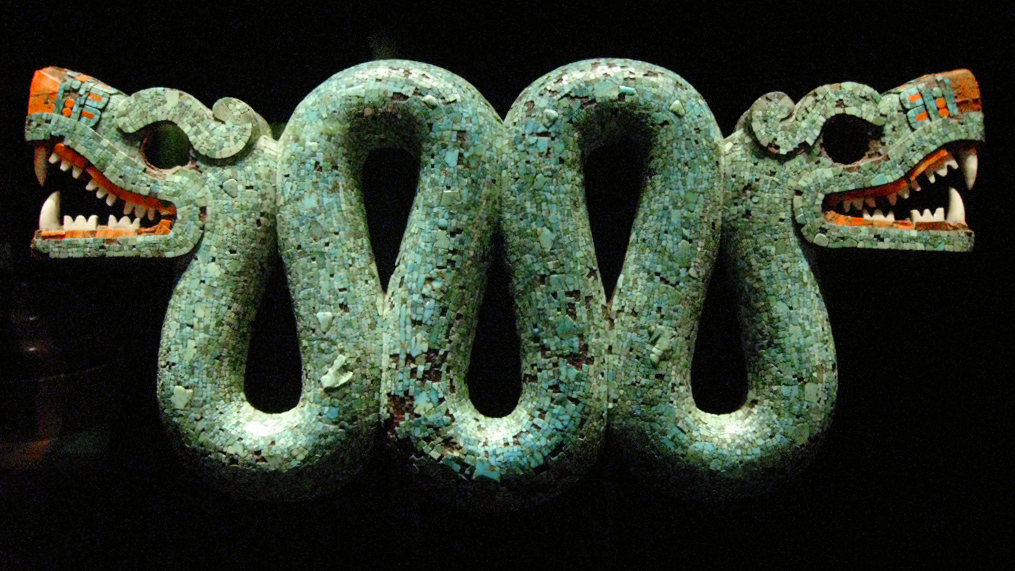
«Двоголовий змій-орел». Британський музей, Лондон.

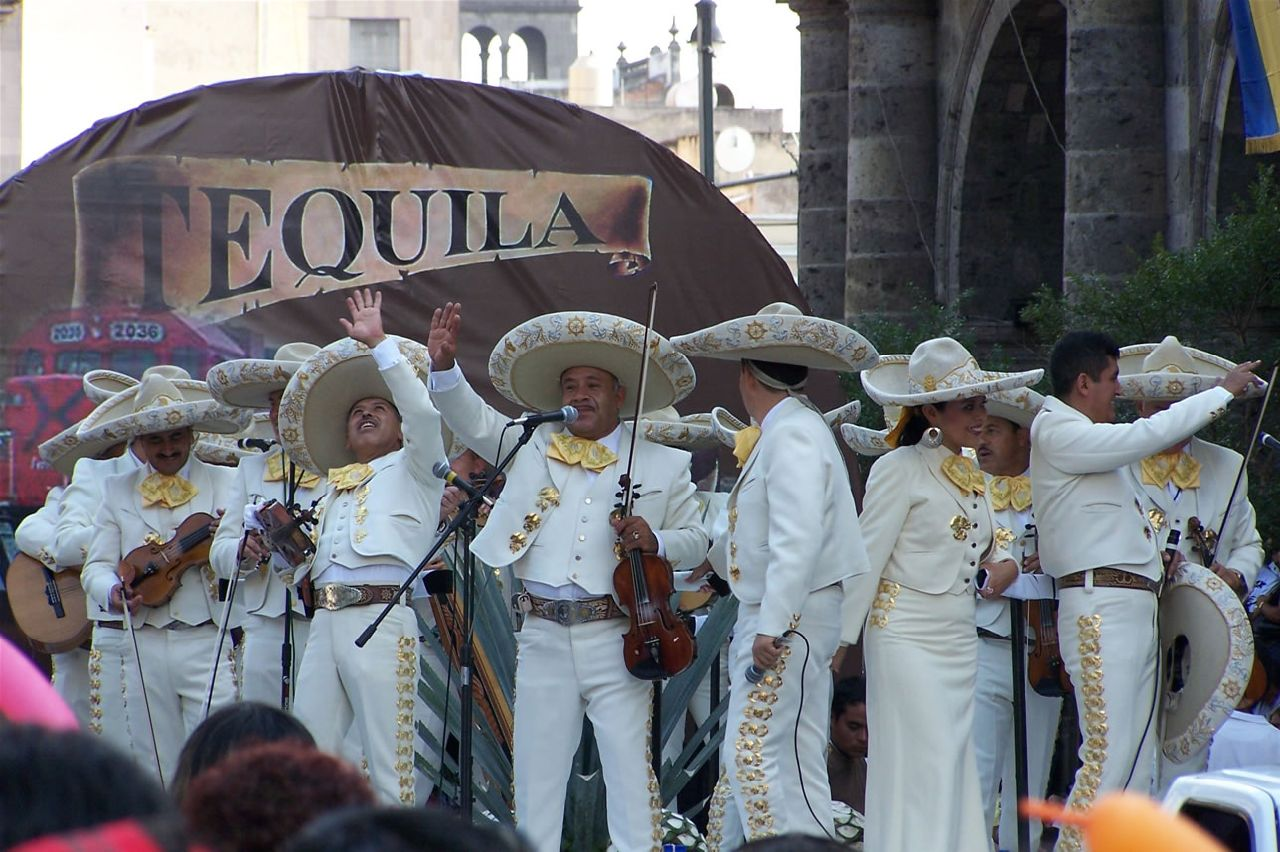
Мар'ячі — народні музики.

Мистецтво Мексики, або Мексиканське мистецтво (ісп. Arte mexica англ. Mexican art) — уславлена сторінка мистецтва автохтонних народів Центральної Америки, котрі мешкали на територіях, які поєднані в сучасну державу — Мексика. Колиска двох значних індіанських цивілізацій (мая та ацтеків), котрі єдині на континенті мали розвинену писемність, математику і календар, в доколумбів період мистецтво, писемність та архітектура мали синкретичний, сакральний та піктографічний характер. Культура і мистецтво Мексики пережили трагічний період руйнування іспанськими загарбниками в 16-17 ст. і частково були відновлені в 19-20 ст. як протиставлення колоніальному періоду.

## Періодизація

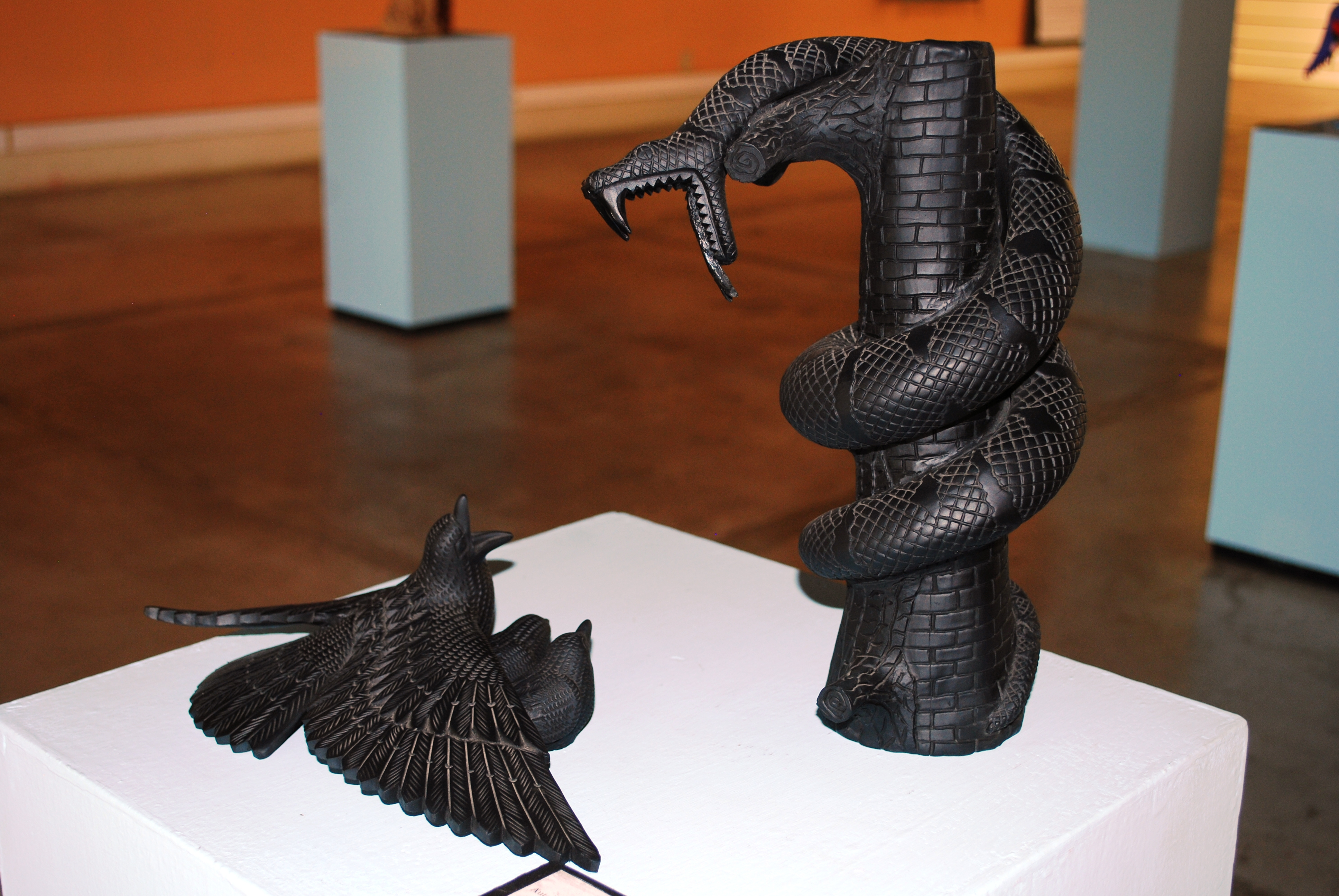
Майстер Педро Сімон із Сан Бартоло Койотепек. Керамічна скульптура «Материнський інстинкт», Оахака, фото 2010 р.

Запропонована тричастинна періодизація для мистецтва цих земель.
- Доколумбова доба (1500 р. до н.е — початок 16 ст.)
- Колоніальна доба (початок 16 ст.— до 1821 р.)
- Мистецтво нової доби (з 1821 р. дотепер).

Але подібна періодизація досить узагальнена і потребує значних уточнень в світі нових відкриттів. Якщо з періодами колоніальної доби і мистецтва Нової все більш менш зрозуміло, з Доколумбовим періодом існують складності через постійні доповнення в світі нових наукових відкриттів.
На стан недостатніх, уривчастих і неповних знань про доколумбів період вплинули
- відсутність беззаперечних контактів між країнами Західної Європи і Центральної Америки до 1492 р.,
- знищення письмових архівів і книжкових зібрань (бібліотек) мая та ацтеків іспанськими загарбниками (спалення 12 липня 1562 року та ін.[1]).
- неточність письмових джерел іспанських хроністів 16-17 ст. про малозрозумілу культуру індіанських племен, яку іспанці-католики вважали ворожою і гідною повного винищення як єретичну.

Тому головні етапи Доколумбового періоду досі відтворені частково за археологічними знахідками та напруженими спробами дешифрування писемності мая в 20 ст., котрі закінчились успіхом. Незначні доповнення в свідоцтва тієї доби внесли також записи в чотирьох випадково збережених кодексах мая, три з яких були вивезені в Європу. За висновками науковця Кнорозова Ю. В. всі вони — жрецькі требники з описами церемоній і потрібних жертвоприношень для врожаю та вдалого господарювання і ніяких історичних свідоцтв не мають. Тим не менше доколумбів період — найбільш динамічний розділ наукових знань про Месоамерику через постійні доповнення і успіхи сучасних археологічних досліджень.

## Доколумбова доба

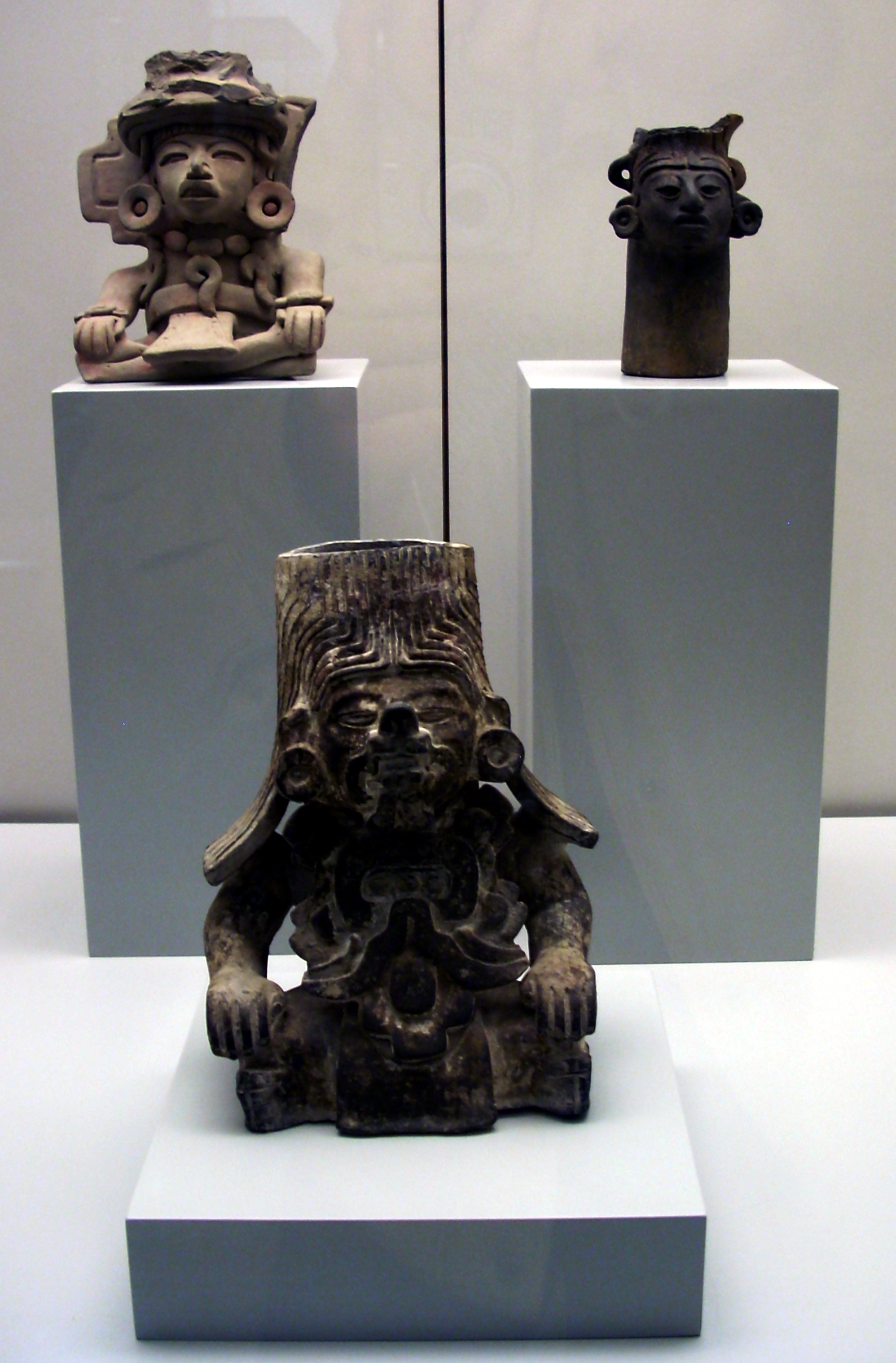
Культура сапотеків. Музей Америки (Мадрид).

Сучасна Мексика має декілька географічних зон — від посушливого Центрального плоскогір'я до тропічних лісів вздовж Мексиканської затоки. Єдиного народу тут не було. Індіанські племена, що оселились тут, змогли подолати примітивні (практично неолітичні) технології і створити в різних кліматичних зонах видатні зразки оригінальної архітектури, скульптури, монументального живопису, гончарства, ужиткового мистецтва. Всі вони нічим не поступаються величним зразкам мистецтва інших стародавніх цивілізацій, серед яких такі уславлені як Китай, Вавилон, Стародавній Єгипет.
Але головні факти про здобутки і культурний рівень доколумбової доби ми отримуємо від археології. І в цій царині Мексика нічим не поступається стародавнім цивілізаціям. Бо археологічна карта Мексики на кінець 20 століття мала одинадцять тисяч (11 000 !) археологічних культур. Важливішими серед них були:
- культура ольмеків (500 р. до н. е.— 1 ст. н. е.)
- так звані Західні культури (1350 до н. е. — 1521 рр.)
- теотіуаканська культура (200 до н. е.— 900 рр н. е.)
- культура сапотеків (400—1521 рр.)
- набережні культури (300—початок 16 ст.)
- культура тотонаків (7-12 ст. н. е.)
- культура тольтеків (800—1200 рр н. е.)
- мікстекська культура (800—1521 рр.)
- культура мая (1000 р до н.е—900 н.е і до початку 16 ст.)
- ацтекська культура(1325—1521 рр.)[3].

### Культура ольмеків

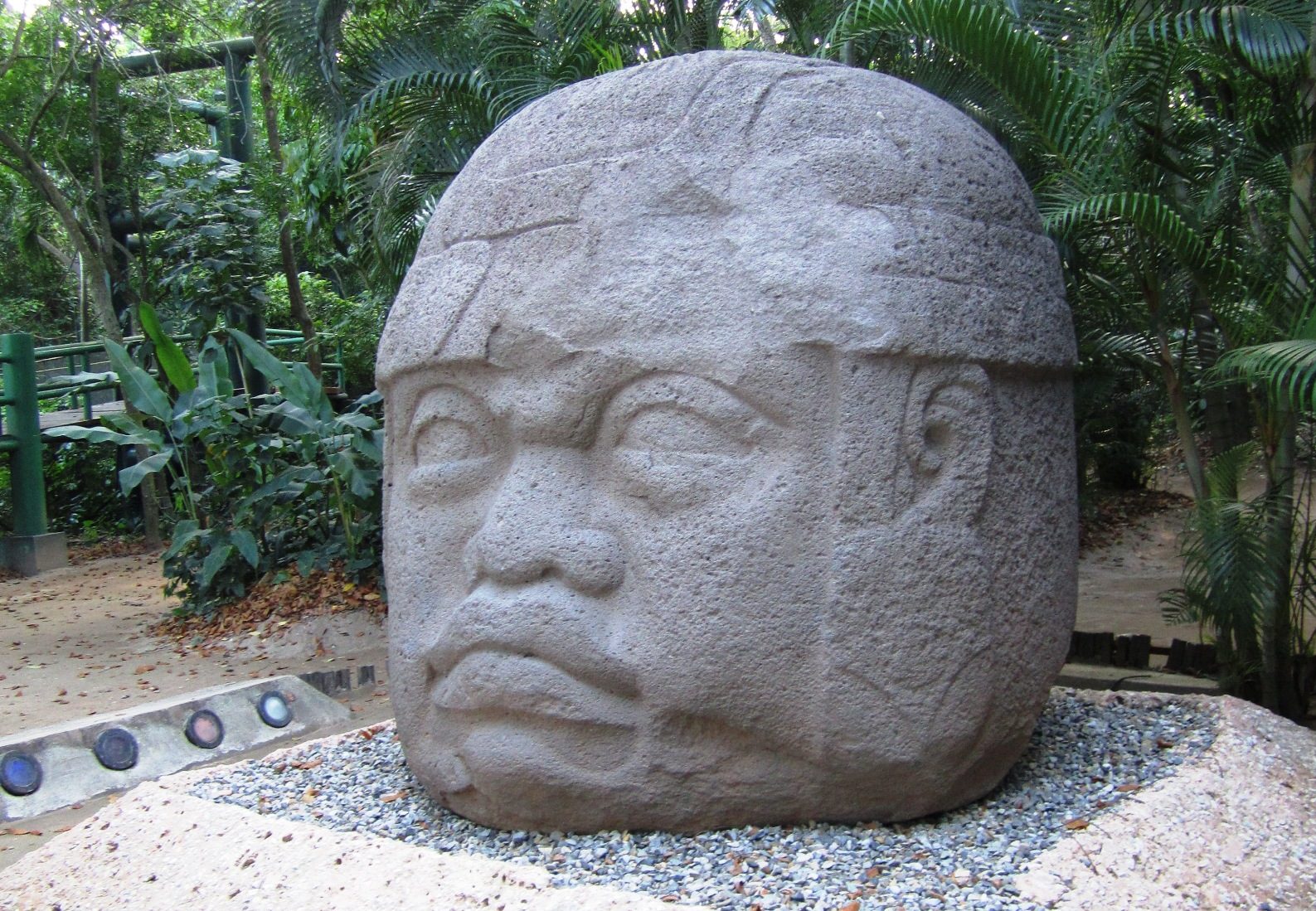
Парк музей Ла Вента. Голова вояка (?)

Головні зразки культури ольмеків знайдені в штатах Табаско (Ла Вента) та Веракрус(Трес-Сапотес, Серро де Лас Месас, Сан Лоренсо Тоночтитлан — всі назви пізні і сучасні). Культура ольмеків вважається найстарішою серед знайдених в Доколумбову добу. Саме вони (?) віднайшли ієрогліфічну писемність, математику та календар, якщо археологи не знайдуть ще якусь стародавню культуру, попередню чи сучасну ольмекській з тими ж здобутками. До культури ольмеків належить і найстаріша, зафіксована, письмова дата, знайдена в Америці взагалі — 21 рік до н.е. До культури ольмеків належать і найвеличніші за розмірами кам'яні скульптури доколумбової доби. Ольмеки висікали вівтарі-моноліти, вага яких досягала 30 тон і більше. Широко популярні нині кам'яні голови з величними індіанськими обличчями — теж здобутки культури ольмеків. Найбільша зі знайдених голів вища за три метри і має вагу вісімнадцять тон. Керамічні вироби, побутові речі і речі сакрального призначення з кісток, деревини, яшми, кварцу, гірського кришталю, нефриту свідчать про значну майстерність та винахідливість ремісників-ольмеків. Більшість дослідників враховує надзвичайний вплив культури ольмеків на сусідні народи і вважає культуру ольмеків праматір'ю культур сапотеків, теотіуакана, тотонакську і блискучої культури мая.

### Теотіуаканська культура

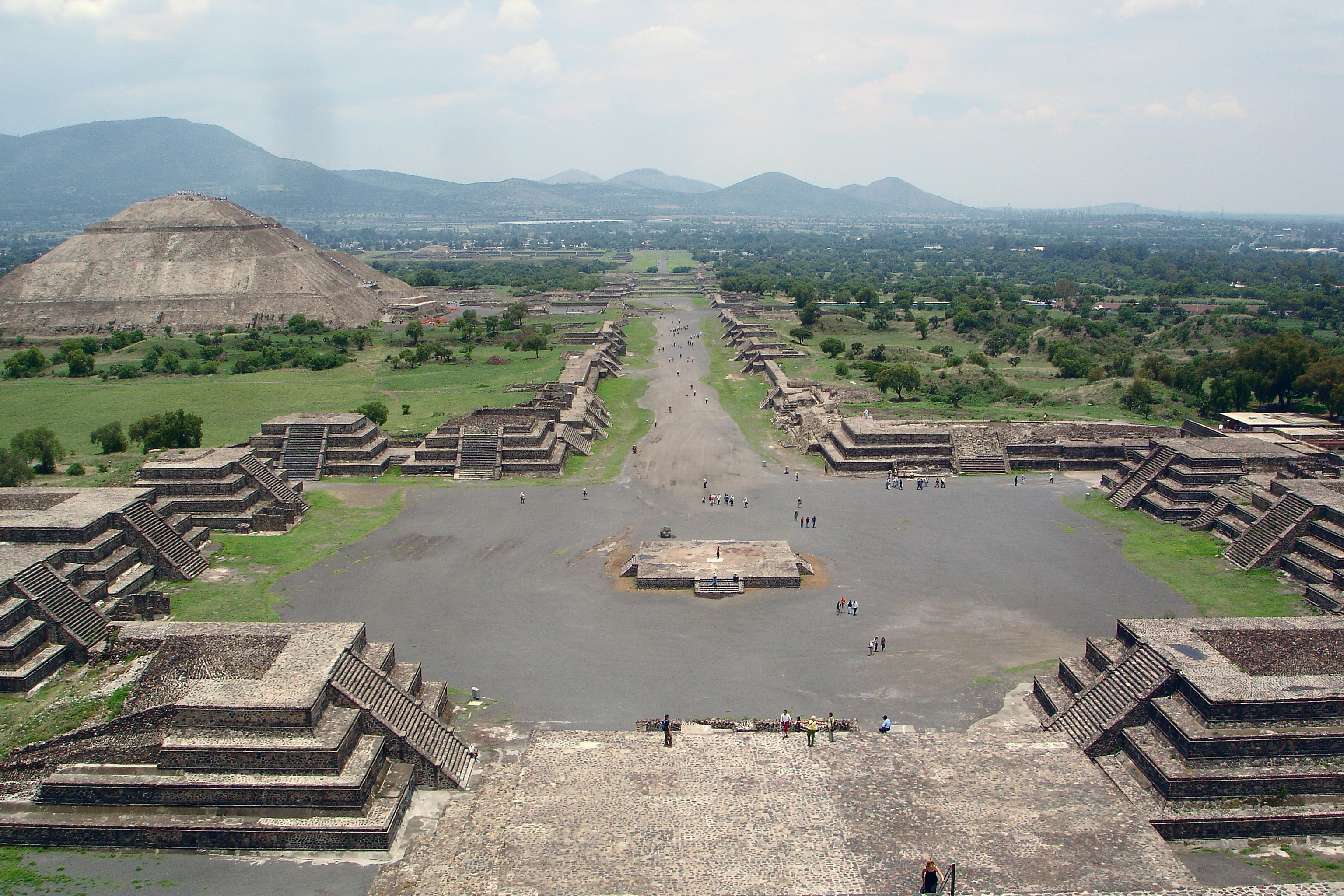

Теотіуаканську культуру вважають незвично розвинутою навіть серед розмаїття індіанських культур на центральноамериканському плато. Частково ця оцінка базується на недостатньому і неповному знанні послідовності культур цього регіону. Теотіуакан якось пов'язаний із культурою міста Куікуілко, котре загинуло від виверження вулкану, як і колись Помпеї в Італії. Перший період розквіту теотіуаканської культури більшість дослідників пов'язує з міграцією мешканців Куікуілко, котрі залишились в живих і відкочували в долину Теотіуакан. Ця долина була досить зручною для нового поселення. Точних відомостей по культуру небагато, науковці вважають її «цивілізацією пірамід». Сама назва Теотіуакан — пізня і перекладається як «місце, де люди перетворюються в богів». Умовно теотіуаканську культуру також розділяють на чотири періоди. Саме з нею пов'язують виникнення політотемізму, а тогочасний суспільний устрій називають теократією.
Мистецтво Теотіуакана розвивалось в двох протилежних напрямках: перший — спрощення та відвертий лаконізм, геометричні зображення якого, однак, цілком логічні; другий — надмірно складний і пишний, де в побудову надзвичайно майстерно вміщені заглиблені і рельєфні деталі, котрі дають дивну гру освітлених і затемнених частин. Лише перший період не мав значних архітектурних споруд, а мистецтво було схематизованим. Уславлені зразки архітектури Теотіуакана пов'язують із другим періодом. З третім періодом пов'язують розквіт усіх тодішніх різновидів мистецтва. Серед зразків скульптури теотіуаканської культури виділяють велетенські фігури із кам'яних монолітів та поховальні маски з відкритим ротом. Архітектура відрізнялась монументальністю і підкресленою строгістю силуетів. Але її фасади були вкриті кольоровими мозаїками з природних камінців, котрі пом'якшували суворий вигляд священних споруд. Столиця-місто Теотіуакан — надовго зберігав статус священного. Культурний вплив теотіуаканської культури підтверджують археологічні знахідки в Сіналоа, Герреро, Сонора, Мічоакані та на узбережжі Мексиканської затоки в Панука, Оахака і в сучасній Гватемалі.

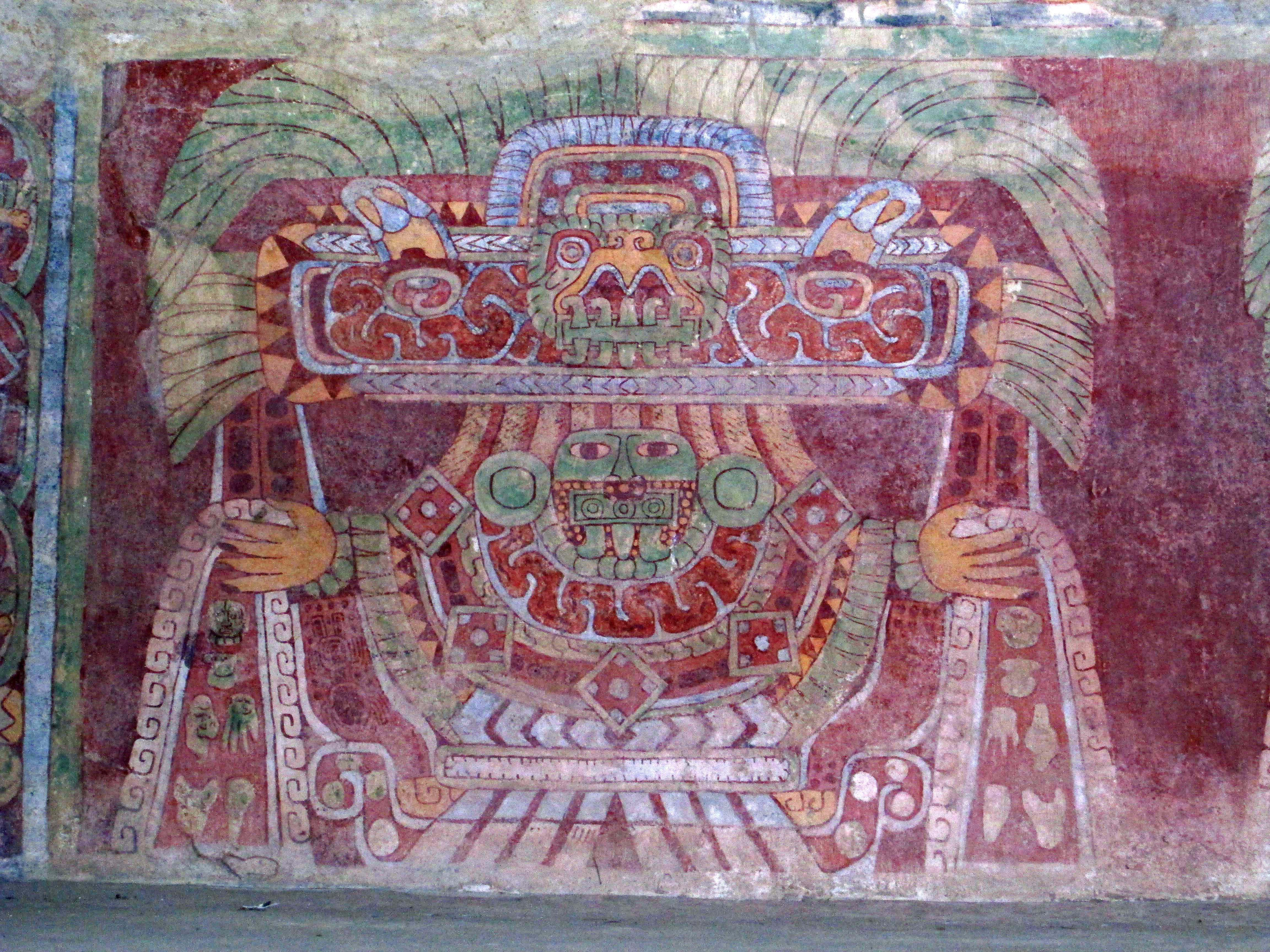
Зразок стінописів
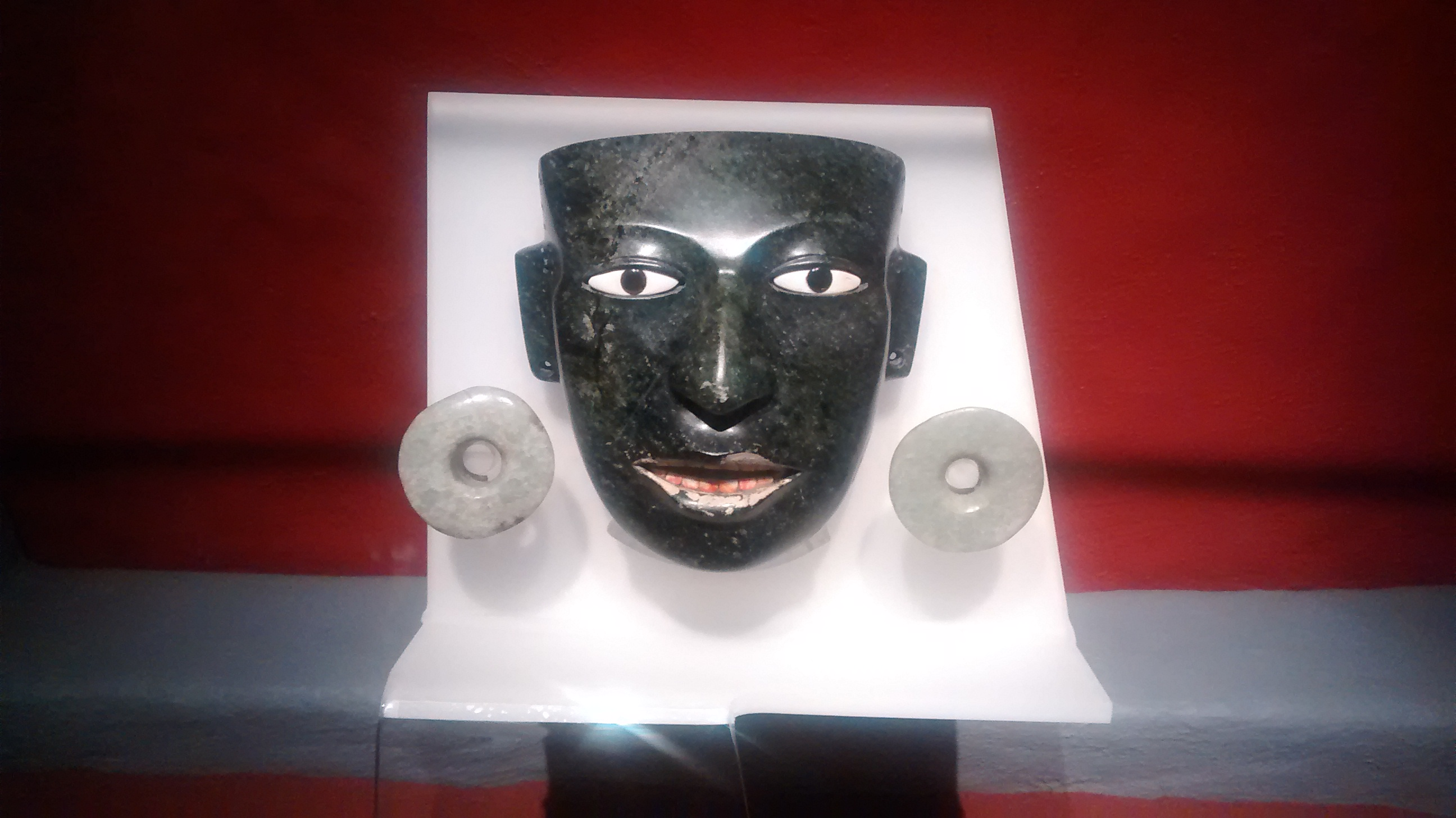
Кам'яна маска
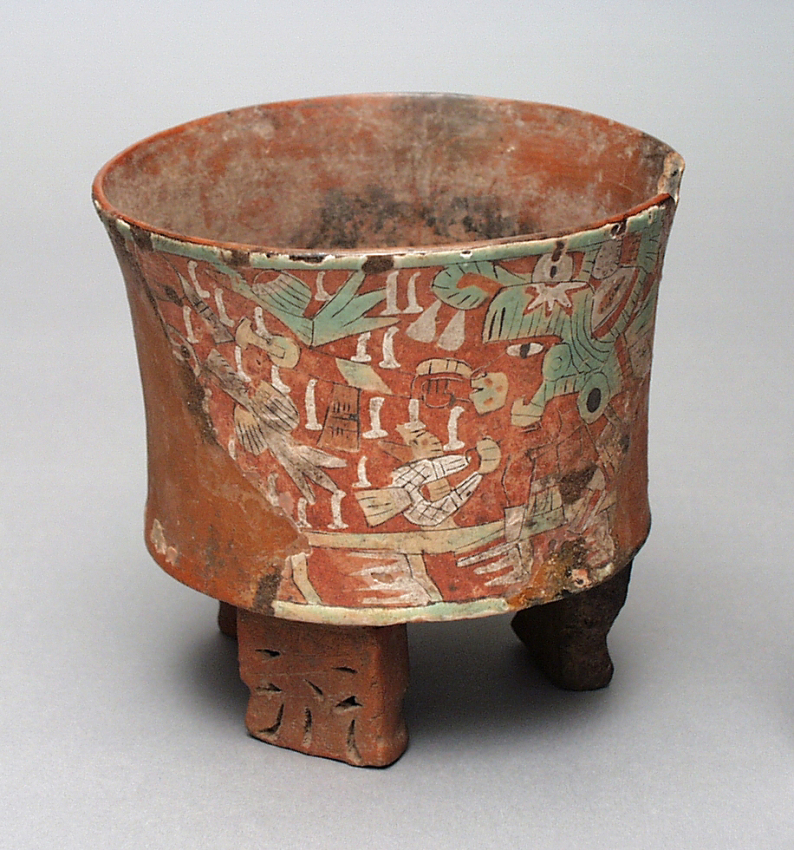
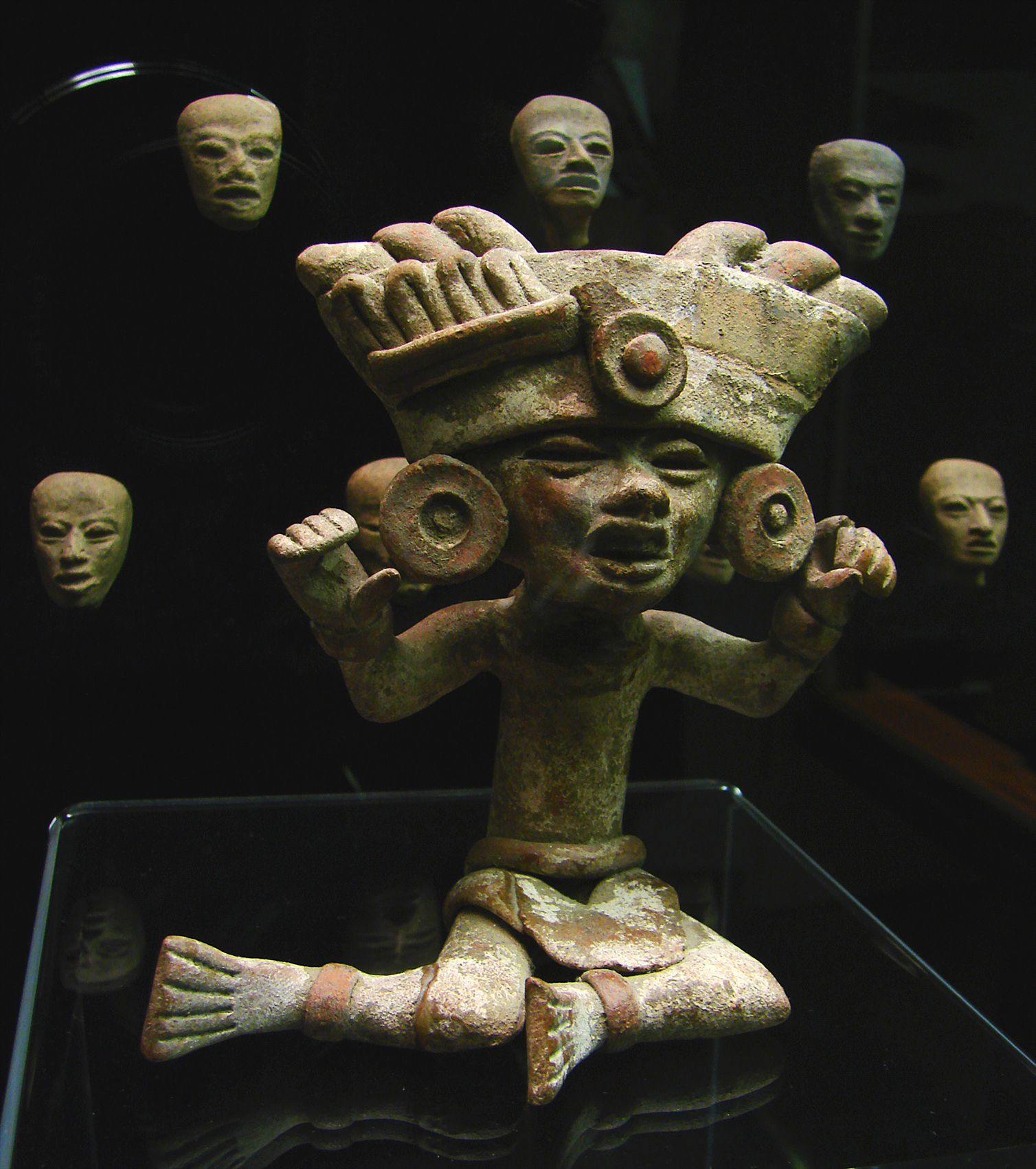
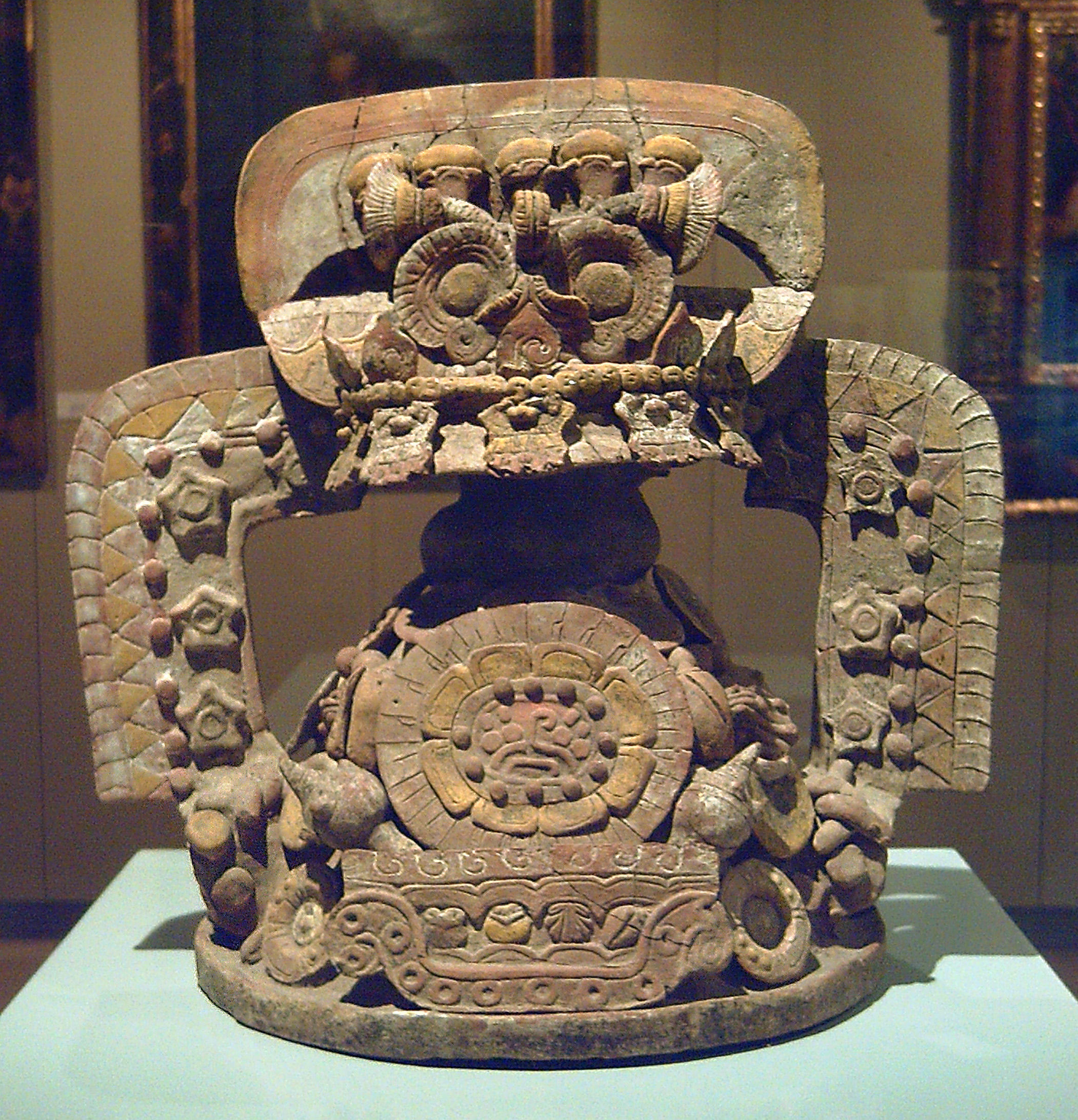
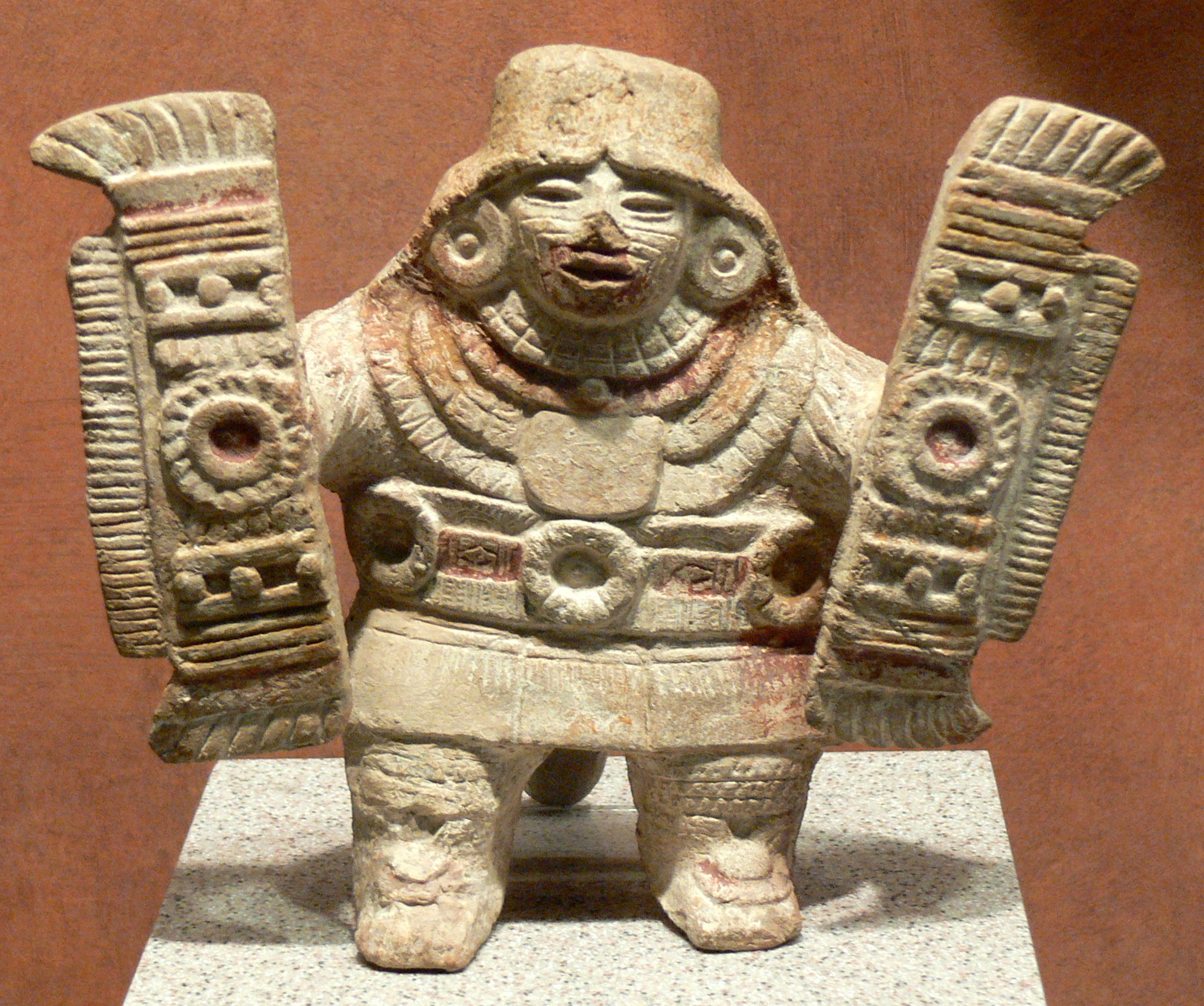
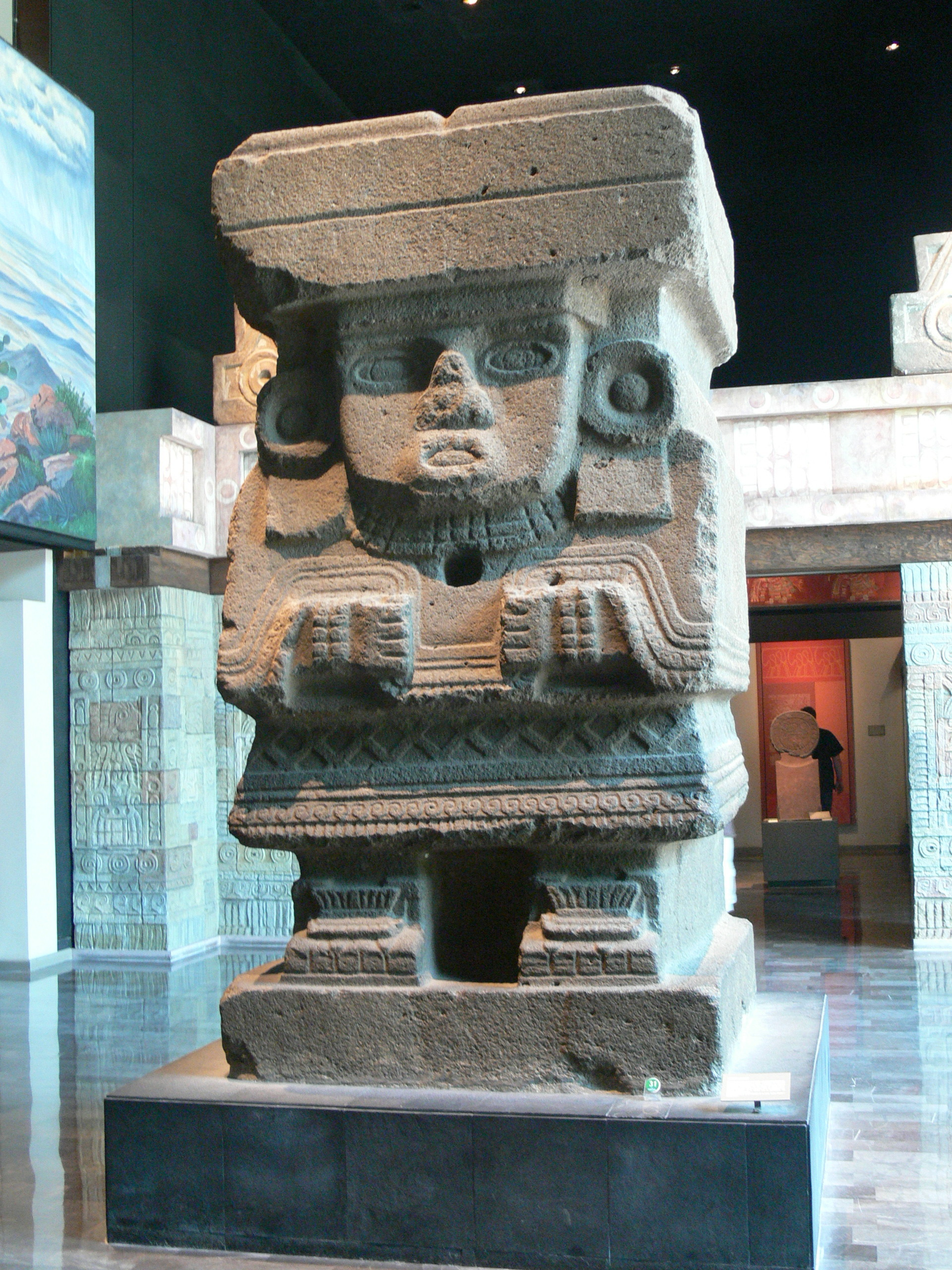
Скульптура-моноліт

### Культура тотонаків

Усміхнені фігурки тотонаків. Кераміка.

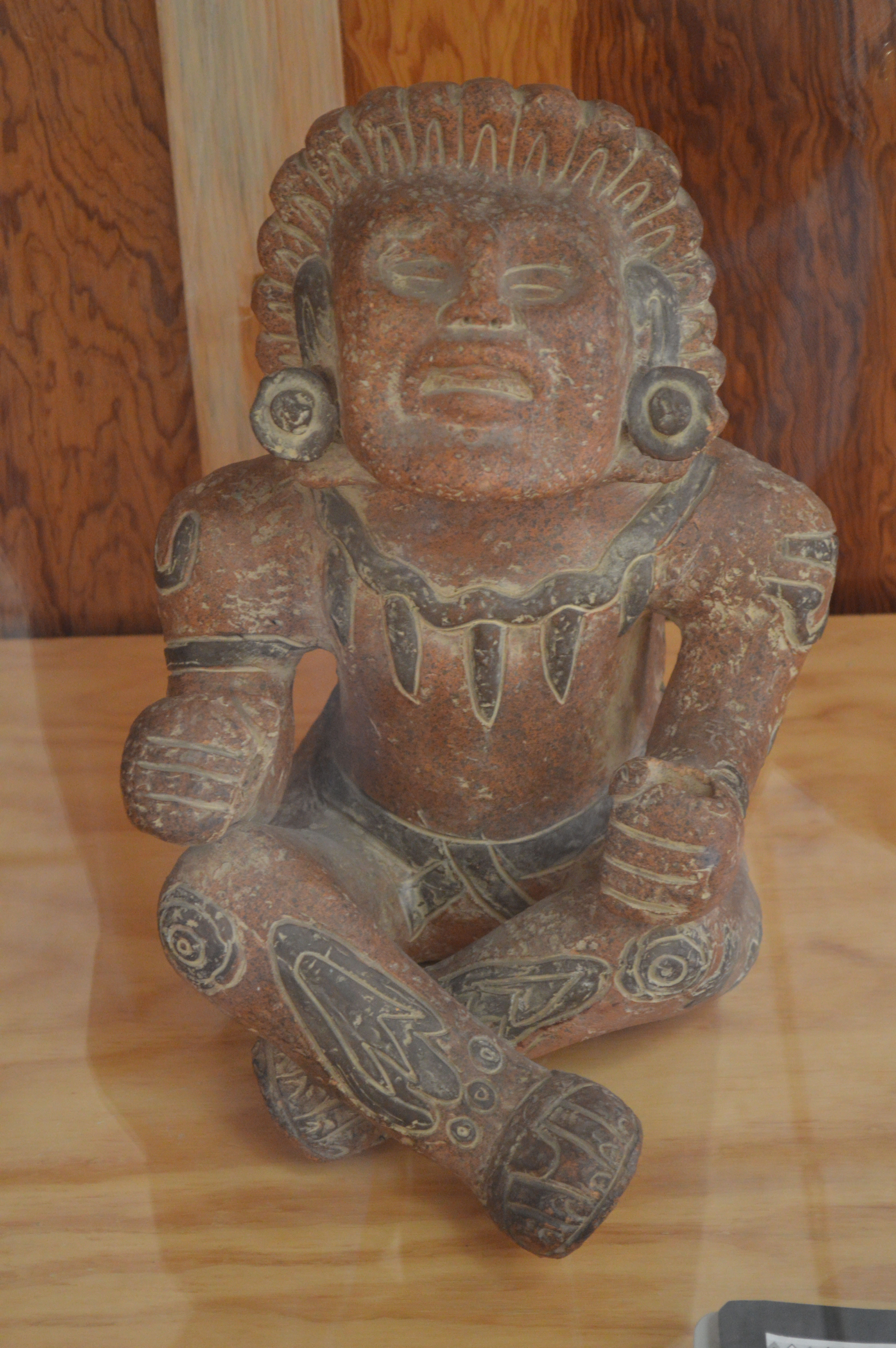
Керамічна фігурка божка Шочіпіллі.

Археологічні залишки цієї культури знайдені в центральній частині сучасного штату Веракрус. Формально її відносять до Прибережних культур, яка була активною в 7-12 ст. н. е. На неї мали значний вплив культури ольмеків, Теотіуакана та мая. Про архітектуру тотонаків уяву дають поруйновані залишки піраміди Лос Нічос в Ель Тахіні (всі назви пізні і сучасні іспанські). Серед здобутків скульптури тотонаків — так звані «югос» та «пальмас» (назви іспанські, не тотонаків). Вони мали значення для священної гри у м'яч. Гра мала ритуальний характер і символізувала магічне обертання землі та схід-захід сонця в його боротьбі з темрявою, а каучуковий м'яч уособлював саме сонце.
Кам'яні «Пальмас» мало форму, схожу на листя пальм, але з профільним зображенням людей чи богів, котрих можна роздивлятись з обох боків скульптур. З чорного вулканічного каменю та оніксу ремісники тотонаків виготовляли горщики у вигляді тропічних плодів чи тварин. На тлі суворих і досить жорстоких образів індіанських богів дослідників здивували «усміхнені маски» тотонаків, а також радісні фігурки богів музики, богів танцю, квітів, поезії. А сапотекський бог Шочіпіллі (якого визнавали і тотонаки) — приклад відвертої радості на суворому тлі інших індіанських богів.

### Мікстекська культура

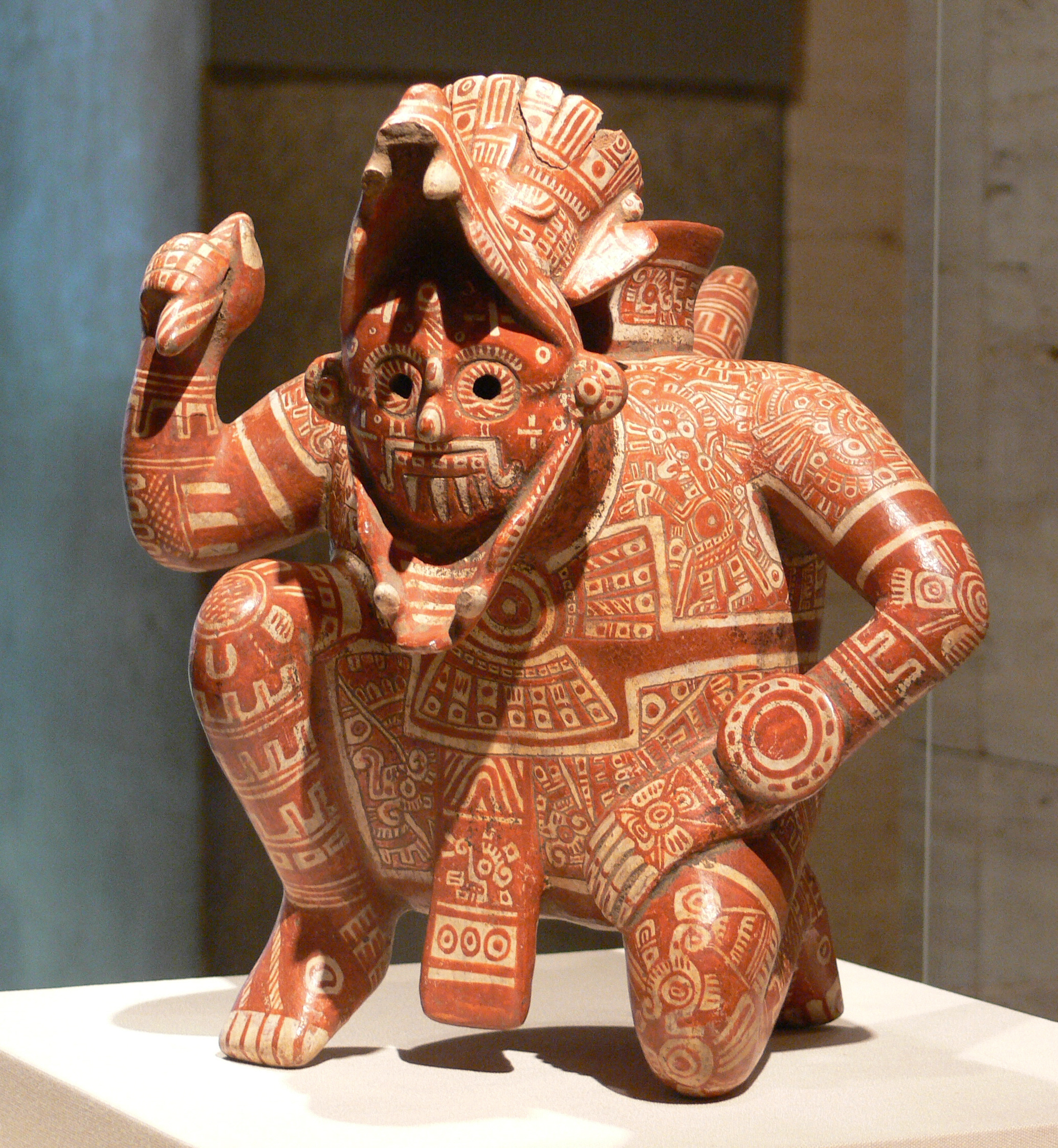
Божок дощу мікстеків, до 1400 р. Поліхромія, кераміка, Кембел арт музей, Техас.

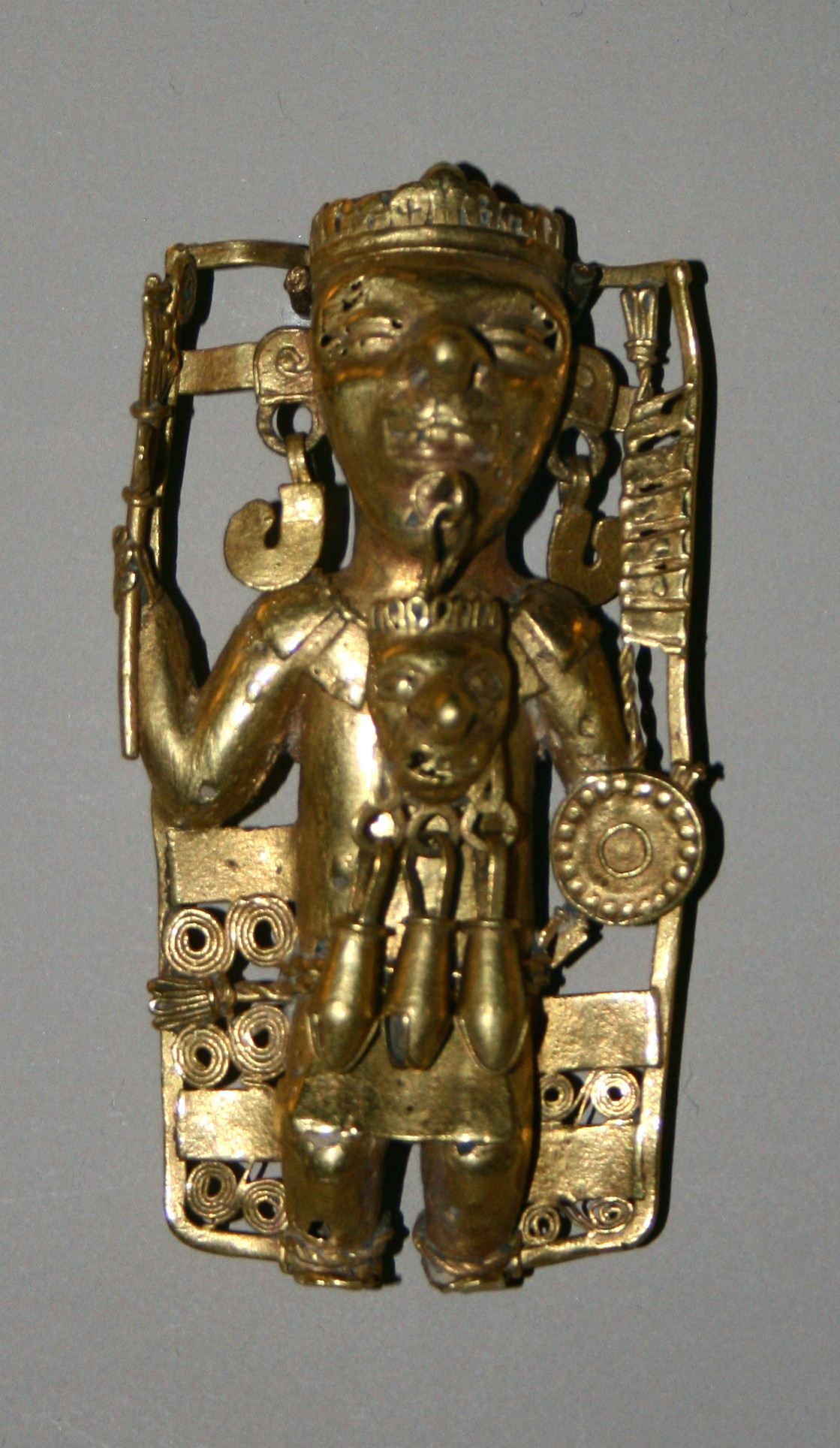
Золота прикраса «Вождь». Мікстекська культура, Британський музей, Лондон

Артефакти мікстекської культури знайдені в нинішні штатах Мексики — Пуебла, Герреро, Оахака, Тлакскала. Умовно історію народів цього регіону поділяють на стародавній, класичний, пізній періоди. Мистецтво микстеків, котрі існували невеликими родинними групами, здивувало дослідників вишуканістю та своєрідною елегантністю. Навіть їх архітектура не мала потягу до велетенських розмірів, таких звичних в культурі Теотіуакана чи тих же мая-кіче. Найкращі зразки архітектури мікстеків знайдені в сучасних містах Мітла та Януітлан. Мікстеки уславились писемністю, мозаїками з пташиного пера (які надзвичайно поціновувались індіанцями і за які платили золотом), і, особливо, власним ювелірством. Ювелірні вироби мікстеків (сережки, браслети, намиста, медальйони, щити, верхівки жрецьких та старшинських посохів) мали надзвичайну популярність і вивозились в інші центри індіанських культур, серед них і в столичний Теночтітлан періоду його розквіту. Серед видатних зразків ювелірності мікстеків — ювелірні вироби із яшми, обсидіана, золота, гірського кришталю і навіть гіпсу, знайдені археологами в Сьомій могилі, (Монте Альбан)
Керамічні вироби — взагалі уславлена галузь індіанського мистецтва Америки. Велика кількість збережених зразків дозволяє рахувати індіанських керамістів видатними майстрами впродовж декількох століть. Мікстекська кераміка і тут посіла провідні місця, бо збережені зразки відрізняються як вишуканістю, так і надзвичайно тонко розробленою та відтвореною поліхромією.

### Ацтекська культура
Історію ацтеків, як і історію їх мистецтва, трактують як чергу злетів і падінь. І називали вони себе первісно «мешиками» за іменем племінного вождя Мешитли, а потім назвались «теночки». А назва «ацтеки» виникла від назви Астлан, острова посеред великого озера, котрий народ вважав власною прабатьківщиною.
«Імперії ацтеків», як іменували їх державу іспанці-завойовники, ніколи не існувало. Імперія — це конгломерат чужинських земель і чужих один одному народів (за культурою і мовою), поєднаних на якийсь термін військовим примусом і агресією при головуванні народу-пана, народу-завойовника. Ацтеки не створили імперії, хоча постійно воювали, але не задля захоплення чужих земель і племен, а заради захоплення нових людей для жертвоприношень та обтяження податками мешканців нових поселень. Ацтеки ніколи не поспішали асимілювати новозахоплених мешканців, а ті зберігали своєрідну автономію, власних богів і власну мову. В захопленому поселенні залишали військовий гарнізон ацтеків для нагляду і зборів податків раз на шість місяців та придушення неминучих повстань і заворушень.
- Керамічні вироби ацтеків досить повно прояснюють еволюцію стилів від періодів кочівництва до періоду осілого життя в долині Мехіко. В цій еволюції теж розрізнили чотири періоди:

1) кулуакан, реалістичні зооморфні фігурки з квітковими візерунками
2) тенаюка, кераміка з геометричними візерунками
3) меандр, кераміка з паралельними стрічками, створена незграбними інструментами
4) тескоко, кераміка з паралельними стрічками, але виконаними старанно і ретельно.
- Скульптура ацтеків досить повно відбивала переускладнений і магічний світ їхньої релігії. Майстри-скульптори перенесли на ці зображення всю власну пристрасть, всю магічну силу, всю мужню героїку їх войовничої повсякденності і війни, де знайшли свій відгук як психологічний тиск на свідомість авторів з боку їх жорстоких забобонів, так і адміністративного тиску держави. Фігури або зберігають форми монолітів, із яких витесали богів, або так перенасичені рельєфними символами, що нагадують європейцям саме сюрреалістичні композиції. Кожна скульптура була конгломератом реалістичних деталей та низкою символічних зображень, кожний елемент якого мав подвійний чи потрійний зміст. Це справжні лабіринти символів і змістів, нехай і внутрішньо логічних. Але пристрасть скульпторів укладалась в канонічні вимоги і неухильно контрольована суворістю вимог жерців.

Метафори підживлювали символічні форми, повні амбівалентності і протилежностей. Бо ацтекські боги були уособленням протилежностей, а нові функції накладались на старі, практично архаїчні. В образі богині землі Коатлікуе переплітались і зрослись складні уяви про смерть (символізовану через вінець із людських черепів) і постійне відродження до життя. Важка праця, залежність від примх природи, страждання від хвороб, ран на війні і пригніченість панували в настроях. Тому вирази облич ацтекських богів або амбівалентні, або страждальні. Вираз страждання був навіть на обличчі радісного бога танців, музики і квітів Щочипіллі, наче і той визнавав власну залежність від нез'ясованих і загрозливих сил.
- Ацтекська архітектура мала велетенський, масивний вигляд. Головними будівельними матеріалами слугували вулканічний камінь «тесонтле» («кривавик»), цегла-сирець, деревина та вапняковий розчин. Мури споруд вкривали тиньком і фарбували в червоний чи білий колір. Дахи мали пласку форму з боків двориків і похилену форму назовні. Палаци мали також зубчасті архітектурні гребні. Тут знали колони, карнизи, декоративні фризи, різні сходинки з огорожами. Дерев'яних дверей, звичних для іспанців, тут не було, замість них використовували завіси. Архітектурних споруд ацтеків збережено досить мало. Всі вони були старанно поруйновані іспанцями-загарбниками, частково розібрані на будівельні матеріали і засипані шарами землі і сміття. На верхівках колишніх ацтекських пірамід були вибудовані католицькі собори, монастирі і церкви. В поруйнованому стані відкопані велична піраміда Чолули, Великий храм (в Мехіко), Тешкуцинго, Теопансолько, Тенаюка, Тепостеко в штаті Морелос, Каліштлауака, Маліналько, Уешотла біля Толуки тощо[6]. При створенні підземних ліній метро в Мехіко знайдено декілька підмурівок колишніх храмів та розбитих і монолітних скульптур, серед яких і камінь з зображенням богині місяця.
- Ацтекська література мимоволі і випадково стала винятком в трагічній долі знищених пам'яток писемності індіанців. Європейцям і науковцям практично нічого не залишено від літератури і рукописних зразків майя чи інших народів, спалених і попсованих іспанцями. Все інше, приховане індіанцями від загарбників Іспанії і залишене без догляду, знищено тропічною природою та комахами. Ацтеки встигли як створити розвинену власну літературу, так і покористувались її здобутками. Науковцям відомі низка ацтекських текстів пісень та гімнів, зафіксованих наново і що дивом дійшли до 20 століття[7].

### Зразки архітектури мая

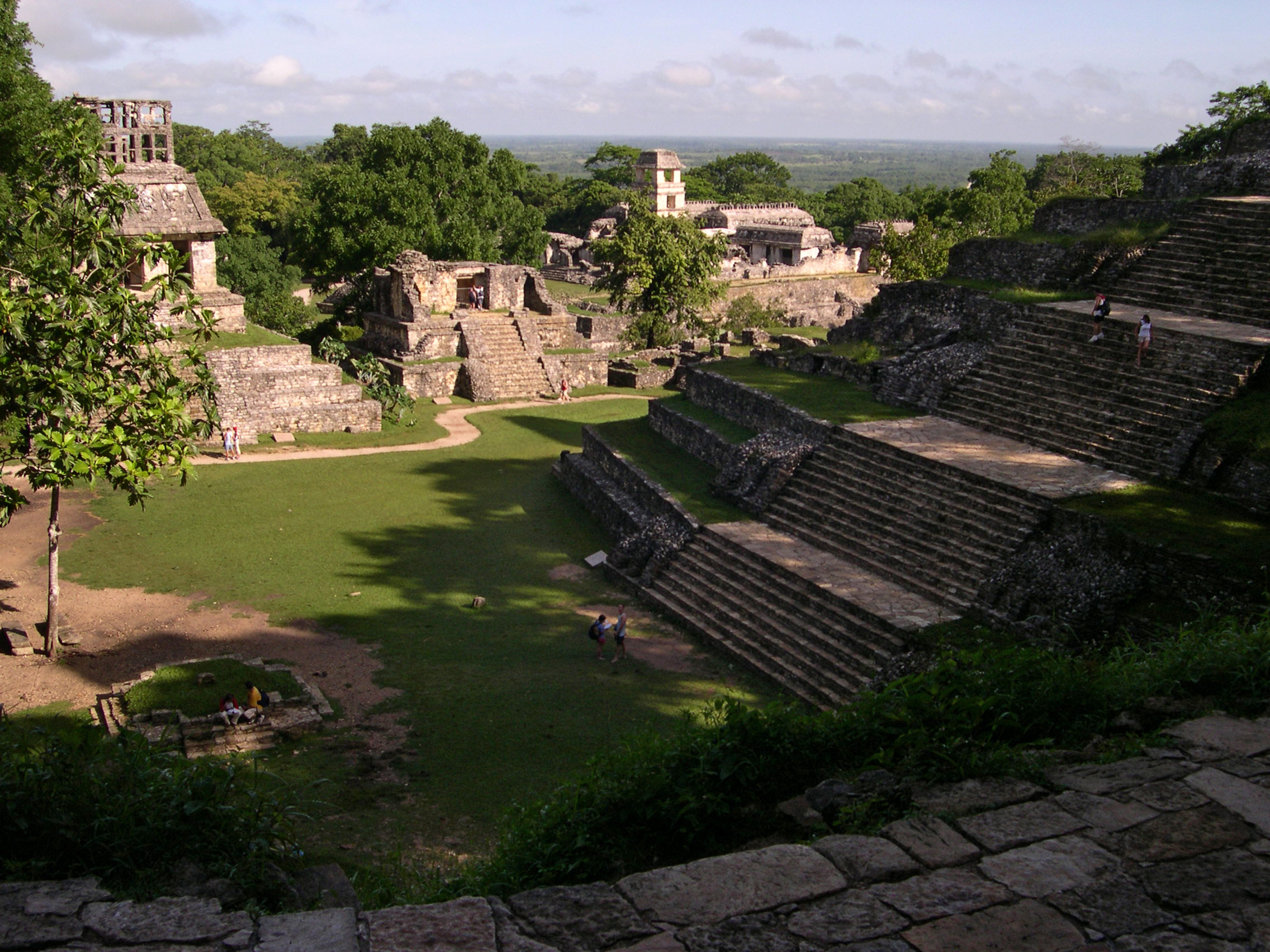
Паленке, сучасний вигляд центральної частини міста

- Платформи для релігійних церемоній як правило будували з вапняку висотою менш ніж 4 метри. Більшість з них були оздоблені по боках рельєфними зображеннями фігур. Деякі вчені вважають, що тут виставлялися відрізані голови переможених ворогів, а також голови команди, яка програла гру в м'яч.
- Палаци як правило являли собою великі будівлі з багатим оздобленням і знаходились ближче до центру міста. Частіше за все палаци були одноповерховими з внутрішнім подвір'ям, оздобленням і прикрасами згідно зі статусом володаря будинку.
- Архітектурні комплекси як правило складалися з основної споруди в формі ступенчатої піраміди яка завжди знаходилася в західній частині платформи або площі. Існує теорія, що ці комплекси насправді обсерваторії, тому що спостереження сонця в пірамідах завжди було напрочуд точним під час зимового та літнього сонцестояння.
- Піраміди та храми часто були найважливішими спорудами, розташованими на самому вищому місці міста. Таке їх розташування (ніби ближче до небес) пояснюється тими релігійними функціями які вони відігравали. Останні дослідження вказують на те, що деякі піраміди використовувалися як місця поховання, проте храми на них ніколи не мали могил. Деякі храми знаходилися на верхівці пірамід і являли собою грандіозні, багато оздобленні споруди. Часто на верхівках храмів встановлювалися скульптурні зображення вождів, за якими можна було спостерігати навіть з далекої відстані і поза рослинністю джунглів. У одній з недавно виявлених печер археологи знайшли мощену дорогу завдовжки 90 м, яка закінчується біля колони, що стоїть на березі водоймища. «Тепер у нас є свідоцтва будівництва храмів мая біля води і навіть під водою. Швидше за все, тут проходили дуже складні ритуали і церемонії», — розповів Гільєрмо де Анда[8].
- Обсерваторії. Мая мали досить глибокі знання з астрономії і багато їхніх споруд знаходилися відповідно до розташування відомих їм небесних тіл. Хоча так називають деякі будівлі і храми, вчені вважають, що більшість споруд так чи інакше розташовані в співвідношенні до небесних тіл.
- Майдани для гри в м'яч являли собою невід'ємну частину цивілізації мая, Ця гра була поширена не тільки серед мая, але й по всій Месоамериці. Ці площинки знаходять майже всюди в ареалі розповсюдження мая. Деякі з цих споруд мають з двох боків сходи до церемоніальних площинок або малих пірамід, де відбувалися релігійні служби або жертвопринесення по закінченню гри.

### Маски мая із нефриту в порівнянні з іншими

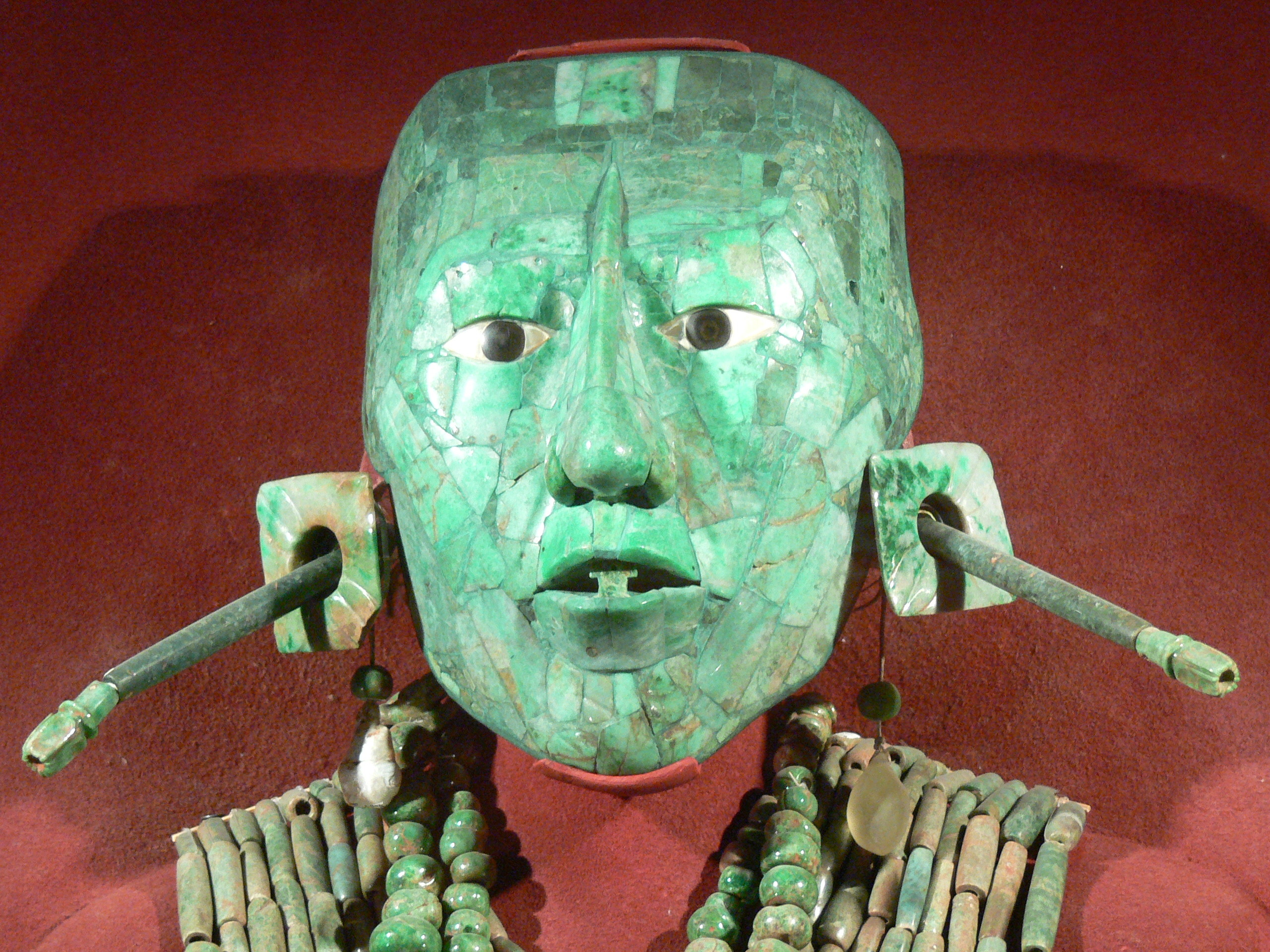
Маска вождя Пакаля (копія, оригінал в столиці), знайдена в Паленке, Музей мезоамериканського нефриту. Сан-Кристобаль-де-лас-Касас
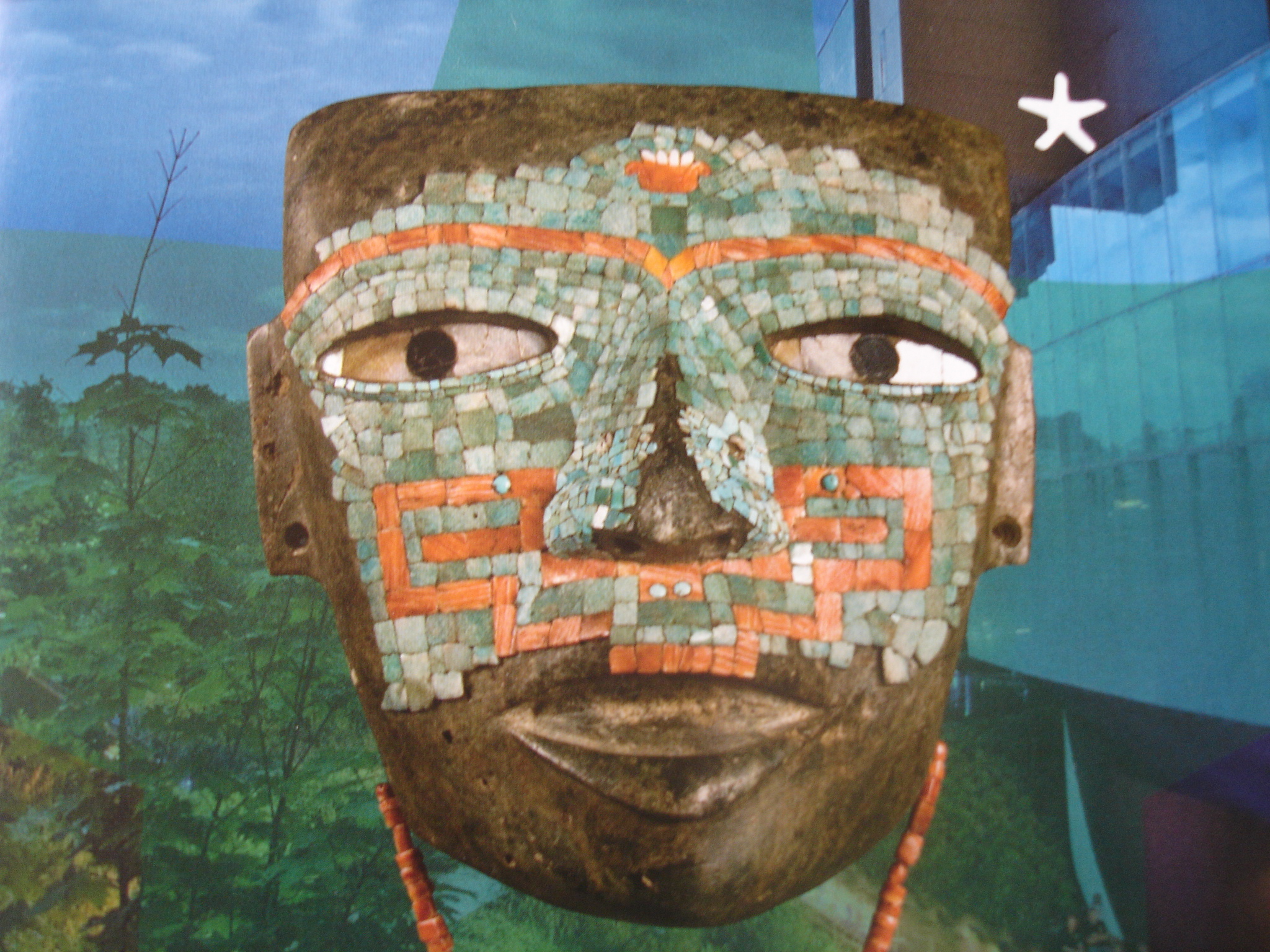
Вироби із нефриту культури Теотіуакан, Музей мезоамериканського нефриту. Сан-Кристобаль-де-лас-Касас
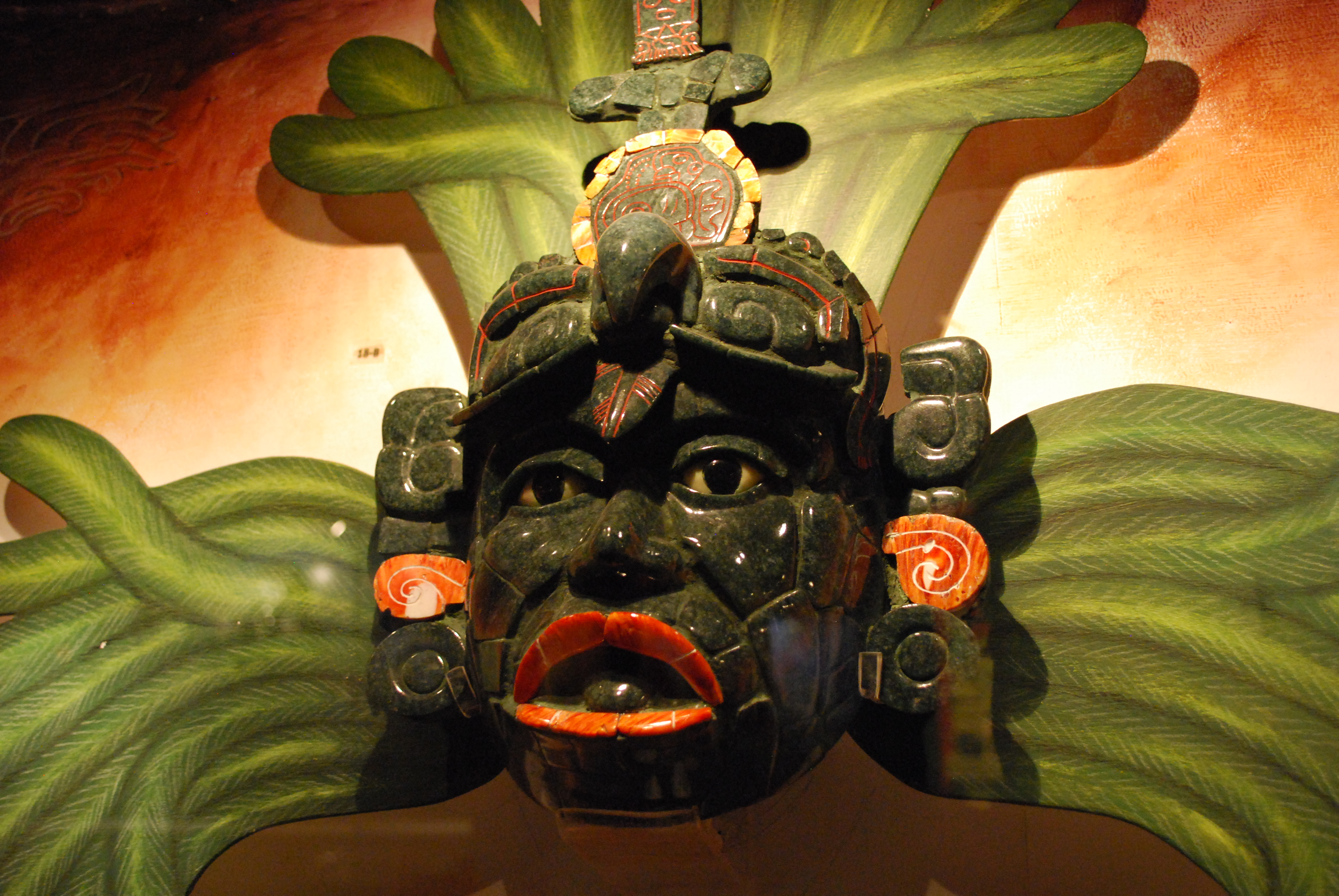
Маска із м. Тикаль, Музей мезоамериканського нефриту. Сан-Кристобаль-де-лас-Касас
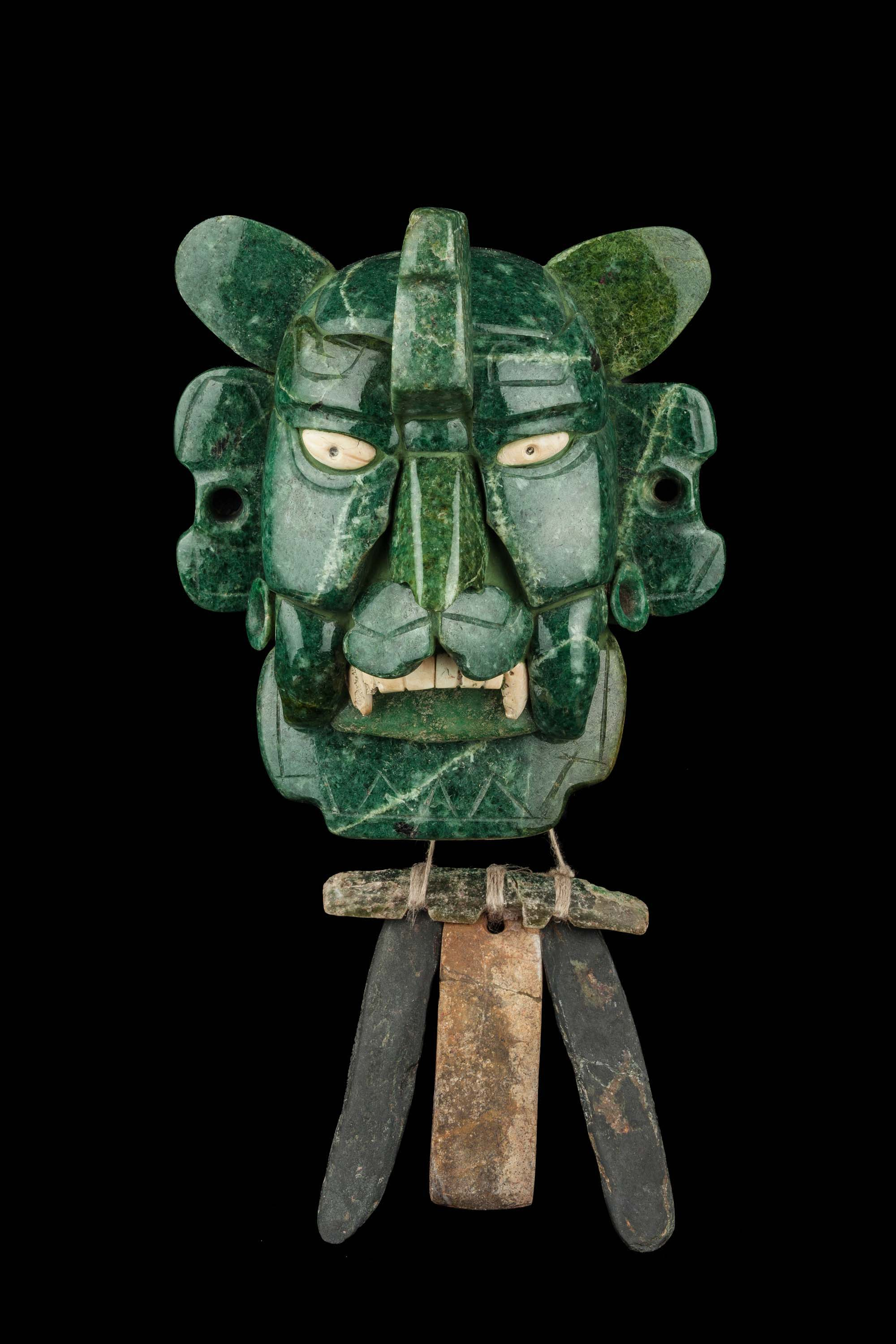
Маска сапотеків із Монте Альбану, копія, Музей мезоамериканського нефриту. Сан-Кристобаль-де-лас-Касас
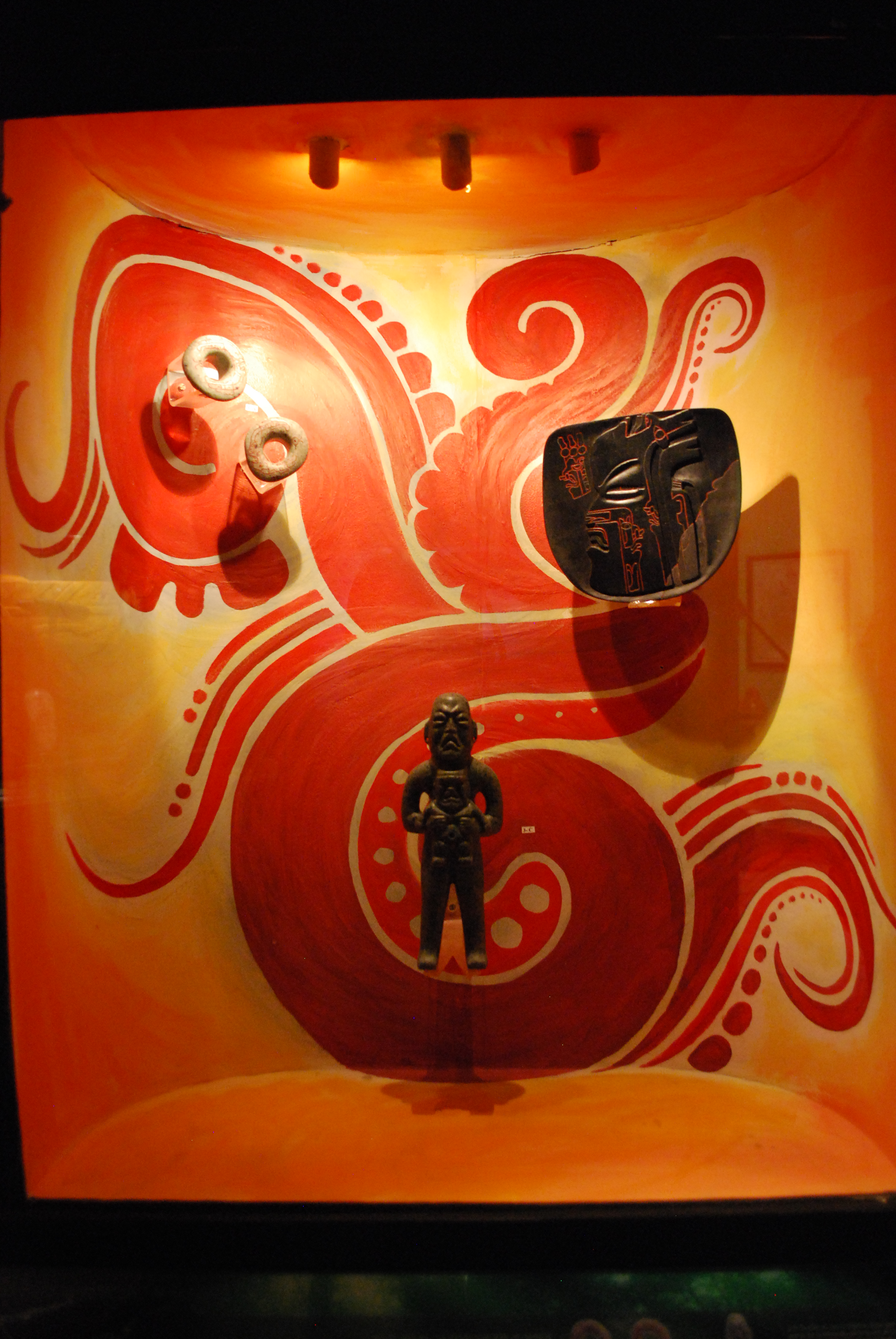
Вироби з нефриту ольмеків, копії, Музей мезоамериканського нефриту. Сан-Кристобаль-де-лас-Касас

### Керамічні вироби стародавніх мая

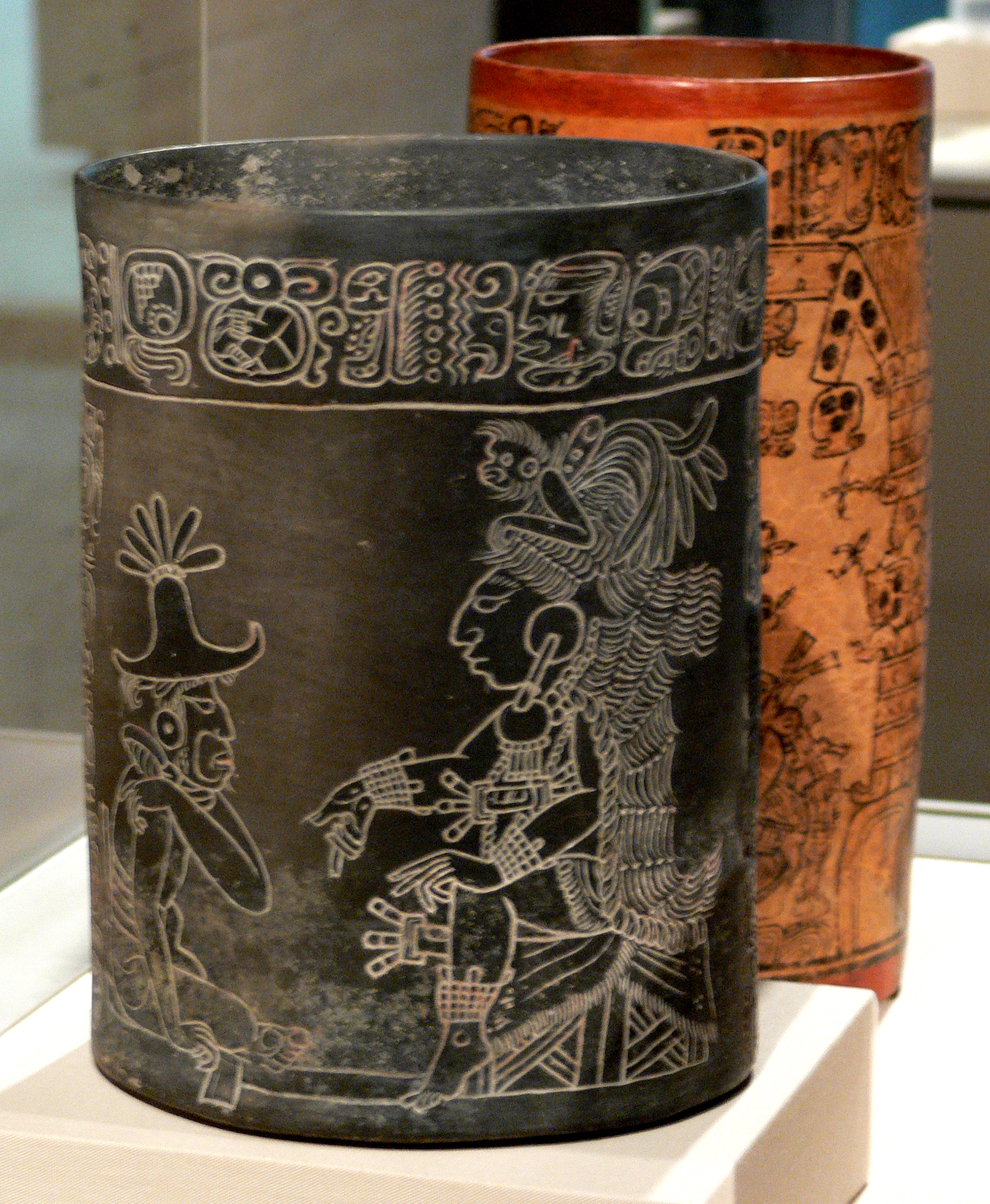
Дві посудини мая з сюжетними сценами. Кембал арт музей, Техас

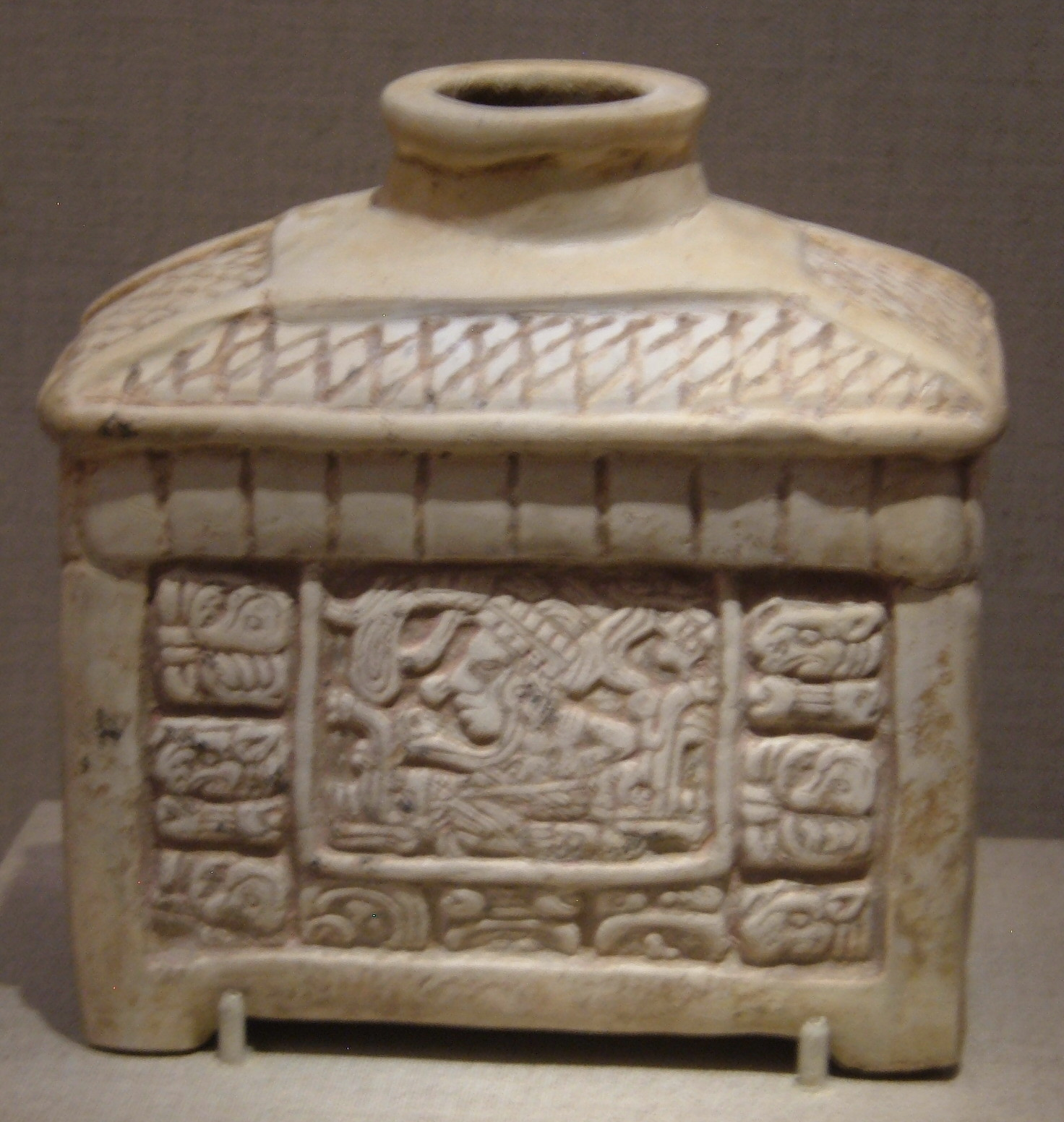
Керамічний флакон, мая, 6-8 ст. н.е.
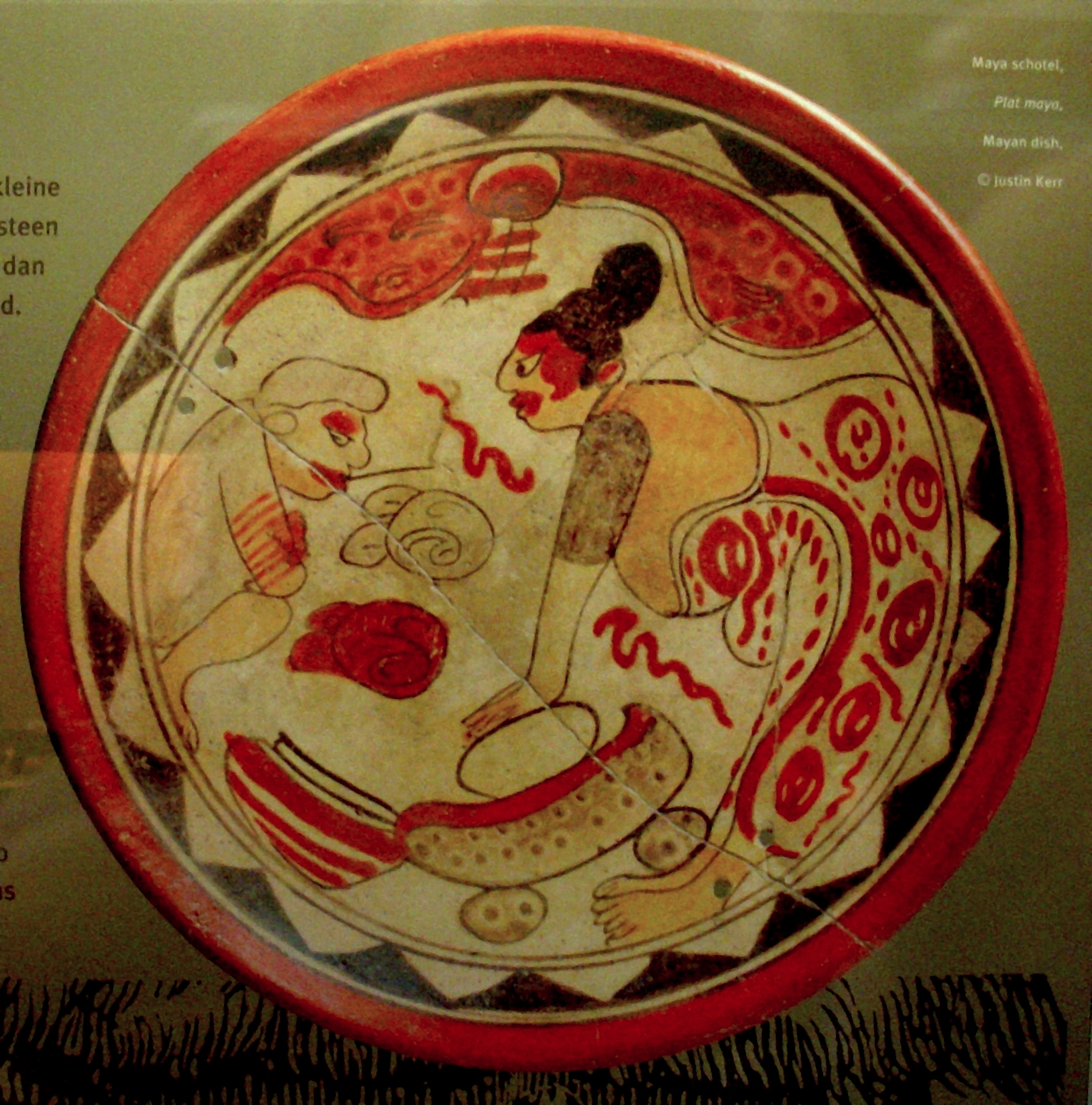
Таріль мая, Музей історії какао, Брюгге, Бельгія
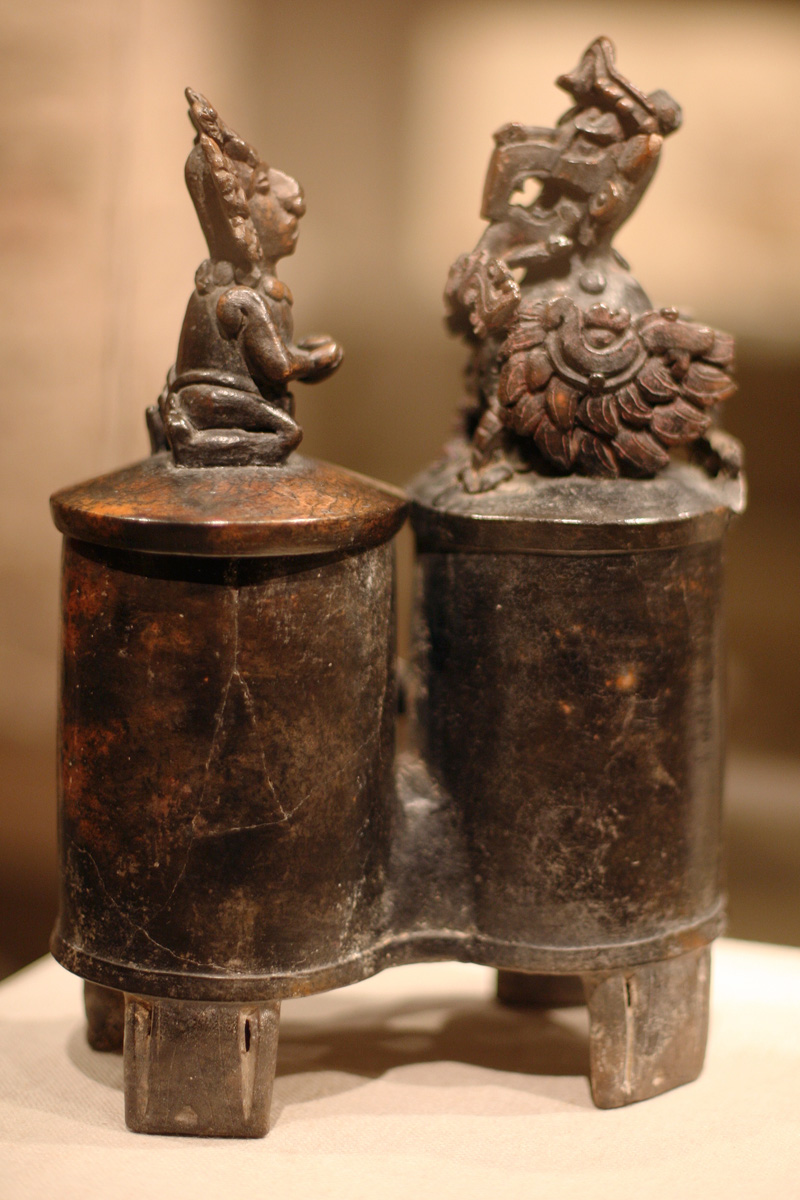
Подвійний горщик з кришками і фігурами. Висота 30 см, Музей мистецтва Метрополітен, Нью-Йорк.
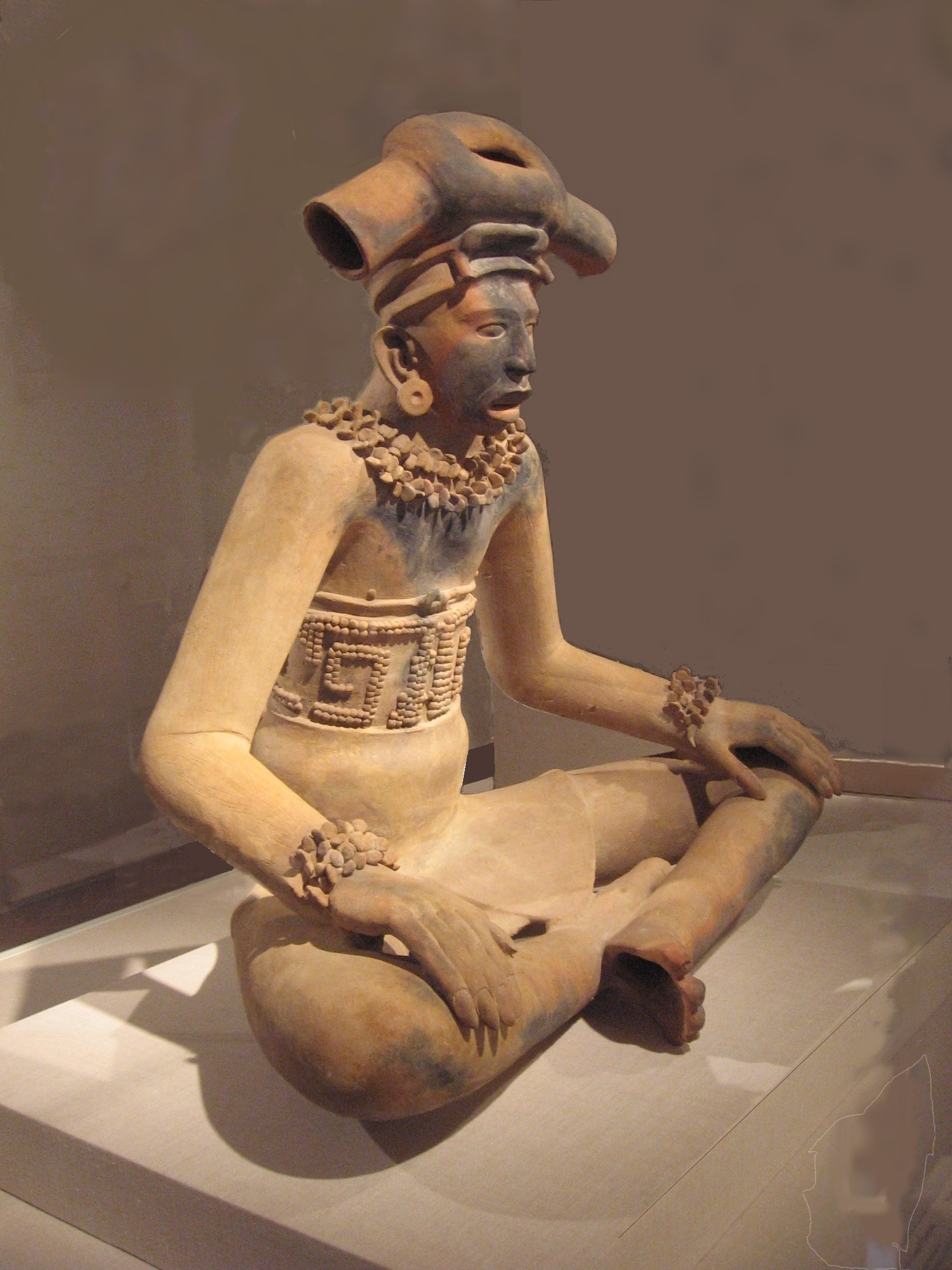
Велика фігура молодого вождя, (мая, Веракрус), Художній інститут Чикаго, США.
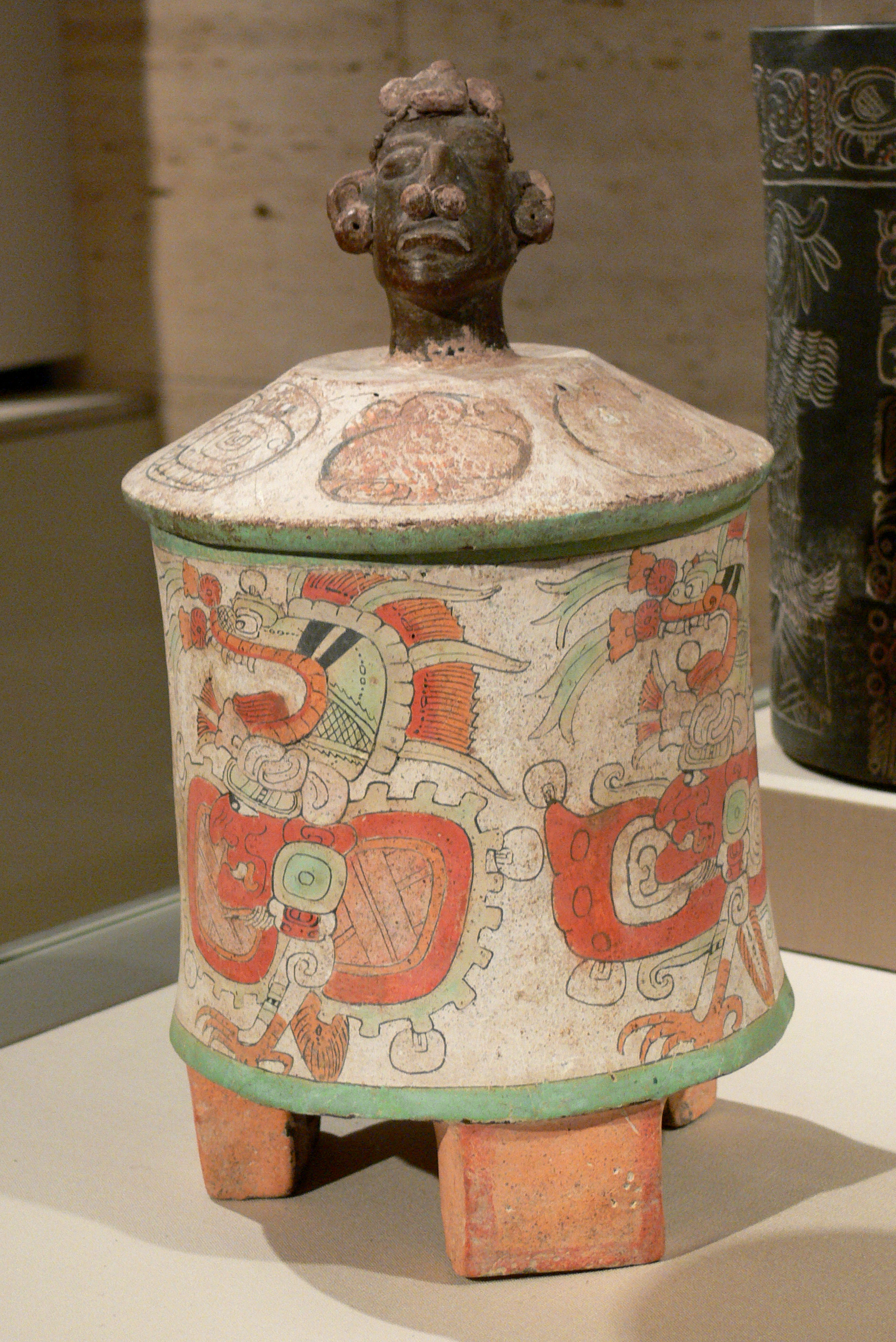
Посудина з кришкою. Мая, ранньокласичний період, між 400 і 500 рр. Кембал арт музей, Техас
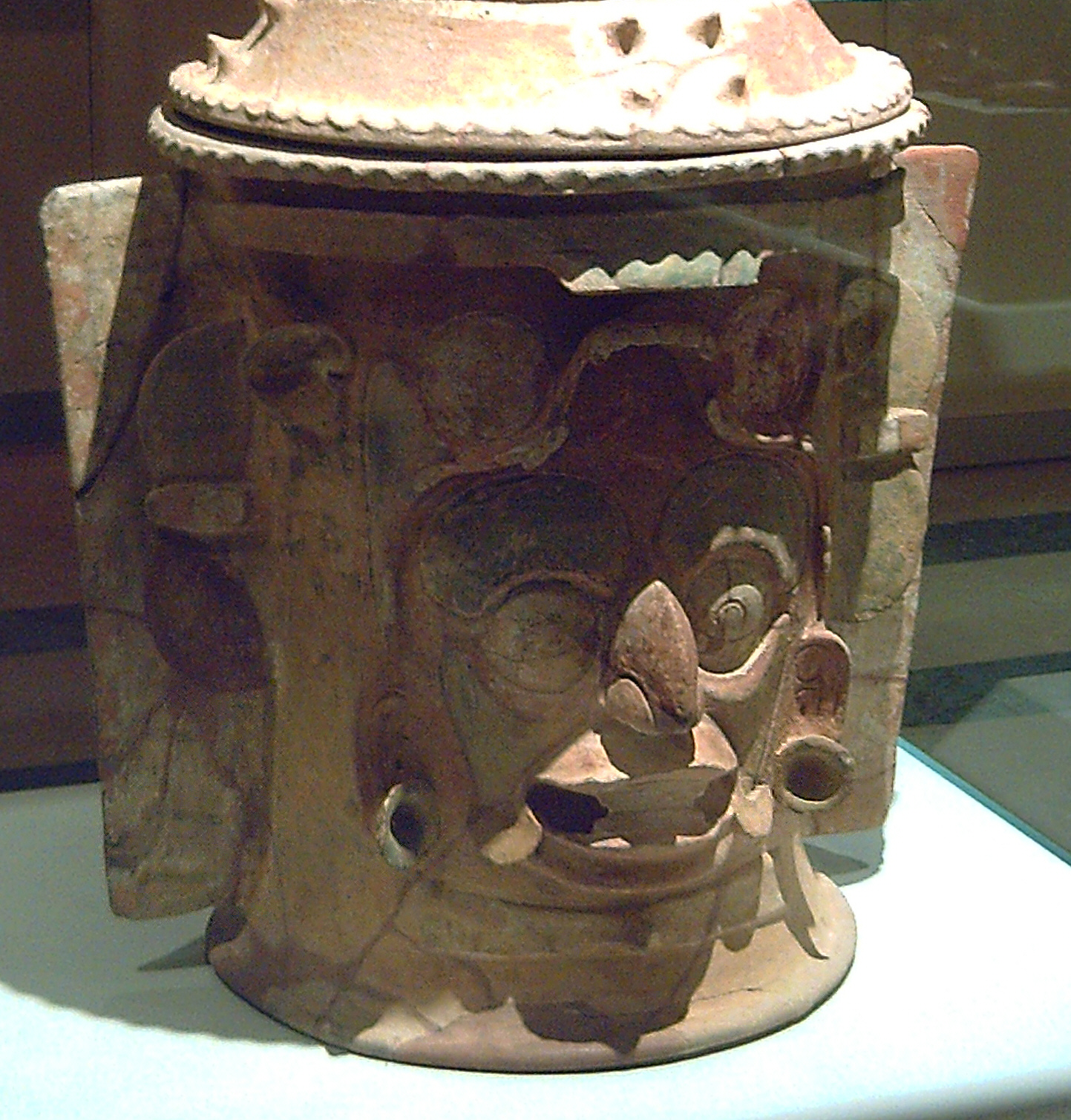
Поховальна урна з головою бога-ягуара. Пізній класичний період.
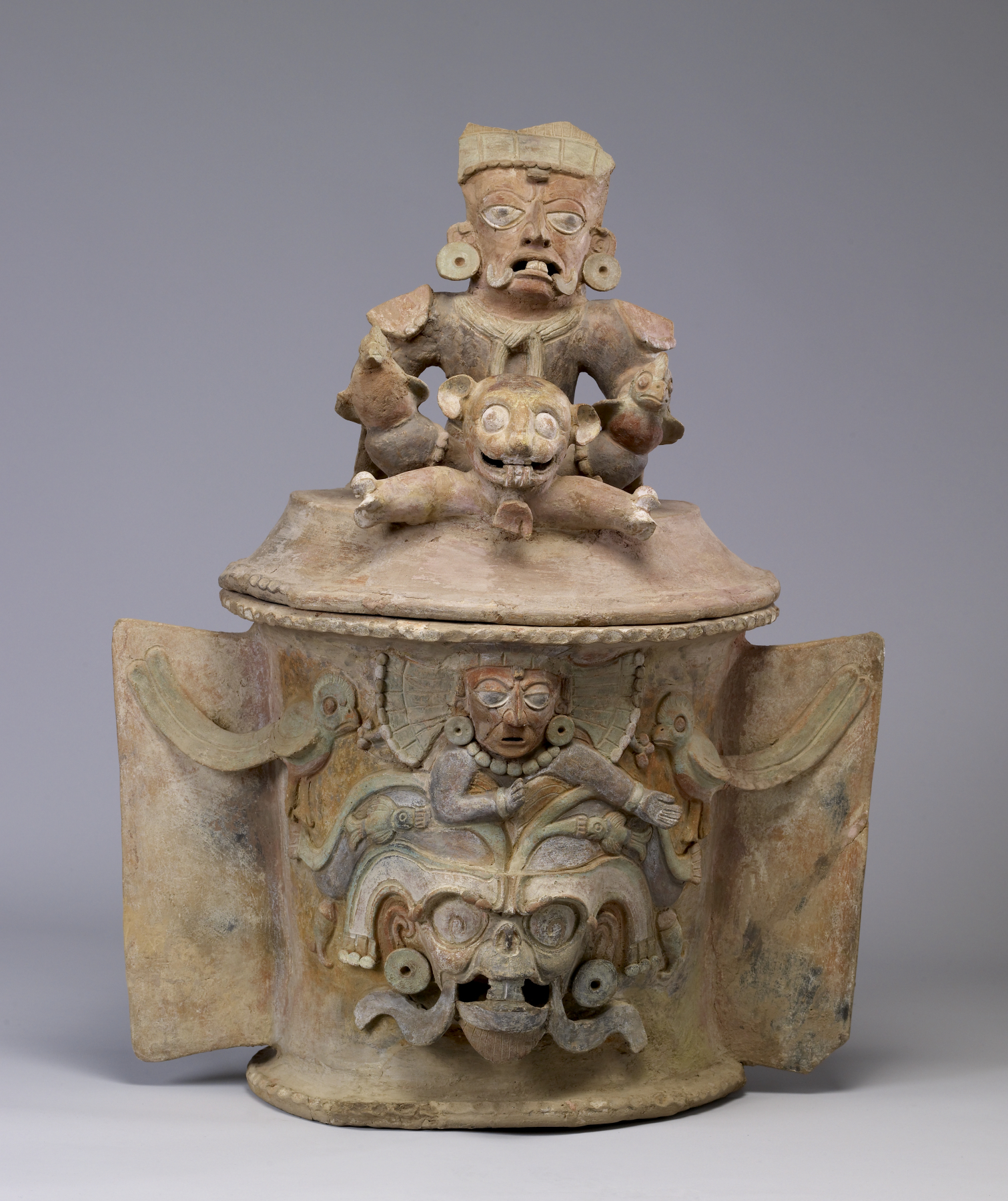
Урна з кришкою і фігурами. Пізній класичний період, 600-900 рр. н.е.
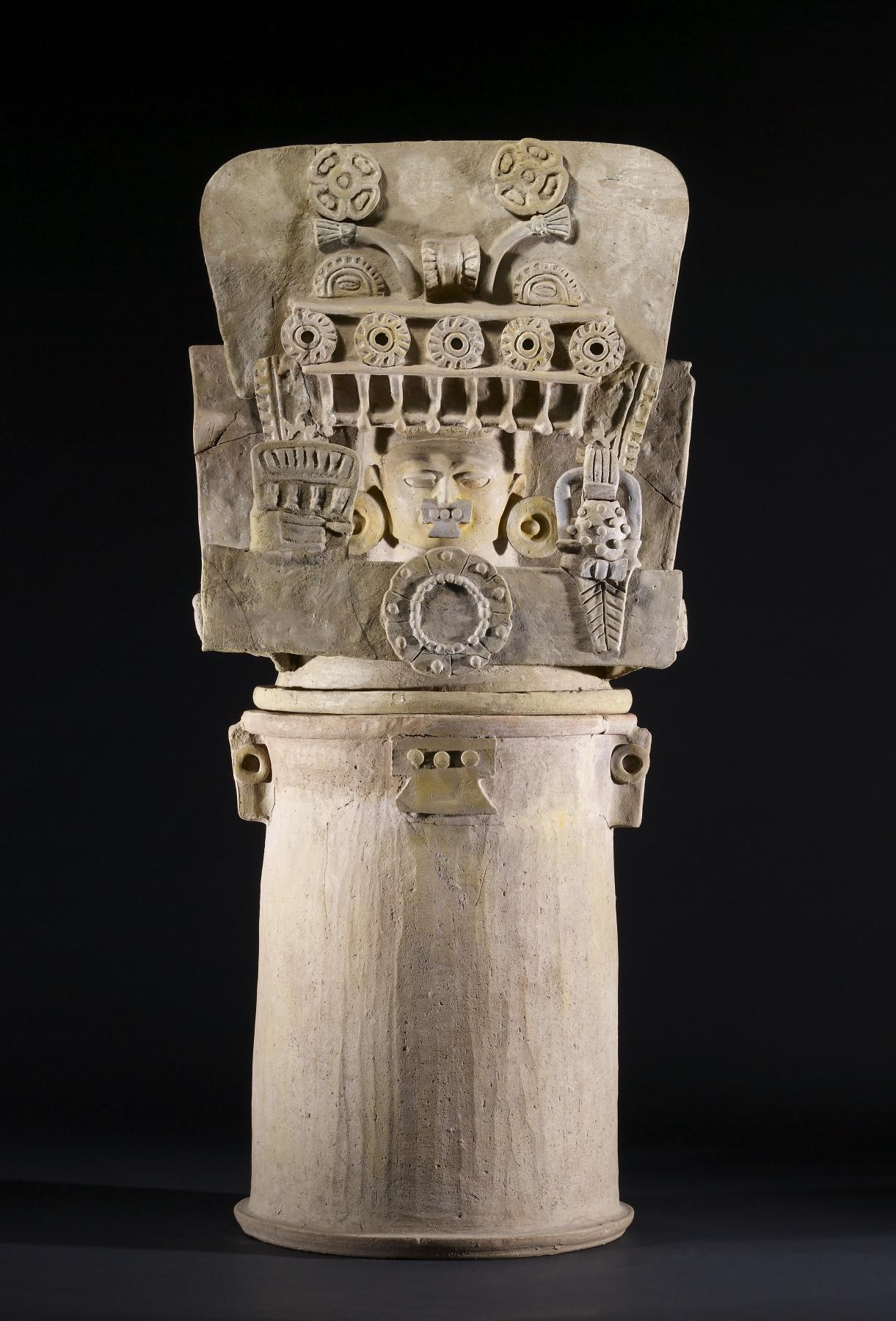
Курильниця пахощів, висота 103,8 см, ранній класичний період 350-550 рр. н.е., Художній музей Волтерс, Балтимор, США
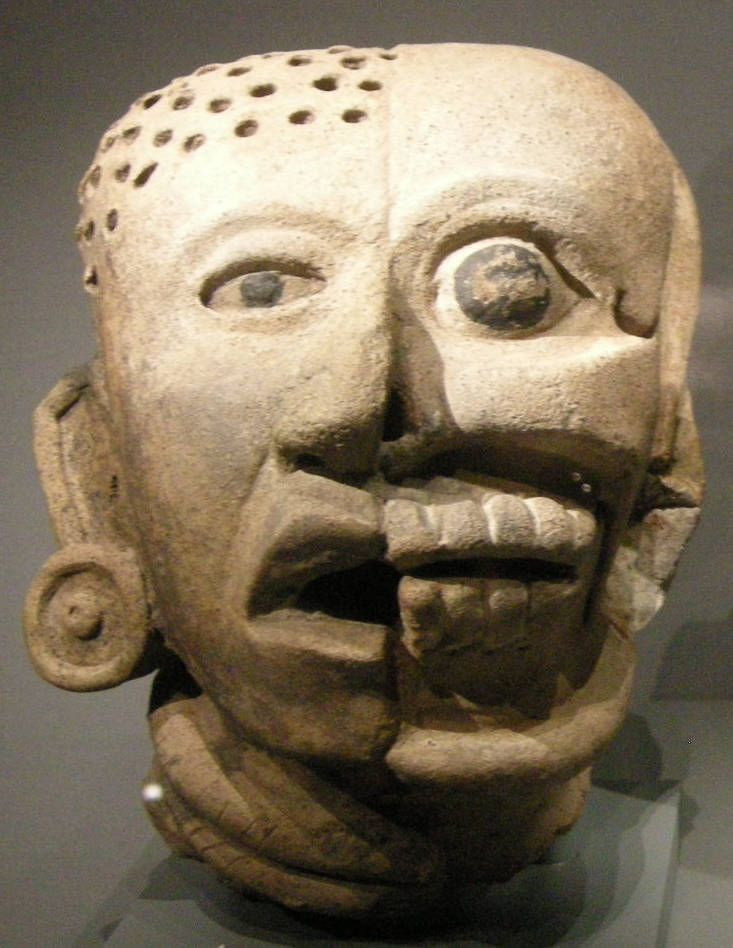
«Маска життя і смерті», до 600 р. н.е., знайдена в Веракрус, Мексика, Національна галерея Вікторії, Австралія
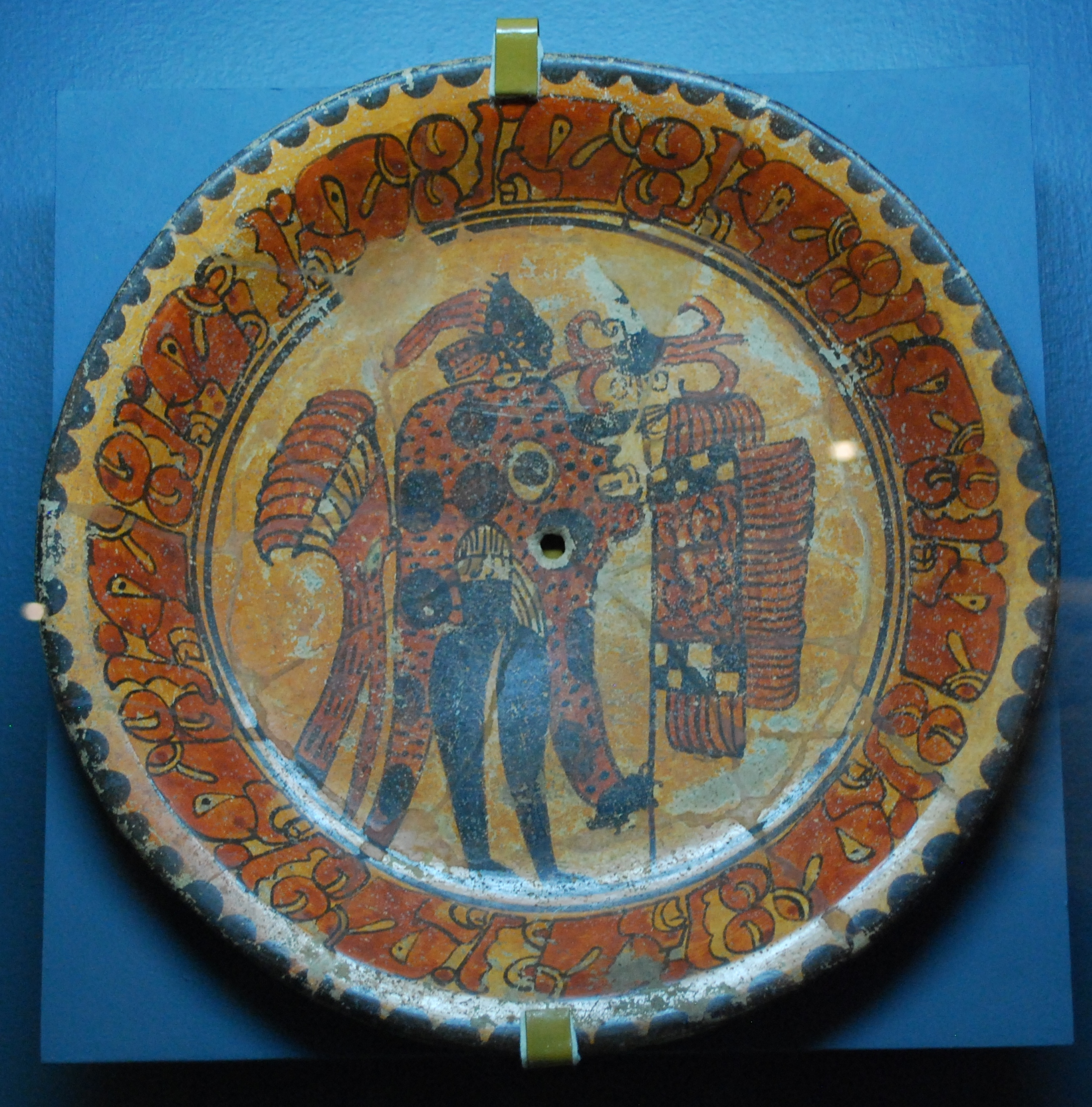
«Вояк мая зі списом», Регіональний музей Тустла, штат Чіапас, Мексика.
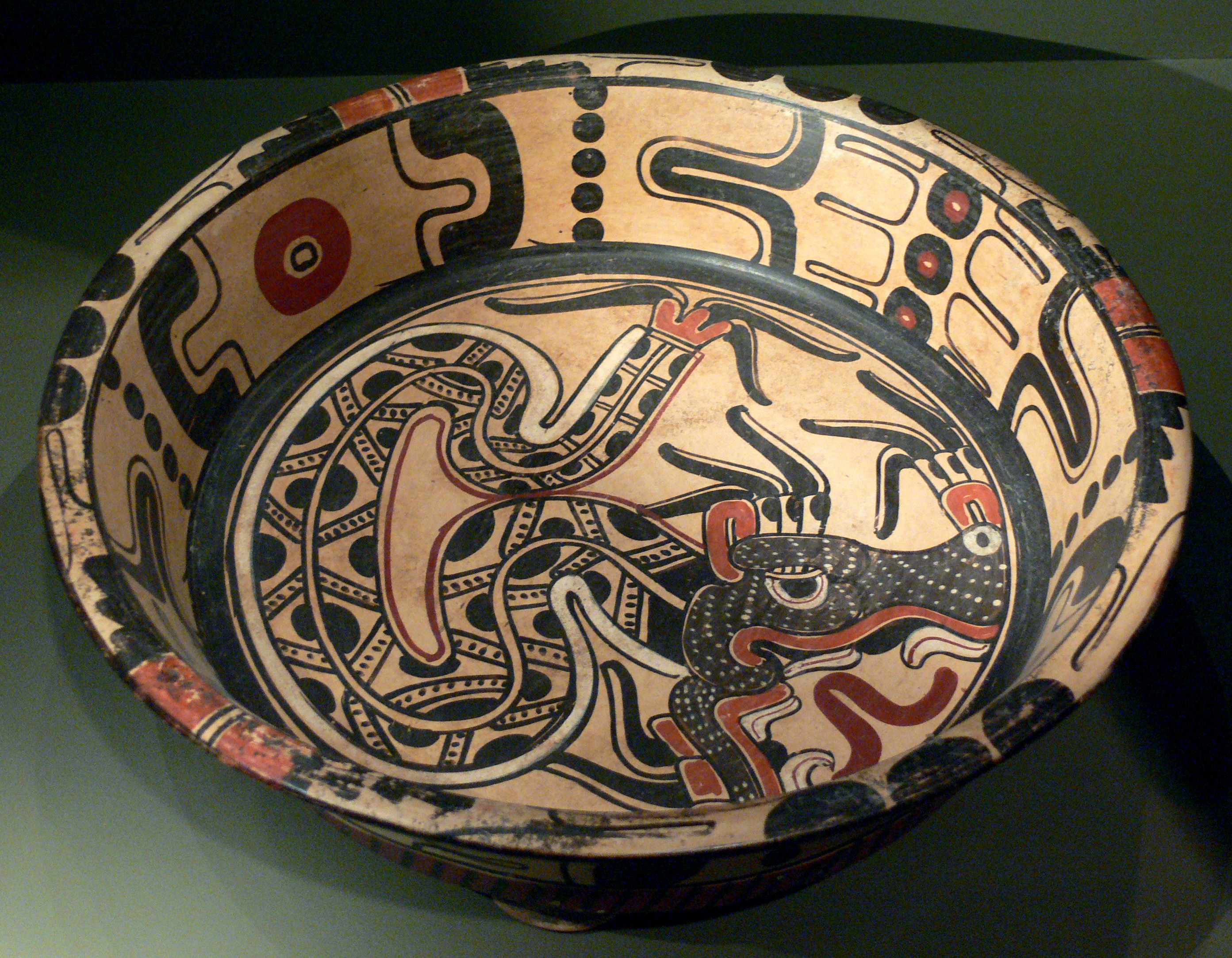
Тринога чаша зі змієм, 900-1200 рр. н.е Музей мистецтв Далласа, США.

## Доля археологічних пам'яток Доколумбової доби

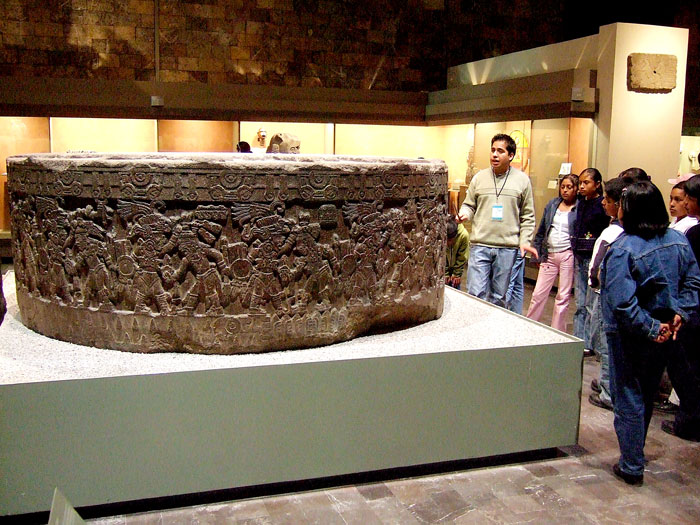
«Камінь вождя Тісока» зі сценами його перемог, Національний музей антропології, Мехіко.

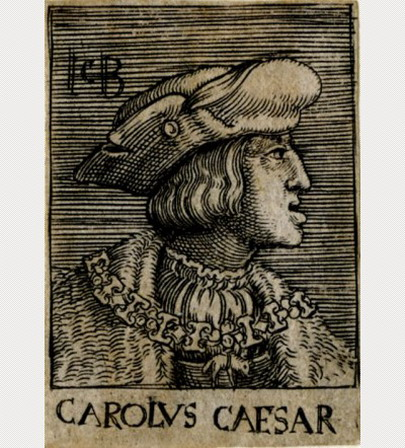
Гравер Якоб Бінк. "Портрет імператора Карла V "

Довгий час доля археологічних пам'яток Доколумбової доби була або трагічною, або невизначеною. Так, авантюрний дослідник Юкатанських міст мая Джон Ллойд Стефенс (1805—1852) вивіз в Нью-Йорк чималу колекцію артефактів мая (вази з розкопок у Тікалі та Уєуєтенанго, кам'яні скульптури, теракотові вироби із Санта-Круз-дель-Кіче, різьблені дерев'яні балки з храмів Ушмаля та Кабаха). Разом із художньою панорамою Фредеріка Кетервуда мистецькі скарби індіанців показували мешканцям Нью-Йорка в дерев'яному павільйоні. Але павільйон згорів, а полум'я знищило усе чисто.
Але нищення навіть коштовностей із золота і срібла, привезених в Західну Європу із Америки, розпочалося набагато раніше. Так, більша частина виробів із золота, отримана іспанцями-конкістадорами від Монтесуми (яку самі іспанці оцінили в 600 000 песо), була перелита в стандартні злитки. Навіть серед них знайшлися особи, котрі вважали небажаним нищити все, бо були речі надто красиві. Дипломатичні дарунки із золота і срібла, отримані іспанцями на початку їх авантюри у Веракрусі, таки були вивезені в Іспанію в дарунок імператорові Карлу V. Той перебував у Брюсселі, тому корабель перевіз коштовності в Південні Нідерланди. Карл V, котрий завжди волав побільше грошей на платню воякам для придушення повстань у власній імперії, розпорядився відтепер переливати у гроші усе золото і срібло, яке б не перевезли із Америки до імперії. І крізь Іспанську імперію протекла справжня річка із американського золота і срібла, але протікаючи, руйнувала її економіку і спричинила значне збільшення цін, а згодом зробила Іспанію слабшою і кризовою. Здобуті золото і срібло були використані на розкоші і не були вкладені ні в виробництво, ні в розвиток іспанської промисловості. Країна загальмувалась у розвитку майже на 300 років, тоді як промислово розвинулись Голландія, Швеція, Франція, Британія, навіть феодальна Росія, котрі і задаватимуть головний голос в європейській політиці.
Роками знахідки з мексиканських археологічних пам'яток розкрадалися чи осідали в приватних і державних збірках як у США та Канади, так і в містах Західної Європи. Частка мексиканських артефактів осіла в Британському музеї (Лондон), в університетському Лейдені, (Нідерланди), в Антверпені (Бельгія)тощо. Міжнародна торгівля археологічними знахідками перетнула політичні кордоні и океани і досягла навіть Австралії.
Кримінальні угруповання грабіжників археології, оснащені навіть гелікоптерами, роками робили грабіжницькі рейди на поруйновані індіанські міста, де особливими долотами і електропилами різали на шматки кам'яні барельєфи і стели, зручні для швидкого транспортування та продажу.
Більш пощастило завеликим археологічним артефактам, вага і розміри яких заважали їх перевезенням або знайдені та передані в державні музеї (велетенські кам'яні голови ольмеків, Камінь Сонця — диск діаметром 3,5 метри і вагою 24,5 тони, «Камінь вождя Тісока» зі сценами його перемог діаметром 2,5 метри, «Мати Богів» Коатлікуе, Камінь Койольшауки, богині місяця тощо).

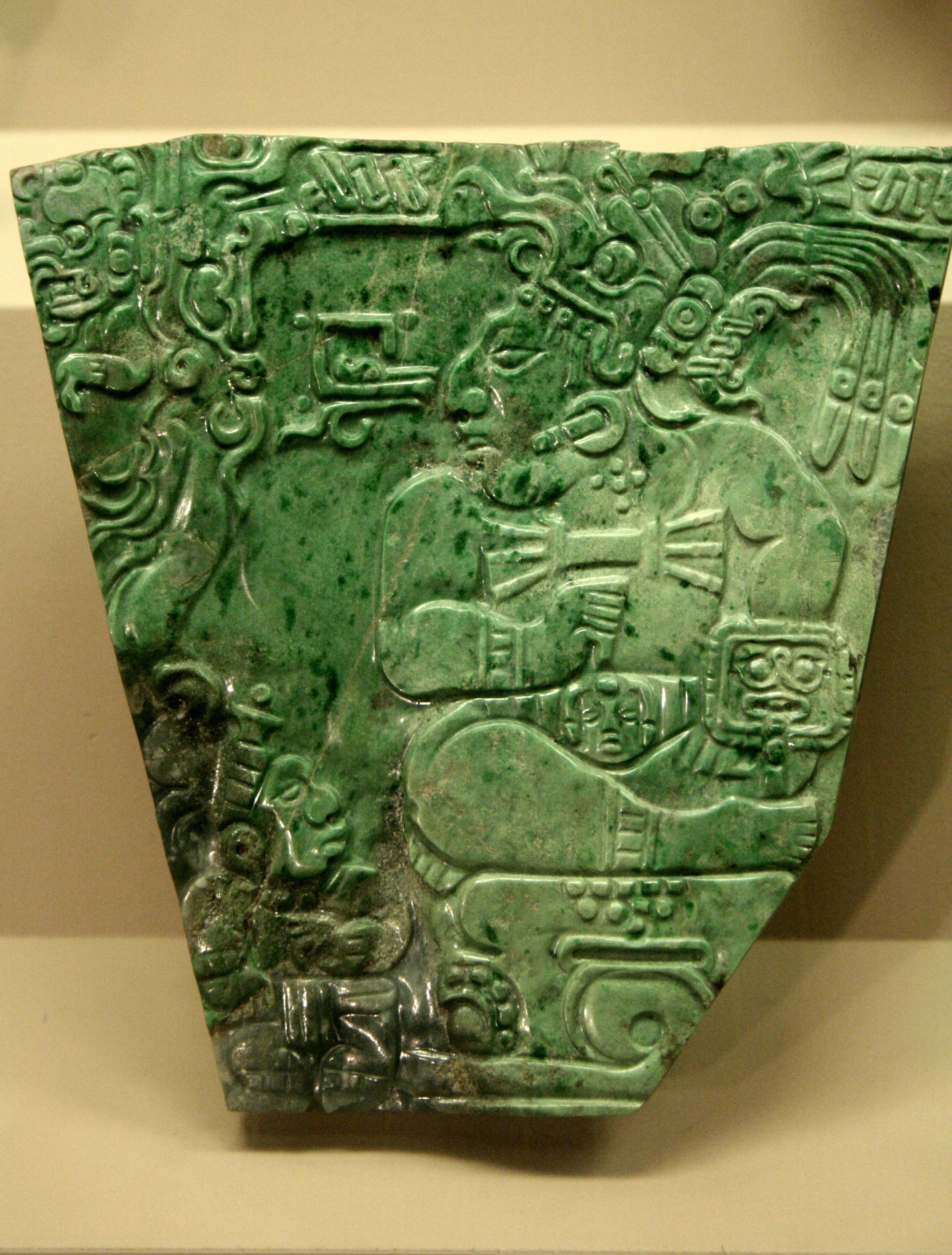
Уламок нефритового рельєфу з сюжетом. Британський музей, Лондон.
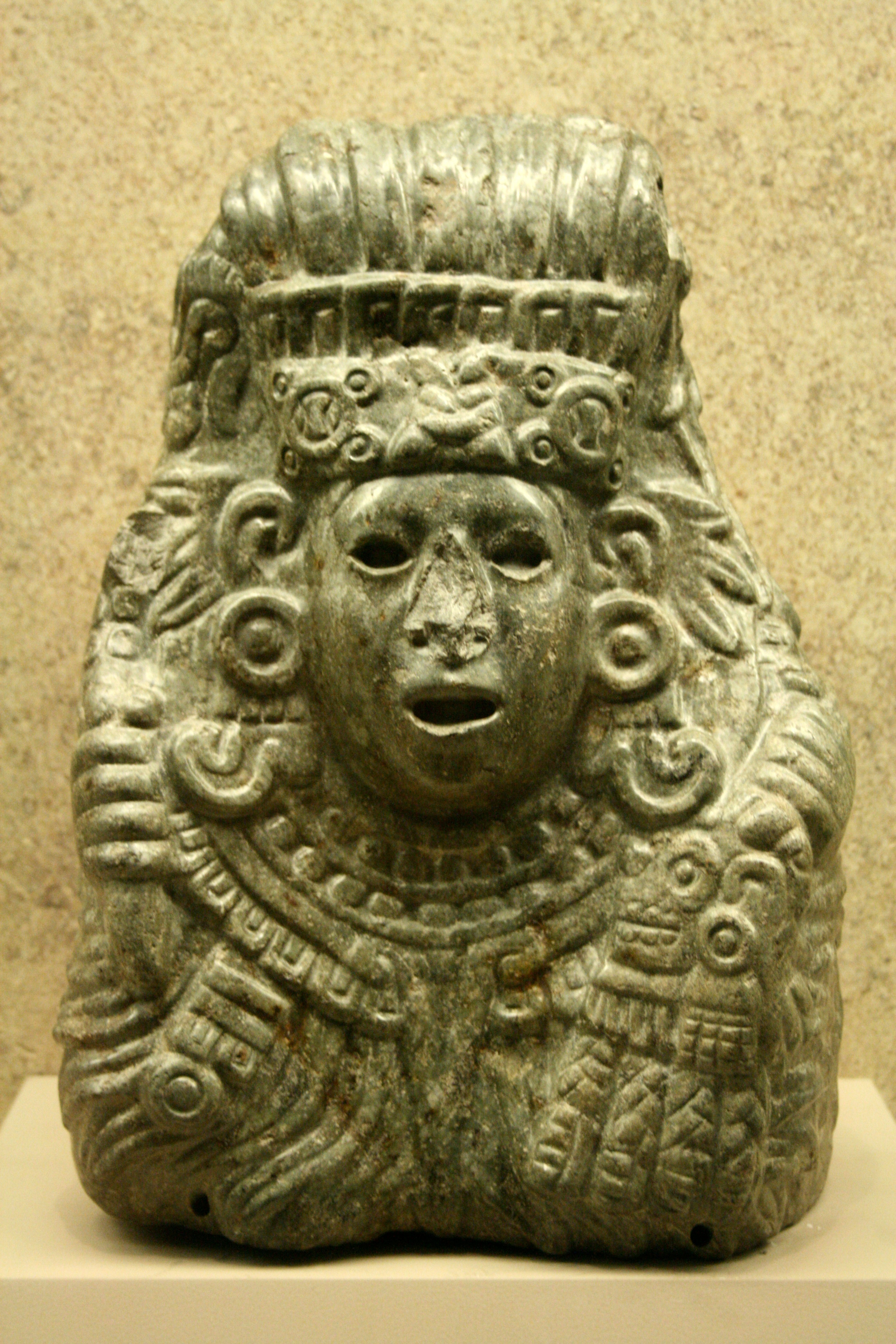
Кам'яне погруддя бога Кецалькоатля, Лондон, Британський музей.
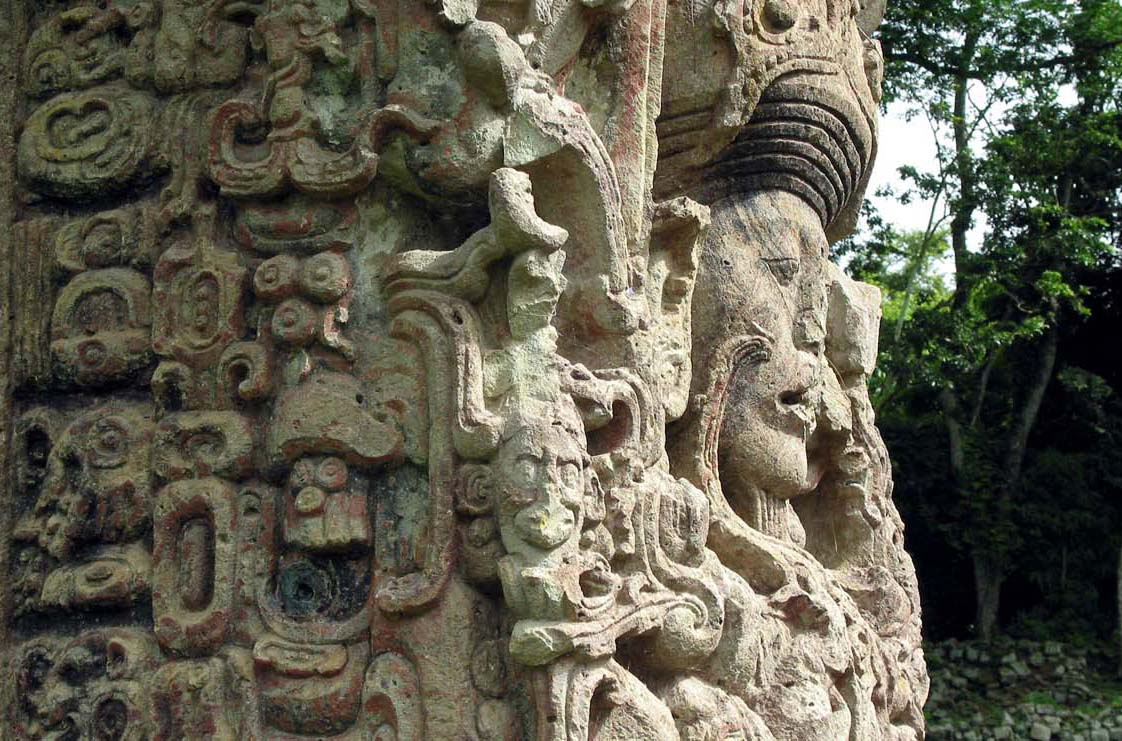
Стела B в місті Копан
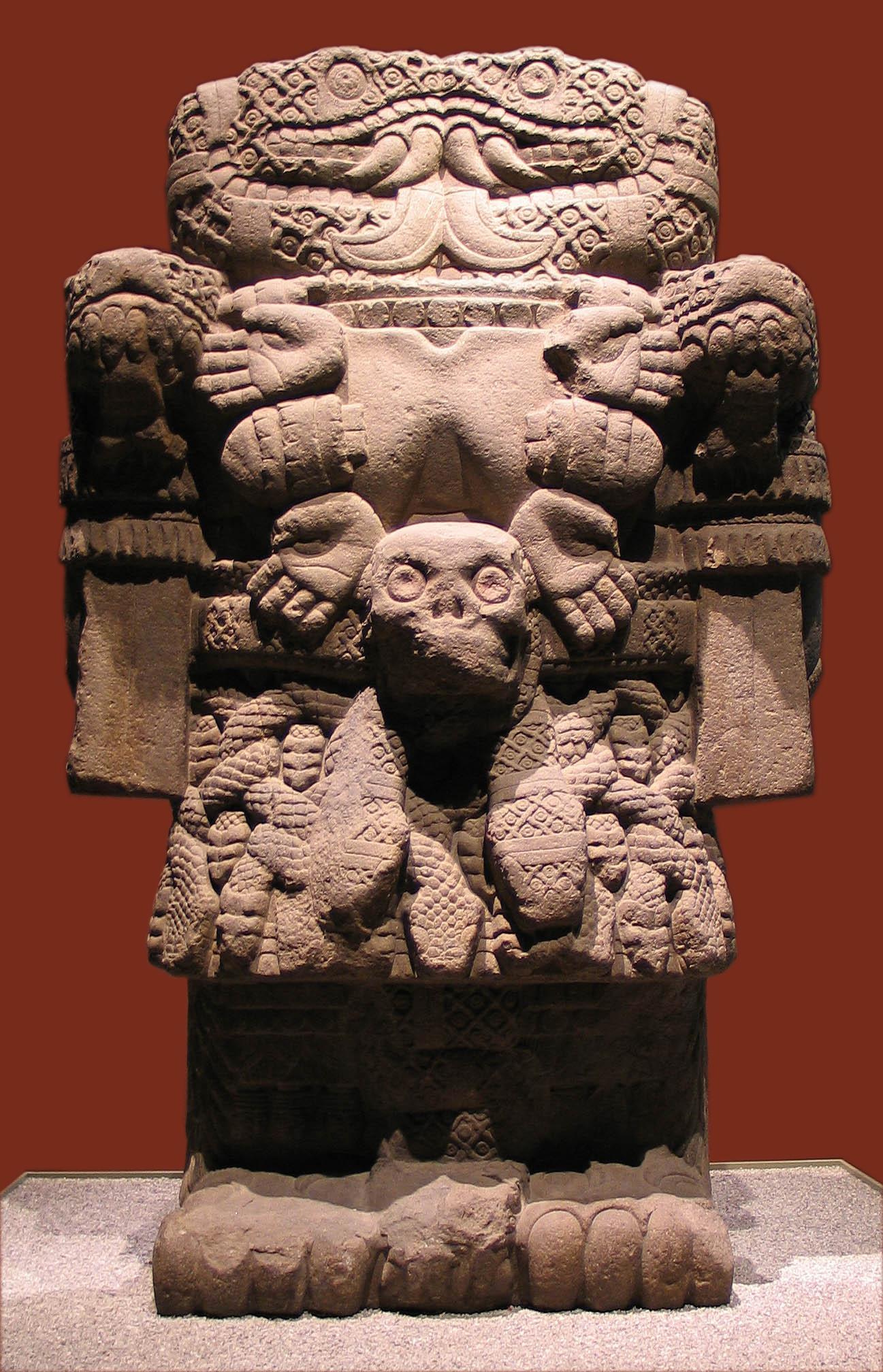
«Мати Богів» Коатлікуе, Національний музей антропології, Мехіко.
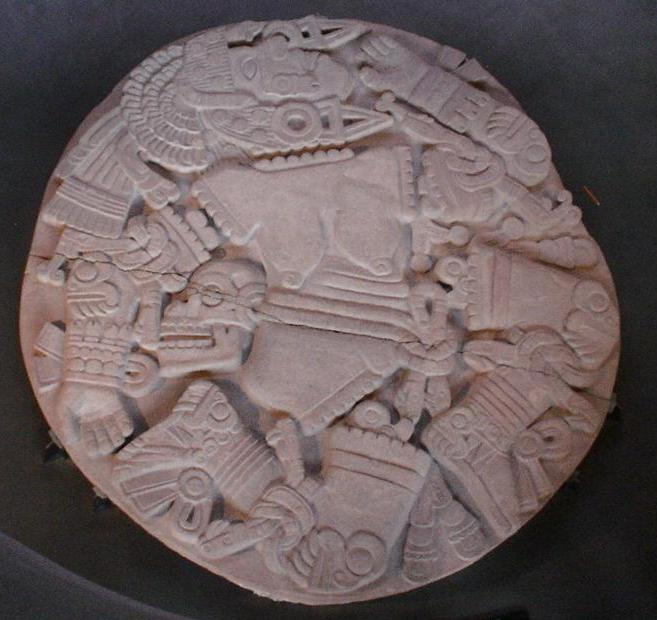
Камінь Койольшауки, богині місяця

## Іспанське завоювання
Католицька політика контрреформації, широко використана як в Європі, так і в тогочасній Америці, спонукала католиків-іспанців до майже повного знищення літературних джерел корінних мешканців. Саме тому нащадки мають так мало документальних джерел на паперових носіях.
Після широкомасштабних загарбницьких боїв в Америці іспанські вояки, неписьменні в більшості, масово винищували індіанські кодекси. Переклади текстів, які почули католицькі священики в військах, переконали тих у демонології і єретизмі книжок — тогочасне ставлення до носіїв чужих культур. Вояки отримали дозвіл на неконтрольоване винищення усіх книжок мая чи ацтеків. Так, збережені відомості про значну загибель кодексів ацтеків під час руйнації міста Теночтітлан у 1521 р. Те ж саме спіткало і рукописи мая.

## Стінописи і фрески Нової Іспанії 16 століття

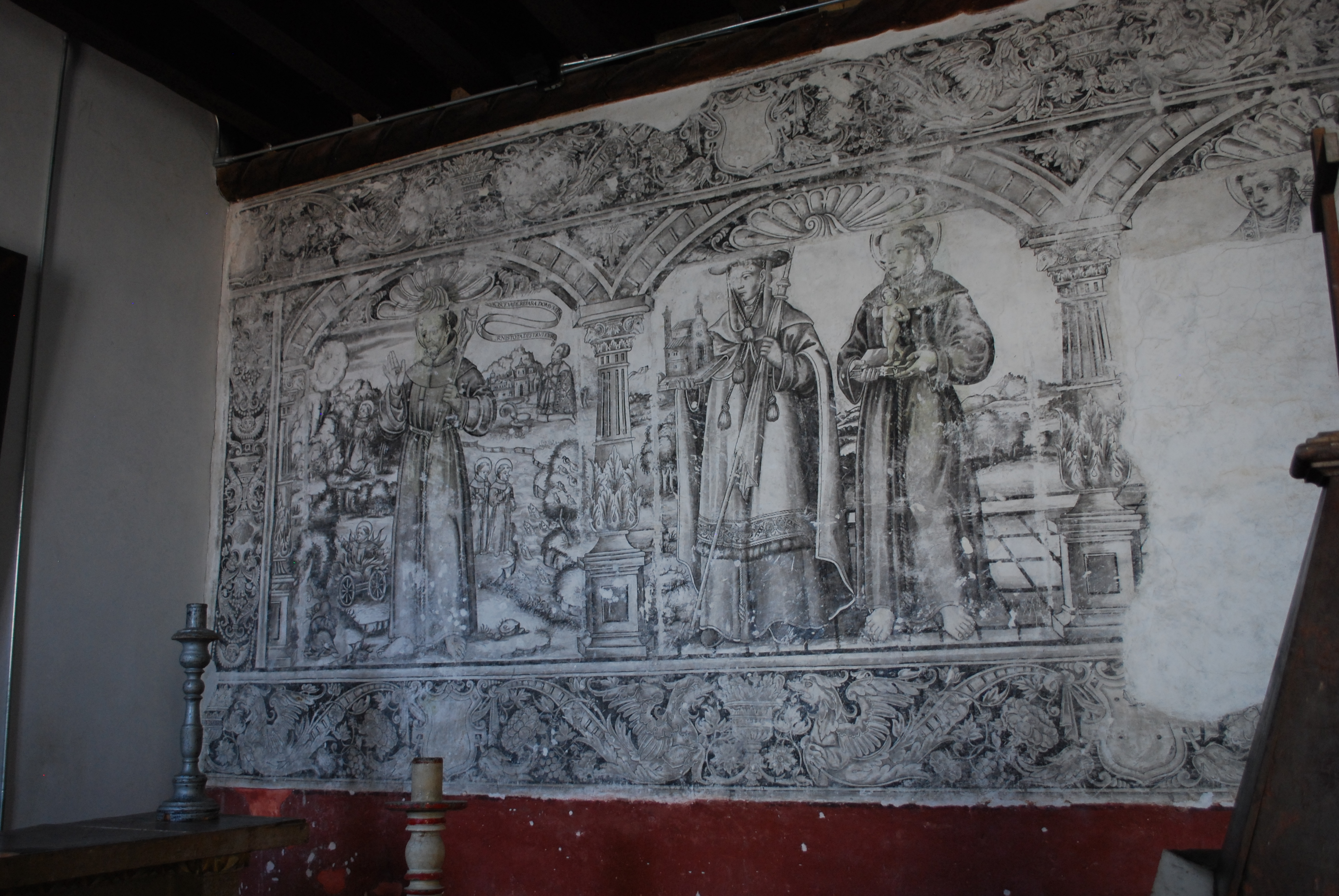
Чорно білі фрески «Св. Франциск Ассізький, Св. Банавентура і Антоній Падуанський», монастир в Уєхоцинго.

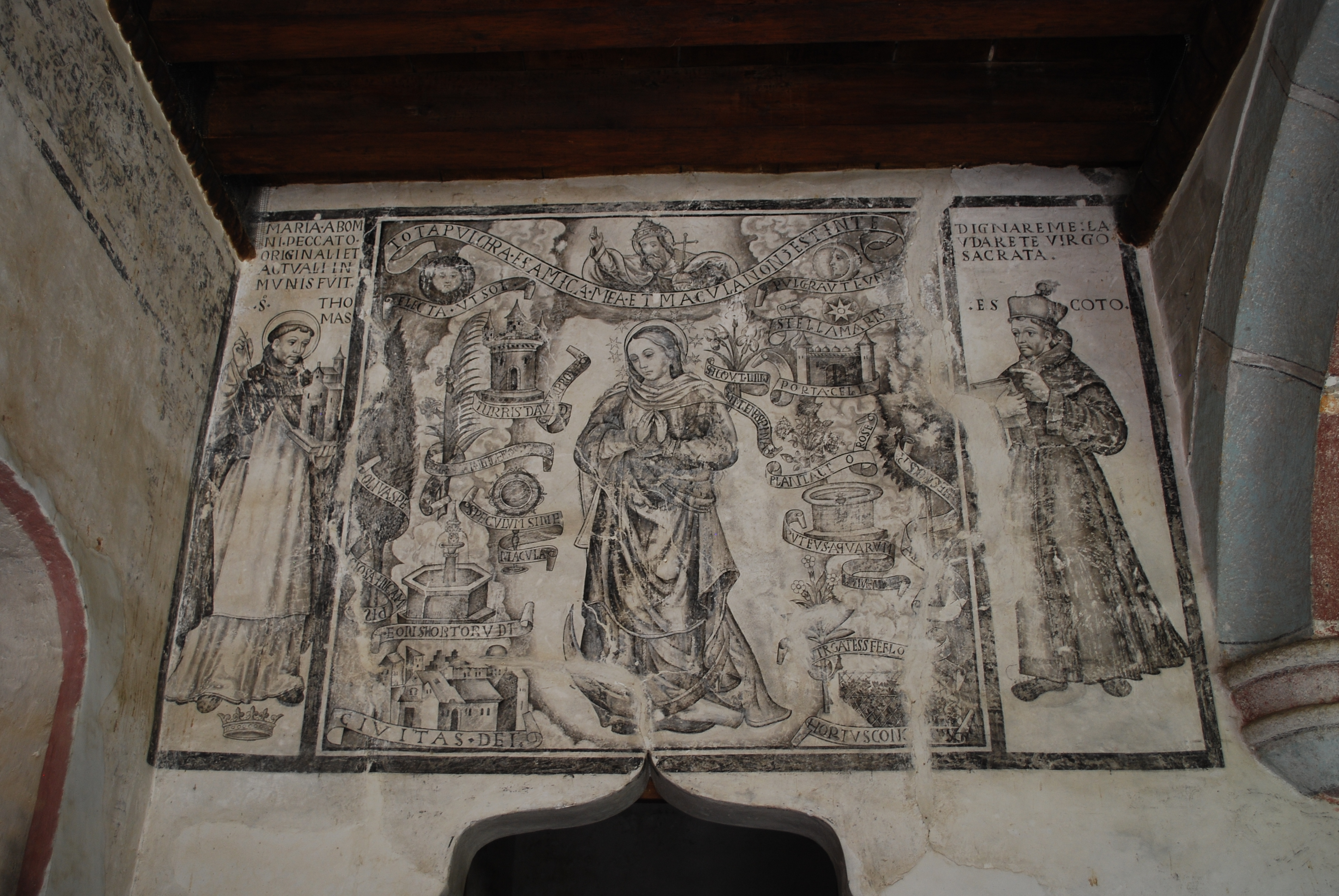
Чорно біла фреска з богородицею, монастир Михаїла Архангела в Уєхоцинго.
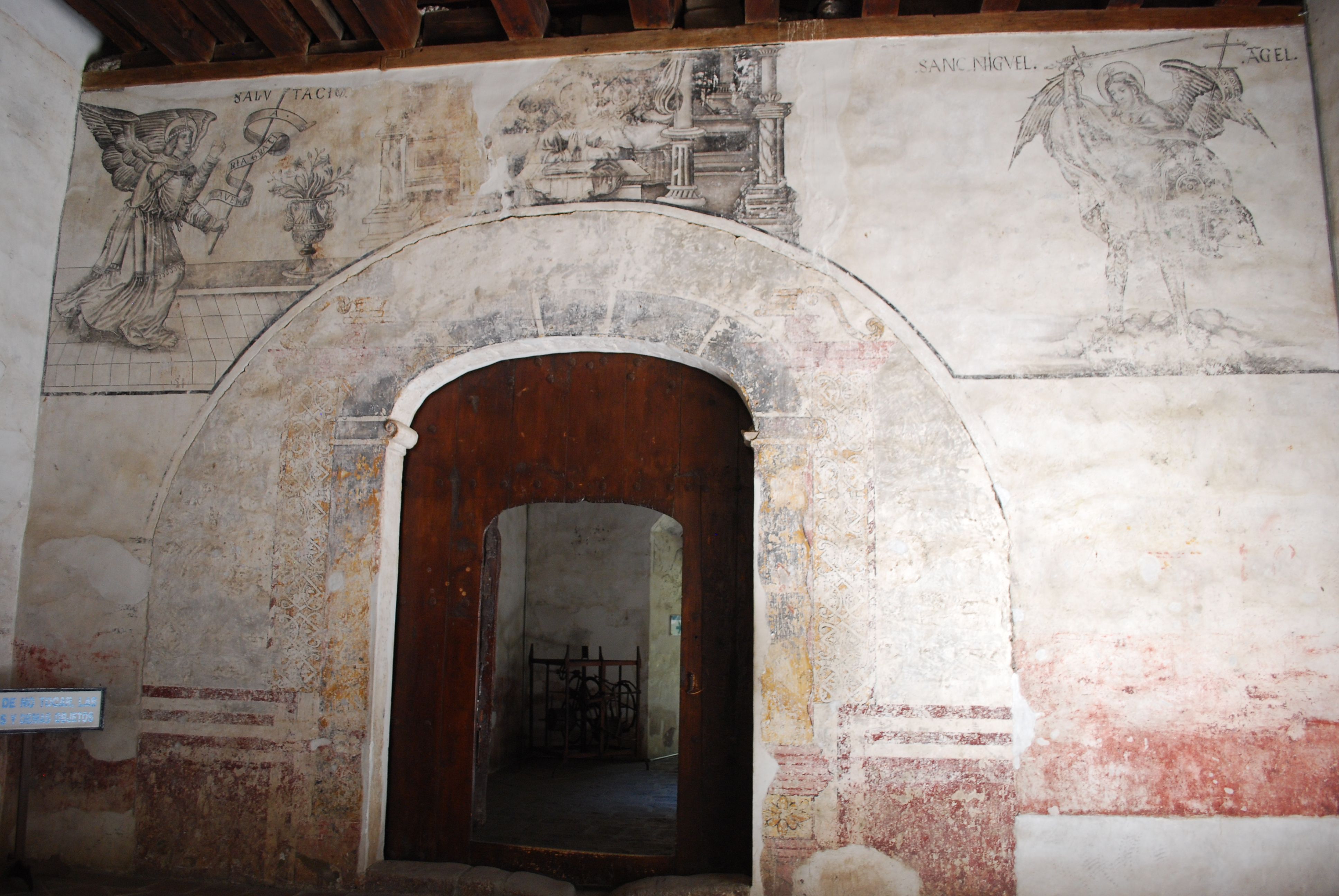
Залишки стінопису «Благовіщення» та Архангелом Михаїлом, штат Пуебла.
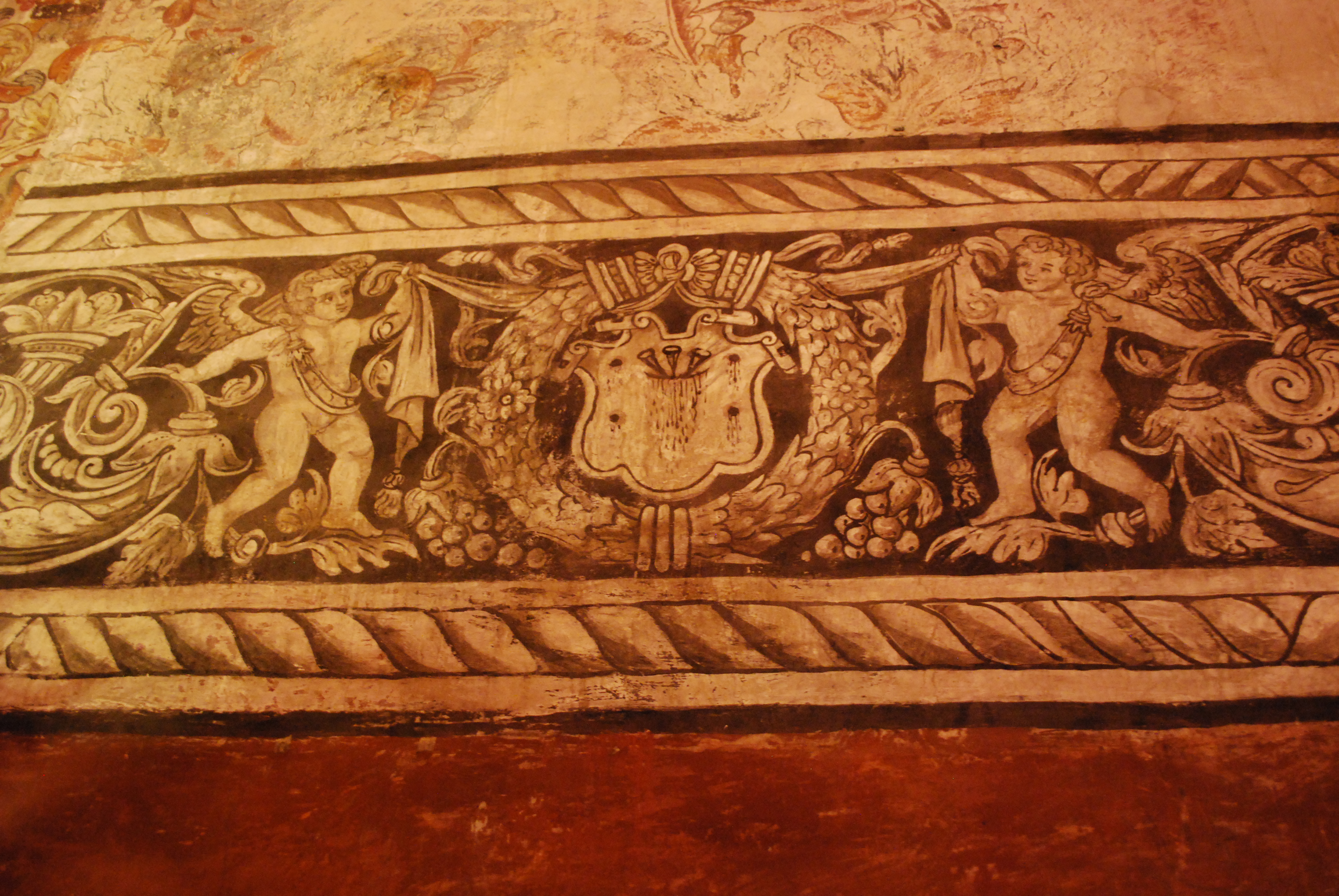
Імітація килима 16 ст. Стінопис церкви монастиря Архангела Михаїла, Уєхоцинго, штат Пуебла.
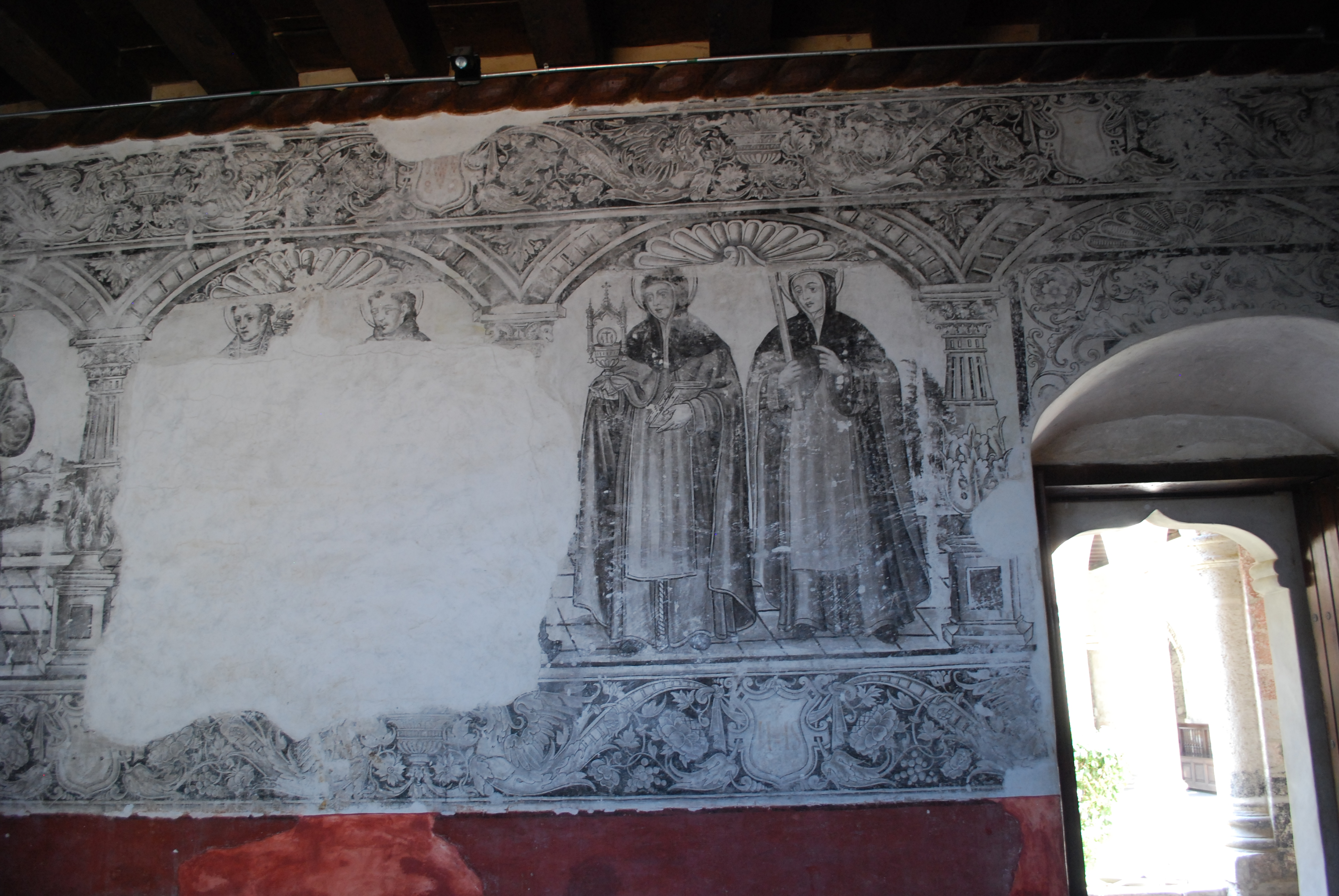
Залишки чорно білих стінописів із зображенням чотирьох св. жінок, монастир Михаїла Архангела в Уєхоцинго.

## Мексиканське бароко

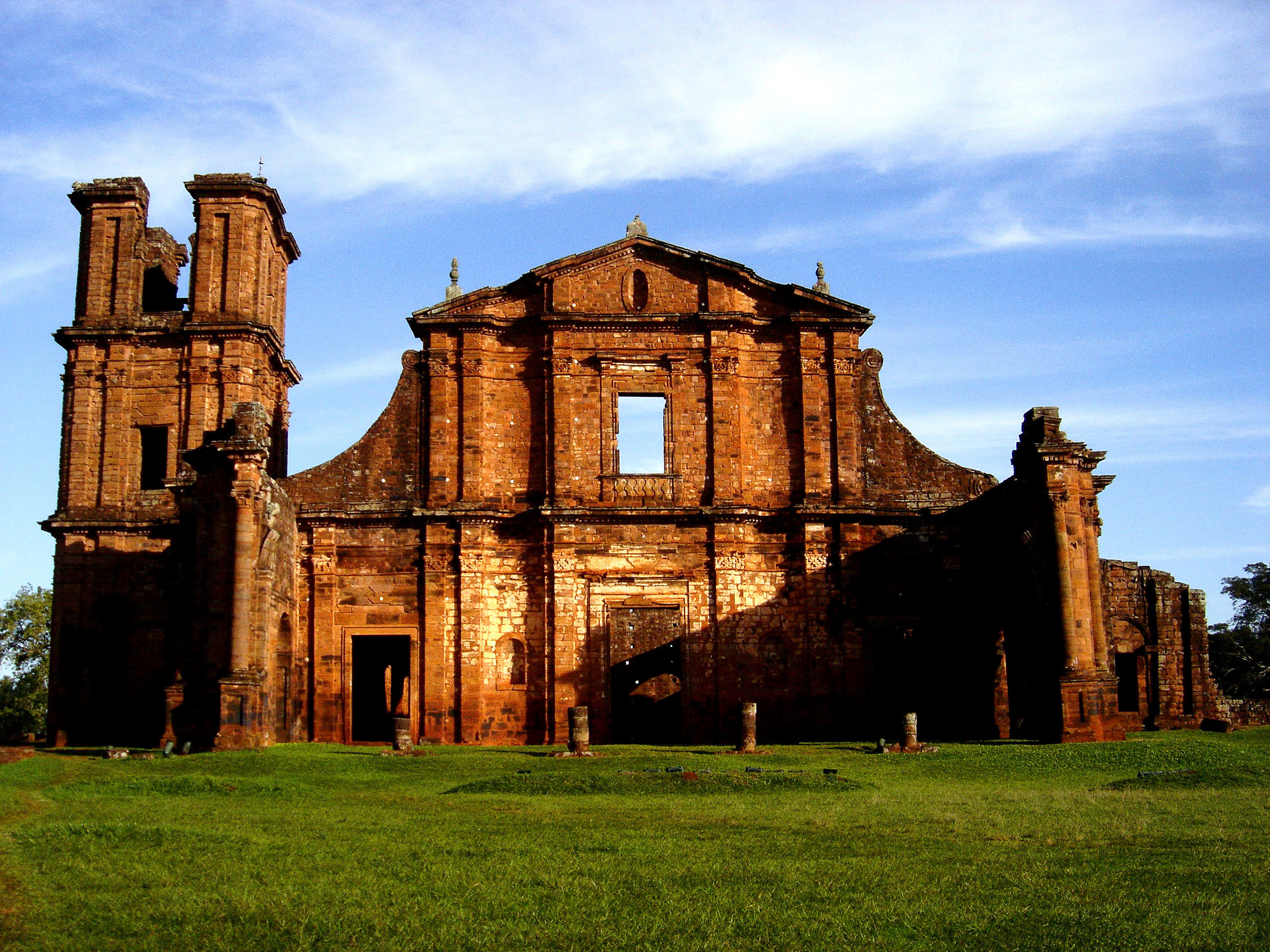
Єзуїтська місія Сан Мігел, Бразилія.

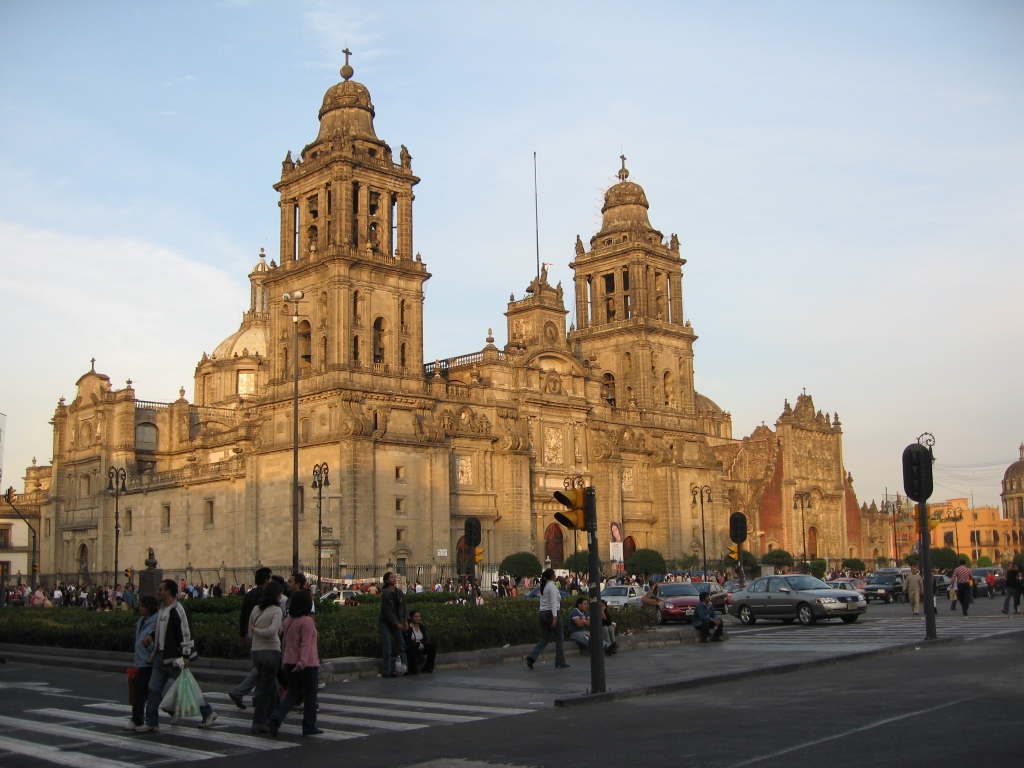
Катедральний собор, Мехіко.

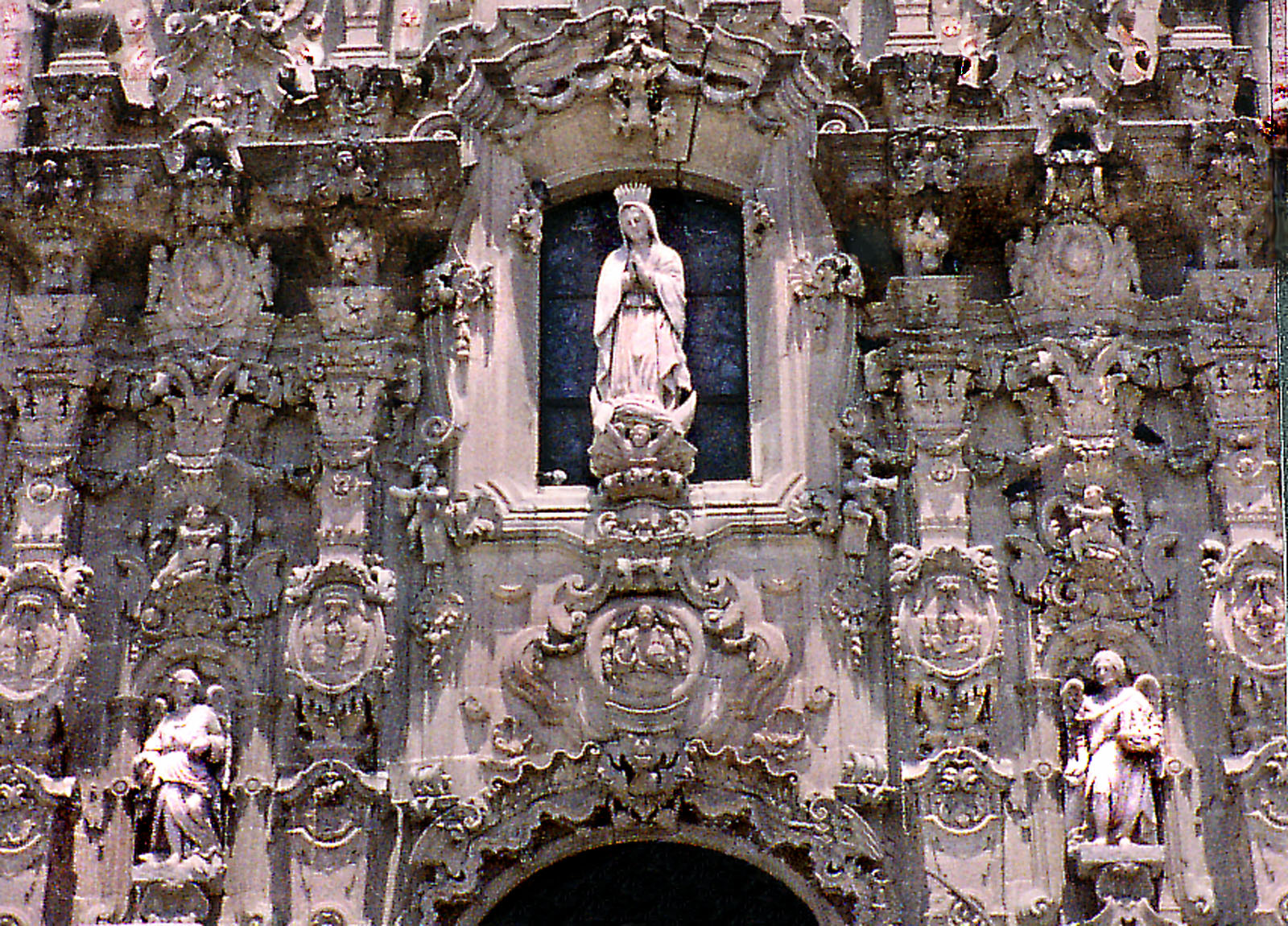
Декор собору Агуаскальєнтес, Мехіко

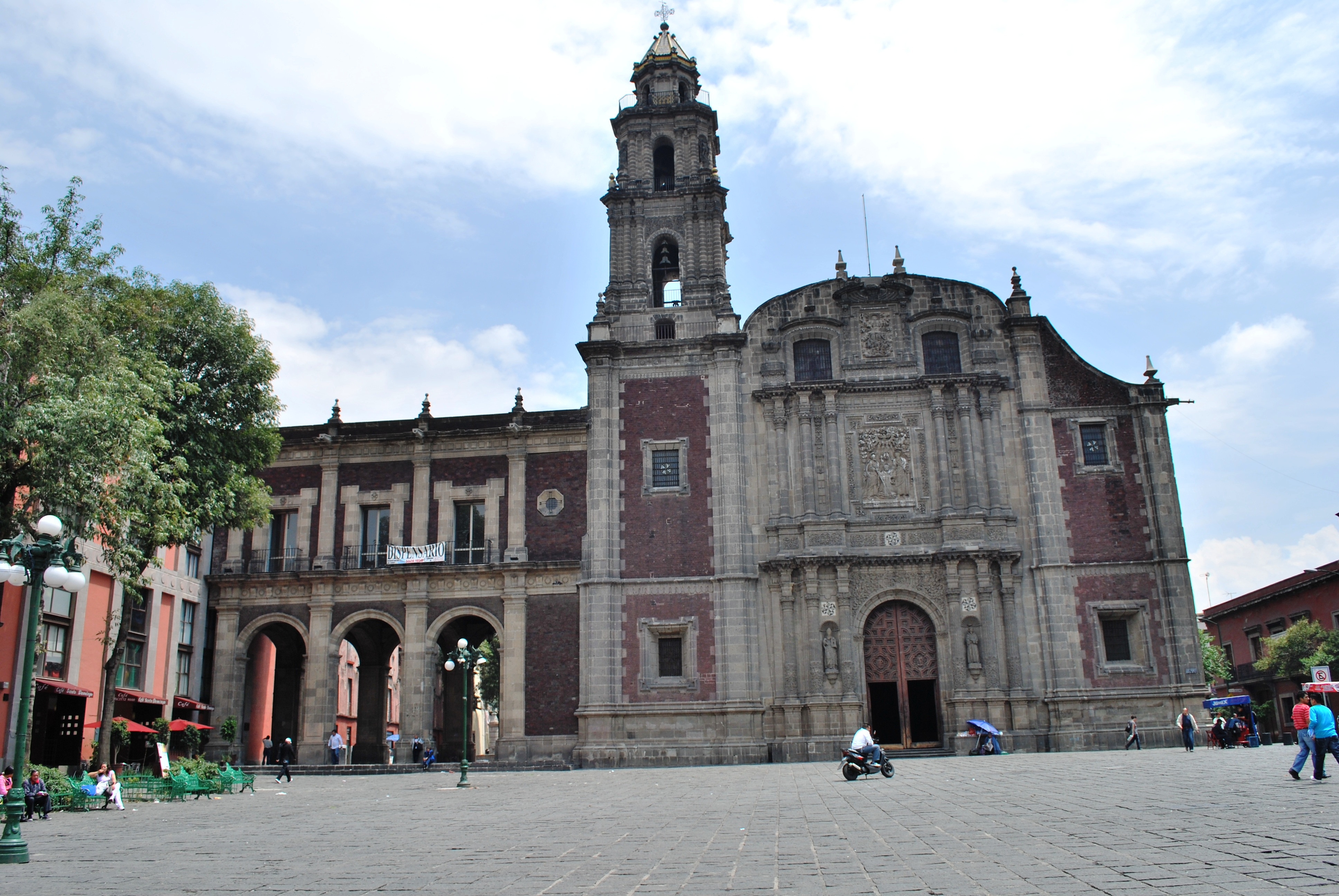
Церква Сан Домінго, Мехіко.

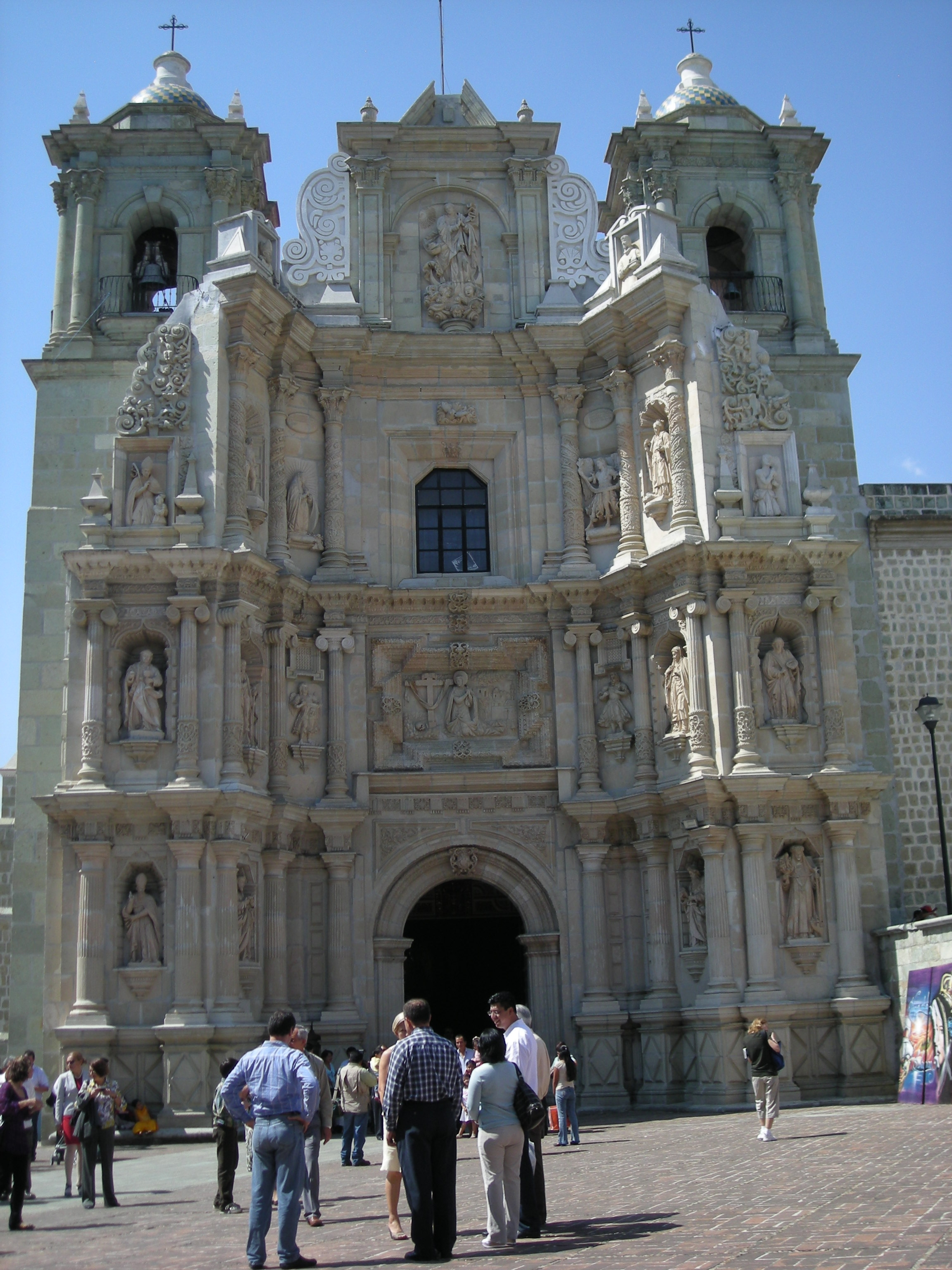
Катедральний собор Метрополітана де Оахака, фасад.

В мистецтві Мексики ніяка стилістична система (академізм, реалізм, класицизм, абстракціонізм, сюрреалізм) не виступали в закінчених формах. Стосується це і бароко, перш за все барокової архітектури.
Початок формування бароко в Італії припав на середину 16 ст. В Мексиці, котру загарбники іменували Нова Іспанія, в 16 ст. існувала суміш стилів, штучно привнесена завойовниками, котра складалась із провінційних варіантів іспанського відродження, маньєризму і запізнілих зразків іспанського середньовіччя. Ця суміш і стала джерелом формування місцевого варіанта бароко. Класичні зразки барокової архітектури, відомі за спорудами єзуїтських місій в Бразилії і близькі до італійських зразків — в Новій Іспанії не прижилися, хоча сюди серед інших чернечих орденів прибули і єзуїти, головні носії сакральної барокової стилістики. Мексиканське бароко швидко перейшло на створення самобутніх варіантів карнизів, колон, розкішних орнаментів. Широке розповсюдження отримали так звані «естіпіте» — конічні варіанти колон і пілястр, поставлені вузькою частиною униз. Мексиканська архітектура стала на шлях надзвичайної пишноти в інтер'єрах, котра вихлюпувалась і на головні, західні фасади сакральних споруд і відома як «ультрабароко». Серед величних храмів колоніальної доби в місцевому стилі бароко — собори в штатах Оахака, Чіуауа, Морелія, Сасатекас. Велетенський собор в Мехіко будували та декорували впродовж декількох десятиліть, тому він мимоволі став втіленням декількох стильових етапів місцевої архітектури.
Серед уславлених зразків місцевого бароко — церква Сан Домінго (Оахака), церква Регіни та Метрополітанське Сагреріо в місті Мехіко, каплиця дель Росаріо храму Сан Домінго в Пуебла, вибудована в 1690 році. Яскравим зразком місцевого бароко були і визолочені вівтарі, серед яких і дійсний шедевр — золочений вівтар з колишнього монастиря єзуїтів в місті Тепоцотлан. Навіть архітектурна ніша зі скульптурою Богородиці в монастирі Тепоцотлана не мала аналогів ні в мистецтві самої Іспанії, ні в місцевому мистецтві. У вир місцевого бароко були втягнуті також скульптура, провінційний портретний жанр, різьба по дереву і гіпсу, костюми креольської еліти тощо. В орнаментику сакральних католицьких споруд пробилися елементи індіанської космографії і деталі, відомі ще з доколумбової доби. Важко назвати ще одну країну американського континенту, де би стилістика бароко отримала таке розповсюдження і дала би подібні зразки пишноти і оригінальних рішень.

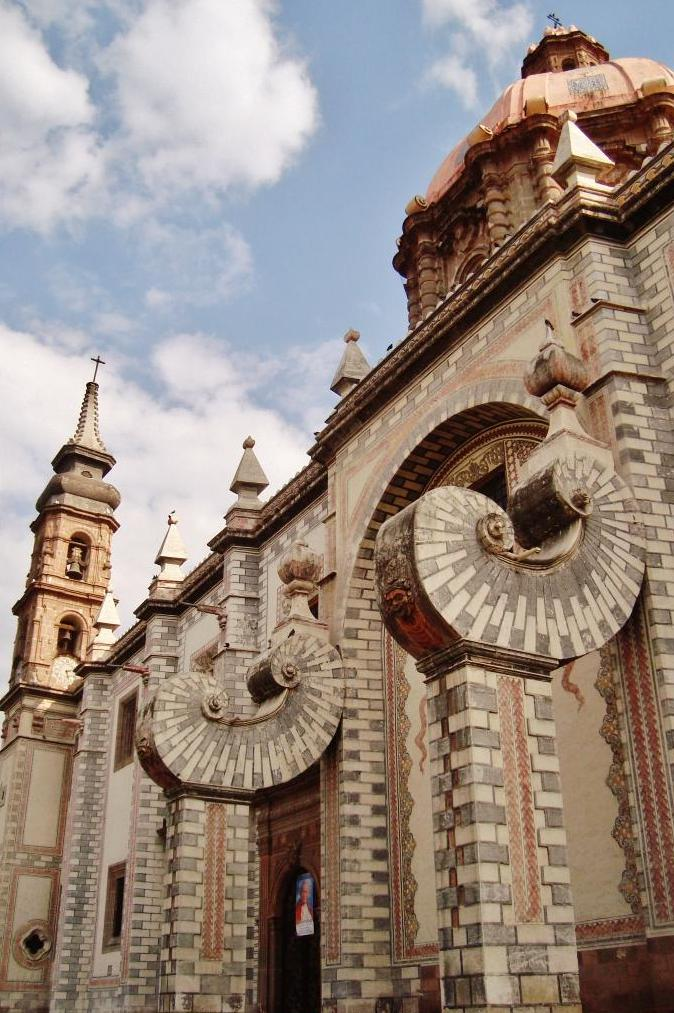
Церква і монастир Сантьяго де Керетаро, Мехіко
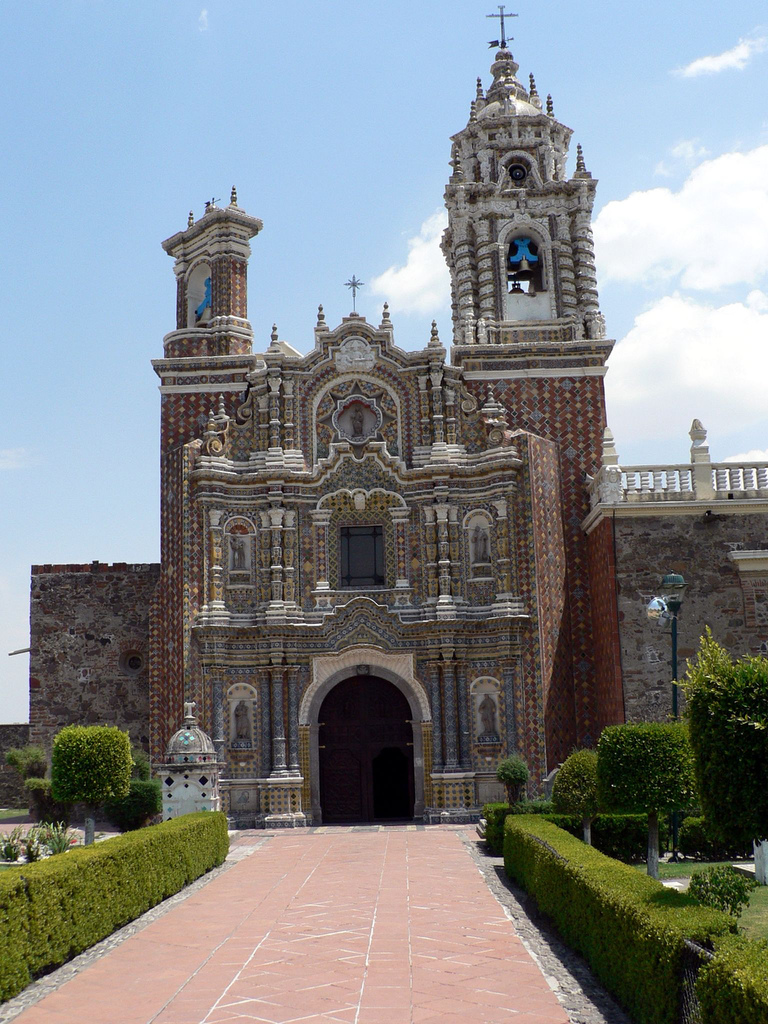
Барокова церква Св. Франциска, Мехіко. Головний фасад.
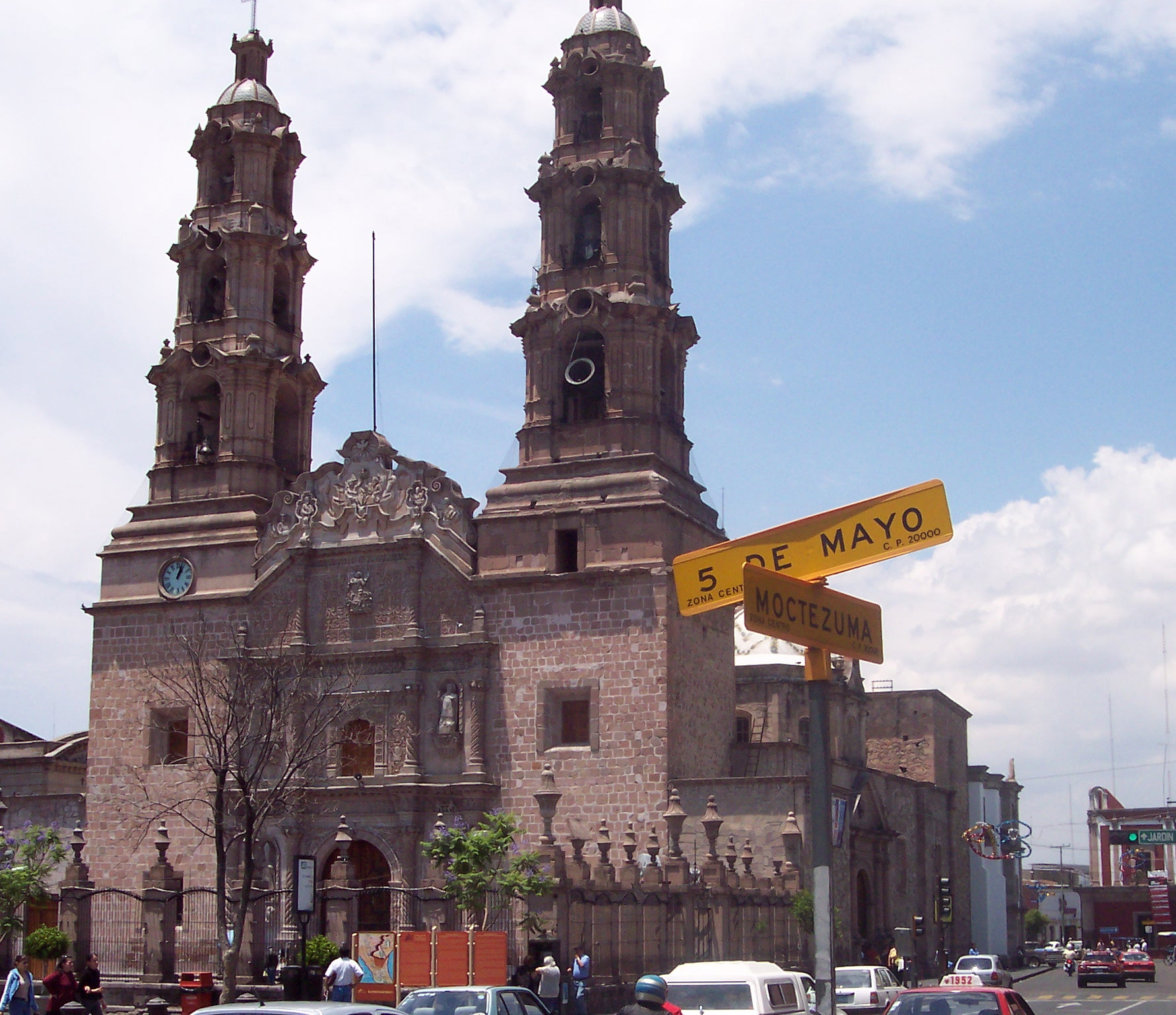
Катедральний собор Агуаскальєнтес, Мехіко
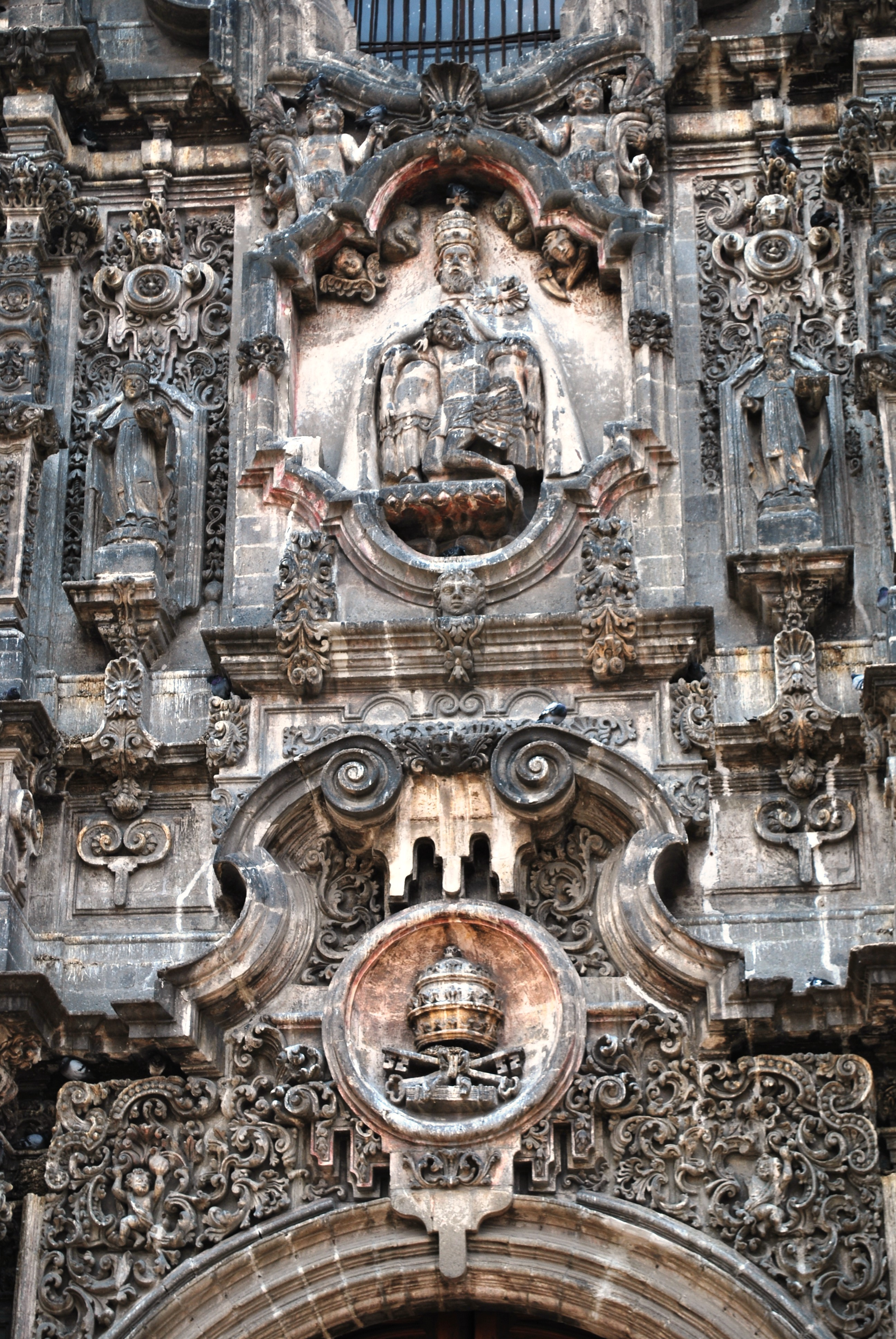
Св. Трійця на фасаді церкви Ла Сантісіма, Мехіко
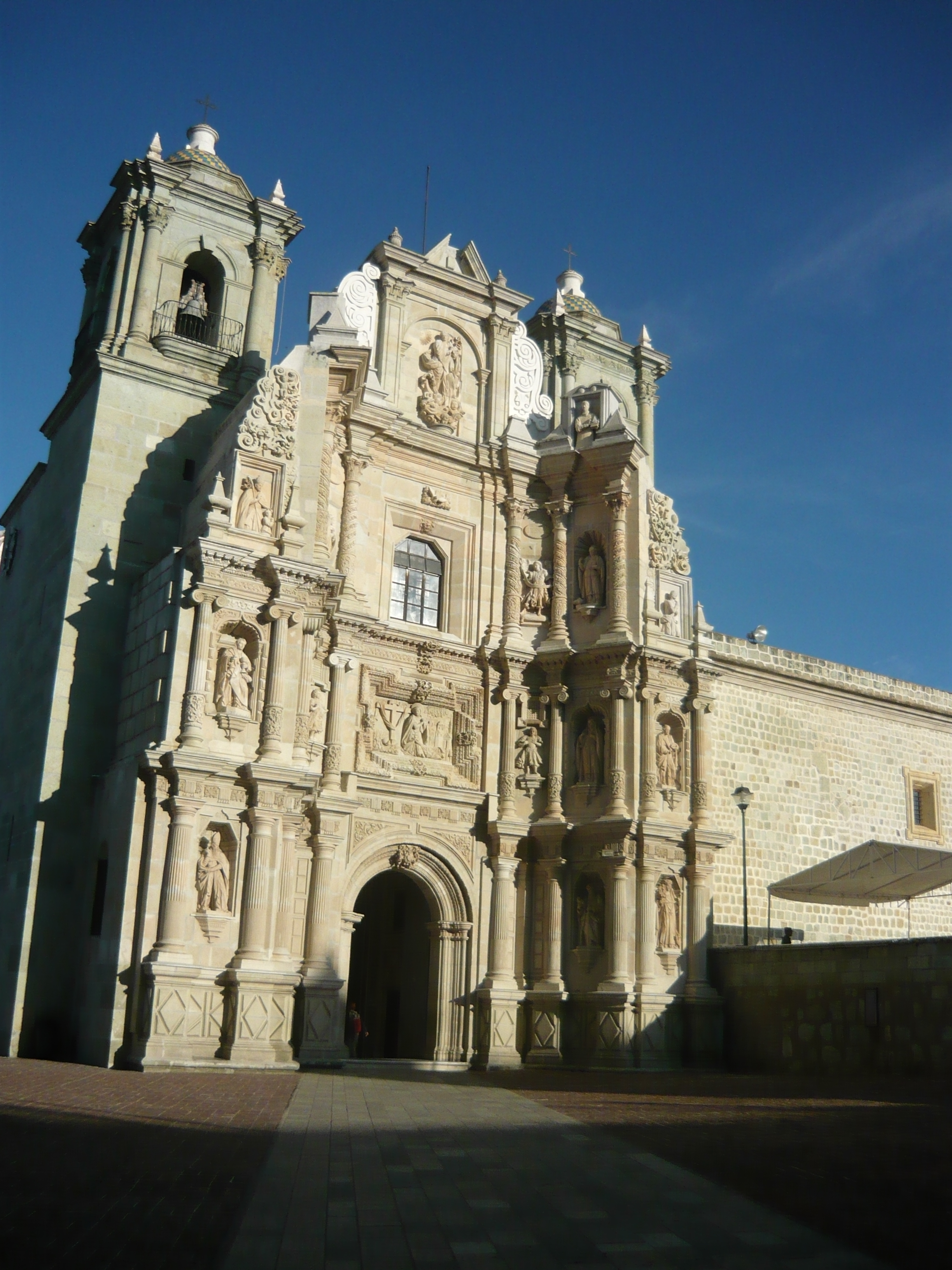
Катедральний собор Оахака, західний фасад, Мехіко.
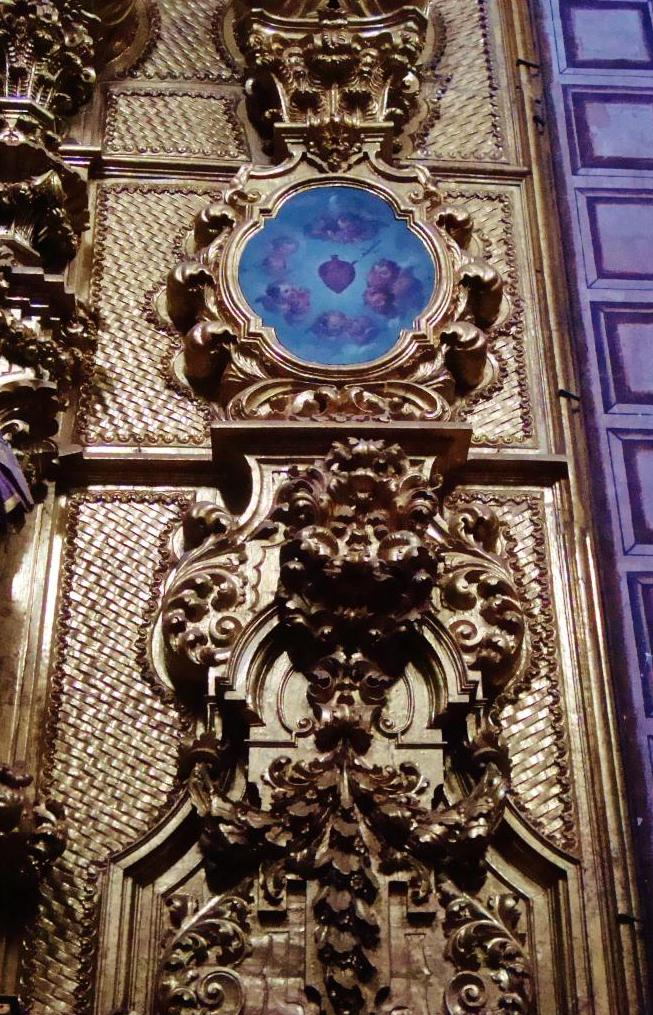
Золочений декор. Церква і монастир Сантьяго де Керетаро, Мехіко
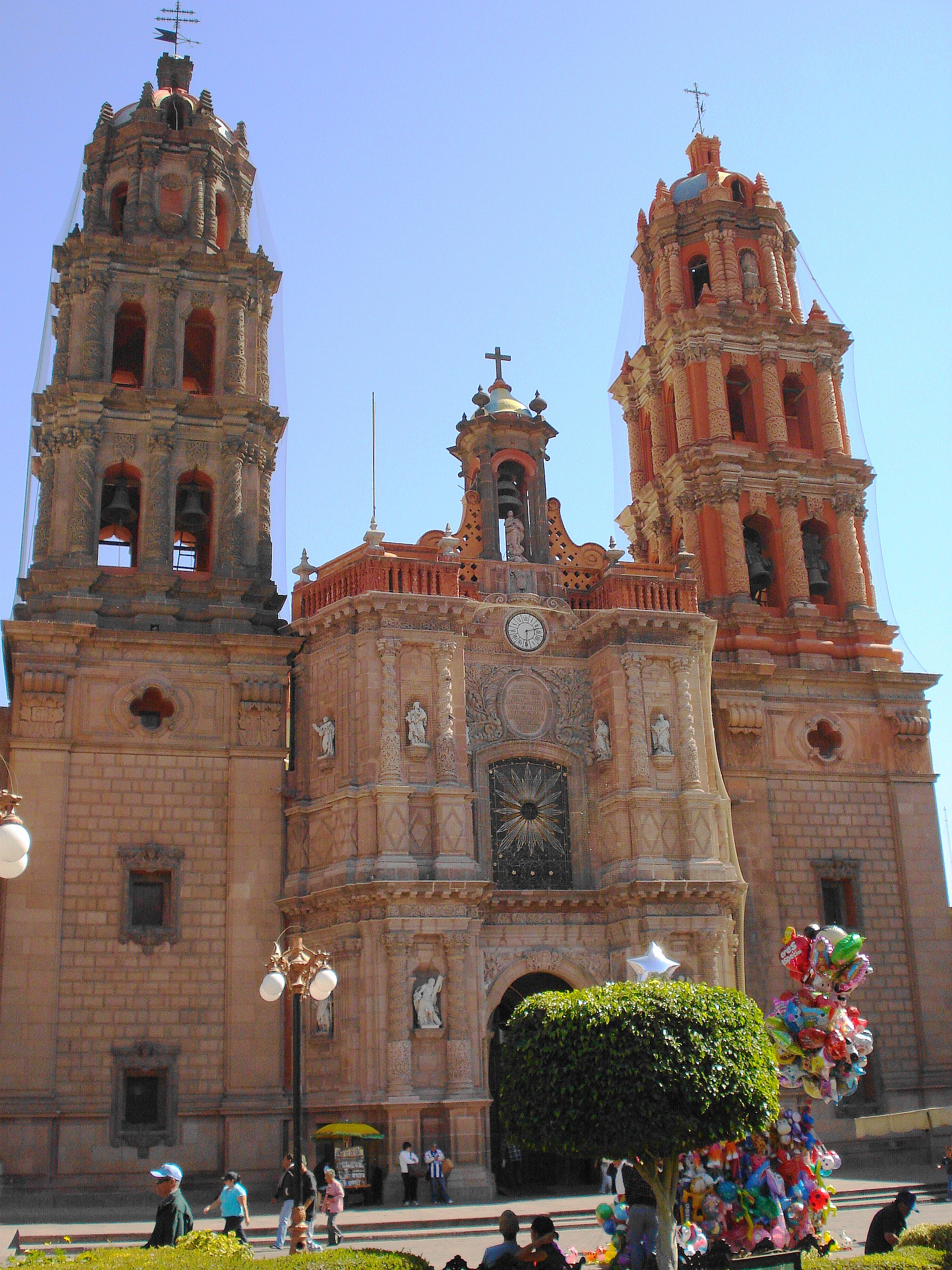
Катедральний собор Сан-Луїс-де-Потосі, Мехіко
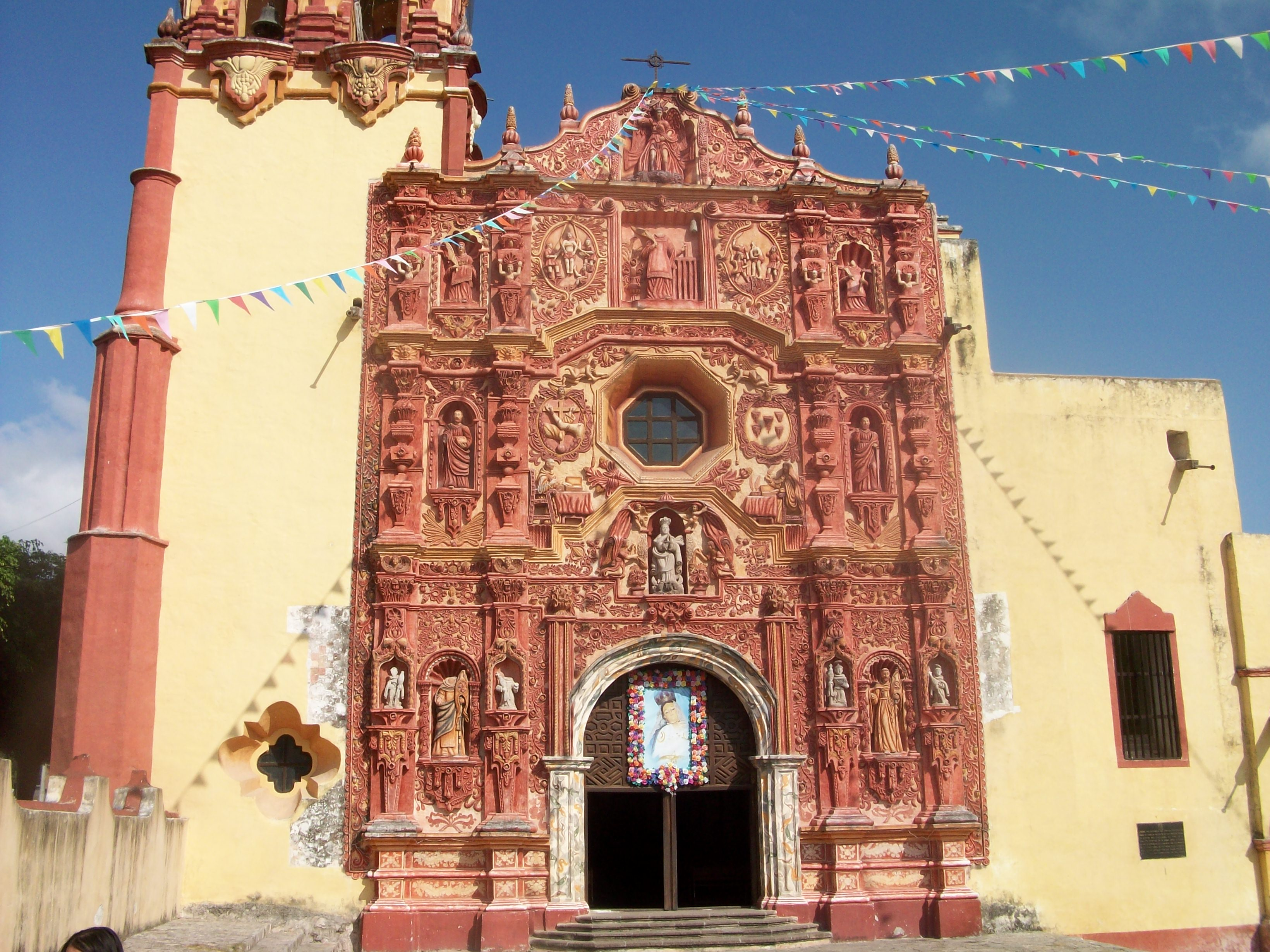
Місія де Ланда де Матаморос.

### Бароковий живопис

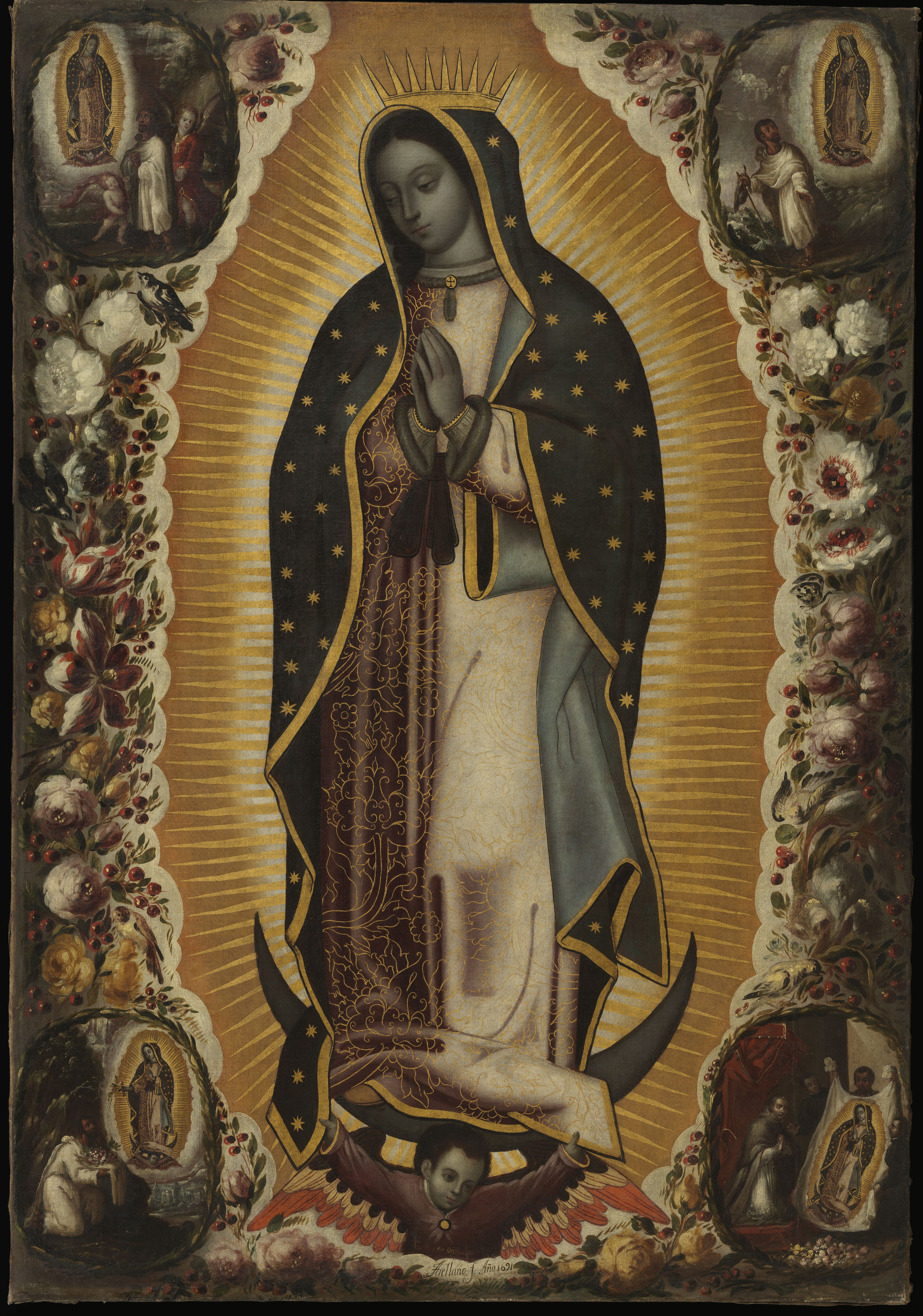
Мануель де Арельяно. Вівтарний образ, 1691 р. Музей мистецтв округу Лос-Анжелес, Каліфорнія.

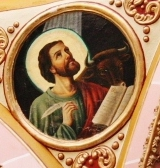
«Євангеліст Лука». Церква Св. Апостола Вартоломея, місто Селая, штат Гуанахуато.
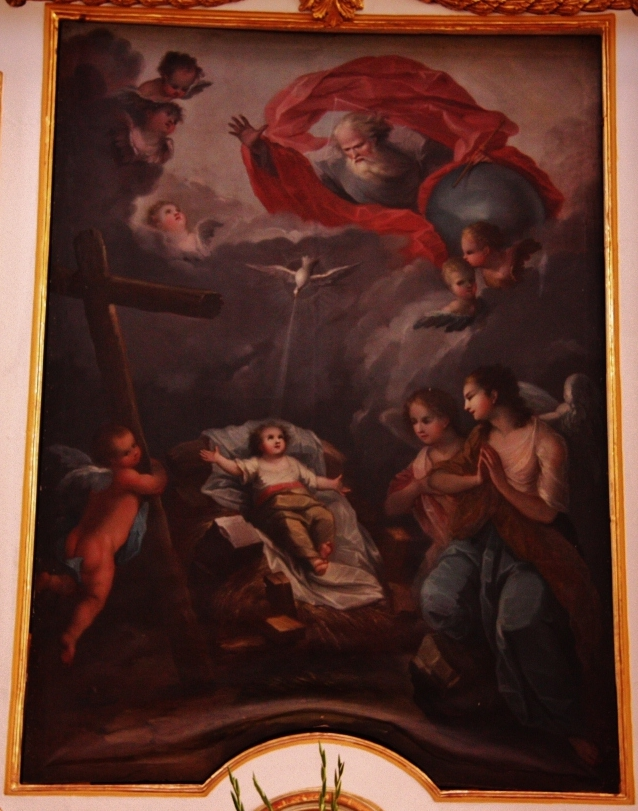
«Різдво». Церква Віргін дель Кармен, місто Селая, штат Гуанахуато.
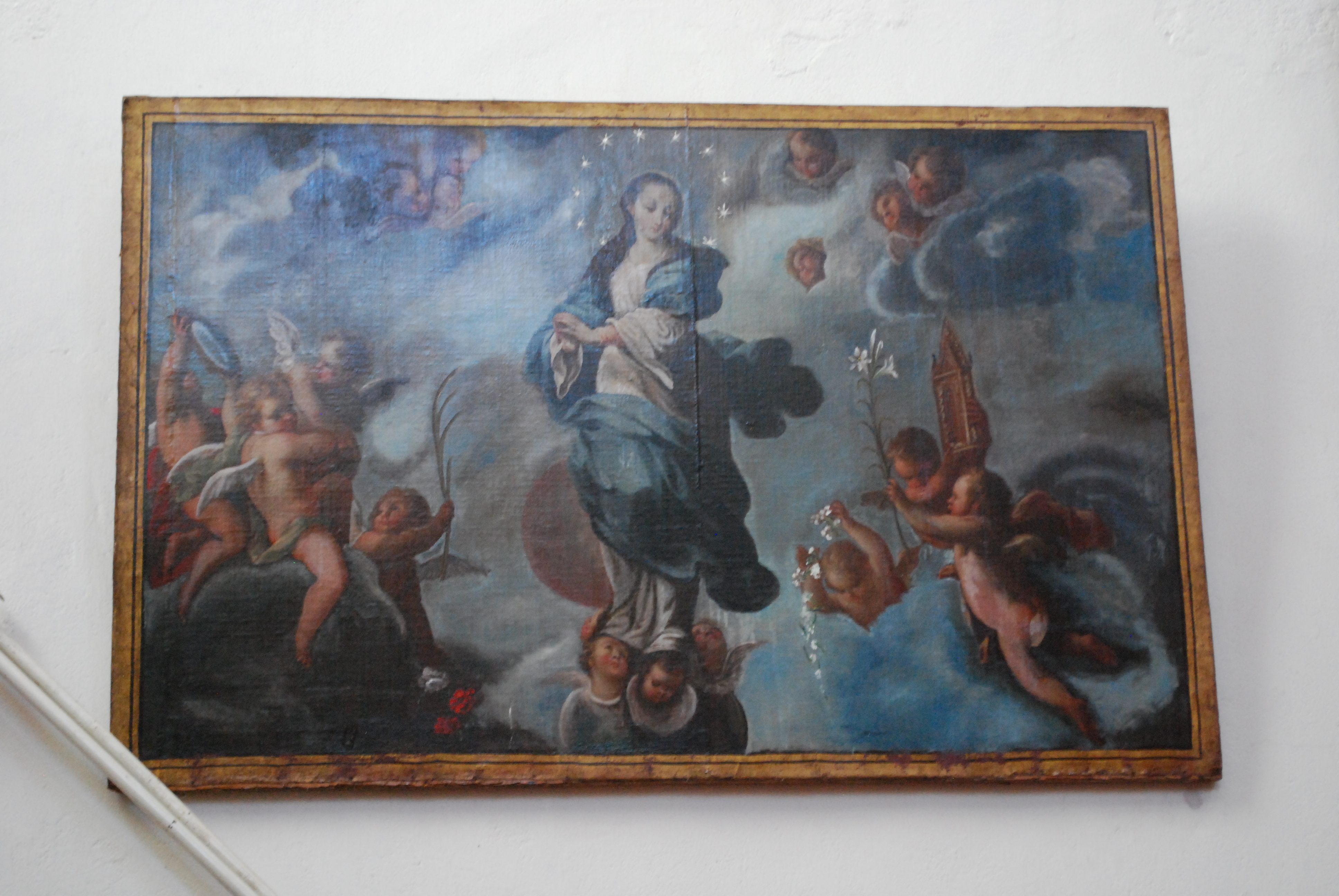
«Діва Марія Непорочного Зачаття», анонім 18 ст.
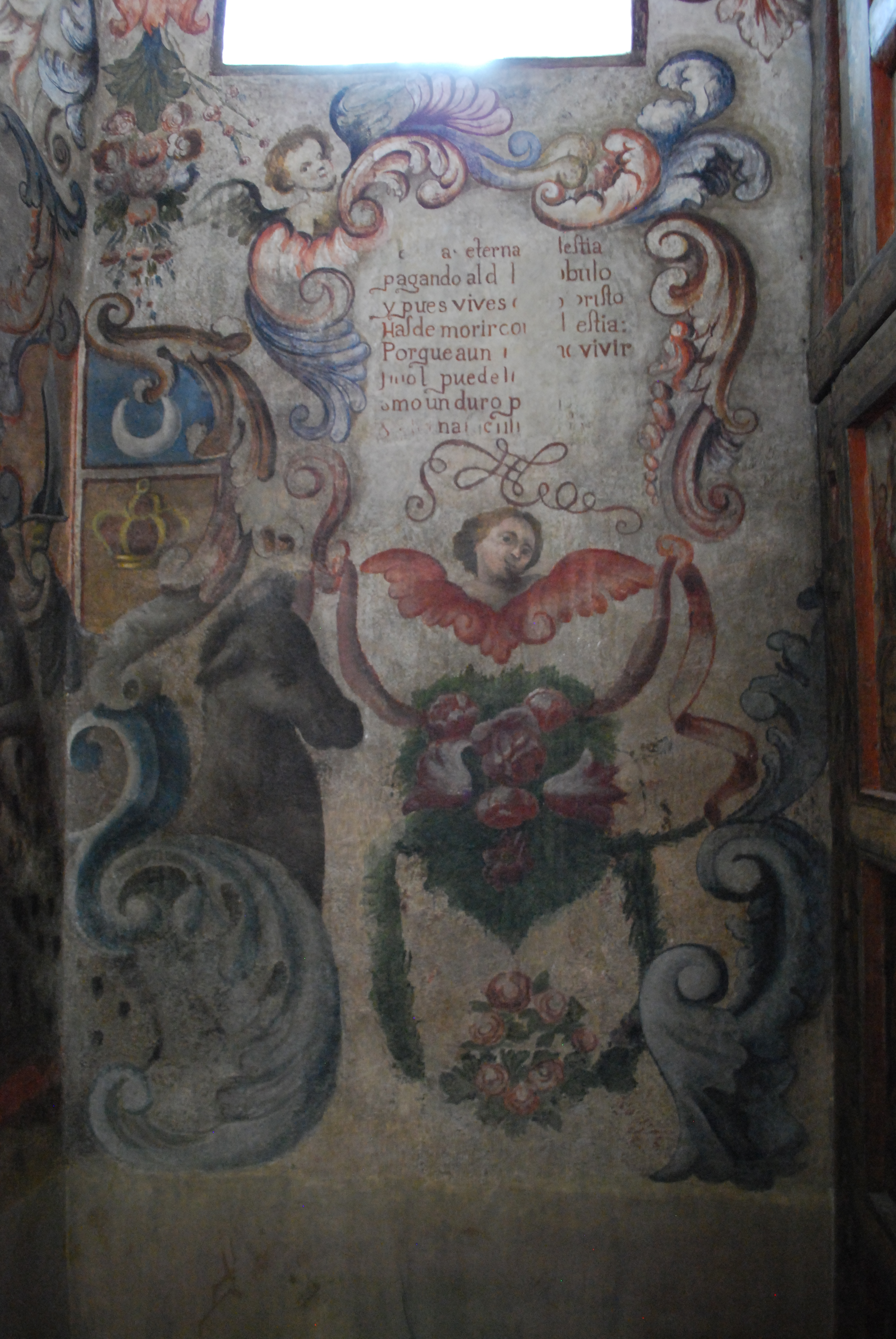
Стінопис 18 ст. в церкві м. Атотонілко
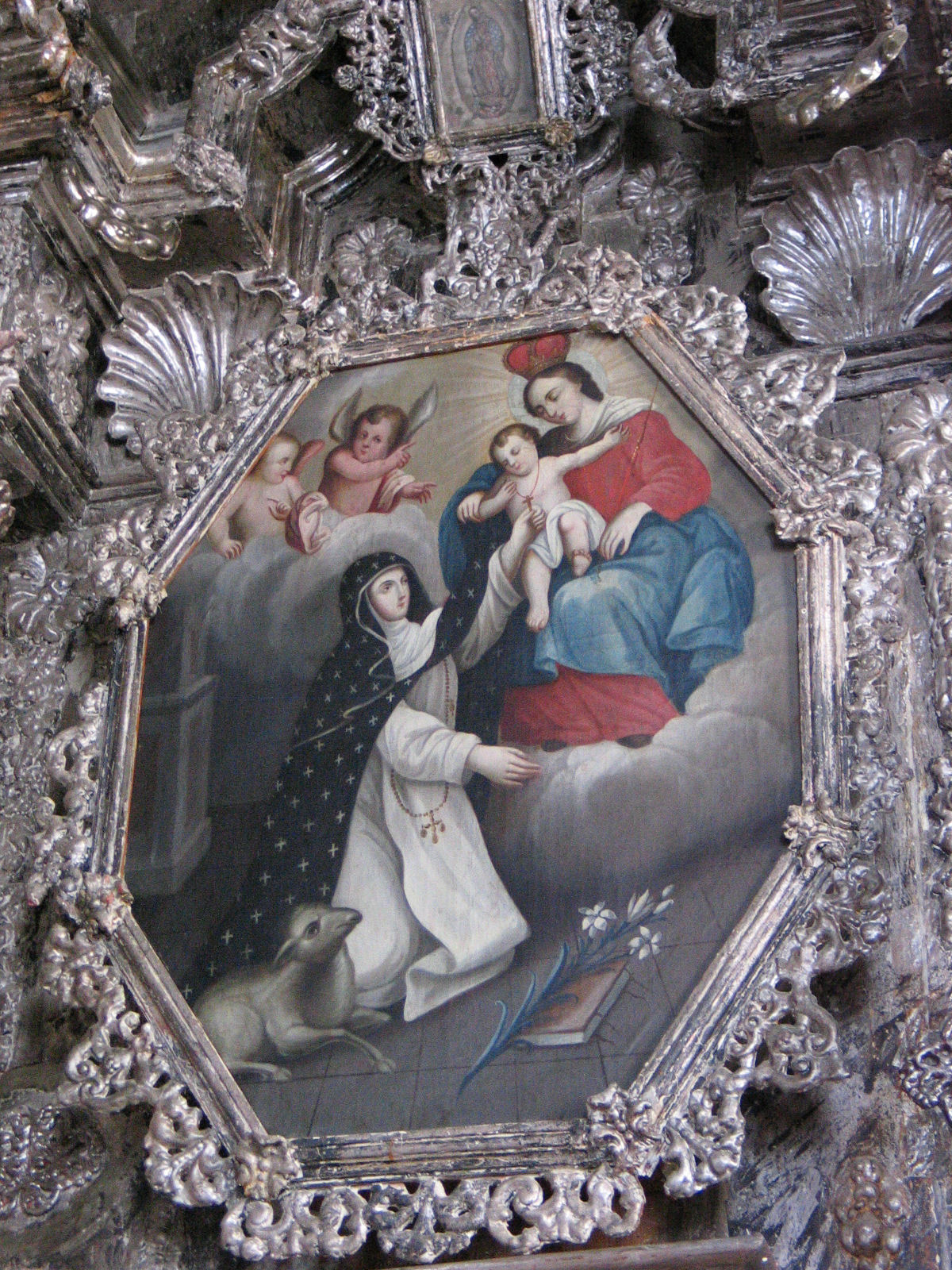
Релігійний живопис. Санктуарій в Атотонілко
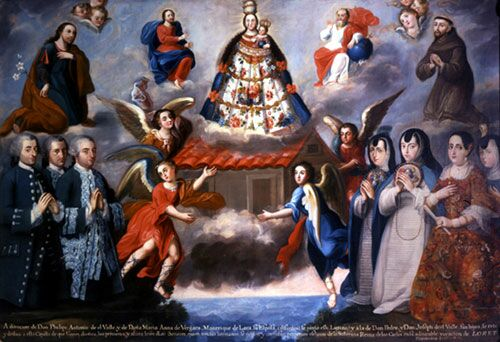
Худ. Хосеп Антоніо де Аяла. «Мадонна Лоретанська і вельможна родина дель Вальє»
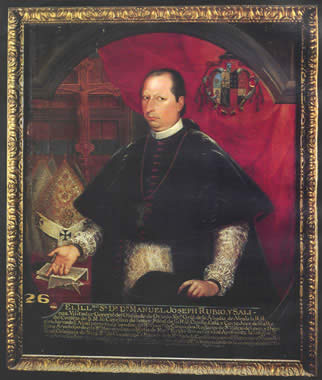
Худ.Худ. Мігель Кабрера. «Мануель Хосе Рубіо і Салінес», архієпископ Мексики.
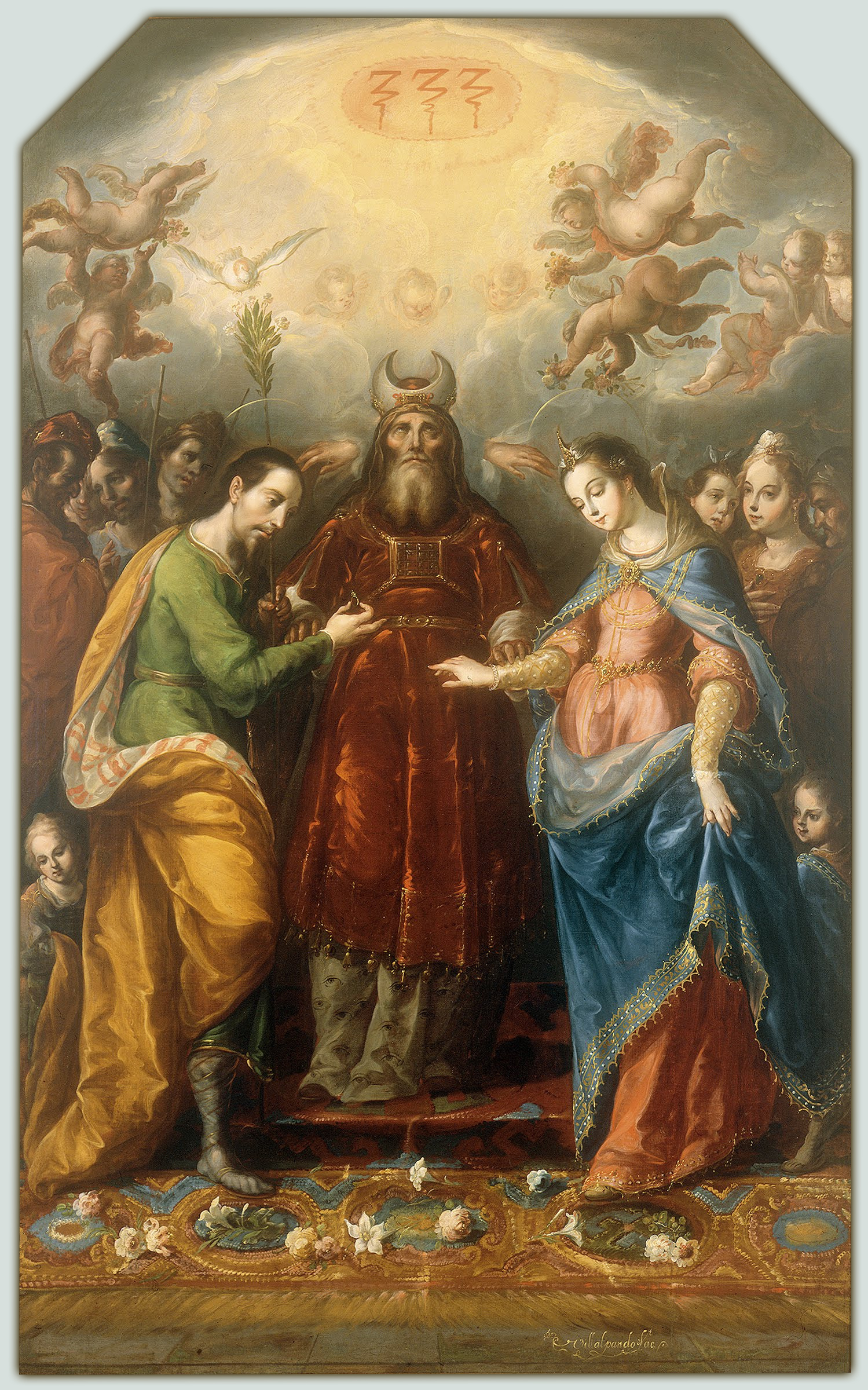
Крістобаль де Вільяльпандо. «Заручини Св. Йосипа і Діви Марії»
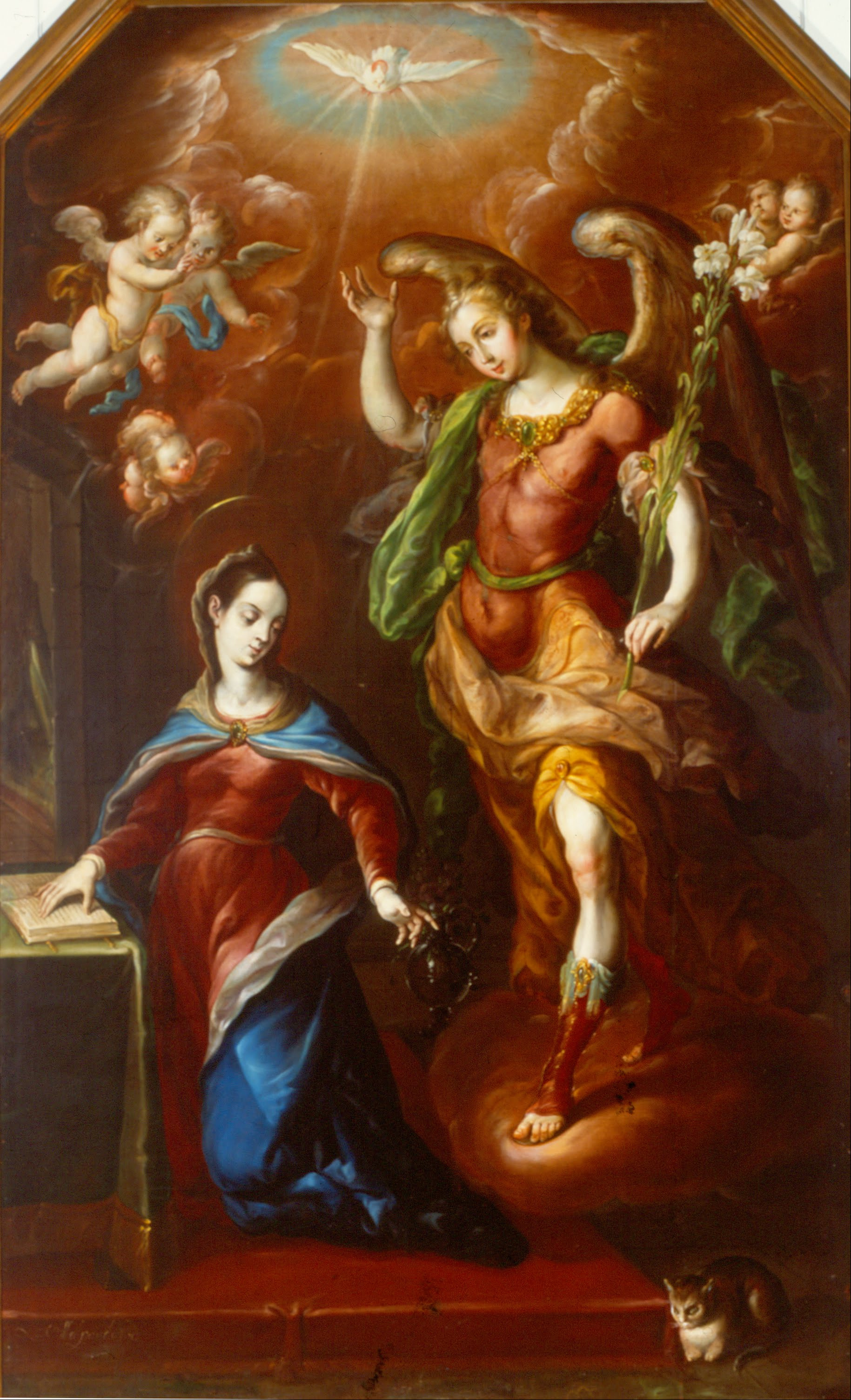
Крістобаль де Вільяльпандо. «Благовіщення»
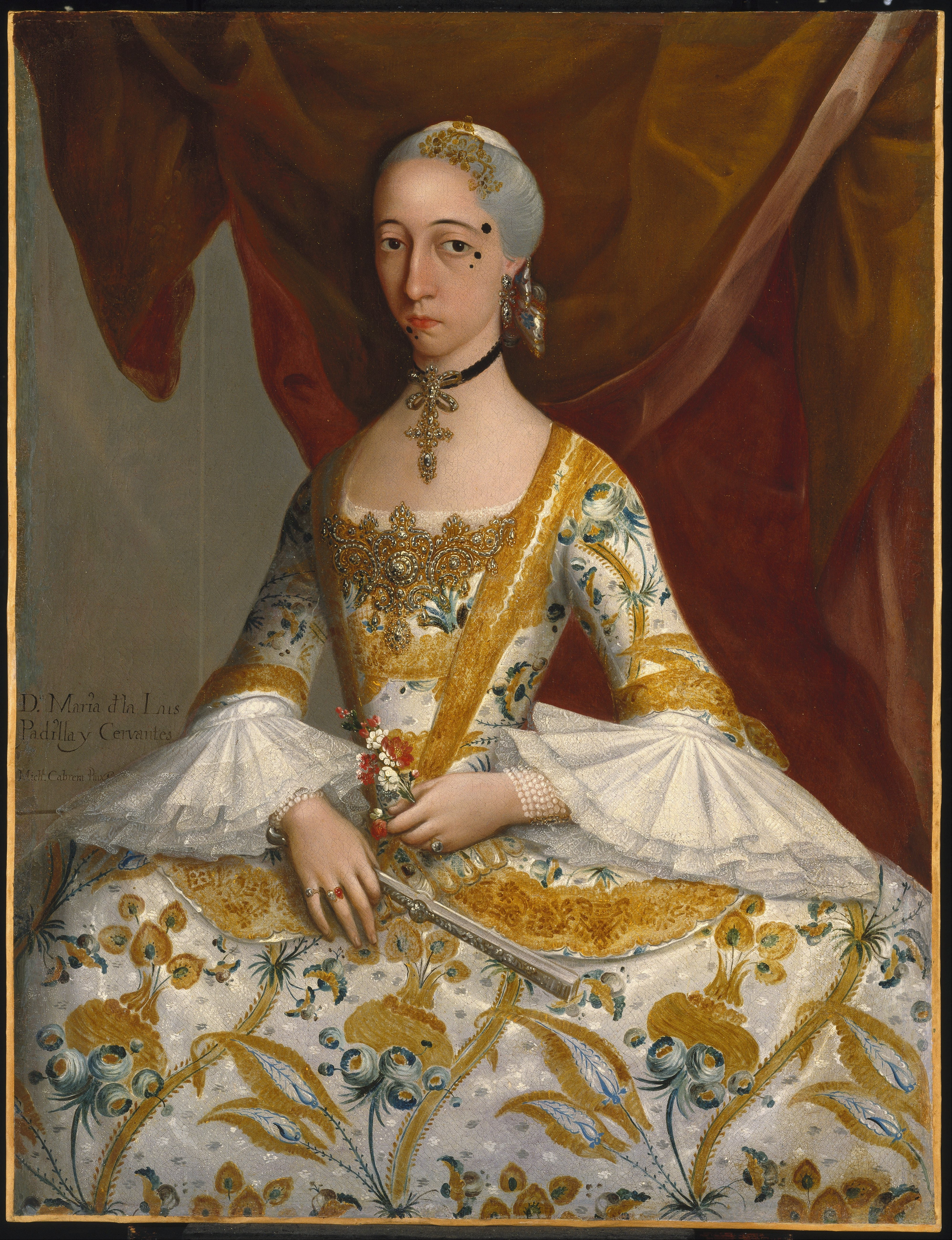
Худ. Мігель Кабрера. «Донья Марія де ла Лус Паділья і Сервантіс», 1760 р.

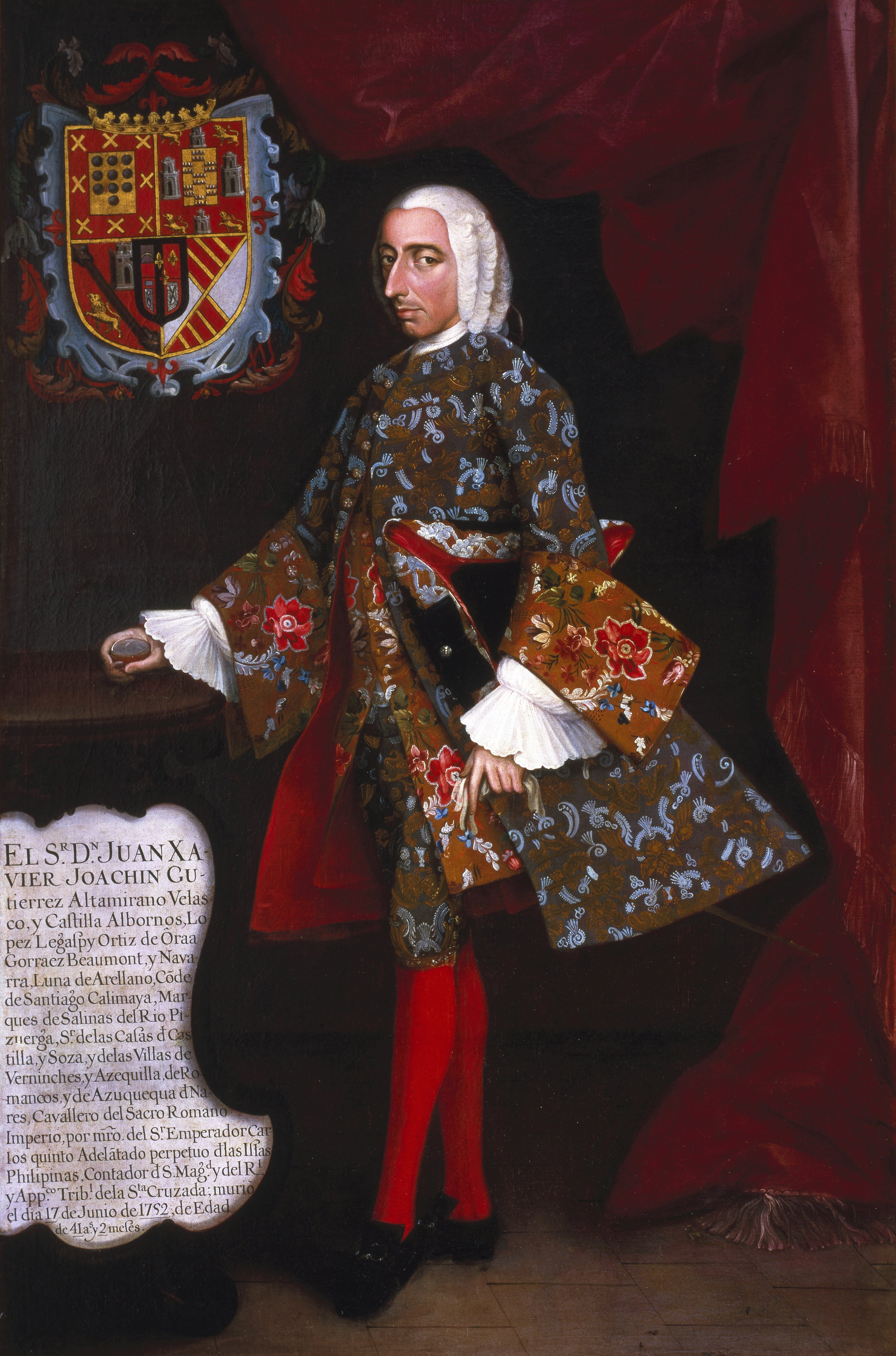
Худ. Мігель Кабрера. «Дон Жуан Хавьєр Жоакін Гутьєррес Альтамірано Веласко», 1752 р, Бруклінський музей, США.

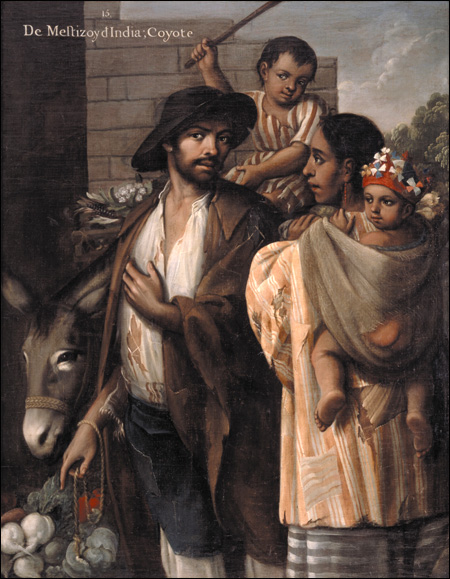
Худ. Мігель Кабрера. «Родина метиса». 1763 р.

Живопис доби бароко в Мексиці не мав тих сприятливих умов для розвитку, що й мексиканська архітектура. Тому його здобутки скромні і розвивались в стилістиці іспанського живопису, котрий швидко втратив свіжість рішень і значно провінціалізувався. Як і в Іспанії, поширення мали релігійний живопис, як обслуга католицьких храмів, а серед світських жанрів — портрет. В Мексику нечасто привозили оригінали Франсіско де Сурбарана чи Мурільйо, але здебільшого це була копійна продукція їх майстерень та майстерень митців третього ряду. Тим не менше загальний рівень живопису Мексики був дещо вищим у порівнянні з провінціалізмом і вторинністю продукції інших латиноамериканських, художніх центрів. Зазвичай виділяють творчість художників-креолів, серед яких в 17 ст. були Алонсо Лопе де Еррера (1579—1648) та Бальтасар Ечаве Ібіа (1632—1682), обізнаний в анатомії і в пейзажах, котрі включав у власні твори.
В 17 ст. мексиканський релігійний живопис мав два відчутні впливи — перш за все з Іспанії (твори Сурбарана та Мурільйо), та із Фландрії (сюди привозили репродукційні гравюри майстерні Пітера Пауля Рубенса). В другій половині 17 ст. виділявся майстерністю Крістобаль де Вільяльпандо (1645-1714). Саме останньому замовили великі картини для декорування катедрального собору в Мехіко, де відчутні впливи фламандського бароко та екстази композицій іспанця Хуана де Вальдеса Леаля (1622—1690).
Портретний живопис доби мексиканського бароко мав значне розповсюдження. Але до нього важко підходити з європейськими вимогами до портретного жанру. Ці зображення наївні, пласкі, напівпрофесійні, надзвичайно барвисті. В країнах Західної Європи так малювали в 15 ст. чи в 17-му в Україні. Невисоку професійність і нестачу майстерності майстри компенсували точним відтворенням чудернацьких костюмів, незвичних прикрас і зачісок з живими тропічними квітами у багатих жінок, в безформних коконах одягу чорниць із заможних родин. Пихате іспанське і креольське панство, діти, їх нащадки, вельможні пані і чорниці із заможних родин в дивацькому вбранні — доносять до глядачів місцевий колорит і неповторність колоніальної культури, що склалась на захоплених у індіанців територіях.
Стилістика бароко чимало запозичила від маньєризму і зберегла потяг до незвичного, екзотичного, дивацького, потворного (портрет немовляти, народженого без обох рук). Відбиток цього мав навіть портретний мексиканський живопис. Так виникали кінні портрети, де вельможному вершнику реалістично вимальовували лише обличчя і руки, а тулуб і самого коня подавали каліграфічним, прозорим малюнком-мереживом, неможливим в реальності(портрет герцога де Гальвеса верхи, 18 ст., полотно, олійні фарби).

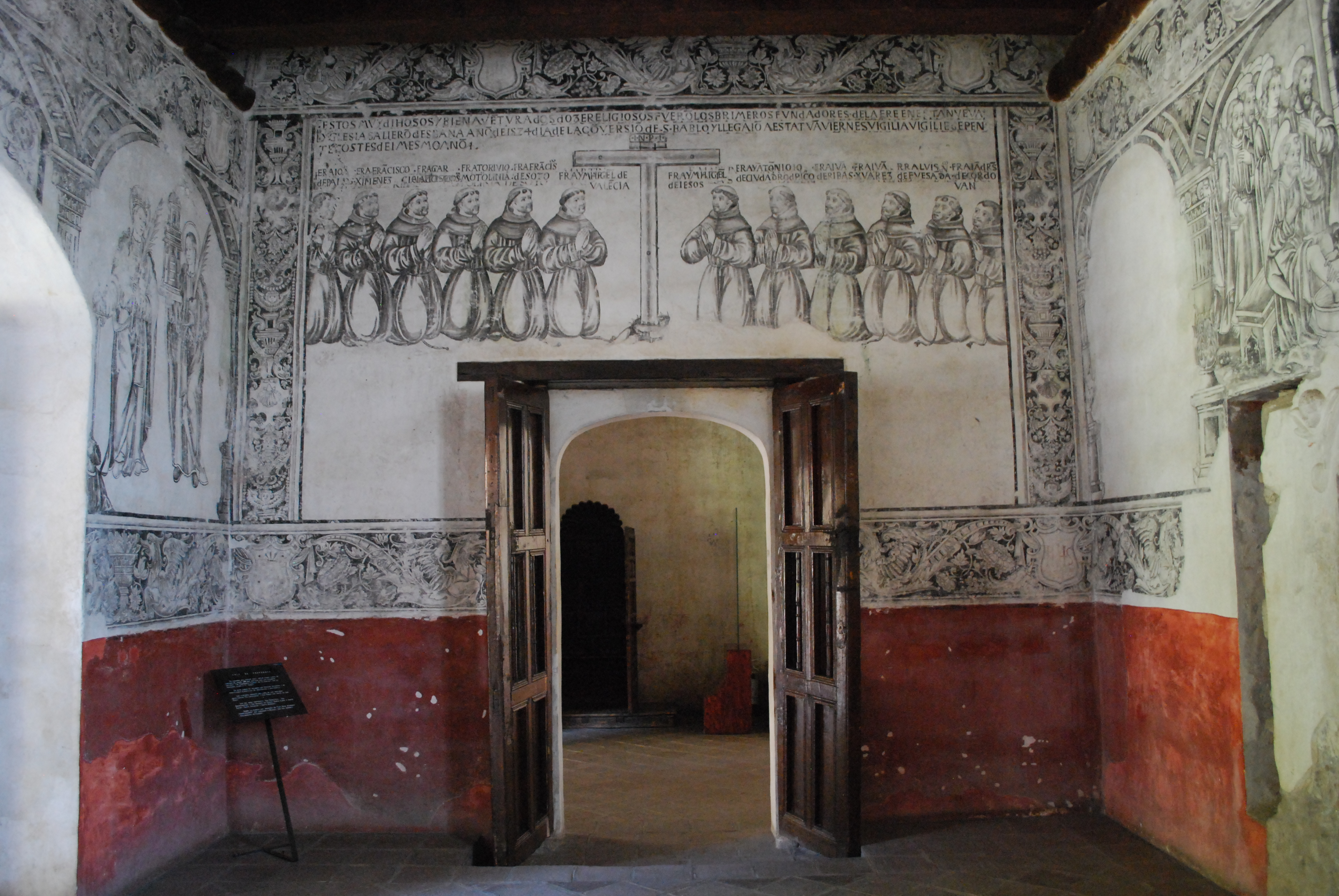
Дванадцять перших францисканців біля хреста, стінопис 16 ст., штат Пуебла.

В цілому мексиканський бароковий живопис зберігав консервативний характер і значну відірваність від мексиканської реальності, проблеми якої майже не находили відображення. Так, в Мексику першими прибульцями були дванадцять ченців-францисканців. Їх вітав сам Ернан Кортес. Факт прибуття перших дванадцяти ченців-францисканців таки знайшов відбиток в ранніх стінописах, але в монастирі Міхаїла Архангела (Уєхоцинго) реальна подія була переведена в схематичний, легендарний варіант, що не сприймався історично близьким. Інші зображення вітання францисканців Кортесом нагадують гірші костюмовані картини доби помертвілого академізму — при всіх зусиллях художників старанно відтворити подію.
Консервативне мексиканське бароко досить довго зберігало власні позиції в культурі колоніальної країни — практично три століття. Лише в цьому воно витримує порівняння з мистецтвом бароко Італії, котре теж розтяглося майже на три століття. Але порівняння здобутків барокового живопису Італії і Мексики — ні в якому жанрі не на користь живопису Мексики.
Кінець доби мексиканського бароко прийшовся на важкі роки народження місцевого неокласицизму і здобуття Мексикою державної незалежності. Холодна, поміркована, неемоційна в своїх формах, приречених до археологічних повторів стилістика пізнього класицизму рішуче поривала з пишною і емоційною природою бароко. Креольська верхівка, котра пов'язала рішучі зміни в державі з класицизмом і європейськістю, і навіть з жаданим прогресом — негативно поставилась до пам'яток бароко, котрі нагадували іспанське колоніальне минуле. Їх почали нищити, бо в державі не були сформовані історична свідомість і уява про значну вартість національного минулого. Тому нищили барокові вівтарі, начиння каплиць, низку барокових монастирських споруд і цілих комплексів. Ідейну боротьбу перенесли на конкретні і беззахисні пам'ятки бароко, позбавлялись таким варварським засобом колоніального спадку. Свій драматичний внесок в нищення національного барокового спадку внесли війни, природні лиха (виверження вулканів, повіні, байдужість неписьменних і знедолених людей до пам'яток) і крайнощі мексиканської революції першої половини 20 ст.

### Барокові вівтарі католицьких храмів (дереворізьба і золочення)

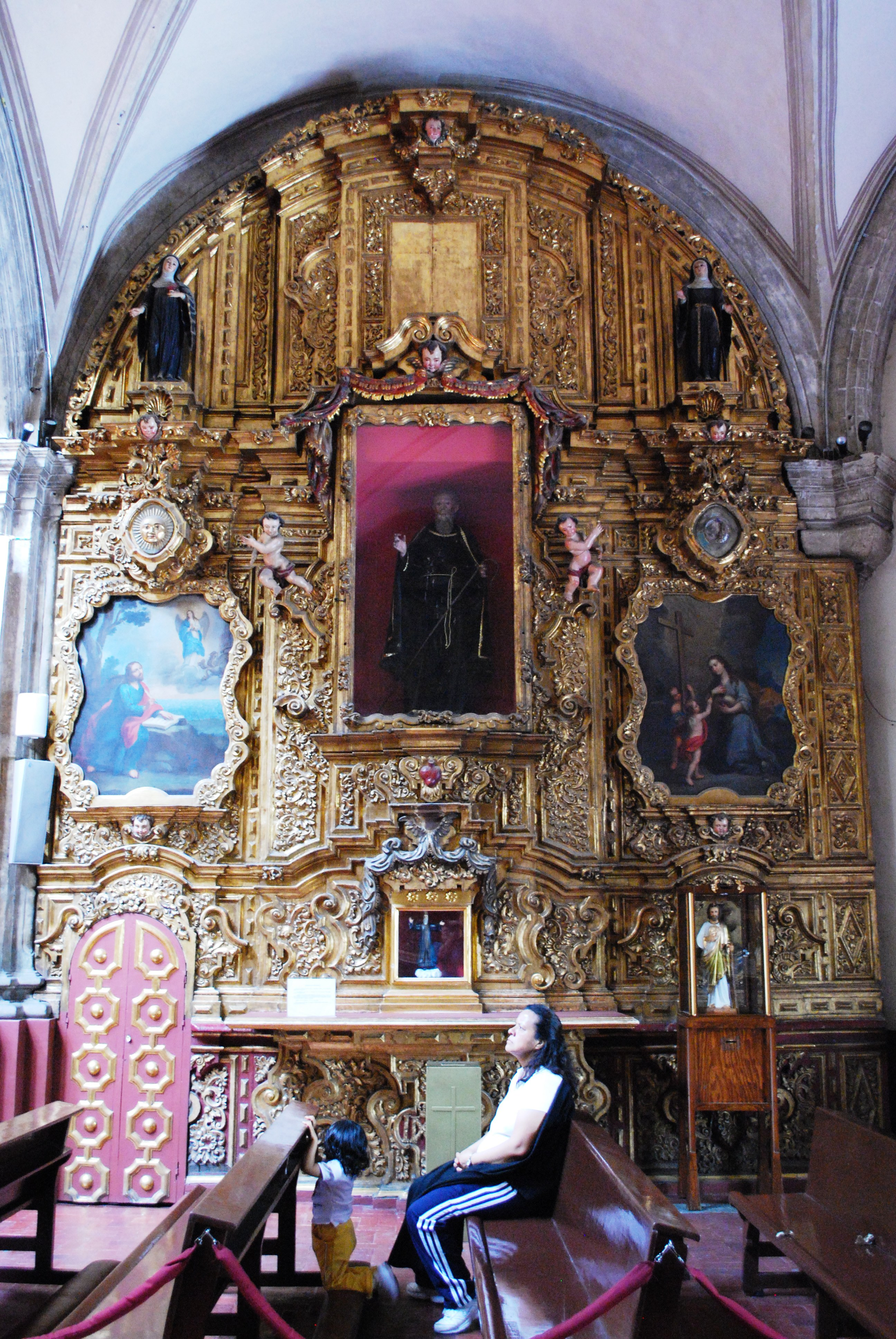
Церква ла Естеньянса, вівтар Антонія Великого. Мехіко.

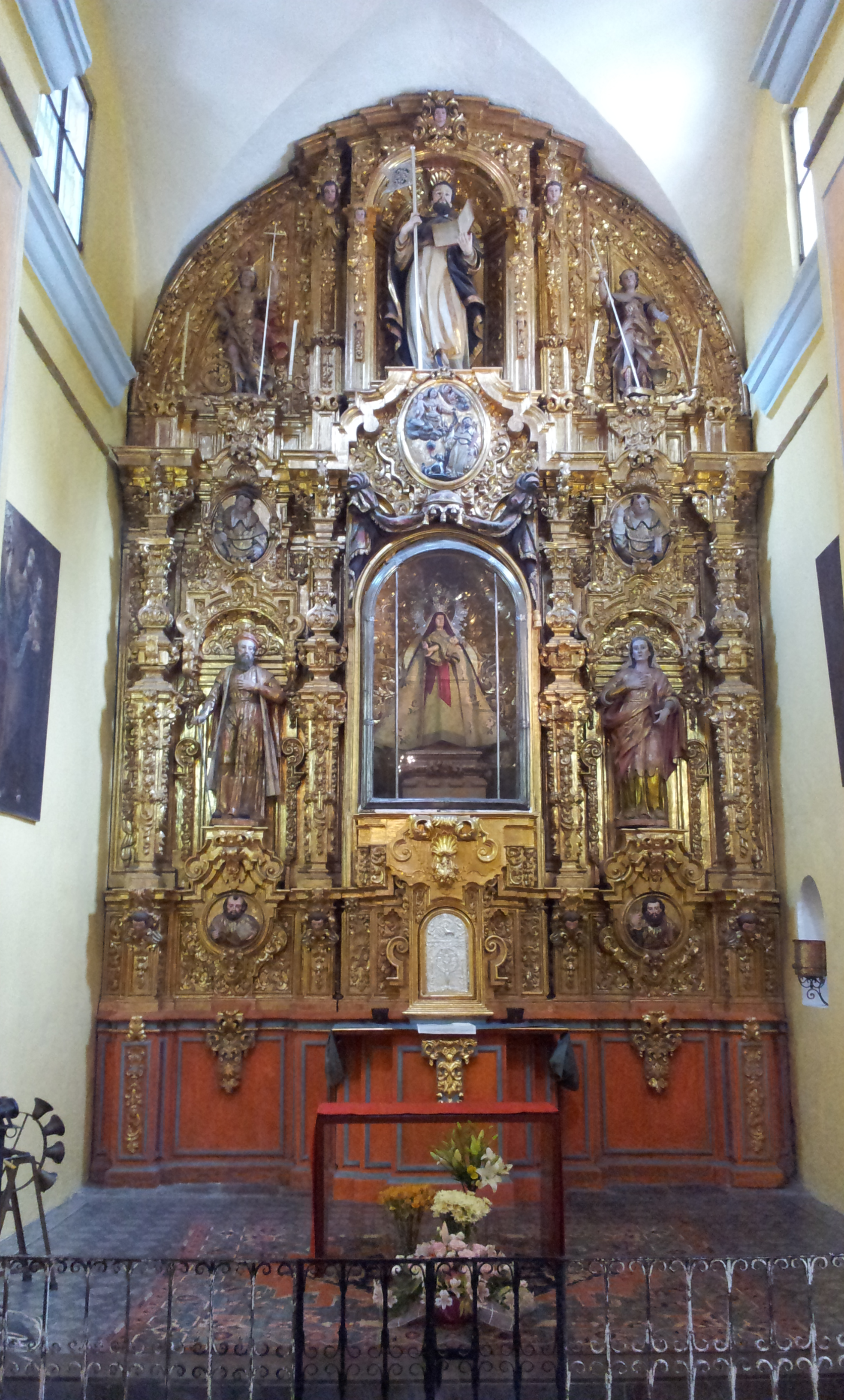
Каплиця здійсненого слова, вівтар.
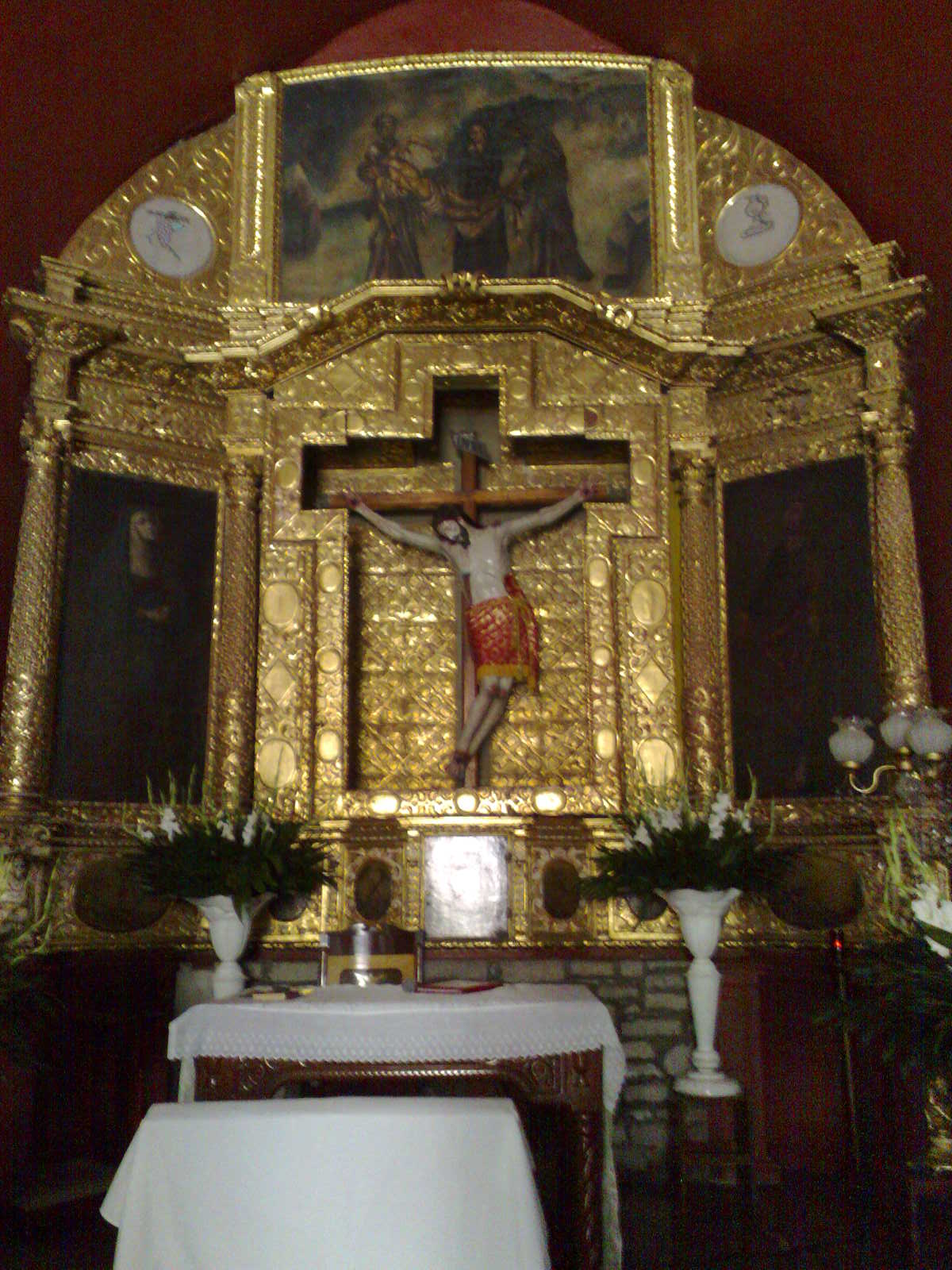
Церква де Сан-Бартоло поряд з пірамідою Тенаука.
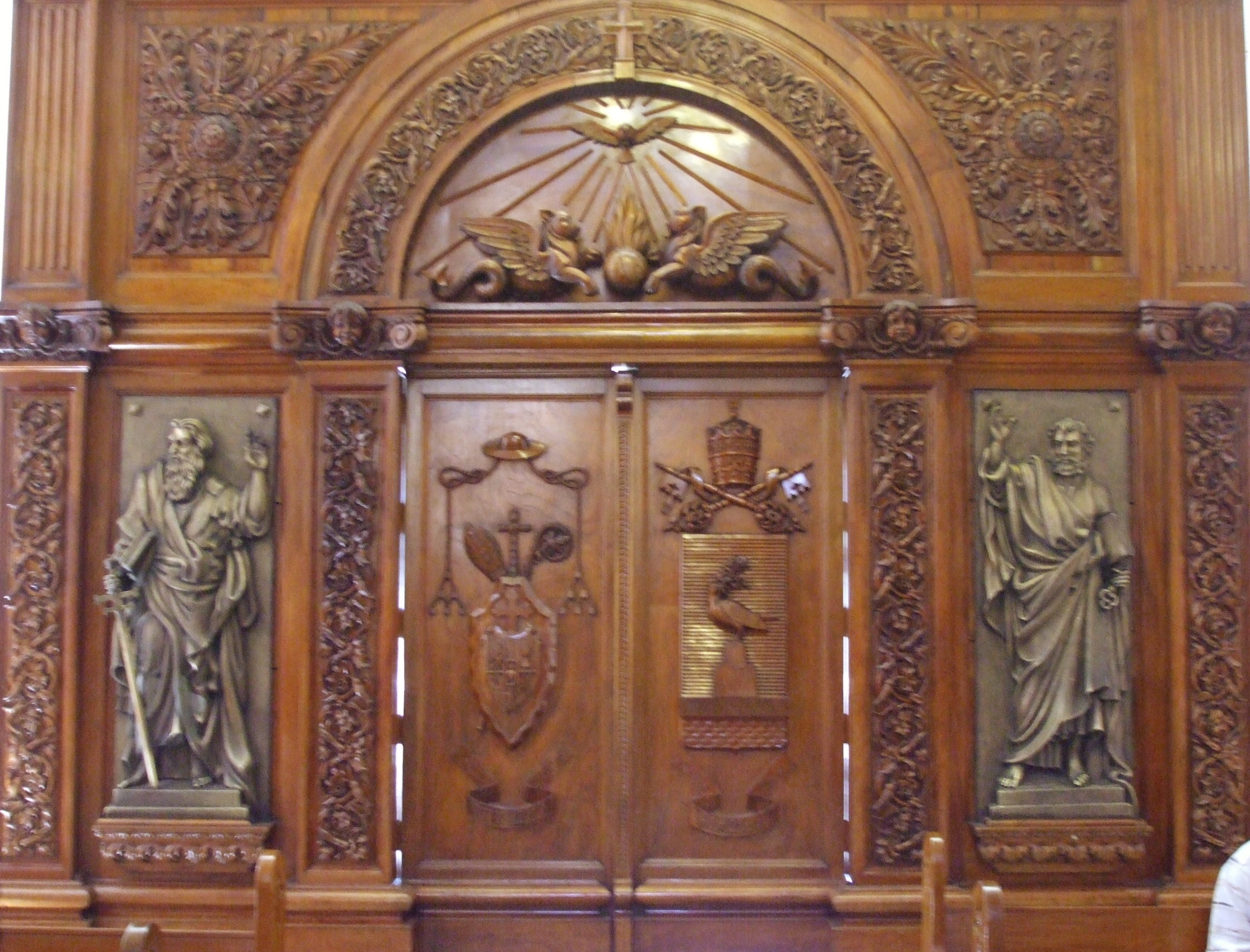
Дереворізьба, собор у Чіуауа
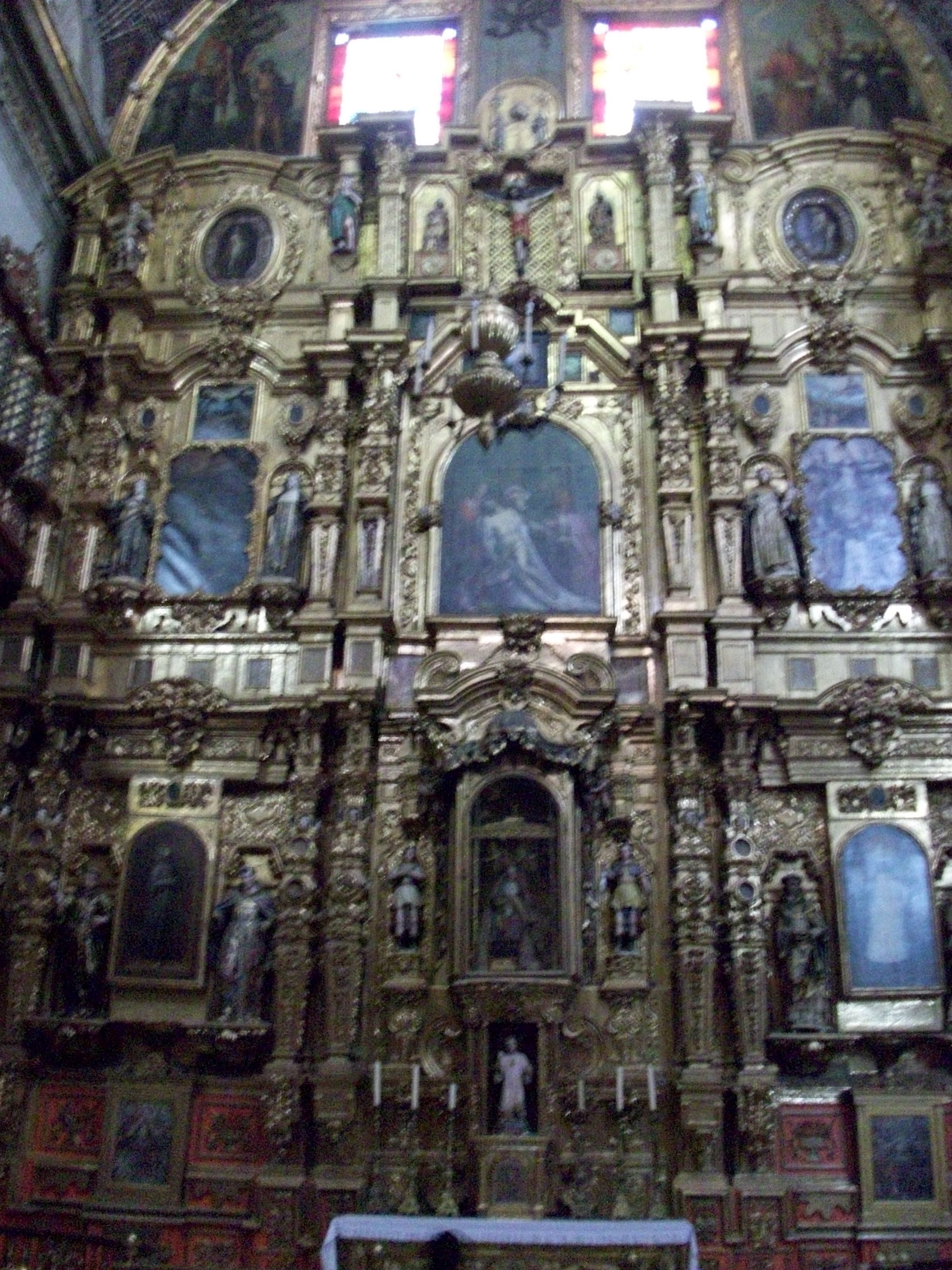
церква Санто Домінго, вівтар.

## Мексика 19 століття

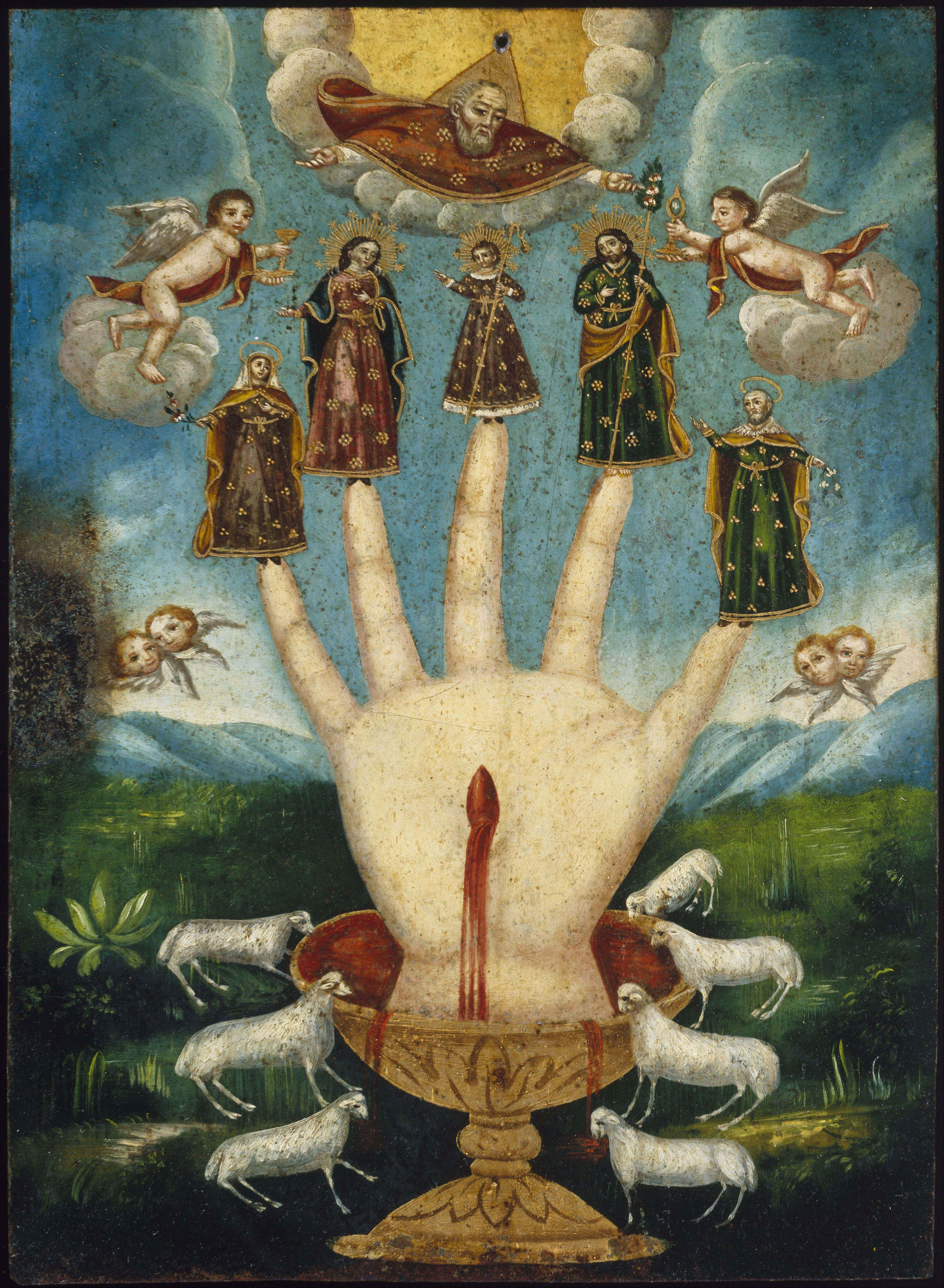
Анонім 19 ст. «Всемогутня рука християнського Бога»

Політична незалежність була виборена на початку 19 ст., коли армії іспанців-колонізаторів були переможені арміями місцевими. Незалежність від Іспанії оголосили 15 вересня 1821 року. За першою конституцією на вузькій смузі між двома океанами створили Федеральну республіку Центральної Америки, куди увійшли Сальвадор, Гватемала, Коста-Рика, Нікарагуа, Гватемала та Гондурас.
1821 року Мексика також виборола незалежність від Іспанії, розпочався її постколоніальний період. Однак, політичний стан в країні значно погіршився. 1847 року вибухнуло повстання мая-кіче проти офіційного креольського уряду, котре отримало назву Війна каст (фактично — громадянська війна). Повстання мая було остаточно придушене лише 1901 року.
Країна розвивалась здебільшого як аграрна та сировинна. Офіційно країна оголошена імперією з власним імператором. На цей період в офіційному мистецтві припали пізній класицизм (неокласицизм), еклектизм, академізм в його провінційних варіантах.

## Пізній класицизм

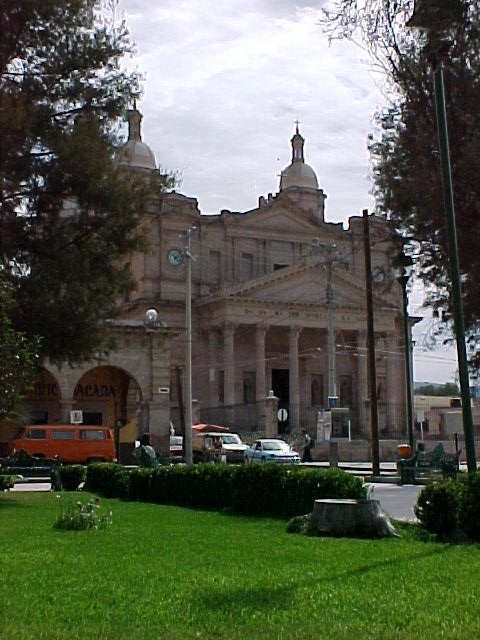
Церква Сан Хосе, м. Гуанахуато.
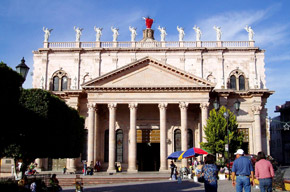
Церква Саградо Корасон, м. Гуанахуато.
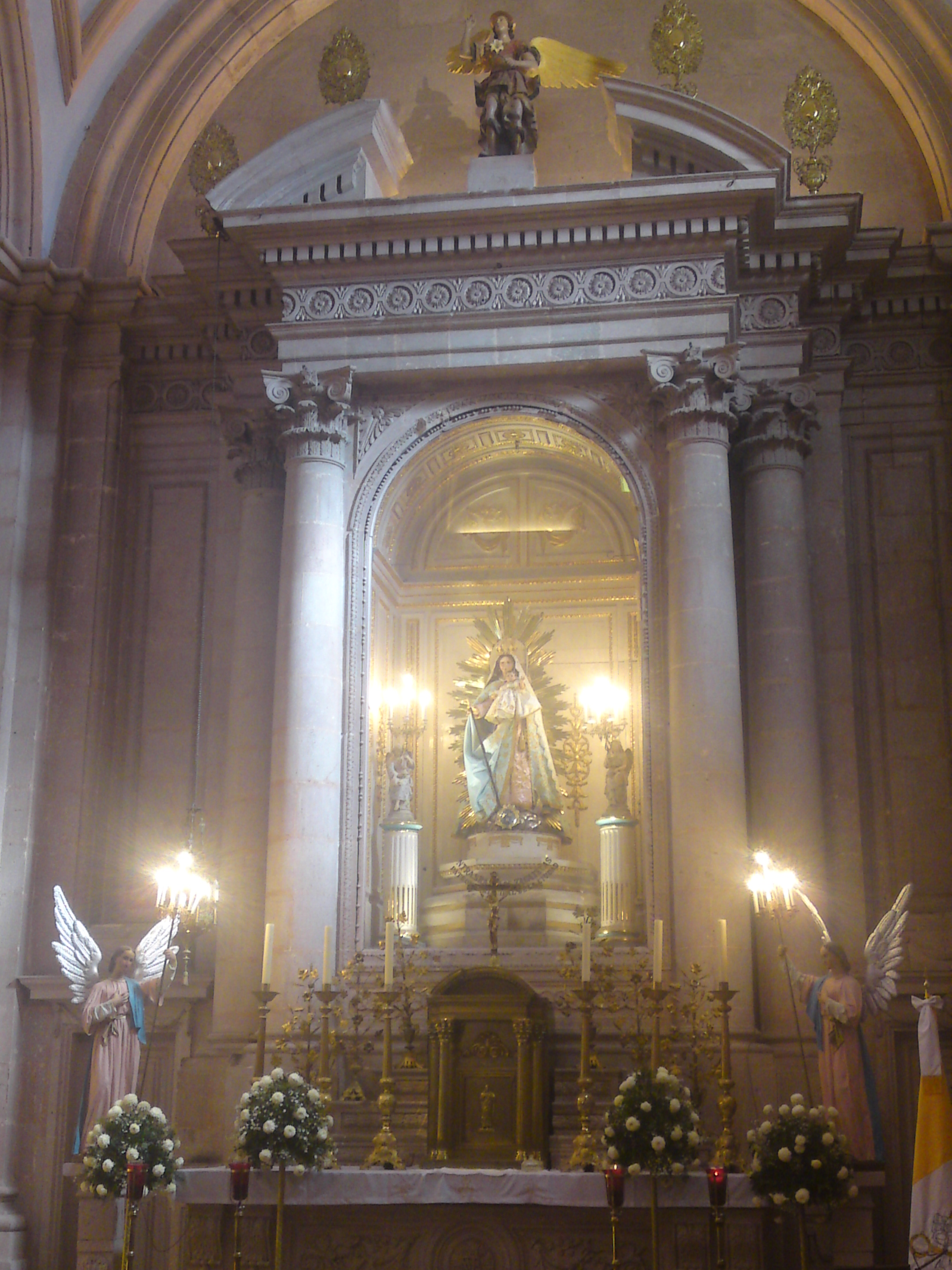
Неокласичний вівтар, каплиця Богородиці, м. Сакатекас.

Пізній класицизм (або неокласицизм як називають цей напрямок в Мексиці) отримав розповсюдження з останніх років колоніального періоду. Його розвиток припав і на роки боротьби за національну незалежність (1810-1821). Це був обмежений модою пафос засвоєння свіжих ідей французької революції і активного засвоєння культури західноєвропейських країн попри Іспанії. Неокласицизм в Мексиці для культурних і забезпечених прошарків креолів і метисів мав чимало від моди на все європейське, яке вони старанно засвоювали. Але і в самій Європі та Росії пізній класицизм в цю пору відмирав і співіснував з сентименталізмом, романтизмом, новонародженим еклектизмом. Тому неокласицизм швидко отримав в Мексиці національне забарвлення, вилився в малоприємний академізм. Неокласицизм мав підтримку і як протиставлення стилістиці бароко, котре тоді ще нагадувало мексиканцям колоніальний період і не сприймалося значущим здобутком власної історії.
Поряд із розповсюдженням пейзажного жанру почав розвиватись і напрямок, дещо вільний від схоластики релігійного живопису 17-18 ст. і примітивного, педантичного повчання. Цей напрямок народився в південних районах, віддалених від столиці — це Веракрус, Пуебла, Гуанахуата, Халіско. Несформована ще історична свідомість і відсутня уява про вартість нового напрямку обумовили забуття значної кількості провінційних майстрів. Лише пізнє звертання до цього періоду допомогло відродити для історії мистецтва імена небагатьох, серед яких і художники Ерменехільдо Бустос та Хосе Марія Естрада.
Академізм перероджувався в салонне мистецтво і в еклектизм в другій половині 19 ст.

## Еклектика 19 століття

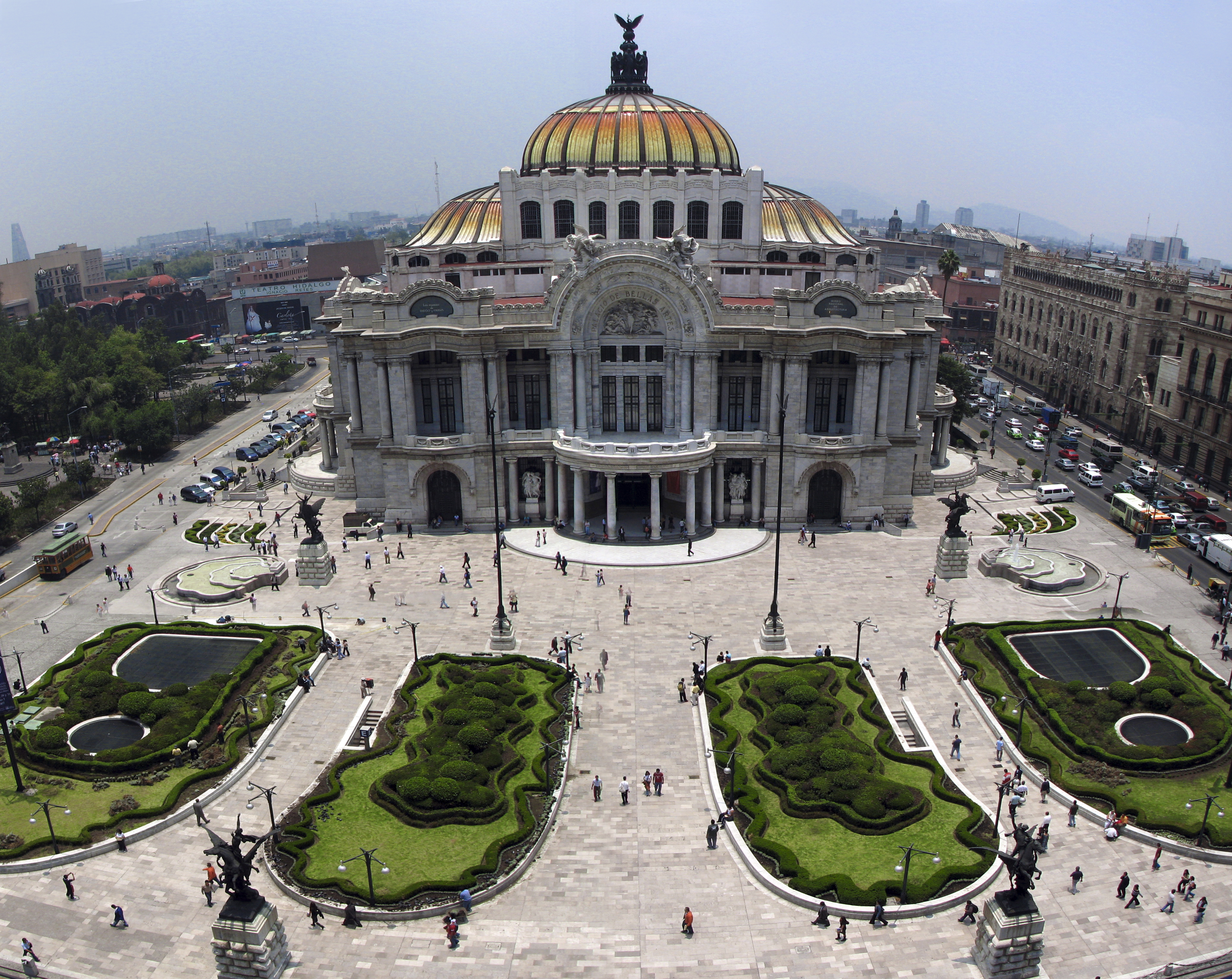
Палац красних мистецтв, Мехіко.

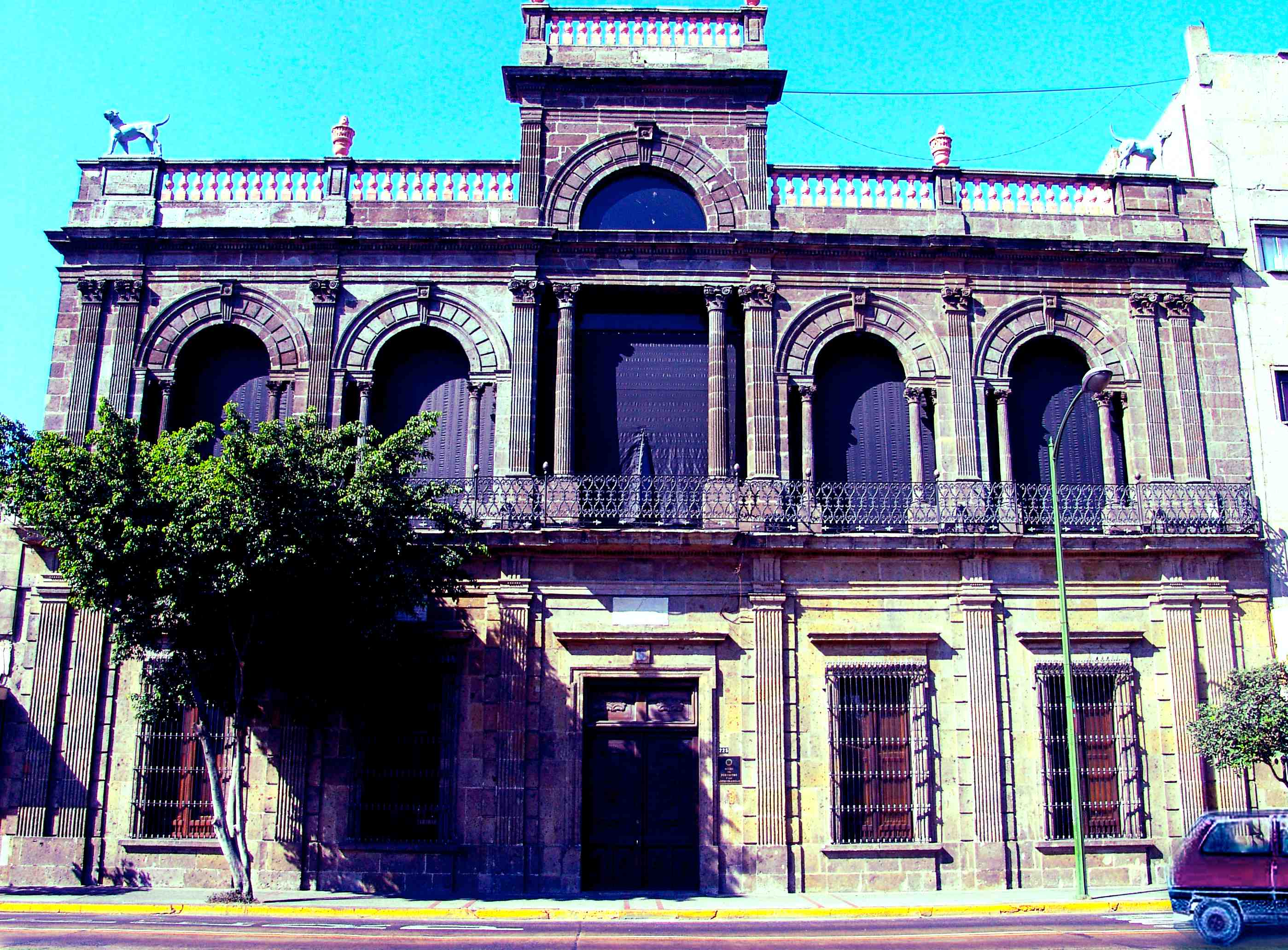
Музей журналістики та графіки ( Будинок із собаками)
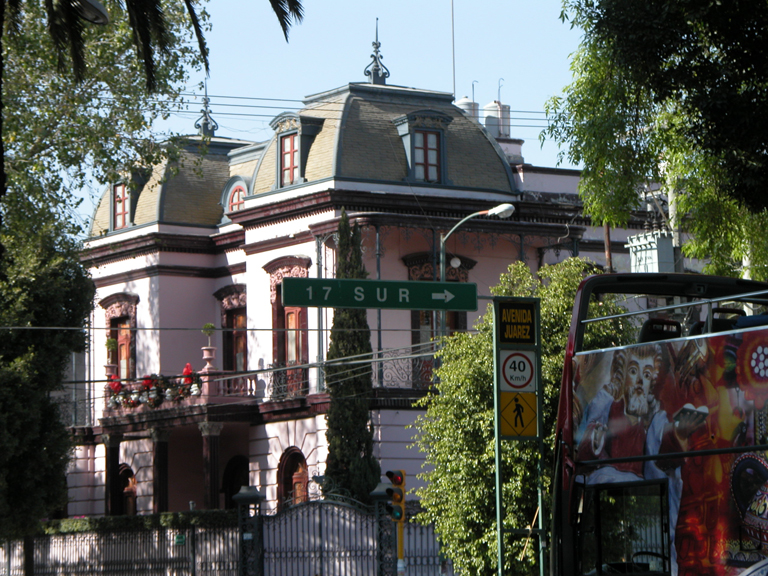
Місто Пуебла, Будинок де лос Енанітос ( Будинок із гномами).
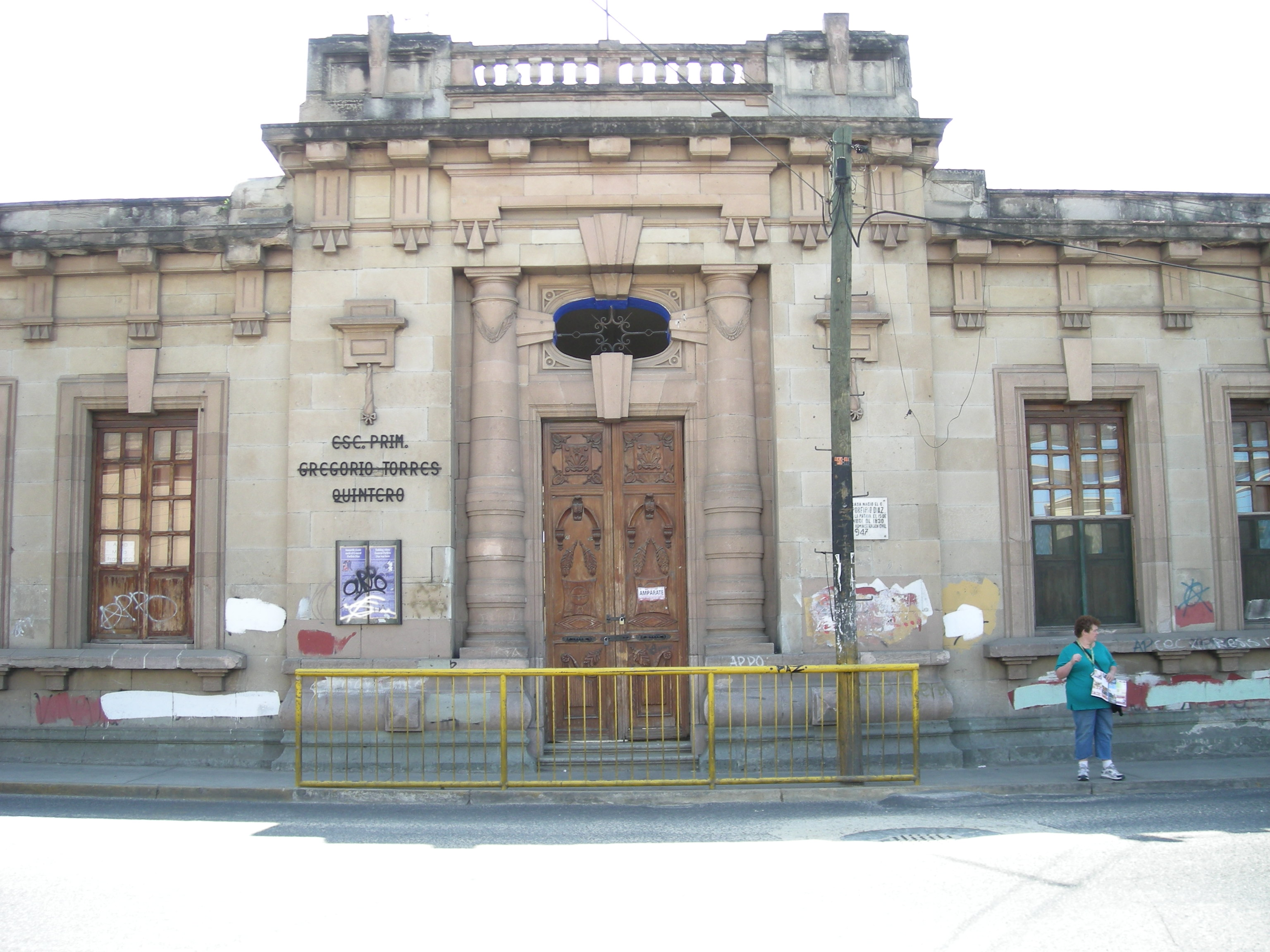
Будинок родини Діас, місто Оахака.
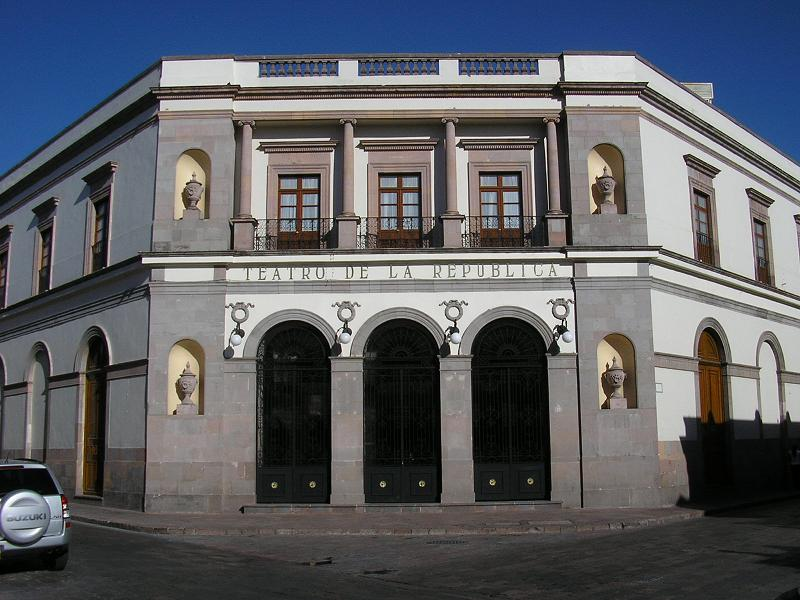
Керетаро, театр Республіки

## Мексика у 20 століття Революція й пореволюційні десятиліття

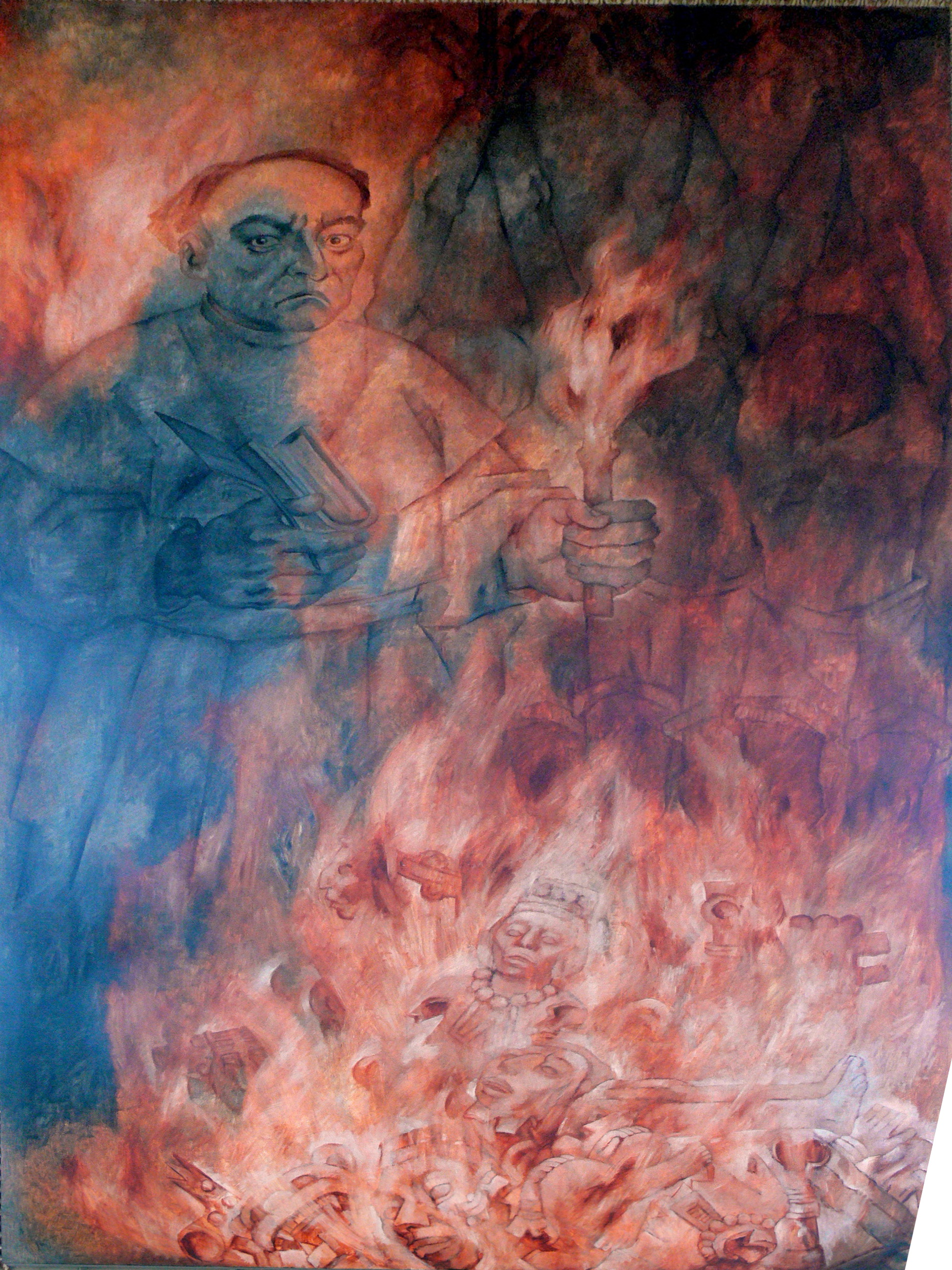
Худ.Фернандо Кастро Пачеко. «Спалення історичних рукописів за ініціативи Дієго де Ландо», стінопис.

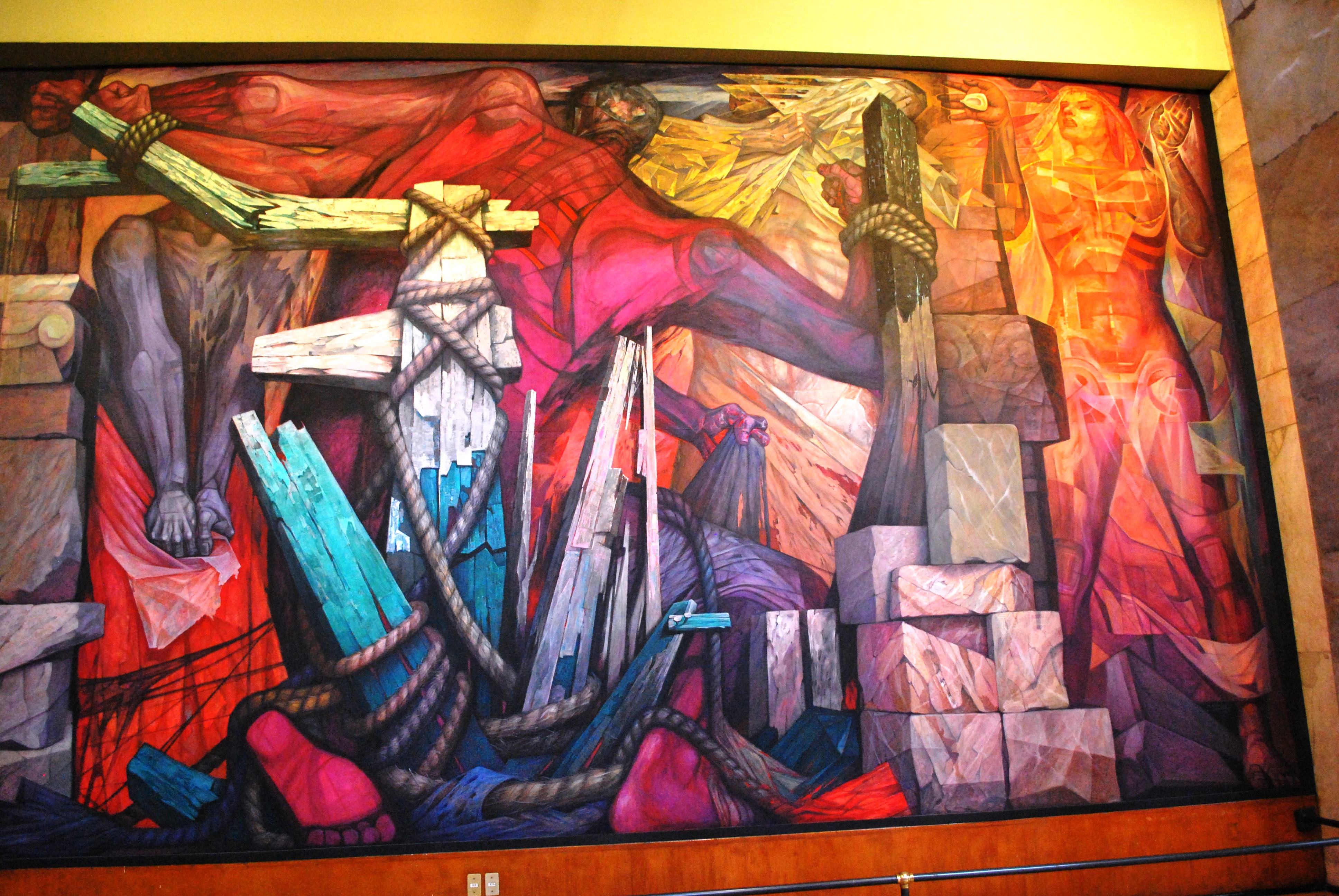
Худ. Хорхе Гонсалес Камарена, стінопис «Звільнення», 1963 р., Палац красних мистецтв, Мехіко.

Порубіжним періодом став злам 19-20 ст. 1876 року генерал Порфіріо Діас (1830—1915) наважився на військовий переворот, розбив військо попереднього уряду, захопив Мехіко і здобув державну владу в свої руки. 1877 р. державний конгрес під військовим примусом обрав його президентом країни. 1881 р. узурпатор Порфіріо Діас втратив президентство на один термін, але 1884 р. повернув собі владу, котру силоміць утримував двадцять сім (27) років до своєї поразки у 1911. Цей період і отримав назву порфірізм. Генерал Діас запровадив гасло «менше політики, більше управління», в реальності ж проводив політику примітивного, практично військового адміністрування, панувало підозріле і нестерпне ставлення до будь-яких виявів самостійності в суспільному житті, індивідуалізму чи критики його режиму. Абсолютну владу диктатора продажна пропаганда представляла гарантією стабільності в країні, справедливості устрою і прогресу. Так, мексиканська економіка таки отримала шанси швидкого розвитку через напіввійськове управління і експлуатацію дешевої робочої сили та природних ресурсів. Почалось швидке будівництво залізниць та телеграфних ліній, виникли нові підприємства та банки в аграрній до того країні. Мексика нарешті стала економічно спроможною державою, отримала закордонні кредити. Але всі економічні переваги стосувались лише привілейованих верств населення, заможних містян та землевласників. Офіційні теоретики диктатора оголосили, що Мексика буде керована креольською елітою, а метиси та індіанці підлягали лише керуванню. Генерал Порфіріо Діас необережно допустив до чергових виборів опозиційні партії. Але знову перебрав владу на себе, а в країні розпочав репресії. Головним політичним противником Діаса був Мадеро, сам син багатія-землевласника. Той емігрував до США, використав невдоволення диктатурою та репресіями і підняв бунт 20 листопада 1910 р. Диктатура утримувалась у влади до травня 1911 р., але Діас втратив підтримку уряду і військових і таємно емігрував з країни. В листопаді 1911 р. Мадеро був обраний президентом. Була проведена реорганізація армії та правлячої партії.
Президент Ласаро Карденас (1895—1970) значно прискорив проведення аграрної реформи й роздав селянам земель більше, ніж всі президенти-попередники разом. До 1940 р. ехідо (кооперативні селянські господарства) вже мали понад 50 відсотків орних земель Мексики. Були відроджені профспілки на підприємствах. Проводилась ліквідація неписьменності і кампанії надання освіти, особливо помітні серед індіанців країни. Свого вищого щаблю реформи досягли 1938 р., коли президент Карденас націоналізував майно нафтових кампаній Сполучених Штатів та Великої Британії в країні.

## Монументальне мистецтво (муралізм)

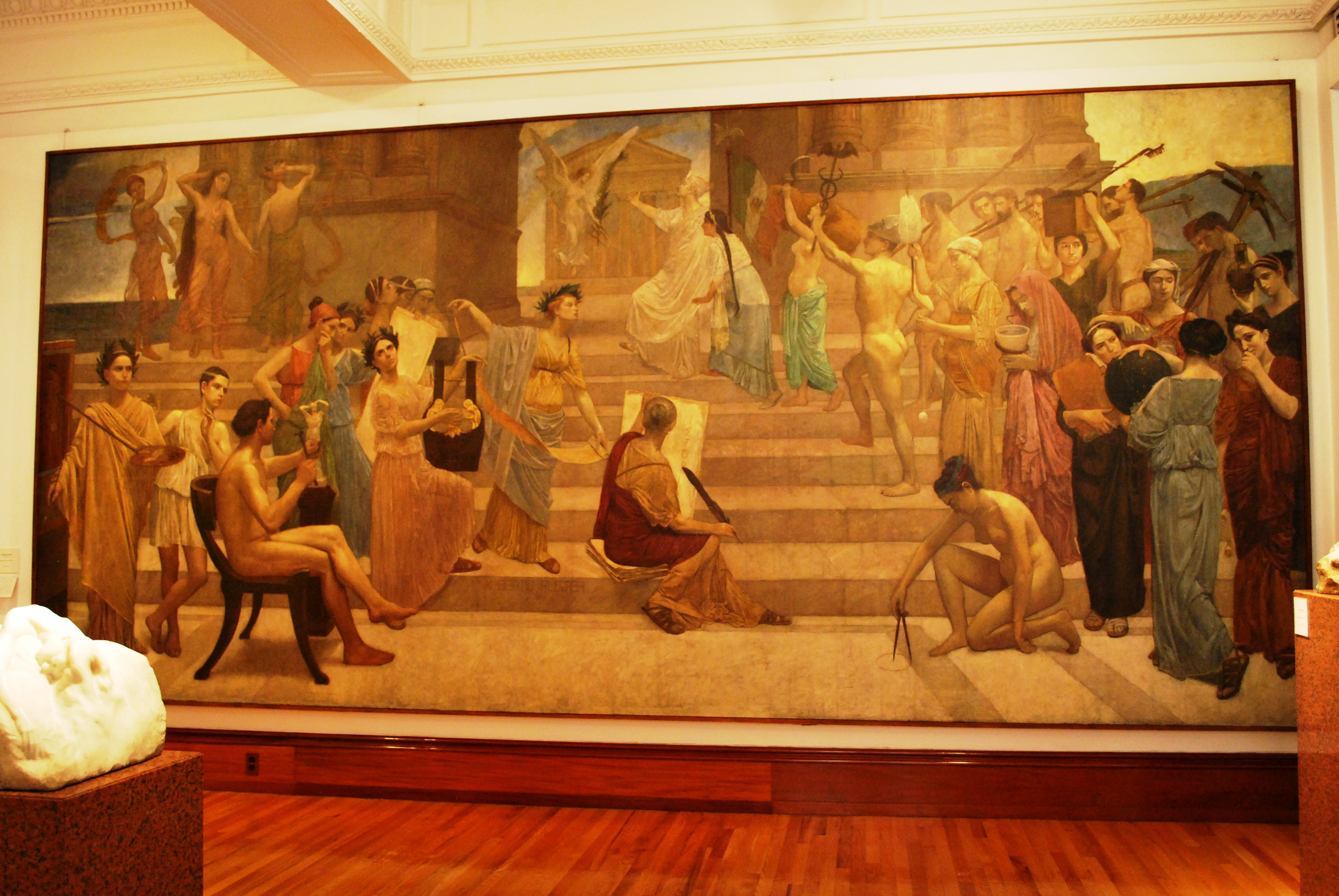
Худ. Альберто Фустер (1870—1922. Стінопис «Апофеоз мирного життя»

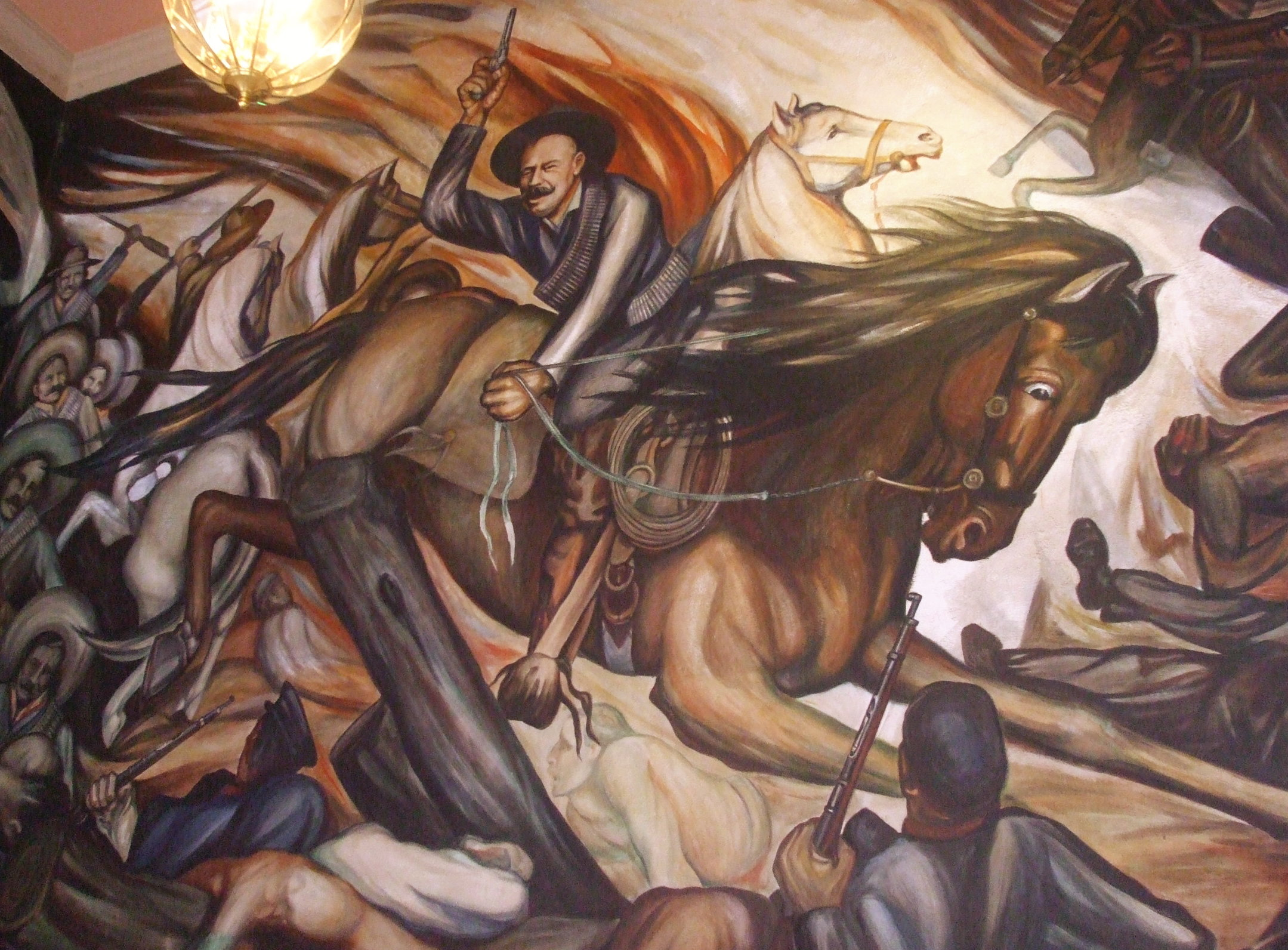
Панчо Вілла.

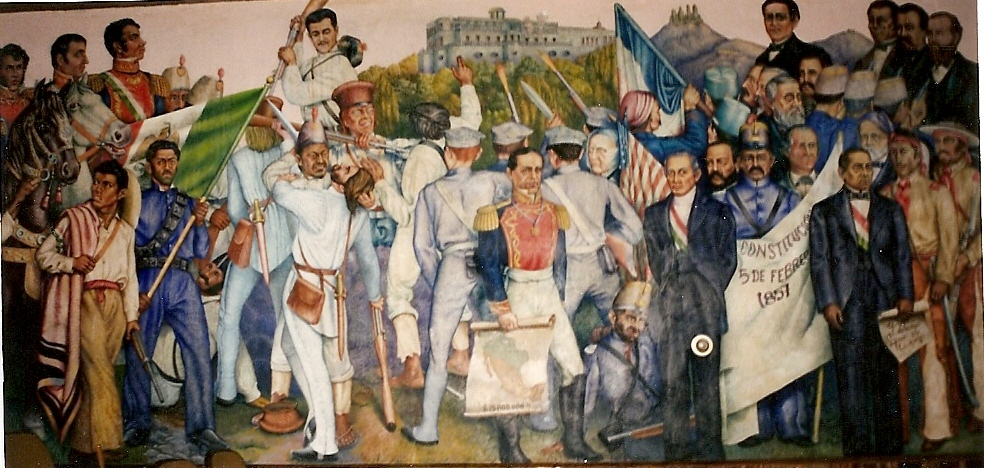
Мексикано-американська війна 1937—1939 рр.

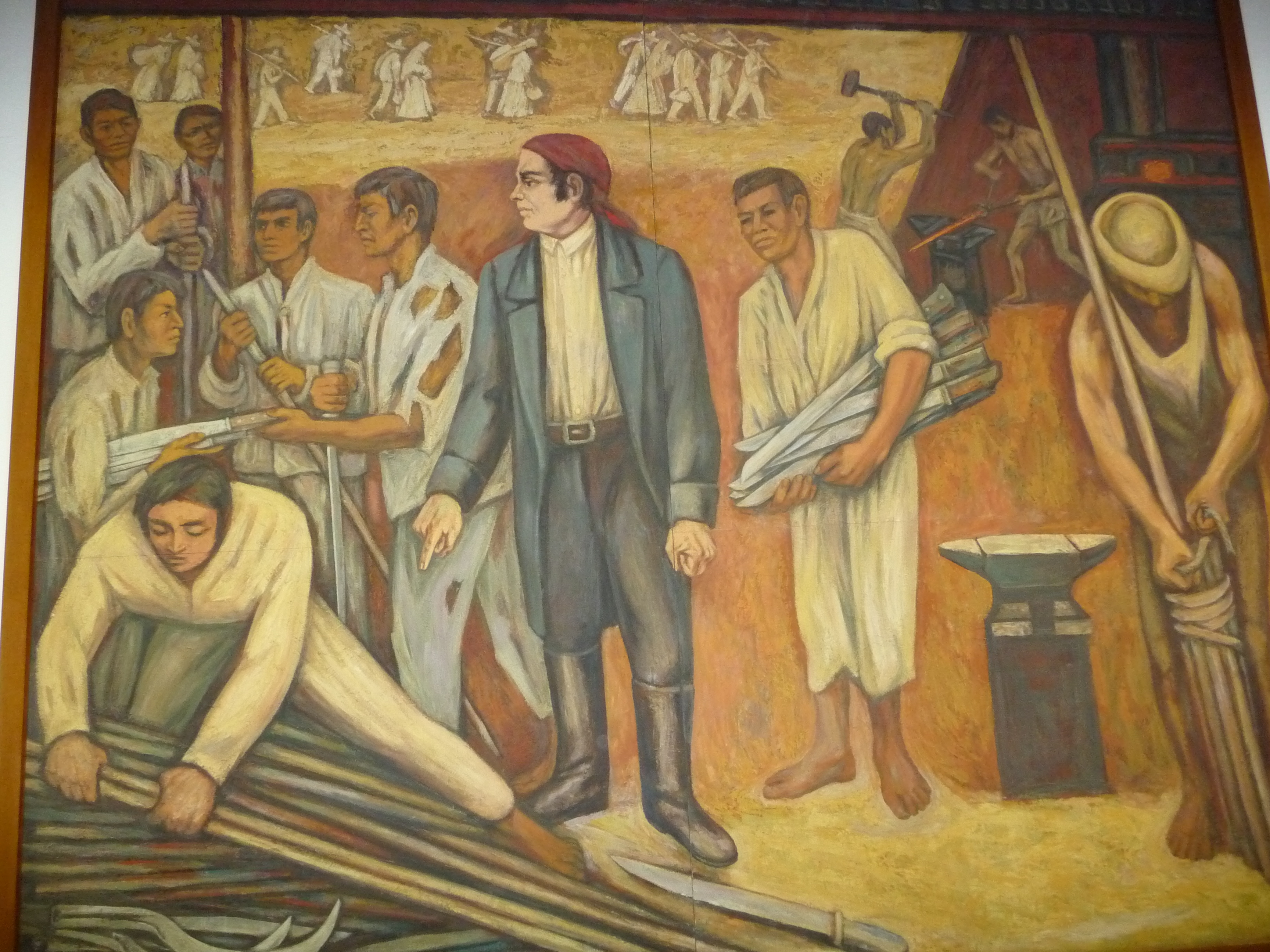
Реформи в муралізмі

Монументальний живопис Мексики 20 століття виник на хвилі революційних подій 1910–1917 рр. і реформаторських зрушень першої половини 20 ст. Якщо офіційне мистецтво Мексики зламу 19-21 ст. було охарактеризоване як «суміш пишності і продажності», то нові зрушення в мистецтві Мексики швидко перетворились в нову мистецьку течію, яскравий художній феномен культури Мексики, котрий реформував монументальне мистецтво і втяг у власний вир національні архітектуру, скульптуру, ландшафтне мистецтво тощо.
Поява монументального живопису, зверненого до широких мас Мексики, була дещо несподіваною. Адже в країні не існувало сталої традиції монументального живопису, і суспільно значущих фресок чи стінописів впродовж 19 та на початку 20 ст. не було. Якщо і виникали окремі зразки, то мали алегоричний і пустопорожній характер на зразок стінопису Альберто Фустера «Апофеоз мирного життя» з римськими богами в стилі холодного академізму.
Ситуацію погіршувало і незнання оригінальних індіанських фресок доколумбового періоду. Початок муралізму пов'язують в 1920-ми роками, тоді як уславлений комплекс фресок Бонампака (на півострові Юкатан) був відкритий дослідниками на 20 років пізніше, в 1940-ві.

## Індихенізм

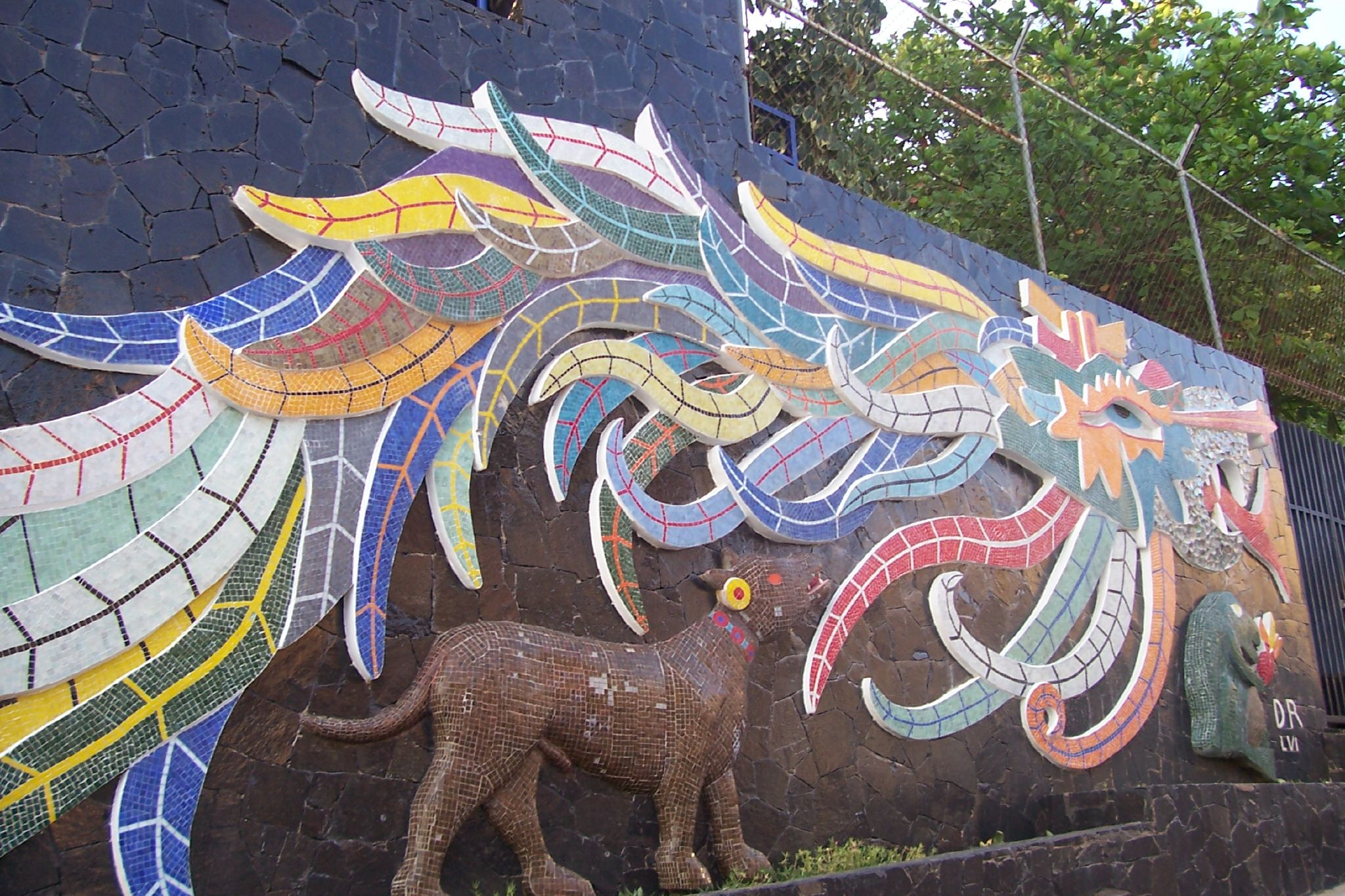
Мозаїка «Кецалькоатль» в Акапулько.

Мексиканский монументальний живопис — став таким чином породженням революції та її літописом. Монументальному живопису (і дещо менше національній графіці)припало на долю зафіксувати головні події політичної і революційної боротьби в Мексиці, показати наслідки, здобутки і поразки, протиріччя революції 1910—1917 років, віднайти і показати образ нового мексиканця з народу, індіанця чи метиса. Пристрасним зверненням до цього нового героя доби і став мексиканський живопис. Монументалісти робили спроби художніми засобами пояснити цьому герою, часто неписьменному, неправедність багатства, зосередженого в руках лише багатіїв, неправедність існуючого суспільного і політичного устрою, можливість перебудови суспільства на гуманних принципах. Саме тоді народився індихенізм — новітня течія в латиноамериканській культурі 20 ст., котра відбила і нову хвилю зацікавленості в національному минулому (перш за все доколумбового періоду), в його фольклорі і сучасній культурі, зацікавленості в його життєвих проблемах та побутуванні. Мексиканський монументальний живопис почав враховувати культурні здобутки минулого індіанців, здобутки минулого монументального мистецтва Європи та знахідок майстрів модернізму.

## Друкована графіка 20 століття
Твори «Ліги революційних письменників і художників» цікаві не тільки як сторінки історії мексиканської революції 1910—1917 рр., а і як яскраві зразки національного графічного мистецтва, особливо, монументальна мексиканська гравюра та літографія, схожа на звичний плакат. Це було створення друкованої графіки відразу великого розміру. Ця продукція відкидала трудомісткі репродукційні засоби поліграфії, кольоровість, засоби фотомеханіки. Натомість в графіці «Ліги революційних письменників і художників» присутні політичні теми і вкрай пристрасний показ народного повстання, злиднів, жахів війни капіталістичного уряду проти народів Мексики, їх партизанського побуту, сцен розстрілів, жертв і палких сподівань на майбутнє.

### Образотворче мистецтво 20 ст.

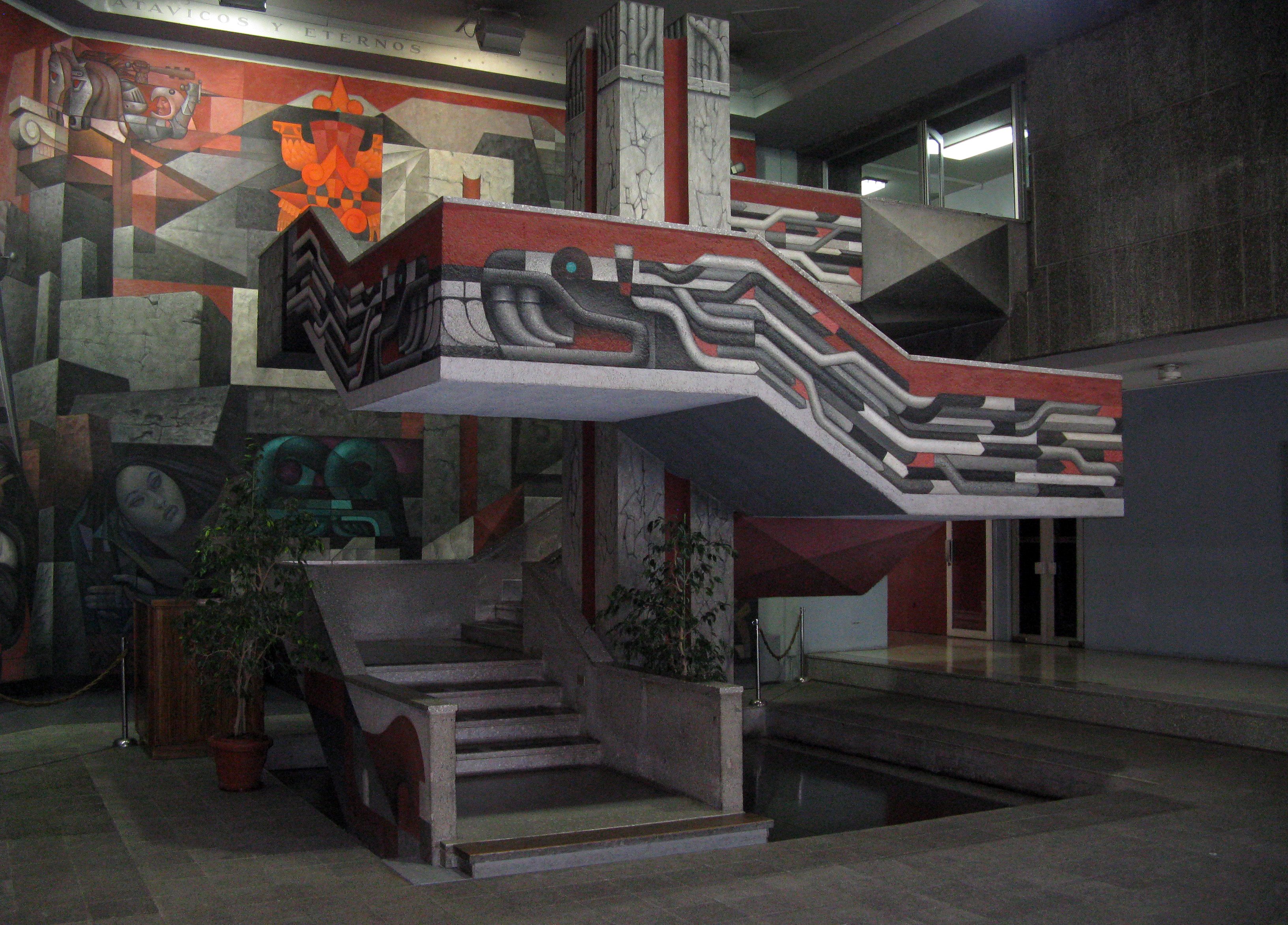
Стінопис митців Мексики в Будинку мистецтв університету Консепсьйон, Чилі, 1965 р.

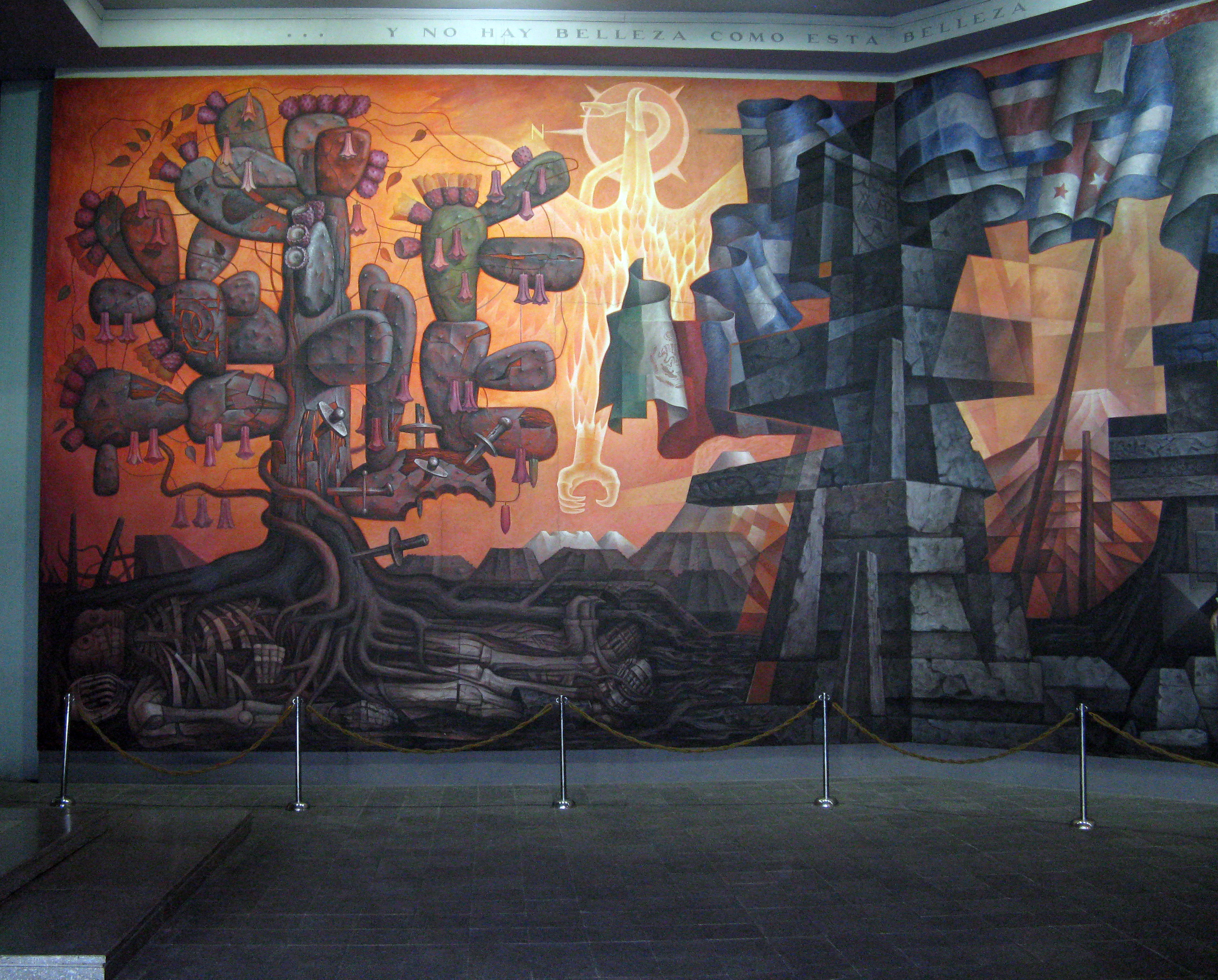
Хорхе Гонсалес Камарена. Стінопис в Будинку мистецтв університету Консепсьйон, Чилі, 1965 р.

У 20 ст. образотворче мистецтво Мексики набуло складного розвитку. Умовно його можна розділити на табір прихильників демократичних реформ і табір прибічників індивідуалізму. Мистецтво Мексики повільно позбавилось від національної ізольованості й академізму, відкрило для себе складну і трагічну реальність і повсякденні теми. Навіть перевідкриття культурного спадку доколумбового періоду було використано як для самоідентифікації, так і для відображення подій реальності. Культурні діячі Мексики (викладачі, художники, архітектори, скульптори, літератори і кіномитці) звернулись до народних витоків культури, творчо використавши і національні традиції, і здобутки світової культури. На відміну від табору прихильників демократичних реформ (низка муралістів і Майстерня народної графіки), виділилось коло радикально налаштованих митців, з разюче відмінними художніми манерами і настановами, вкрай індивідуалістичних. Серед них — Хесус Герреро Гальван, Фріда Кало, Карлос Мерида, Мануель Родрігес Лосано, Руфіно Тамайо та ін. Діапазон стилістики розширився від реалізму (через низку перехідних форм) до абстракціонізму і повної відмови від сюжету.
В мексиканському мистецтві 20 ст., нехай і з запізненням, отримали розвиток усі жанри образотворчого мистецтва, яких тут не було, але притаманних світовій художній культурі (пейзаж, натюрморт, портрет, побутовий жанр, анімалістичний жанр тощо). Більшість художників країни зверталась до графіки та майже всіх її сучасних технік (літографія, дереворит, комбіновані техніки друку). Монументальні стінописи початкового періоду робились не для музеїв, а для суспільних завдань роз'яснення реформ та їх підтримки.
Низка відкритих галерей та музеїв країни збирає все розмаїття художніх творів — будь-якої техніки і будь-якої стилістики.
Поряд із національними кадрами успішно робила і група емігрантів з інших країн, котра активно працювала над розвитком мексиканського образотворчого мистецтва і чиї твори почали ототожнювати з мистецтвом їх нової батьківщини. Серед них — Жан Шарло, Пабло О'Хиггинс, Маріана Ямпольськи, Вольфганг Паален, Леонора Каррінгтон, Аліса Рахон і Ремедіос та ін. Низка митців Мексики працювала за кордоном — в Сполучених Штатах, Чилі, Франції, сприяючи світовій славі мистецтва Мексики.

## Народне мистецтво та ремесла

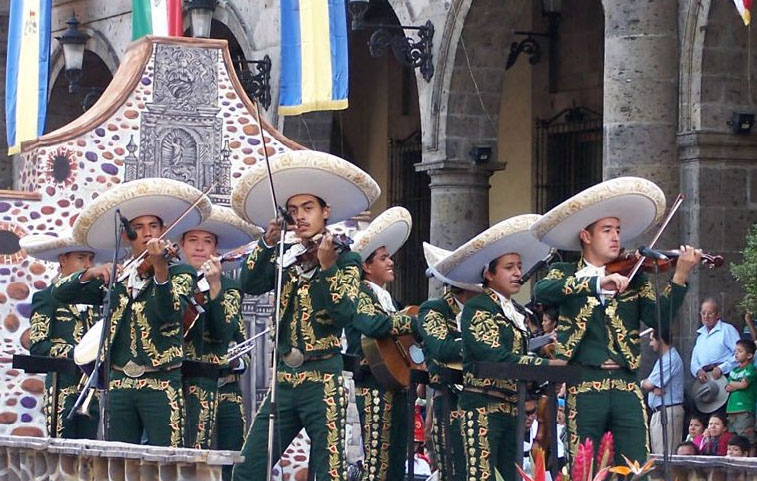
Марьячі, Гвадалахара, Мехіко.

Камінь Сонця на небіленому папері амате, зразок сучасного народного мистецтва Мексики, фото 2009 р.

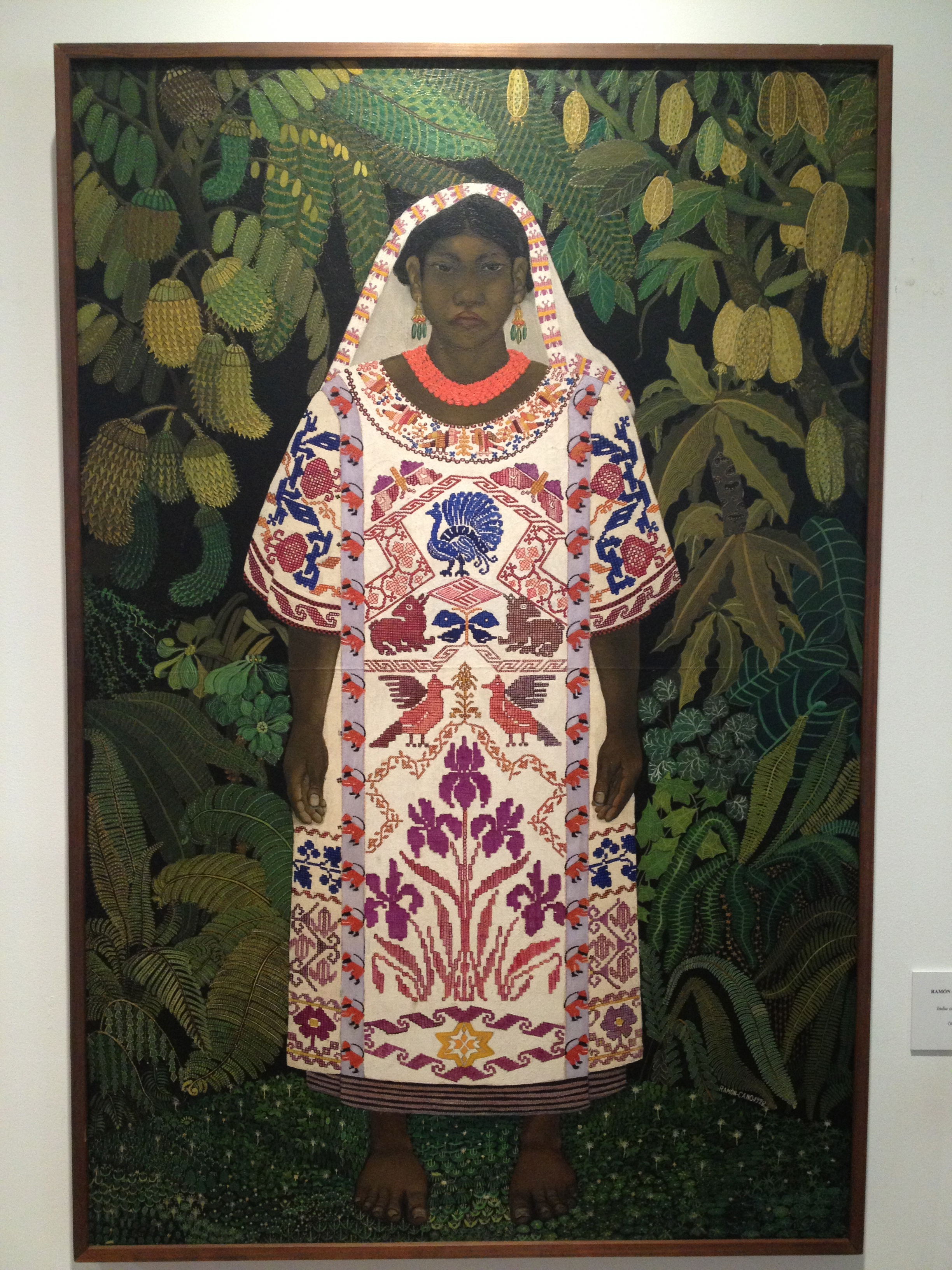
Худ. Рамон Кано Маніла. «Індіанка з Оахаки», 1928 р.

Ремесла та мексиканське народне мистецтво розвивалось впродовж 4 тисяч та мали часто альтернативний чи паралельний шлях поряд із мистецтвом офіційним. Паралельний шлях народного мистецтва особливо яскраво виявився в останні 500 років, коли креольське мистецтво Нової Іспанії і народне мистецтво співіснували, крокуючи кожний своєю дорогою. Тому в народному мистецтві і в ремеслах мало впливів академізму чи бароко. Підживлене ще знахідками ремісників-індіанців в відокремлених один від одного центрах, народне мистецтво не втратило функціональності виготовлених речей при збереженні фантазійності образів і тропічної барвистості. Народне мистецтво використовувало солому і листя осоки, коттон, деревину, камінь, небілений місцевий папір, картон, пташине перо, глину, мідь і навіть цукор. Плетені капелюхи-сомбреро (своєрідні замінники парасольок від спекотного сонця)- одна із ознак національного народного мистецтва на континенті і в світі.
Під впливом лакових виробів Китаю з'явились і місцеві лакові вироби спрощених і місцевих форм (посуд, скриньки), яскраво, практично пістряво розфарбовані і які нічим не нагадують азійські зразки.
Тисячолітня традиція індіанського гончарства не перервалась донині. Це посуд, дитячі іграшки, свічники, декоративні фігурки чи невеликі скульптури. Діапазон форм і розфарбування — від примітивних і спрощених до надзвичайно складних за силуетами і малюнками, розфарбованих чи зашліфованих.

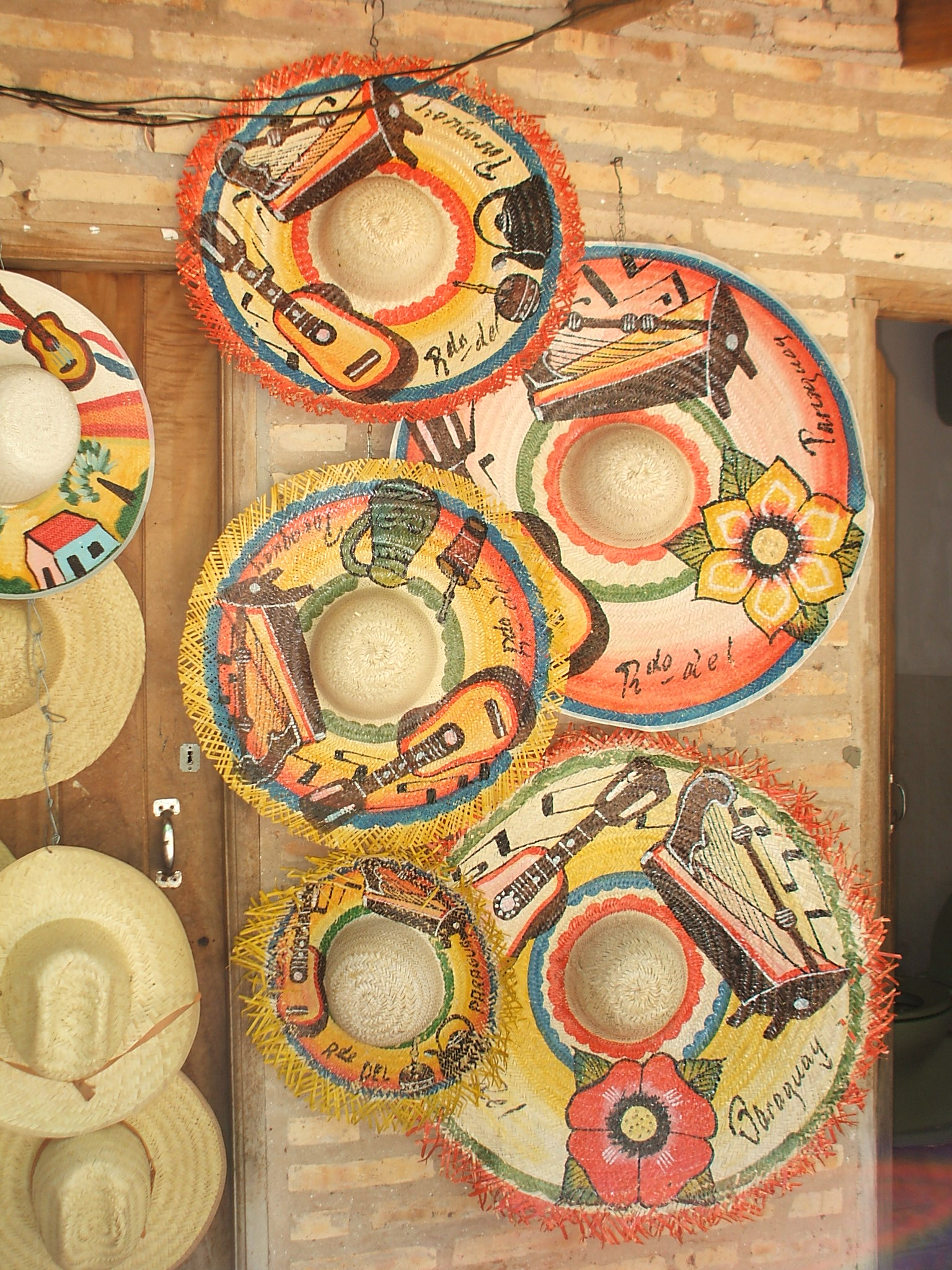
Крамниця з сомбреро
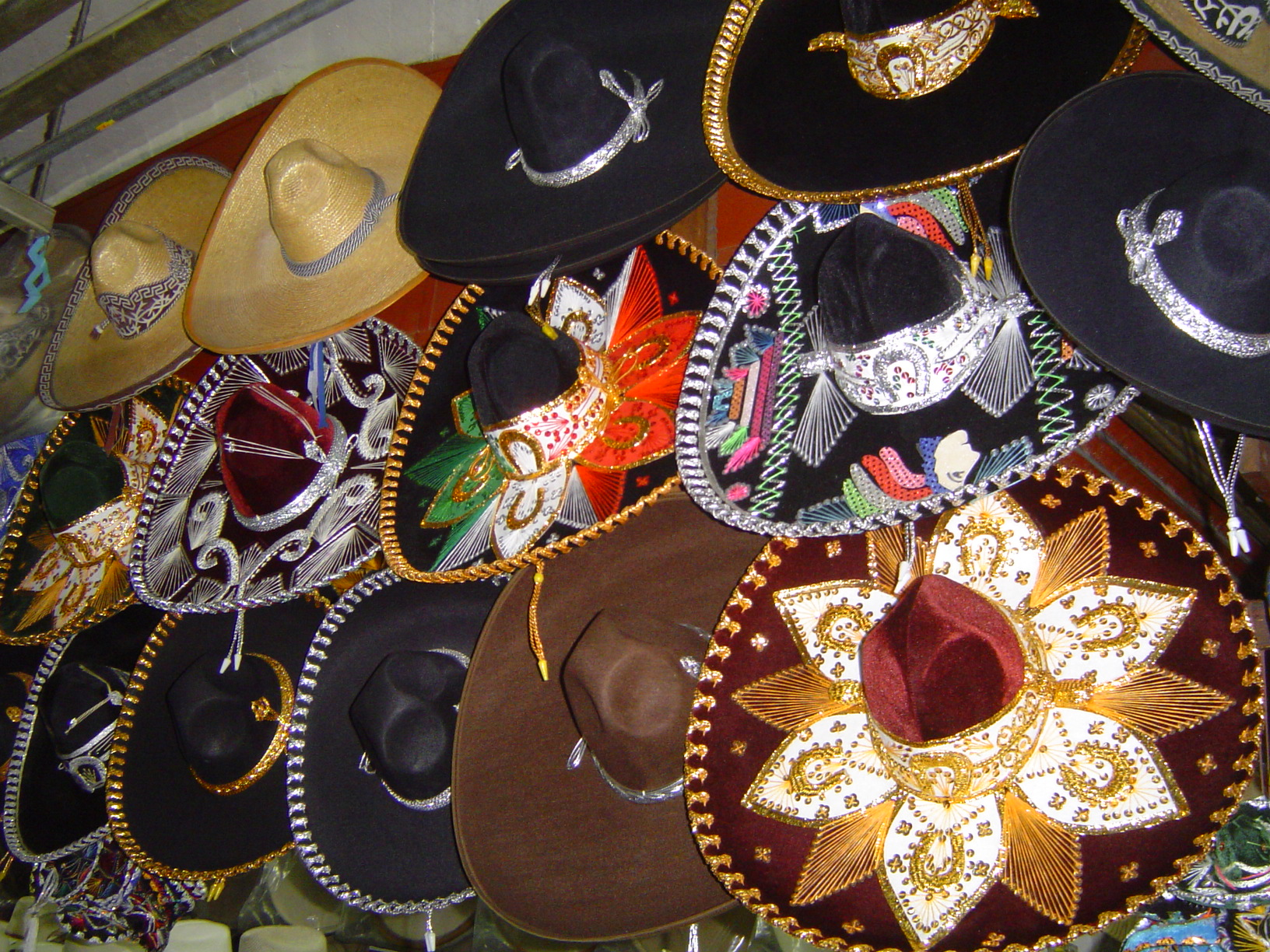
Святкові сомбреро
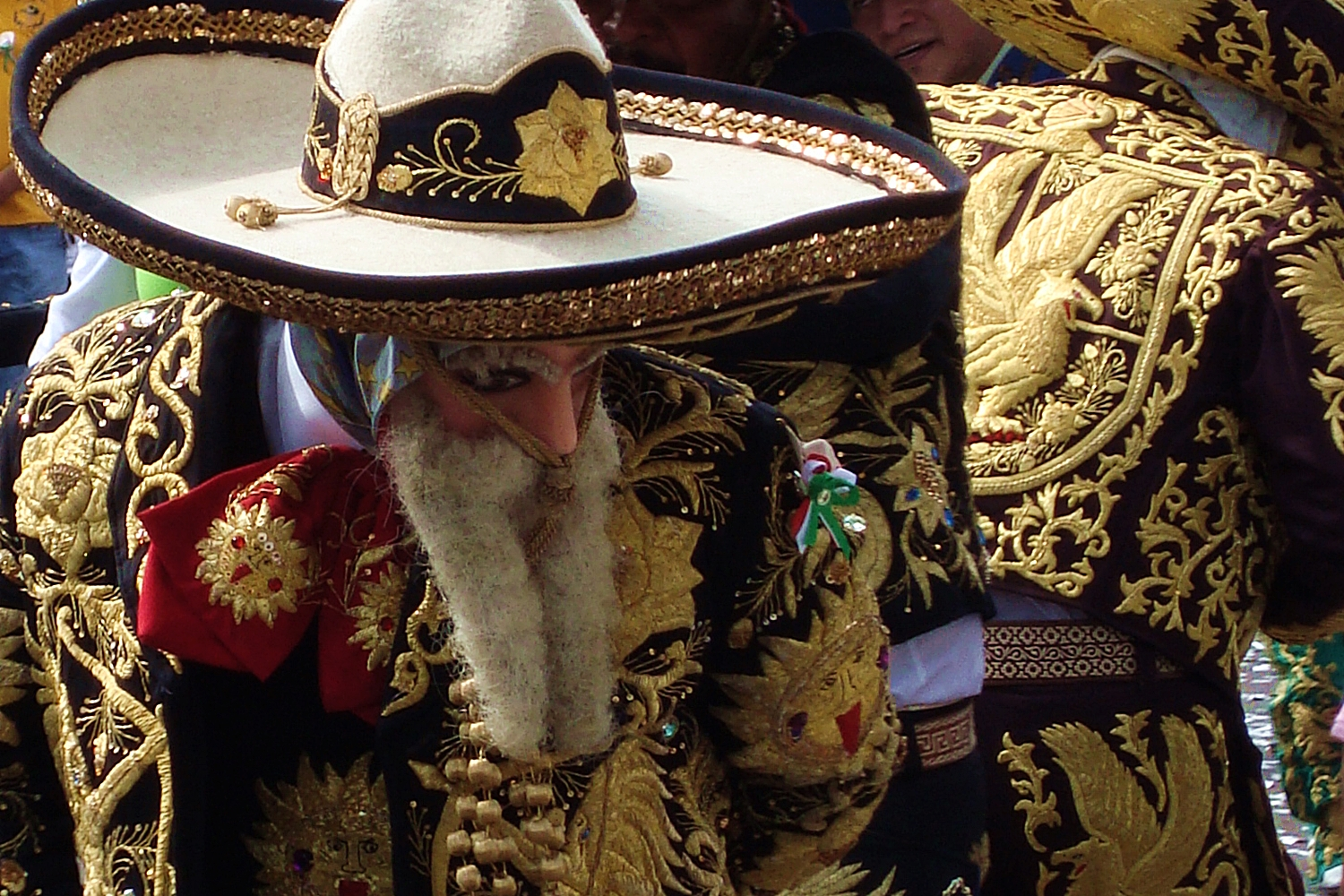
Карнавальний одяг, сомбреро і маски
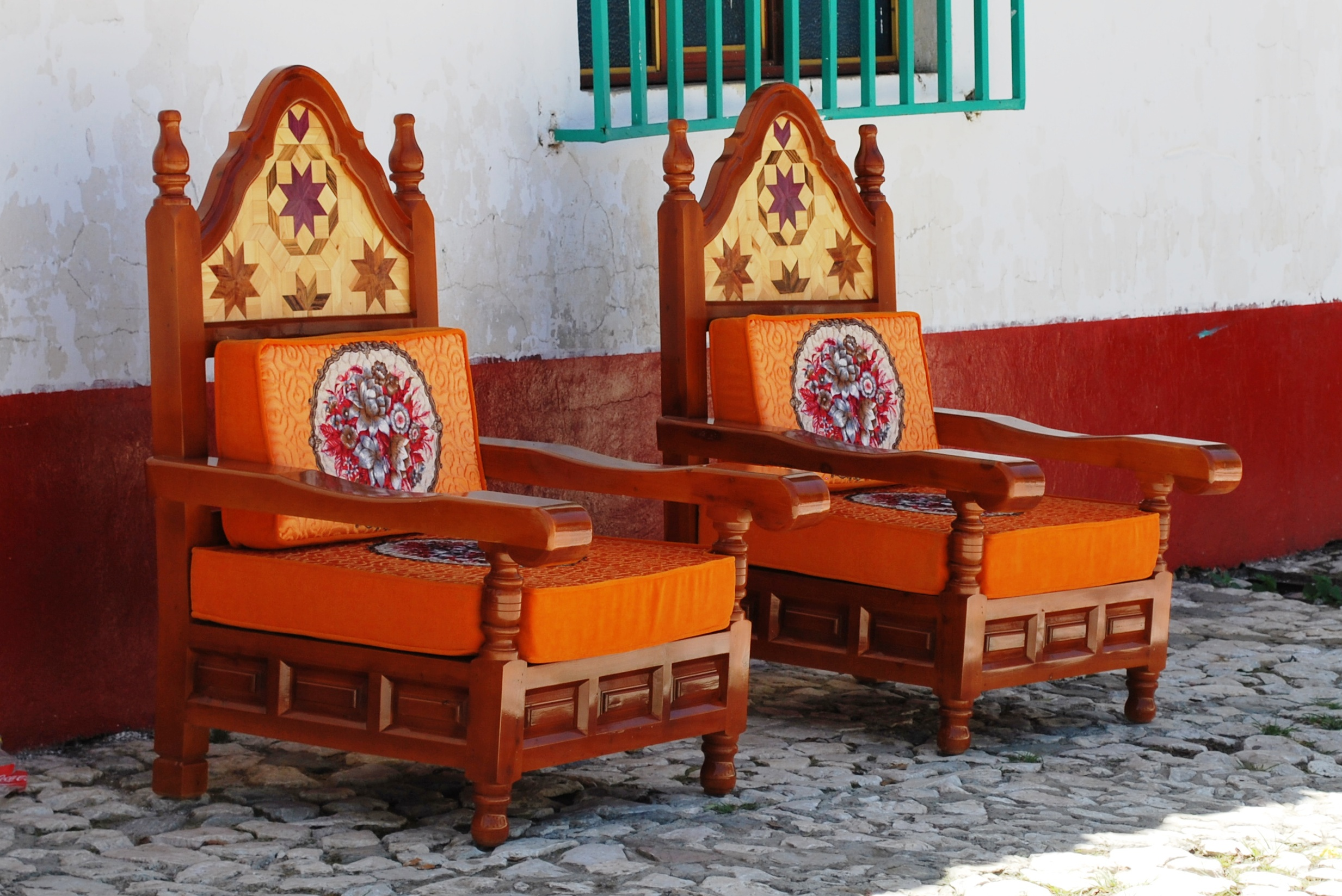
Крісла з Мексики
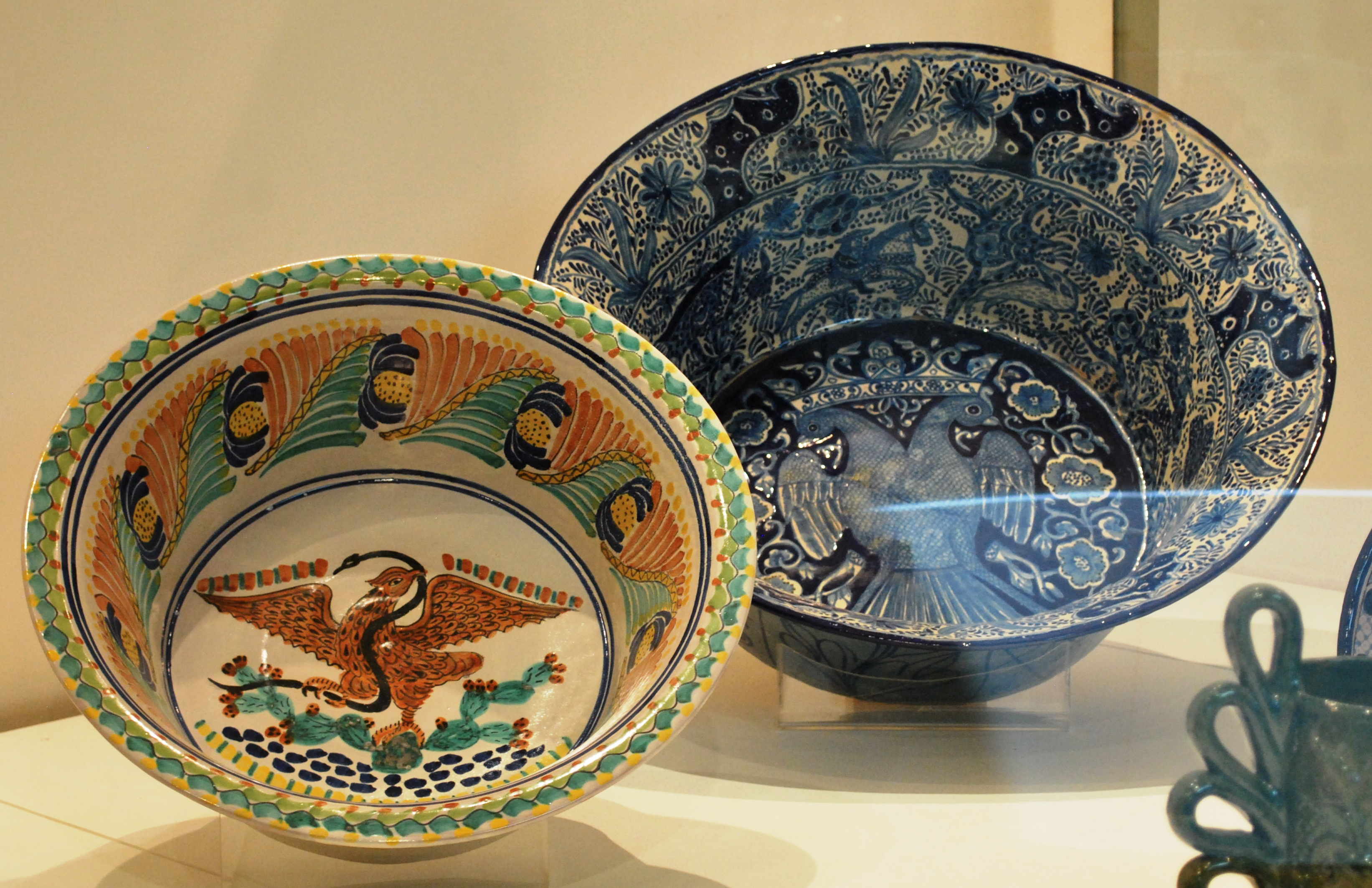
Керамічні лохані з Пуебли, Музей народного мистецтва, Мехіко.
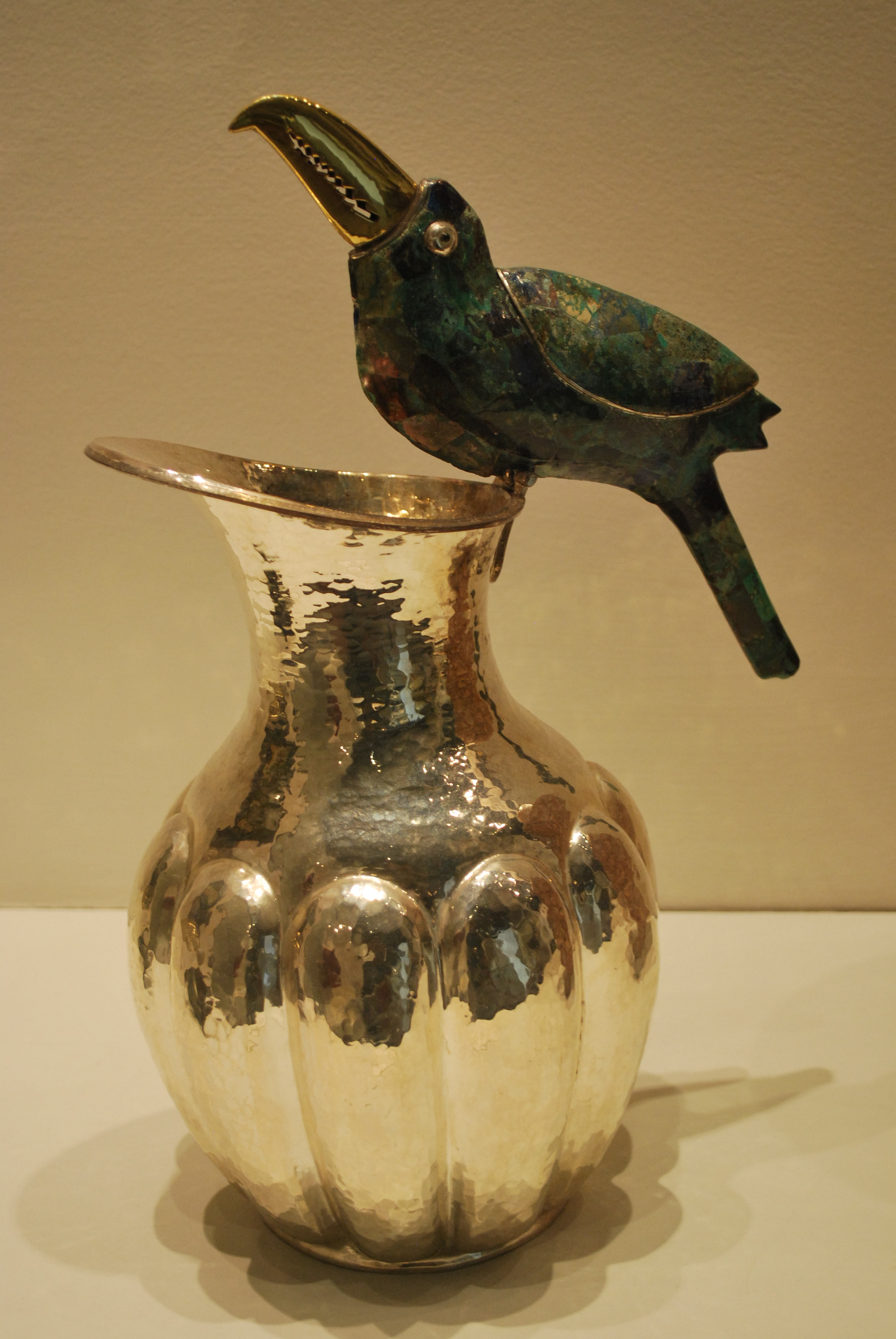
Металевий горщик з птахом, Таксо, Герреро, Музей народного мистецтва, Мехіко.
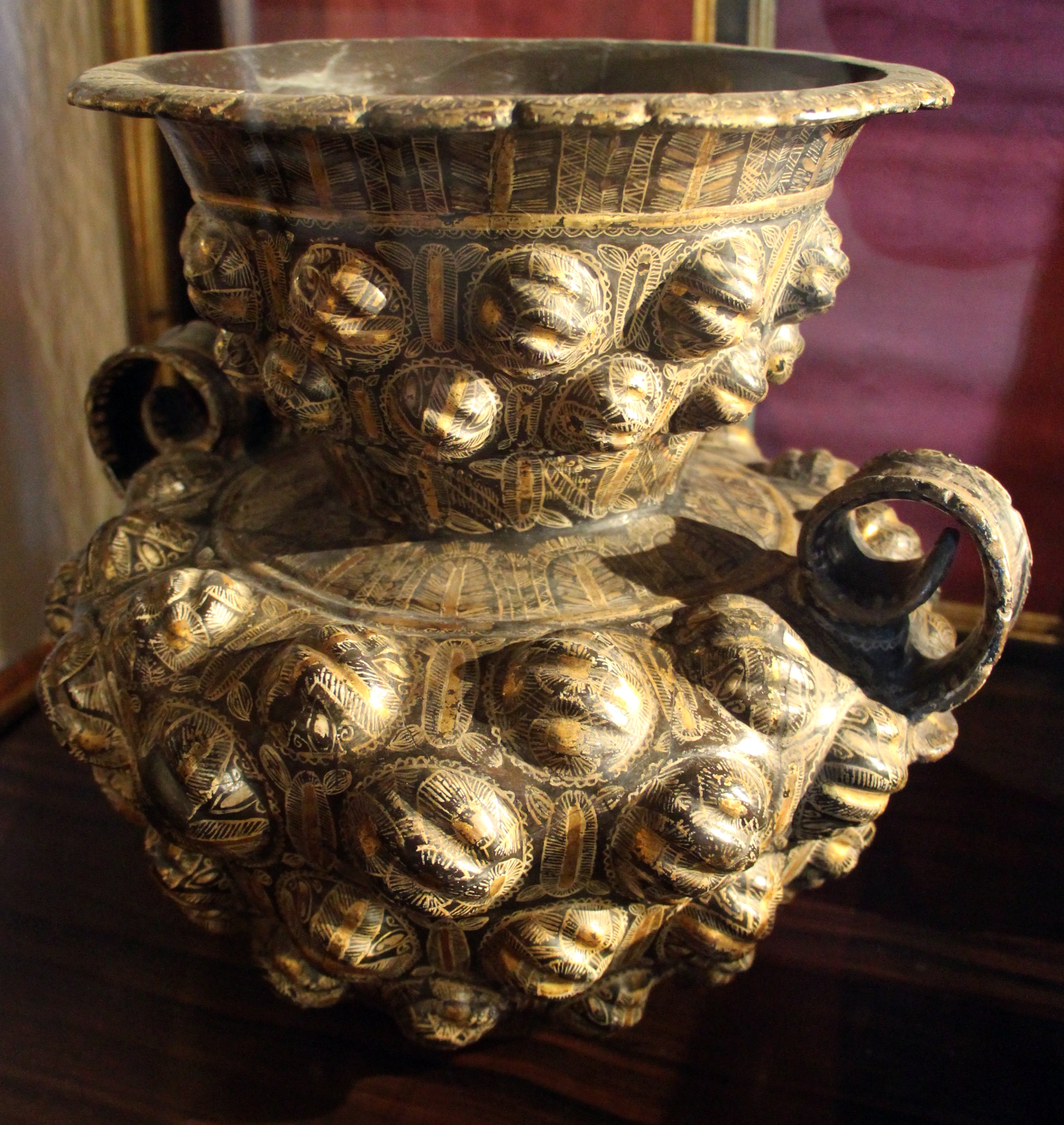
Керамічний глек, до 1713 року.

## Реміснича кераміка 20 століття

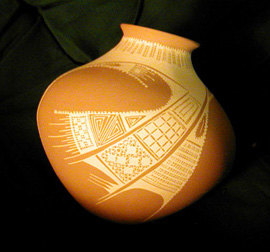
Кераміка з поселення Мата Ортіс, штат Чиуауа, Мексика
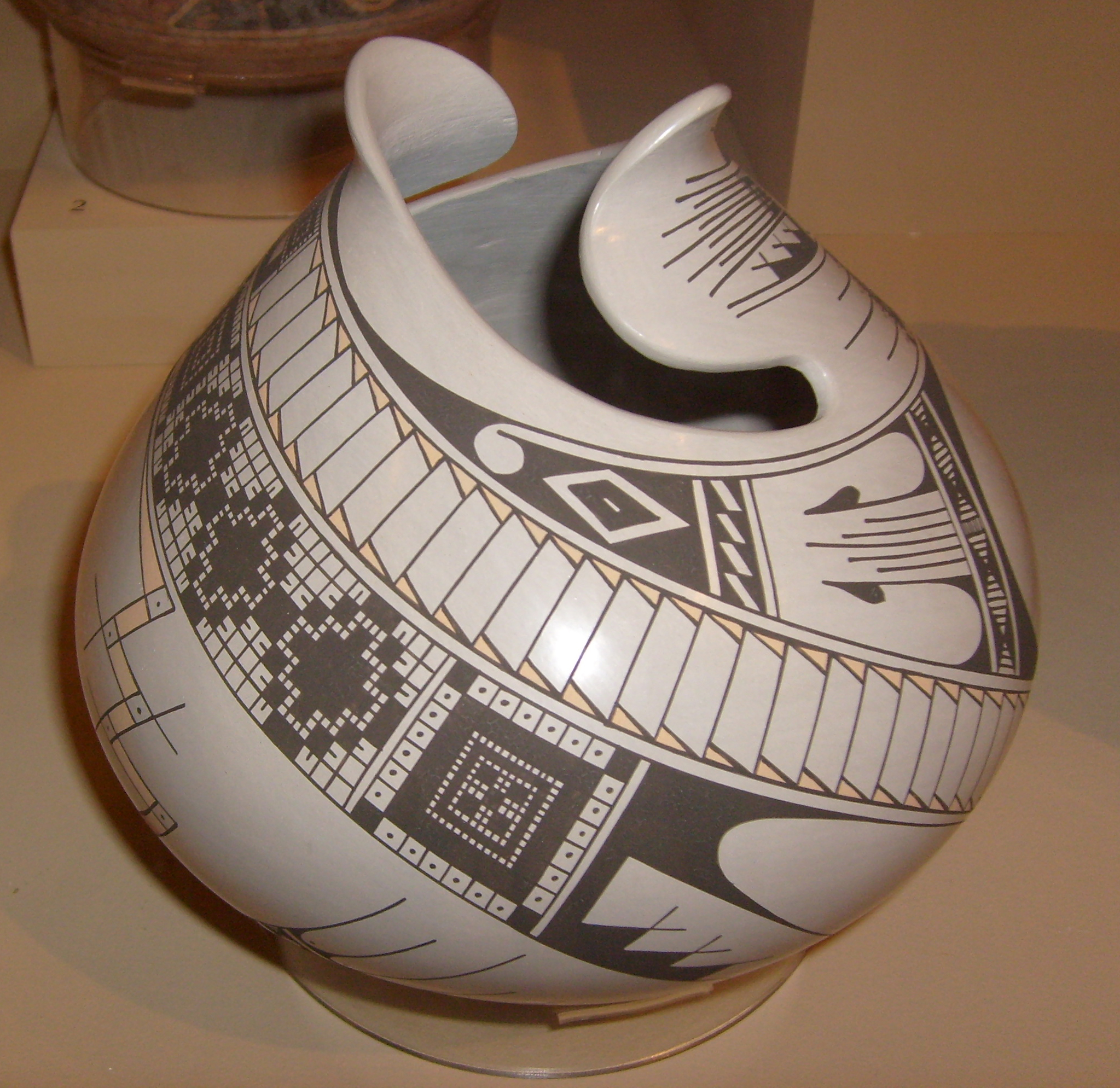
Горщик з Мата-Ортіс, гончар Хорхе Кінтана, 2002 р. Музей людини, Сан-Дієго, Каліфорния, США.
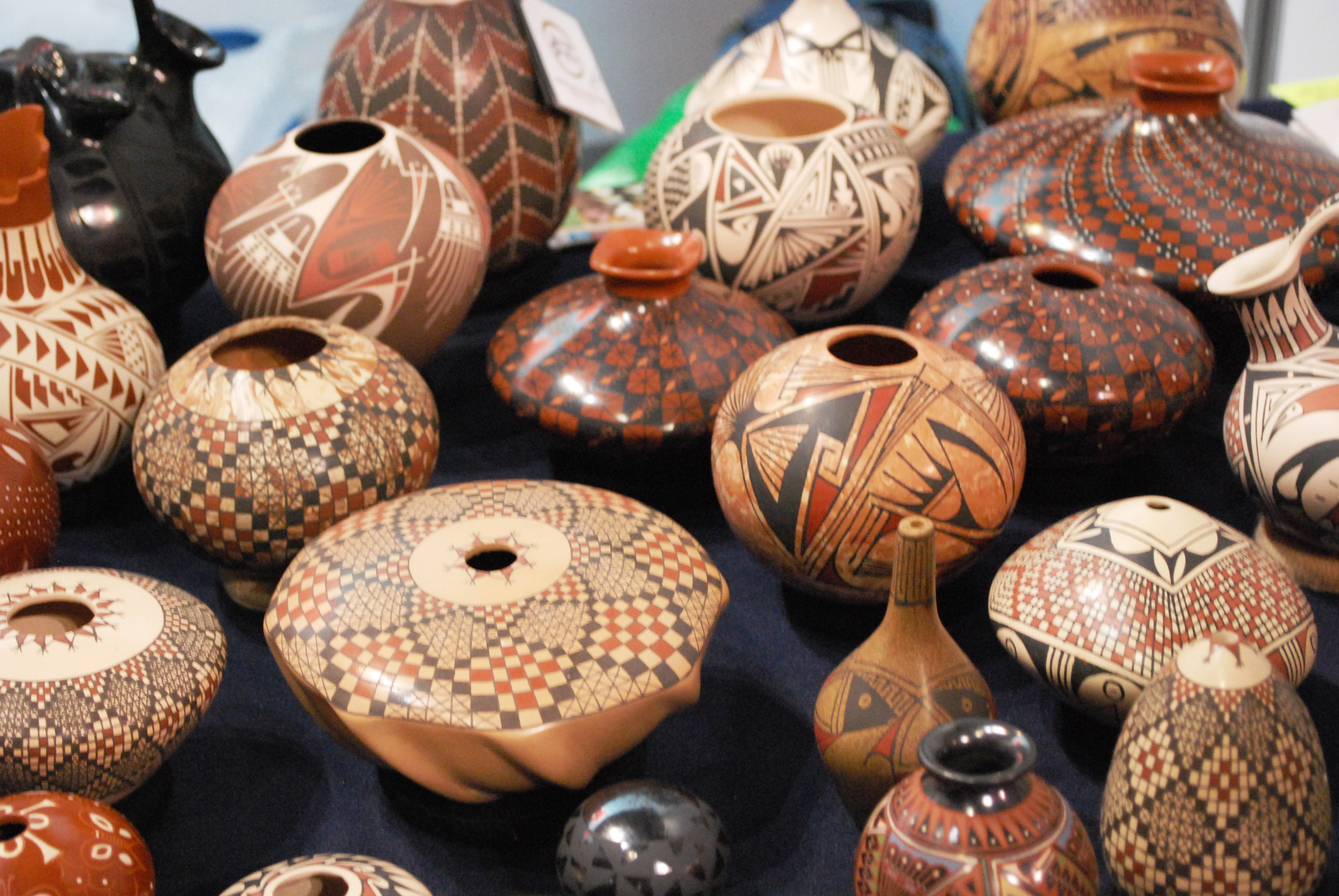
Кераміка з Мата Ортіс. Виставка FONART в Мехіко, 2010 рік.
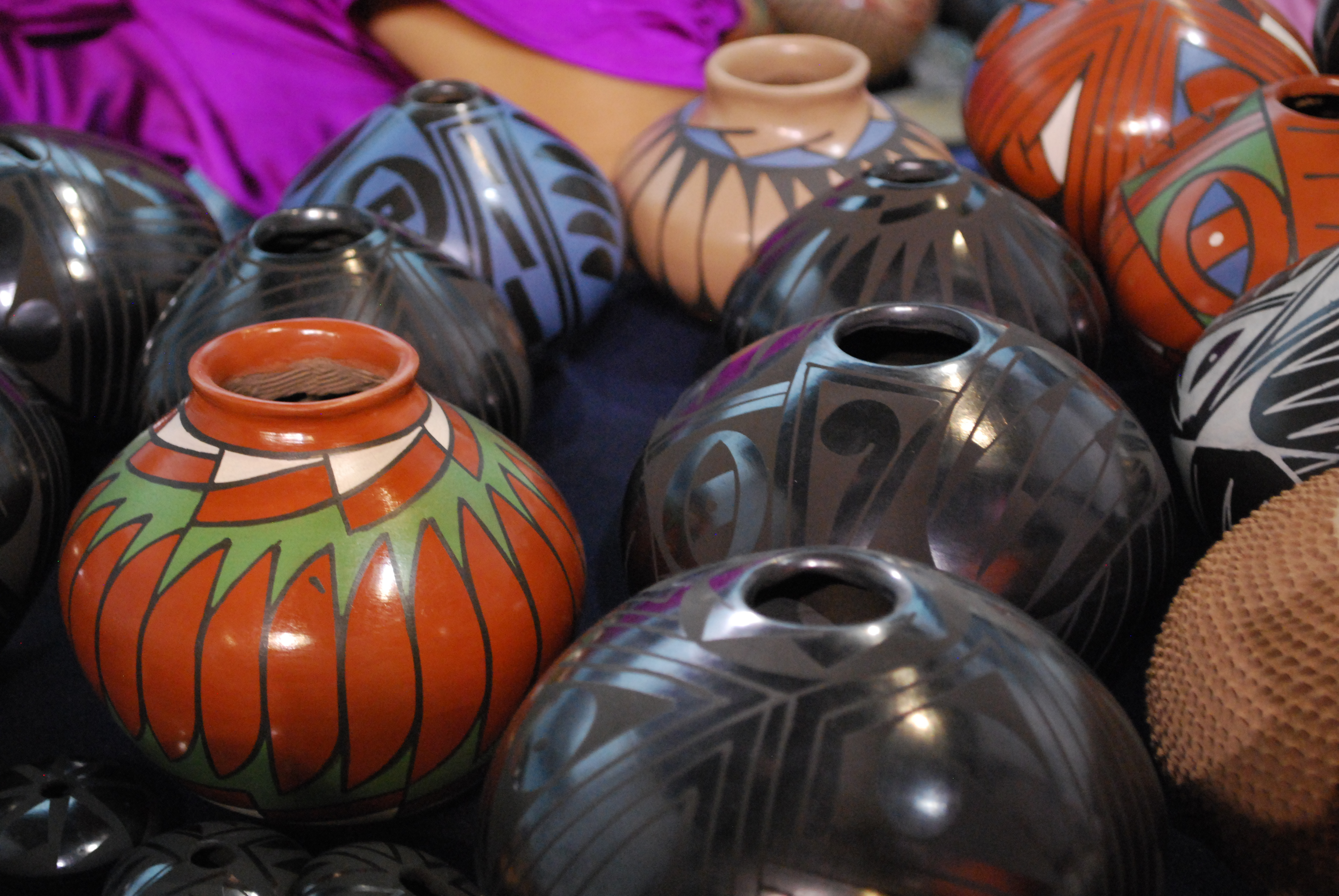
Кераміка з Мата Ортіс. Виставка FONART в Мехіко, 2010 р.

## Архітектура 20 століття

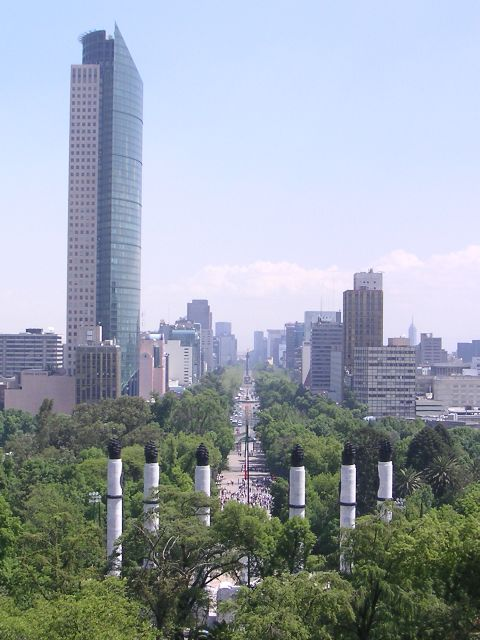
Проспект Реформ, хмарочоси Мехіко
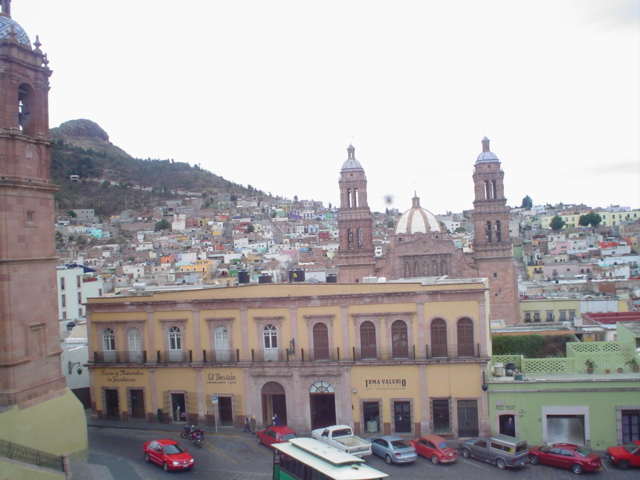
Пересічна забудова в м. Сакатекас
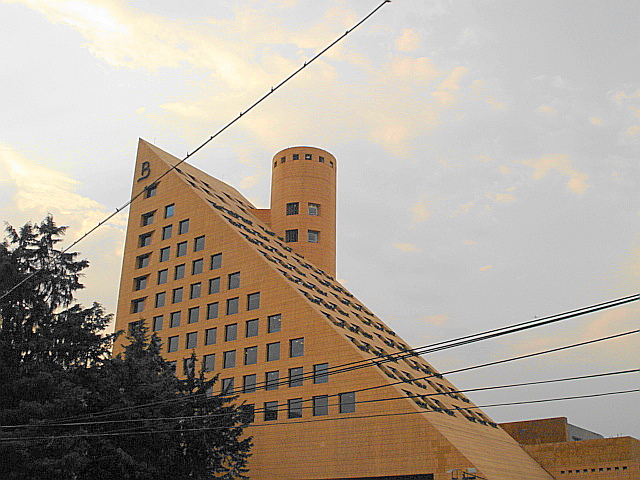
Будинок-трикутник у Паланко
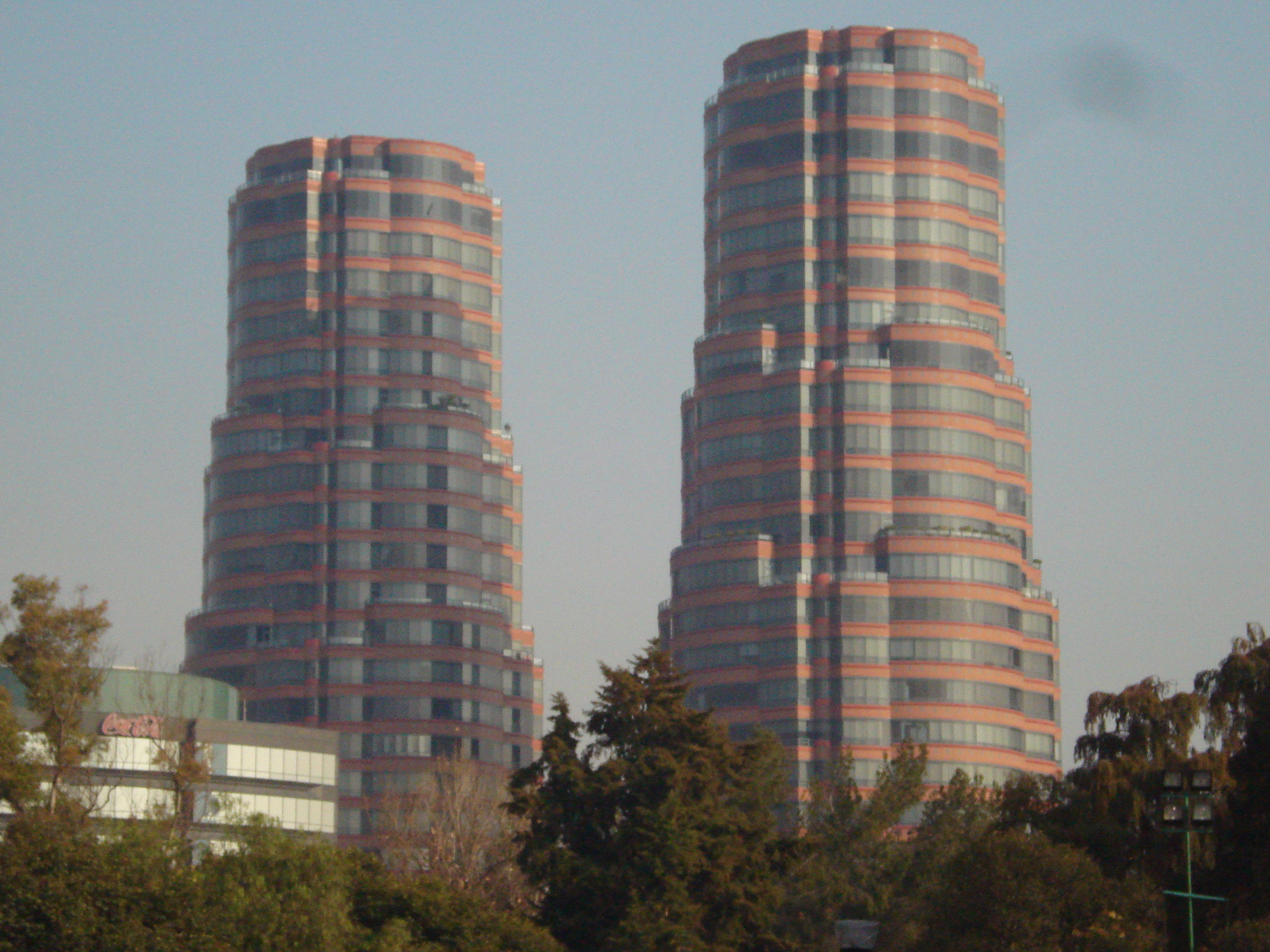
Вежі близнюки Паланко, Мехіко
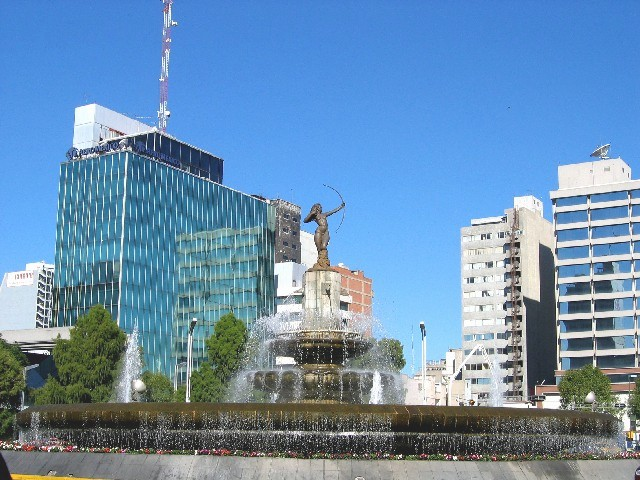
Фонтан Діани на проспекті Реформ
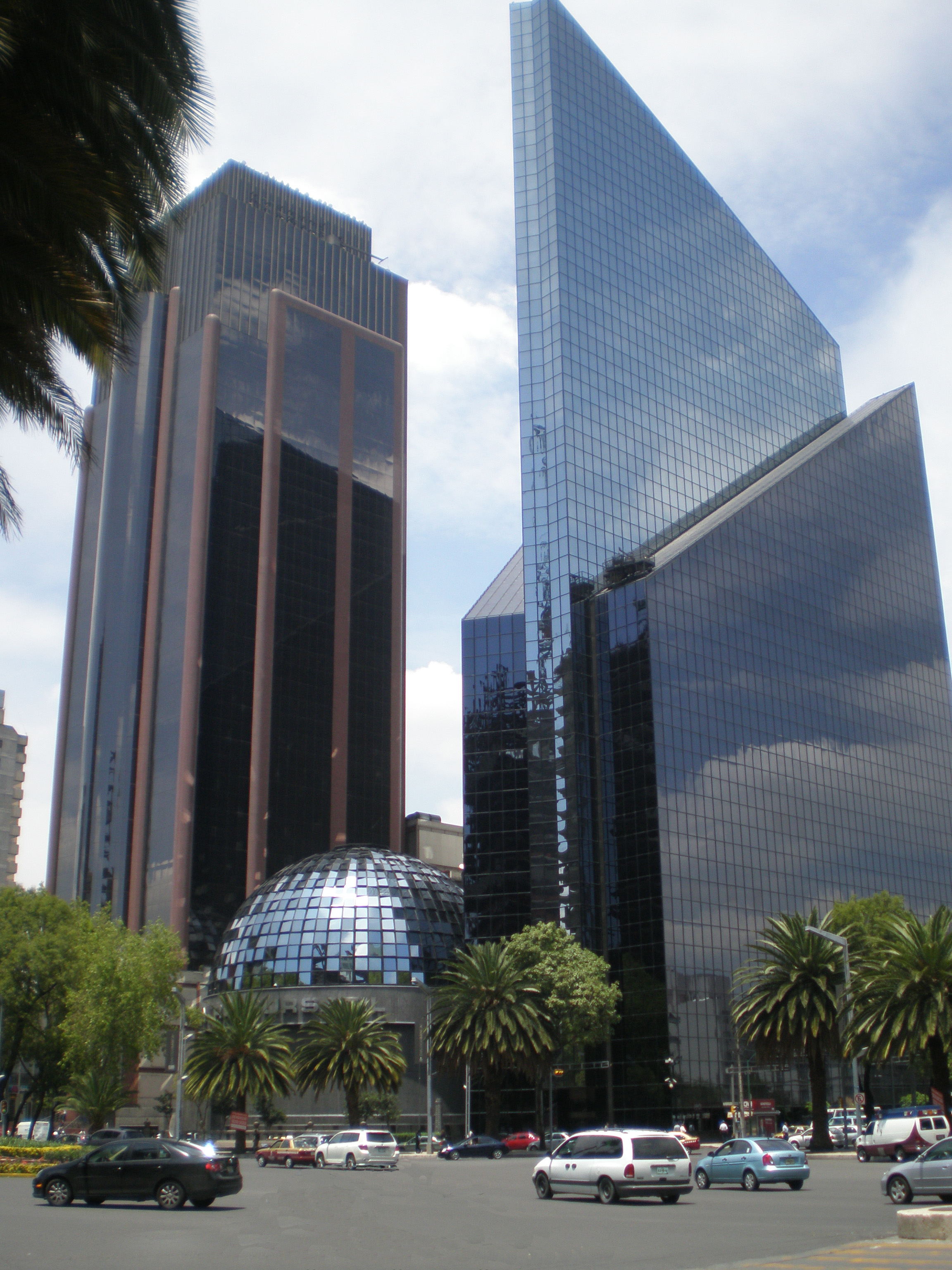
Мехіко, фондова біржа
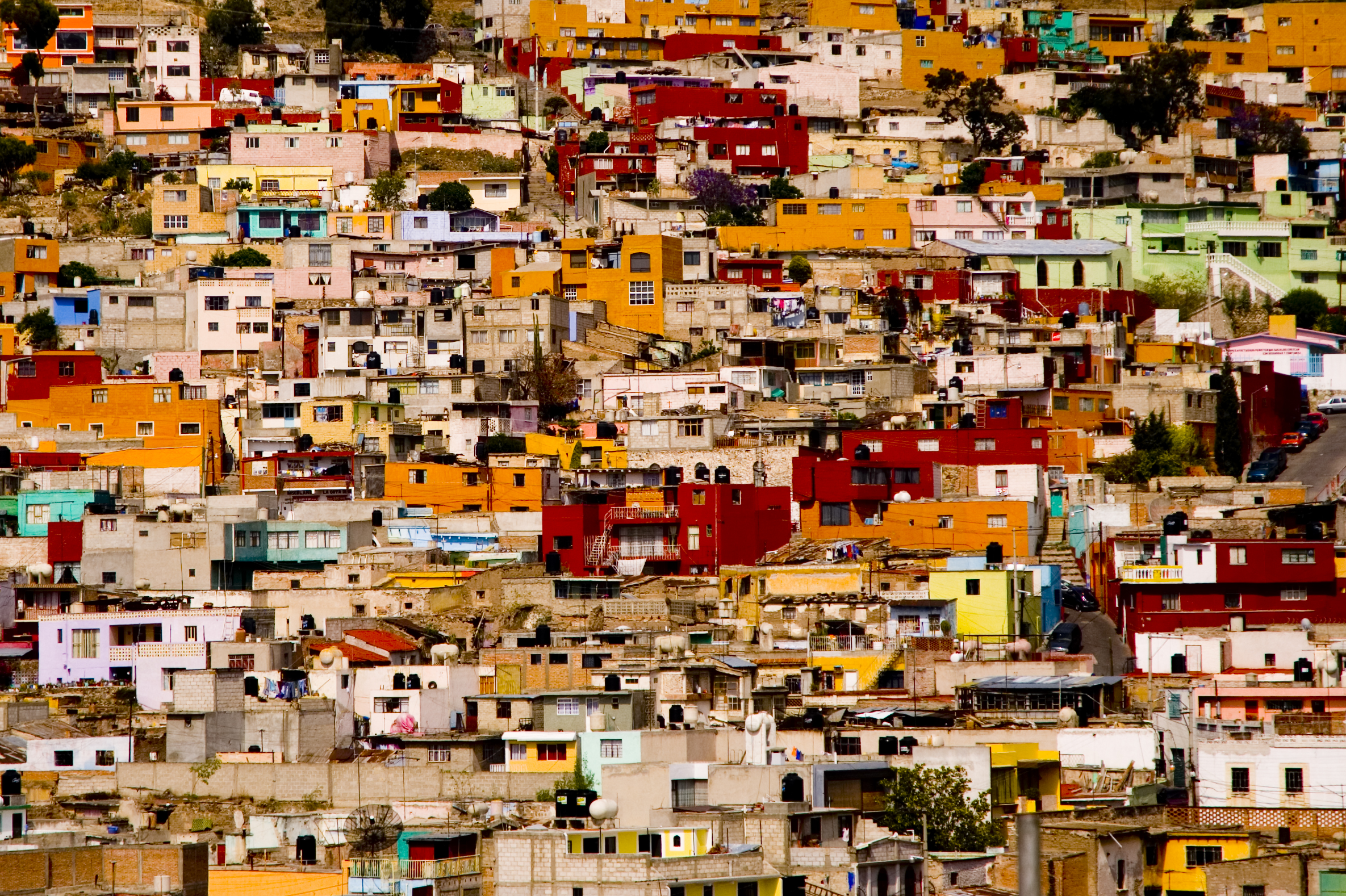
Пересічна забудова міста Пачука, 2007

### Монументи

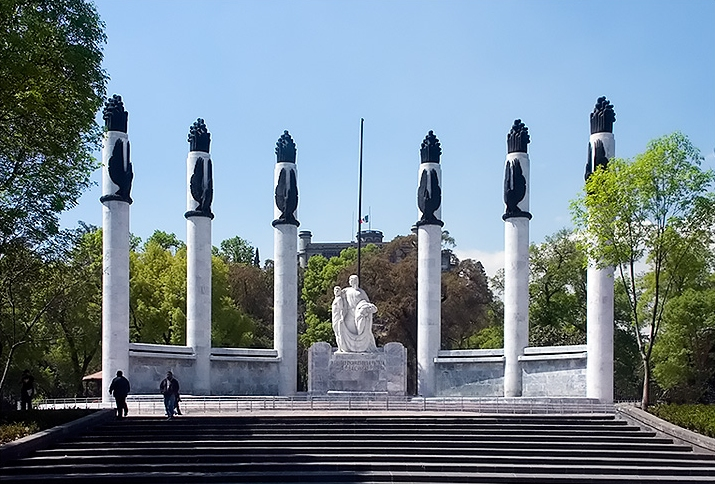
«Вівтар Батьківщини». Арх. Енріке Арагон, скульптор Ернесто Тамаріс.
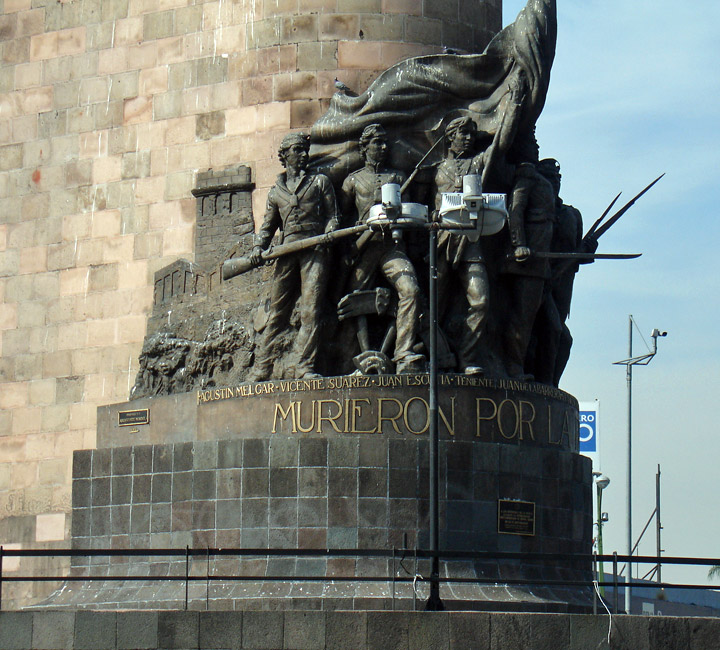
Монумент в місті Гвадалахара, Халіско

### Ансамбль університетського містечка в Мехіко

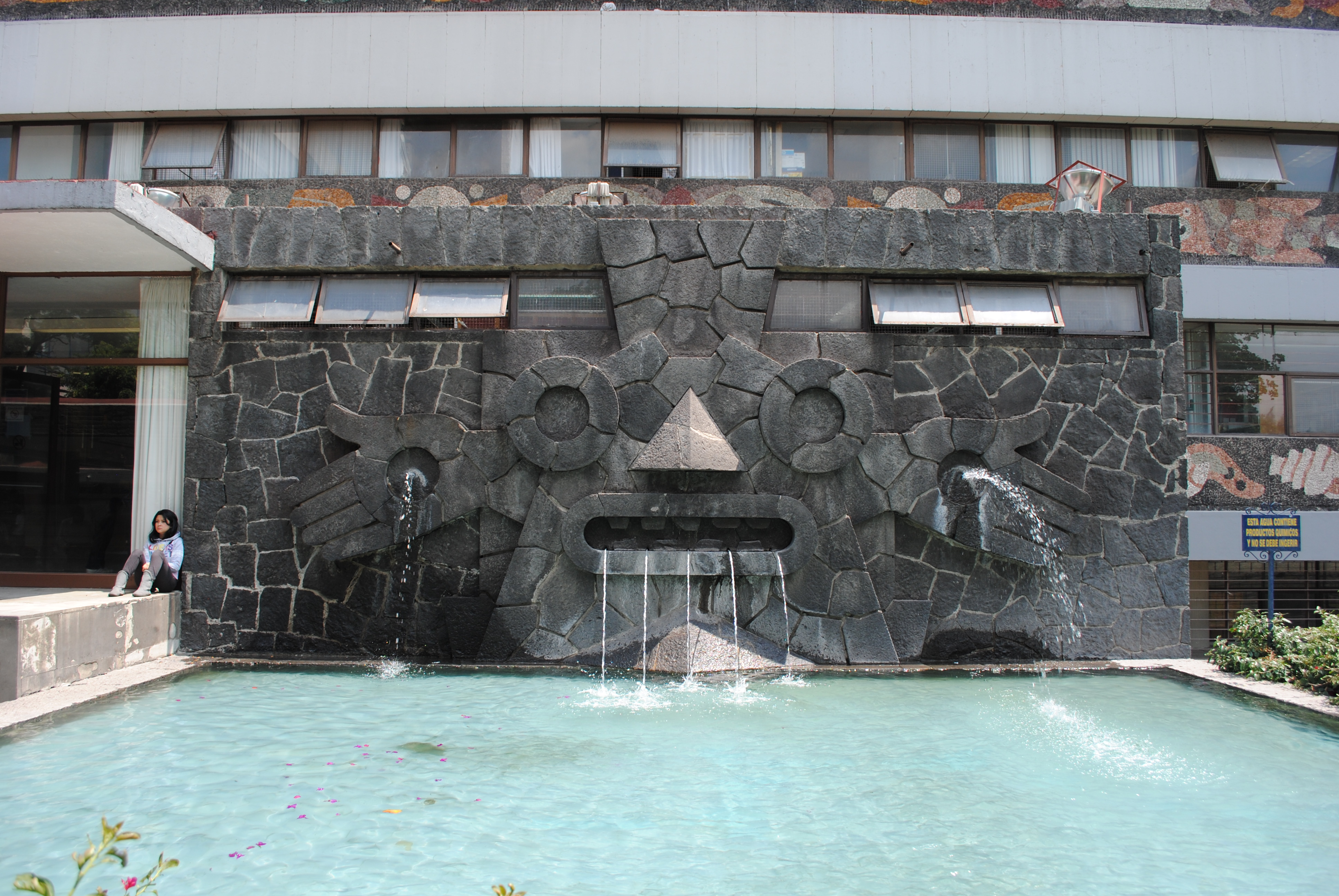

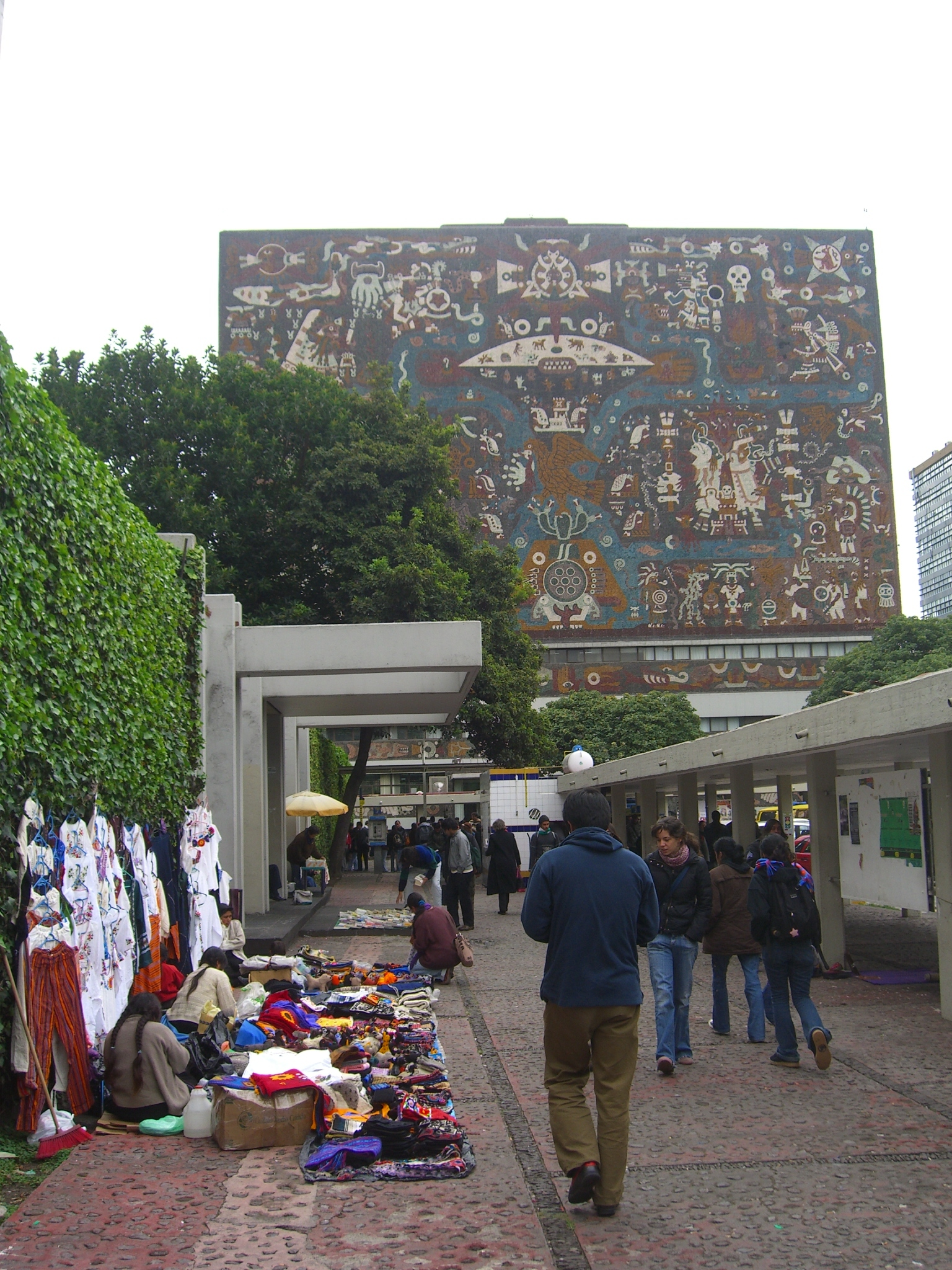
Хуан О'Горман Бібліотека університету, мозаїки

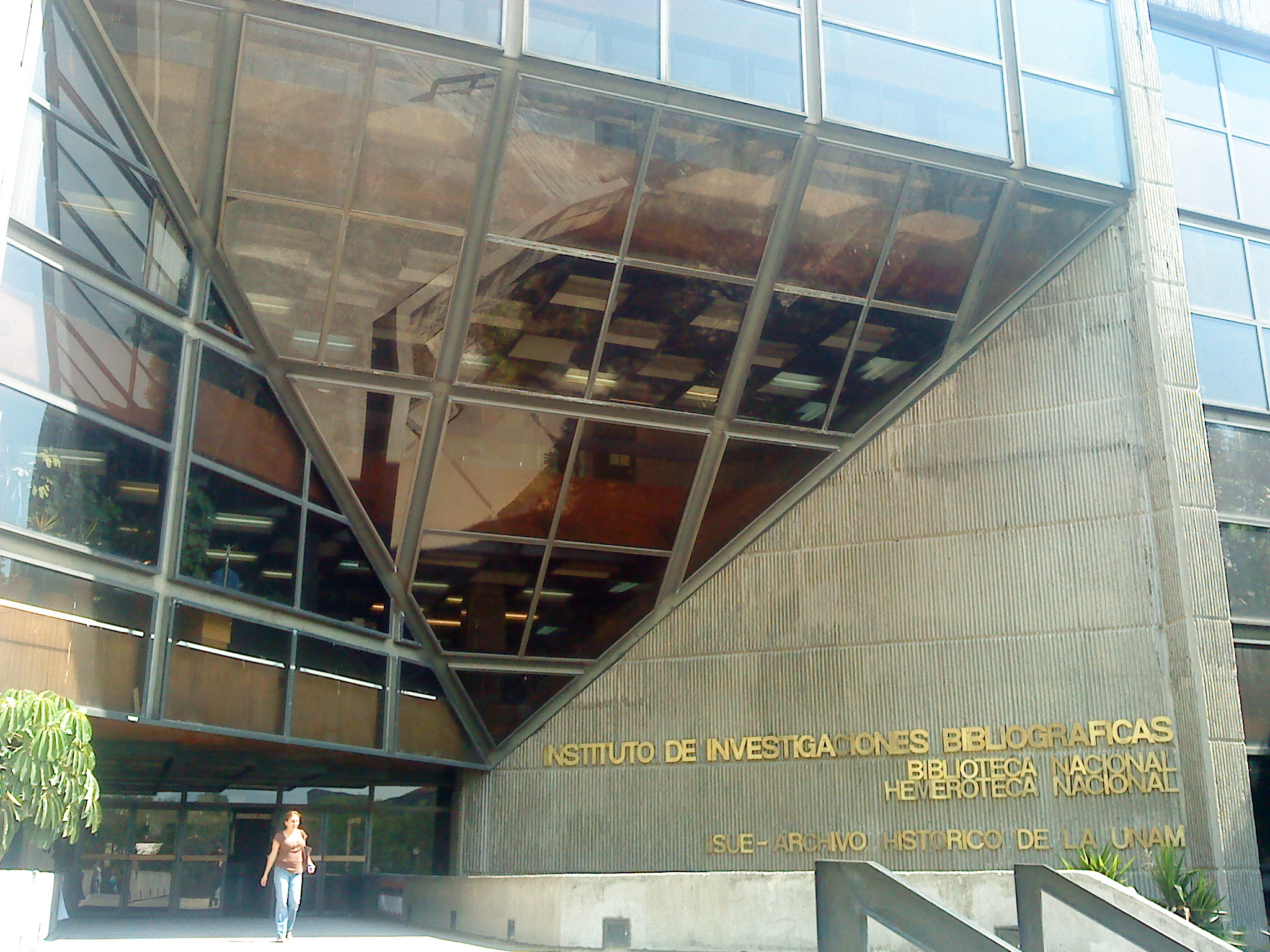
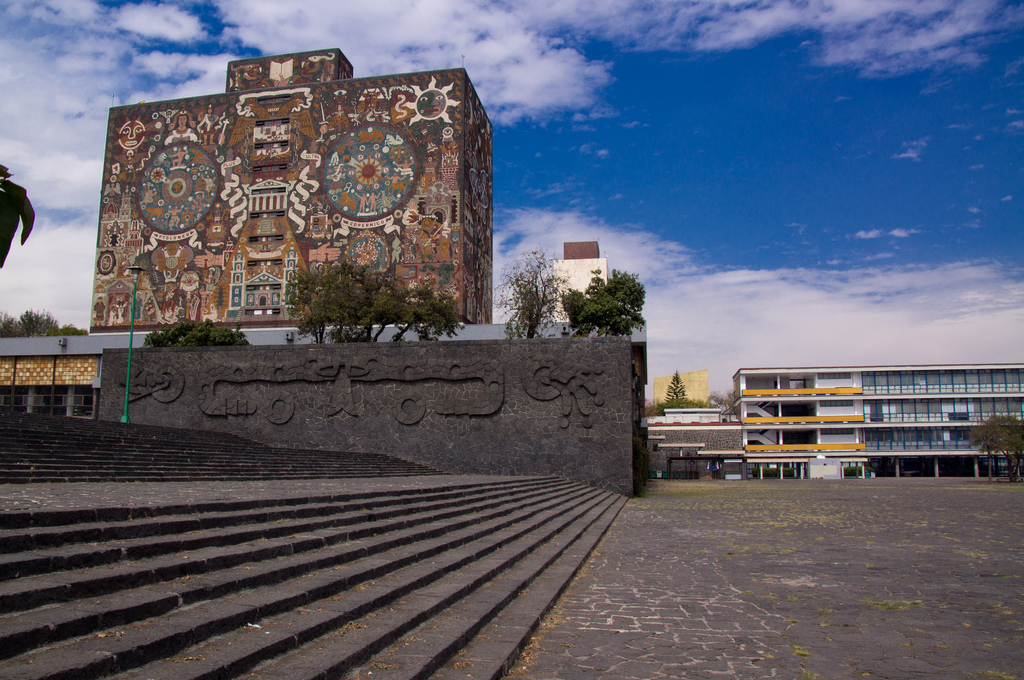
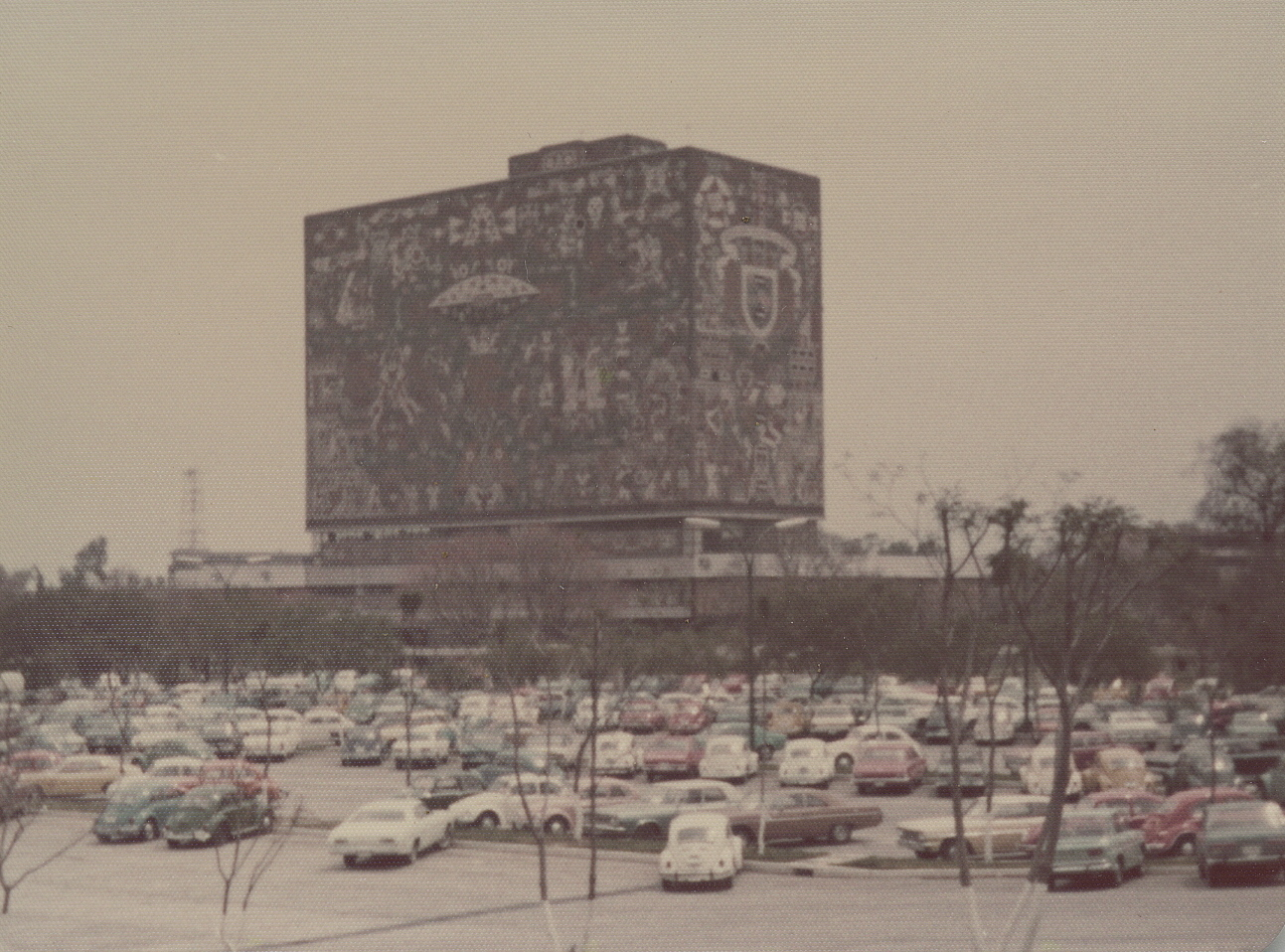
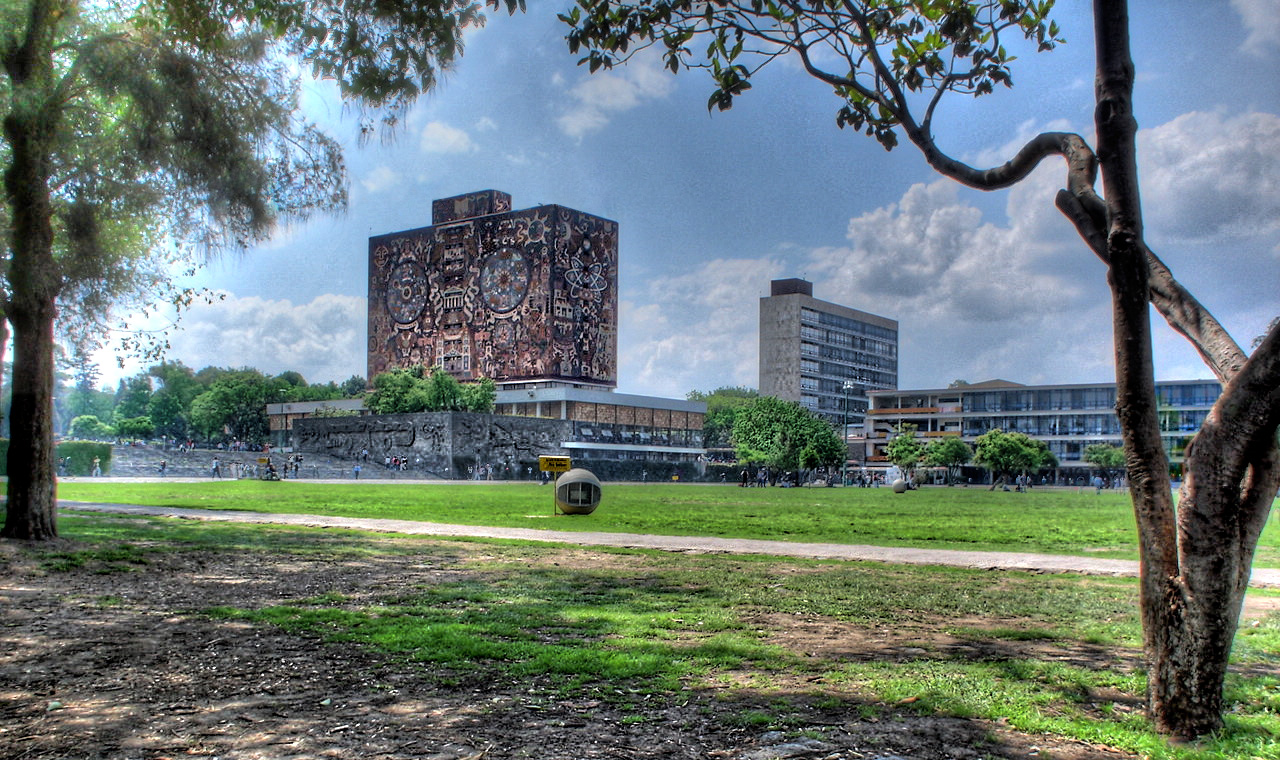

Всі досягнення і всі недоліки політичної, економічної і художньої історії Мексики 20 ст. знайшли свій відбиток в ансамблі Національного університету. До створення концепції і проекту було залучено близько ста митців різних галузей, різного досвіду і художніх манер (серед запрошених — Дієго Рівера, Хуан О'Горман, Чавес Морадо, Сікейрос, Еппенс та ін..) Бригаду очолив архітектор Каплос Ласо, котрий записав : 
| Будівництво університетського містечка у велетенських масштабах ставило проблему комплексного планування із урахуванням багатьох важливих складових : фізичних, психологічних, політичних, адміністративних. Було поставлене завдання побудови міського центру, практично, справжнього нового міста із усіма його різними якостями, призначеного для конгломерату мешканців, чия головна мета — це отримання університетської освіти [16]. |
Тривали дискусії, але все надто авангардне і індивідуалістичне відхиляли заради практичності. Ансамбль університетського містечка вибудували на плато Педрегаль де Сан-Ангель, котре відкрито на столицю лише однім боком, три інші — облямовані застиглими вулканічними скелями. Археологи знайшли там залишки колишнього індіанського міста Куікуілко, котре загинуло від виверження вулкану, як і колись Помпеї в Італії. Плато вважали непринадним ні для сільського господарства, ні для забудови.
Але так не думала бригада, котру очолив Каплос Ласо. Вони включили природні особливості місцевості в архітектурний ансамбль. Генеральний план створили Е. дель Морал та Пані. Територію університетського містечка в сімсот тридцять (730) гектарів розділили на чотири головні зони:
- навчальну
- житлову
- спортивну зі стадіоном
- зону відпочинку і суспільних споруд.

Всі вони вибудовані на різних рівнях і практично нанизані на Панамериканску автостраду, що перетинає містечко. Будівничі попіклувались про створення газонів і парків, котрі вкрили всю вільну від забудови територію.
Насичені теракотово-червоні і синьо-сірі кольори вулканічних каменів головують в колористичних гамах містечка. А місцевий вулканічний камінь був використаний і як головний і дешевий будівельний матеріал, і для облицювання. Залізобетонні конструкції, скло, сталь, ландшафтна архітектура доповнені природним кам'яним облицюванням та величезними мозаїками.
Але сучасна архітектура університетського містечка і його парки різко контрастують із хаотичною, капіталістичною забудовою Мехіко та його велетенськими нетрями на околицях багатомільйонного міста. Всі переваги університетської освіти доступні лише багатіям, сама освіта в університеті надто дорого коштує для більшості мексиканців, де майже половина мешканців — залишається неписьменною. Національний університет Мехіко — маленькій острівець достатку в морі бідноти і безперспективності.

## Кінематограф
Національне кіно зафундували в роки мексиканської революції, кінематограф прийшов із Франції. Так, в країні в 1940 році працював француз Луї Бунюєль.
Кінематограф початкового періоду мав документальний та пропагандистський характер, бо висвітлював події революції та громадянської війни. Це був період німого кіно. Перша звукова кінострічка була створена 1931 року, її назва «Desde Santa».
Згодом прийшов і розподіл на жанри. Чільне місце посіли мелодрами, фільми з фатальними жінками (як наслідок естетики сецесії, де жінку подавали спокусливою, але небезпечною особою). Частка кінострічок експлуатувала теми індіанців, метисів чи сільські теми в країні, котра стрімко ставала урбанізованою при збереженні неписьменності, неосвіченості і провінційності смаків мільйонів міських мешканців. Період 1940—1950-х критики схильні називати золотим періодом національного кіно, бо Мексика брала обмежену участь в подіях Другої світової війни. Виникає і перша генерація популярних мексиканських кінорежисерів, операторів і акторів. В цьому переліку — кінорежисер Еміліо Ель Індіо Фернандес, кінооператор Габріель Фігероа, кіноактори Педро Інфанте, Кантінфлас, Марія Фелікс, Армендаріс Педро, Хорхе Негрете. На ролях фатальних жінок заробили популярність акторки Долорес дель Ріо та Марія Фелікс. Кінематограф Мексики вийшов на міжнародний рівень і мав певну популярність в самій країні, в Сполучених Штатах на півдні, де мешкає іспаномовне населення, і на Канському кінофестивалі.
На кіноіндустрію звернув увагу уряд і створення кінострічок 1930-х 1950-х років було профінансоване як за рахунок державних, так і приватних коштів. Існував і національний Кінематографічний банк. Широка участь урядових структур в фінансуванні мексиканського кінематографу потягла за собою і вимоги до політичної лояльності кінематографістів та відповідних творчих обмежень і цензури.
Художній рівень кінострічок невпинно падав і перейшов в 1960-ті рр. на виробництво невибагливих вестернів і побутових кінокомедій. В 1970 році в кіно почав працювати Пол Ледюк, котрий спеціалізувався на кінострічках без діалогів. Серед його творів — кінострічка по повстанську Мексику (1971 р.) та біографічний фільм «Фріда» (1984 р, кінострічка про художницю Фріду Кало). Серед інших наприкінці 20 століття більш широкий діапазоном тем висвітлював Артуро Ріпстейн молодший.